# Flensburg

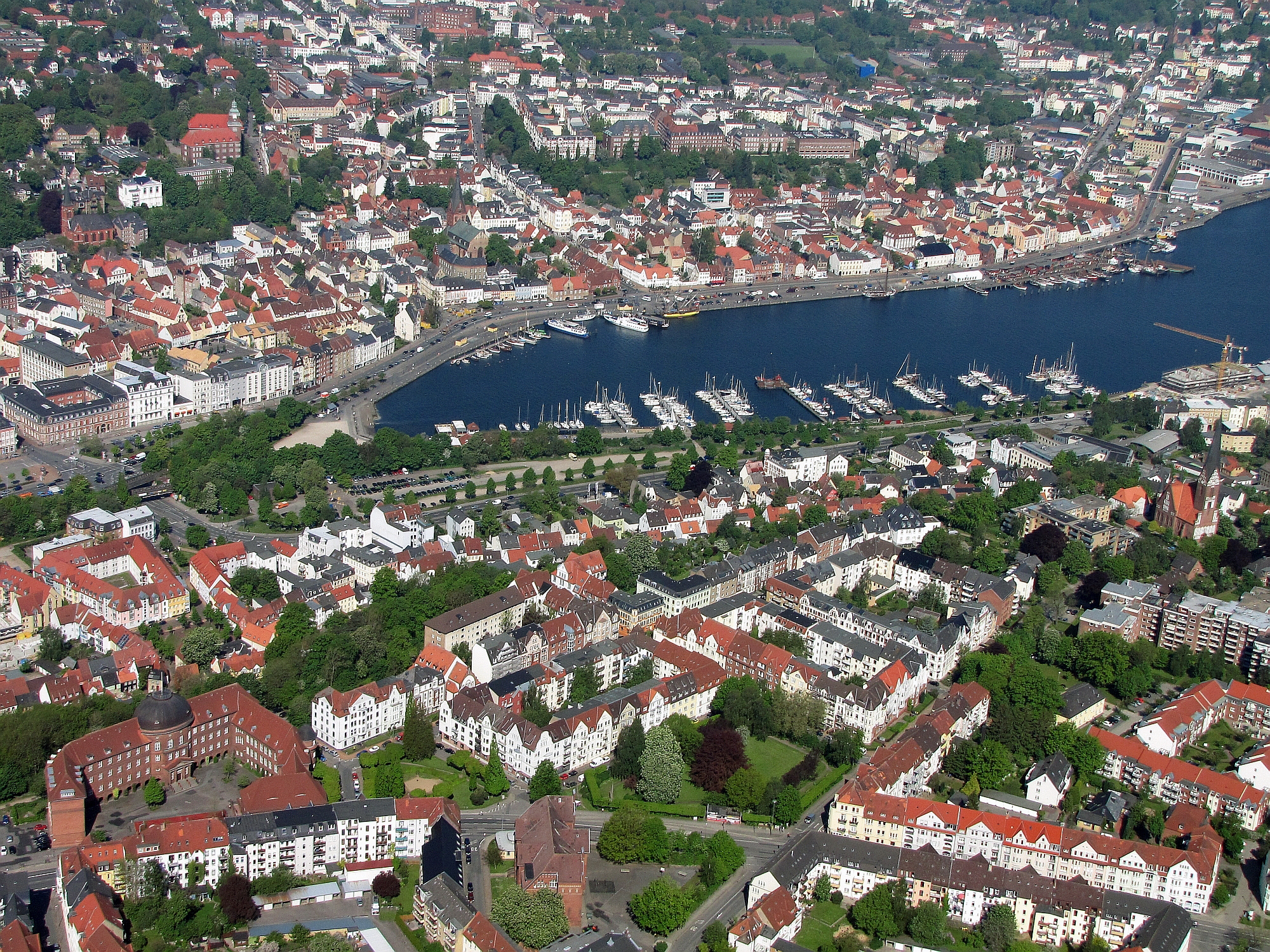
Luftbild mit dem Zentrum der Stadt und dem Flensburger Hafen

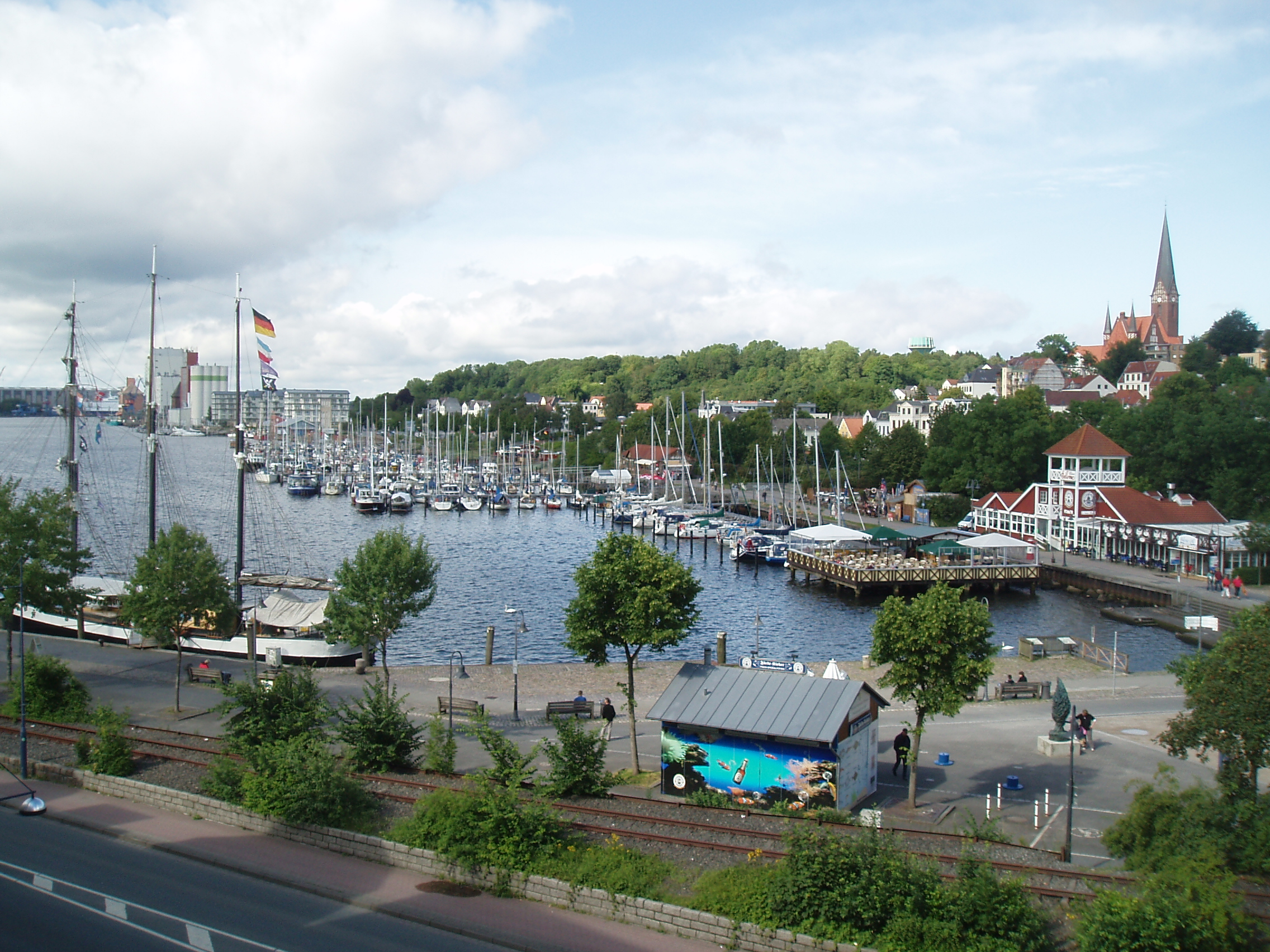
In der Stadtmitte markiert die Hafenspitze, ein zentraler Platz regelmäßiger Veranstaltungen in Flensburg, den Beginn der Flensburger Förde. Im Hintergrund die St. Jürgen-Kirche, der Volkspark mit dem Mürwiker Wasserturm, Werftkontor und die Silos des Flensburger Industriehafens (v. r. n. l., 2011)

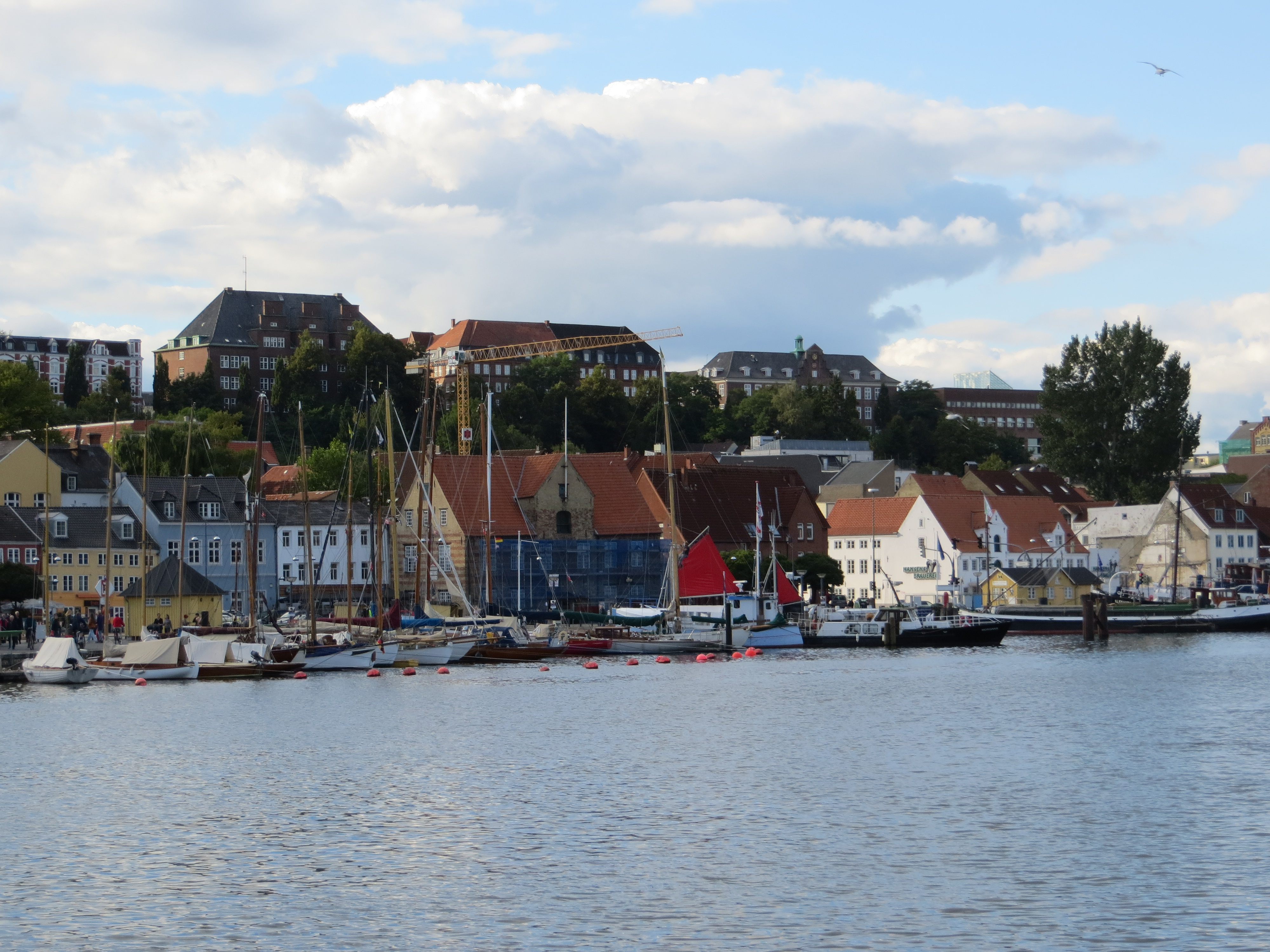
Gebäude im Stil der Heimatschutzarchitektur bzw. des Bedre Byggeskiks, hier auf dem Marienberg, prägen die obere Silhouette am Westufer. Unten der Museumshafen und das Kompagnietor an der Schiffbrücke (2013)

Flensburg (dänisch und niederdeutsch Flensborg, nordfriesisch Flansborj oder Flensborag, südjütisch Flensborre, lateinisch Flenopolis oder Flensburgum) ist eine große kreisfreie Mittelstadt im Norden Schleswig-Holsteins. Flensburg ist mit 96.326 Einwohnern (Stand: 31. Dezember 2024) hinter Kiel und Lübeck die drittgrößte Stadt des Bundeslandes, die größte im Landesteil Schleswig und die nördlichste kreisfreie Stadt Deutschlands.
Als Zentrum der dänischen Minderheit in Südschleswig nahm Flensburg nach der Volksabstimmung in Schleswig 1920 und den Bonn-Kopenhagener Erklärungen von 1955 eine Vorreiterrolle für die Anerkennung nationaler Minderheiten ein, abgedeckt durch eine Vielzahl dänischer Institutionen. Von einem nicht geringen Teil der Bevölkerung werden außer Deutsch und Dänisch noch Plattdeutsch und Petuh gesprochen.
Bundesweite Bekanntheit erlangte die Hafenstadt durch die vom Kraftfahrt-Bundesamt gespeicherten „Punkte in Flensburg“, den Erotikversandhandel von Beate Uhse, das Flensburger Bier und den Handballverein SG Flensburg-Handewitt, international durch den Sitz der letzten Reichsregierung 1945 unter der Leitung von Karl Dönitz im Stadtteil Mürwik. Faktoren wie der Rumhandel und militärische Einrichtungen, etwa der Marinestützpunkt Flensburg-Mürwik, die das Wachstum der Stadt im 19. und 20. Jahrhundert prägten, spielen heute nur noch eine unwesentliche Rolle. Von größerer Bedeutung für das Oberzentrum sind der ausgeprägte Grenztourismus, der Flensburger Hafen mit dem Historischen Hafen und der Werft der FSG sowie mit rund 9200 Studierenden (WS 2014/2015) die Fachhochschule und die 1994 gegründete Europa-Universität Flensburg.

## Geographie

### Lage
Das Gemeindegebiet der Stadt Flensburg liegt am inneren Ende der Flensburger Förde im Nordwesten der Halbinsel Angeln an der deutsch-dänischen Grenze im Naturraum Schleswig-Holsteinisches Hügelland. Der nächstgelegene Grenzübergang nach Dänemark befindet sich in der nördlich angrenzenden Nachbargemeinde Harrislee im Kreis Schleswig-Flensburg. Nach der Nachbarstadt Glücksburg ist Flensburg die zweitnördlichste Stadt der Bundesrepublik Deutschland. Das Stadtgebiet erstreckt sich auf dem westlichen und südlichen Ufer der Flensburger Förde über verschiedene Anhöhen wie den Friesischen Berg oder den Marienberg. Der östliche Uferbereich der Stadt wird bereits zur Halbinsel Angeln gerechnet. Der höchste Punkt im Stadtgebiet mit mindestens 64 m ü. NHN befindet sich im Bereich der Marienhölzung nahe der Anschlussstelle Duburg der Bundesstraße 200. Der Innenstadtbereich liegt beim ZOB auf einer Höhe von nur 3 m ü. NHN.

### Stadtteile
Die Stadt Flensburg ist in 13 Stadtteile untergliedert, die sich wiederum in insgesamt 38 statistische Bezirke unterteilen. Die Grenzen der heutigen Stadtteile und Stadtbezirke folgen nur näherungsweise den historischen Grenzverläufen der früheren Landgemeinden beziehungsweise den historischen Kirchspielgrenzen auf dem alten Stadtfeld. Die Stadtteile Flensburgs sind Altstadt (beziehungsweise Flensburger Innenstadt), Engelsby, Friesischer Berg, Fruerlund, Jürgensby, Mürwik, Neustadt, Nordstadt, Sandberg, Südstadt, Tarup, Weiche und Westliche Höhe.
| Nr. | Stadtteil (dänischer Name)       | Lage | Einwohner (Stand 2013) | Migranten (% in der Gesamtbevölkerung) (Stand 2014) | Stadtbezirke                                                                                                  | Weitere Ortsteile (ehemalige Ortschaften und Kirchspiele) | Sammlung von Bildern       |
| --- | -------------------------------- | ---- | ---------------------- | --------------------------------------------------- | --- | --- | -------------------------- |
| 1   | Altstadt (Innenstadt) (Indre By) | Lage | 3.324                  | 801 (24,1 %)                                        | St. Nikolai (Sankt Nikolaj) St. Marien (Sankt Mariæ) Nordertor (Gertrudenviertel/Ramsharde) (Nørreport)       | | Commons : Innenstadt       |
| 2   | Neustadt (Nystaden)              | Lage | 4.134                  | 1138 (27,5 %)                                       | Duburg (Duborg) (Neustadt) Nord                                                                               | | Commons : Neustadt         |
| 3   | Nordstadt (Nordstaden)           | Lage | 10.994                 | 3312 (30,1 %)                                       | (Harrisleer) Kreuz (Kors) Galwik (Galvig) Klues (Klus)                                                        | Ostseebad (Østersøbadet) | Commons : Nordstadt        |
| 4   | Westliche Höhe (Vestlig Høj)     | Lage | 7.897                  | 1427 (18,1 %)                                       | Stadtpark (Byparken/Øvelgønne) Marienhölzung (Frueskov) St. Gertrud (Mühlen) Friedhof (Møllekirkegård)        | Falkenberg Marienhof | Commons : Westliche Höhe   |
| 5   | Friesischer Berg (Friserbjerg)   | Lage | 6.686                  | 1293 (19,3 %)                                       | Exe (Eksercerløkke) Museumsberg Friedenshügel (Fredshøj)                                                      | Gottrupel-Teilstück am Stadtweg Harrisleehof-Teilstück am Ochsenweg Schäferhaus (Skæferhus) | Commons : Friesischer Berg |
| 6   | Weiche (Sporskifte)              | Lage | 6.939                  | 1399 (20,2 %)                                       | Sophienhof (Sophiegård) Schäferhaus (Skæferhus)                                                               | | Commons : Weiche           |
| 7   | Südstadt (Sydstaden)             | Lage | 4.034                  | 813 (20,2 %)                                        | Martinsberg (Martinsbjerg) Rude Peelwatt (Pælevad)                                                            | | Commons : Südstadt         |
| 8   | Sandberg (Sandbjerg)             | Lage | 6.012                  | 872 (14,5 %)                                        | Achter de Möhl (Fiskergården) Adelbylund Sünderup-West (Campus)                                               | westlicher Teil von Löwenberg | Commons : Sandberg         |
| 9   | Jürgensby (Jørgensby)            | Lage | 7.850                  | 1159 (14,8 %)                                       | Johannesviertel (Sankt Hans) St. Jürgen (Sankt Jørgen) Jürgensgaard (Jørgensgaard) Sender Flensburg-Jürgensby | Fruerlundmühle Hohlwege (Hulvejene) Kapitänsviertel | Commons : Jürgensby        |
| 10  | Fruerlund (Fruerlund)            | Lage | 6.333                  | 1067 (16,8 %)                                       | Blasberg (Blæsbjerg) Bohlberg (Bolsbjerg) (Fruerlund)-Hof (Fruerlundgård)                                     | Kielseng (Kilseng) Fruerlundholz Fruerlundmühle | Commons : Fruerlund        |
| 11  | Mürwik (Mørvig)                  | Lage | 14.334                 | 2454 (17,1 %)                                       | Stützpunkt Flensburg-Mürwik Osbek (Osbæk) Wasserloos (Vandløs) Friedheim Solitüde (Solitude)                  | Blocksberg (Bloksbjerg) Engelsby Dorf Fahrensodde (Farnæsodde) Klosterholz (Klosterskov) Sonwik Twedter Holz (Tvedskov) Twedter Mark Twedter Feld (Tved Ager) Waldsiedlung Tremmerup Waldeshöh | Commons : Mürwik           |
| 12  | Engelsby (Engelsby)              | Lage | 7.774                  | 1843 (23,7 %)                                       | Engelsby-Süd (Engelsby syd) Vogelsang (Fuglsang)                                                              | Musikerviertel Windloch (Vejrgab) Sternenviertel Trögelsby (Troelsby) Twedt (Tved) Kauslund (Kavslund) mit dem südlichen Teil von Wasserloos (Vandløs) in Form einer Straße                    | Commons : Engelsby         |
| 13  | Tarup (Tarup)                    | Lage | 4.317                  | 689 (16,0 %)                                        | Tarup | Adelby östlicher Teil von Löwenberg Sünderup (Sønderup) Kattloch (Katgab) Hochfeld | Commons : Tarup            |

### Nachbargemeinden
Folgende Gemeinden des Kreises Schleswig-Flensburg und der Region Syddanmark grenzen an die Stadt Flensburg – im Uhrzeigersinn beginnend im Nordosten: Glücksburg (amtsfreie Stadt), Wees (Amt Langballig), Hürup und Freienwill (beide Amt Hürup), Handewitt (amtsfreie Gemeinde), Harrislee (amtsfreie Gemeinde) und die Kommune Aabenraa (dt. Apenrade) auf dänischer Seite der Flensburger Förde.
Dabei gelten vor allem Harrislee mit den zugehörigen Ortsteilen Wassersleben und Kupfermühle sowie Wees und Tastrup als Vororte von Flensburg. Sie sind baulich mehr oder minder dicht mit der Stadt verwachsen. Insbesondere die Gemeinde Harrislee beharrt seit den 1970er-Jahren immer wieder – trotz wiederholten Vorschlags der Stadt Flensburg, sie einzugemeinden – auf ihrer Eigenständigkeit.
Tastrup, seit 2023 Teil der Gemeinde Hürup, ist ein Rest der ehemaligen Gemeinde Adelby, die schrittweise eingemeindet wurde. Durch den stetigen Ausbau des Ortsteils Sünderup wächst Flensburg immer deutlicher an Tastrup heran. Ähnlich verhält es sich mit Wees, wo in den an der Nordstraße (Bundesstraße 199) gelegenen Flensburger Ortsteilen Wasserloos und Kauslund Neubaugebiete erschlossen werden. Eine weitere Siedlung, die schon seit vielen Jahren nahtlos mit Flensburg verwachsen ist, ist Meierwik, die aber dennoch zur Stadt Glücksburg gehört. Ebenfalls recht stark an Flensburg herangewachsen ist Handewitt, das an den Flugplatz Schäferhaus grenzt und nicht weit entfernt vom Flensburger Stadtteil Weiche liegt. Die Zusammengehörigkeit wird durch die seit 1990 bestehende Spielgemeinschaft Flensburg-Handewitt bestärkt. Des Weiteren gilt zuweilen Maasbüll als ein ländlicher Vorort von Flensburg, wobei das Dorf nicht mit Flensburg verwachsen ist. Das von Naherholung und Landwirtschaft geprägte Maasbüll liegt nahe dem kaum bebauten Gebiet Vogelsang.

### Nachbarstädte
Nahegelegene Großstädte sind Schleswig-Holsteins Landeshauptstadt Kiel (247.000 Einwohner) sowie in Dänemark Odense (170.300 Einwohner) und Aarhus (256.000 Einwohner); nächstgelegene Millionenstadt ist das rund 141 km entfernte Hamburg (1,8 Mio. Einwohner) im Süden. Arnis, die nach der Einwohnerzahl (300 Einwohner) und nach der Fläche kleinste Stadt Deutschlands (0,45 km²), liegt rund 36 km von Flensburg entfernt.
Die Entfernungsangaben entsprechen der Luftlinie zwischen Flensburg und der jeweiligen Stadt.
| Esbjerg (99 km) Ribe (90 km) Tønder (41 km)     | Aarhus (161 km) Kolding (79 km) Aabenraa (21 km)     | Odense (91 km) Sønderborg (27 km) Glücksburg (10 km)           |
| Süderlügum (40 km) Leck (30 km) Niebüll (39 km) | Kompassrose, die auf Nachbargemeinden zeigt          |                                                                |
| Husum (41 km)                                   | Schleswig (30 km) Rendsburg (55 km) Hamburg (141 km) | Kappeln (35 km) Arnis (36 km) Eckernförde (43 km) Kiel (68 km) |

### Klima
|                        | Jan  | Feb  | Mär  | Apr  | Mai  | Jun  | Jul  | Aug  | Sep  | Okt  | Nov   | Dez  |   |       |
| Mittl. Temperatur (°C) | 0,6  | 0,7  | 2,7  | 6,3  | 11,3 | 14,9 | 16,0 | 15,9 | 13,0 | 9,6  | 5,2   | 2,2  | ⌀ | 8,2   |
| Mittl. Tagesmax. (°C)  | 2    | 2    | 6    | 10   | 15   | 18   | 20   | 20   | 16   | 11   | 7     | 4    | ⌀ | 11    |
| Mittl. Tagesmin. (°C)  | 0    | −1   | 1    | 3    | 7    | 11   | 12   | 12   | 10   | 7    | 3     | 1    | ⌀ | 5,5   |
|                        |      |      |      |      |      |      |      |      |      |      |       |      |   |       |
| Niederschlag (mm)      | 74,2 | 47,6 | 62,4 | 50,5 | 61,8 | 66,1 | 83,9 | 98,6 | 89,7 | 87,8 | 105,3 | 90,9 | Σ | 918,8 |
|                        |      |      |      |      |      |      |      |      |      |      |       |      |   |       |
| Sonnenstunden (h/d)    | 1,3  | 2,2  | 3,5  | 5,9  | 7,5  | 7,1  | 7,2  | 6,7  | 4,7  | 3,2  | 1,8   | 1,2  | ⌀ | 4,4   |
|                        |      |      |      |      |      |      |      |      |      |      |       |      |   |       |
| Regentage (d)          | 19   | 14   | 21   | 20   | 20   | 20   | 21   | 21   | 22   | 22   | 22    | 21   | Σ | 243   |

| 0 |

| −1 |

| 1 |

| 3 |

| 7 |

| 11 |

| 12 |

| 12 |

| 10 |

| 7 |

| 3 |

| 1 |

| 0 |

| −1 |

| 1 |

| 3 |

| 7 |

| 11 |

| 12 |

| 12 |

| 10 |

| 7 |

| 3 |

| 1 |

| N i e d e r s c h l a g | 74,2 | 47,6 | 62,4 | 50,5 | 61,8 | 66,1 | 83,9 | 98,6 | 89,7 | 87,8 | 105,3 | 90,9 |
|                         | Jan  | Feb  | Mär  | Apr  | Mai  | Jun  | Jul  | Aug  | Sep  | Okt  | Nov   | Dez  |

## Geschichte

### Vor- und frühgeschichtliche menschliche Spuren
Auf dem Stadtgebiet wurden verschiedene Spuren menschlichen Lebens und Wirkens aus der Zeit der Vor- und Frühgeschichte entdeckt. Stätten, die von diesen Zeiten zeugen, sind unter anderem die Grabhügel Friedenshügel, Nonnenberg und Weinberg.

### Ursprung des Namens
Die Herkunft des erstmals 1248 erwähnten Stadtnamens Flensburg konnte noch nicht geklärt werden. Einer Sage nach gab Herzog Knud Lavard einem Ritter Fleno den Auftrag, am Ende der Förde eine Burg zu errichten. Diese Fleno-Burg solle der Stadt ihren Namen gegeben haben. Eine neuere Theorie besagt, dass sich der Name von einer kleinen Turmfestung ableite, deren Fundamente in der Nähe der Marienkirche gefunden wurden und die auf etwas wie einer Art kleinen Insel, Halbinsel oder Landzunge lag.
Neben dem Gründungsmythos um den Ritter Fleno besitzt Flensburg einen apokalyptischen Mythos zu seinem Untergang, dessen Ausgangspunkt sich beim Hafermarkt befinden soll und in dem das Schwarze Schwein eine entscheidende Rolle spielt.

### Anfänge Flensburgs

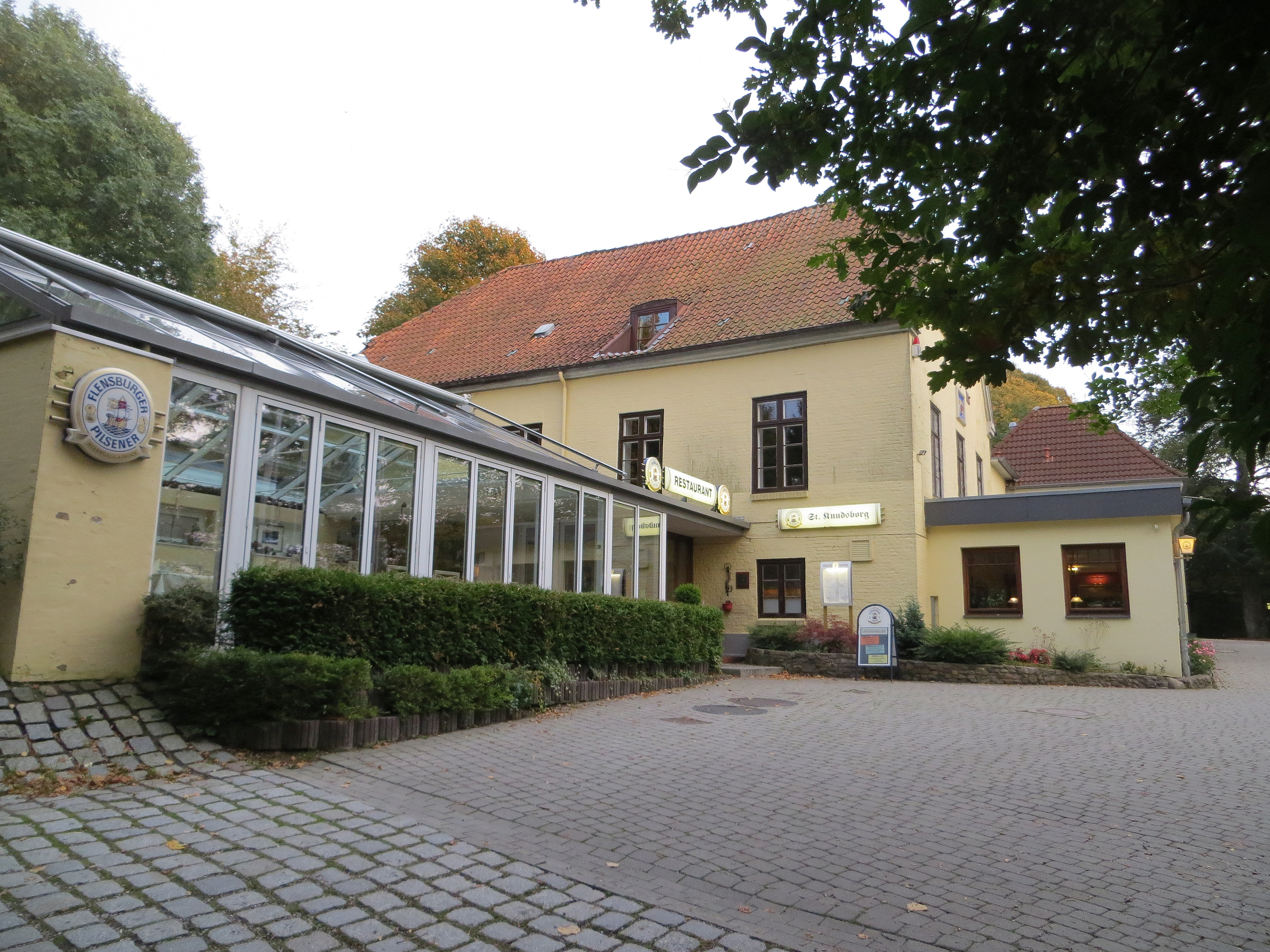
Heimstätte der im 12. Jahrhundert gegründeten Knudsgilde ist seit 1844 St. Knudsborg am Hillig-Water Gang (Helligvandsgangen)

Spätestens um die Mitte des 12. Jahrhunderts entstand am inneren Bereich der Flensburger Förde eine Handels- und Fischersiedlung rund um Sankt Johannis. Die St. Johannis-Siedlung zählte aufgrund ihres Standortes zur Husbyharde in Angeln. Im Jahr 1170 entstand weiter westlich am Fördeufer zudem das Kirchspiel Sankt Marien, um 1200 schließlich Sankt Nikolai und zuletzt im Jahr 1290 Sankt Gertrud. Diese Seite zählte zur Wiesharde und lag im Einzugsbereich des Flusses Scherrebek, der im Übrigen zum Mündungsbereich in die Flensburger Förde hin, nach dem Bau einer Wassermühle, den Namen Mühlenstrom erhielt. Diese Gebiete standen sämtlich unter der Herrschaft des dänischen Königs.
Historiker nehmen an, dass es mehrere Gründe für die Siedlungswahl an diesem Standort gab. Nach dem Ende der Wikingerzeit und der Überwindung der wendischen Land- und Seeherrschaft infolge der Versöhnung des Dänenkönigs Waldemars des I. mit Heinrich dem Löwen war das Leben direkt am Wasser ungefährlicher geworden als zuvor. Der Ort galt zudem als sicherer Hafen an der Förde, mit Schutz vor heftigen Winden. An dieser Stelle kreuzten sich überdies zwei bedeutende Handelsstraßen der damaligen Zeit: Es waren dies der historisch bedeutsame, durch ganz Jütland führende Ochsenweg und die Handelsstraße zwischen Nordfriesland und Angeln (einer der Angelbowege). Auch das große Vorkommen von Heringen in der Förde war ein bedeutender Faktor für das wirtschaftliche Wohlergehen der neuen Siedlungen.

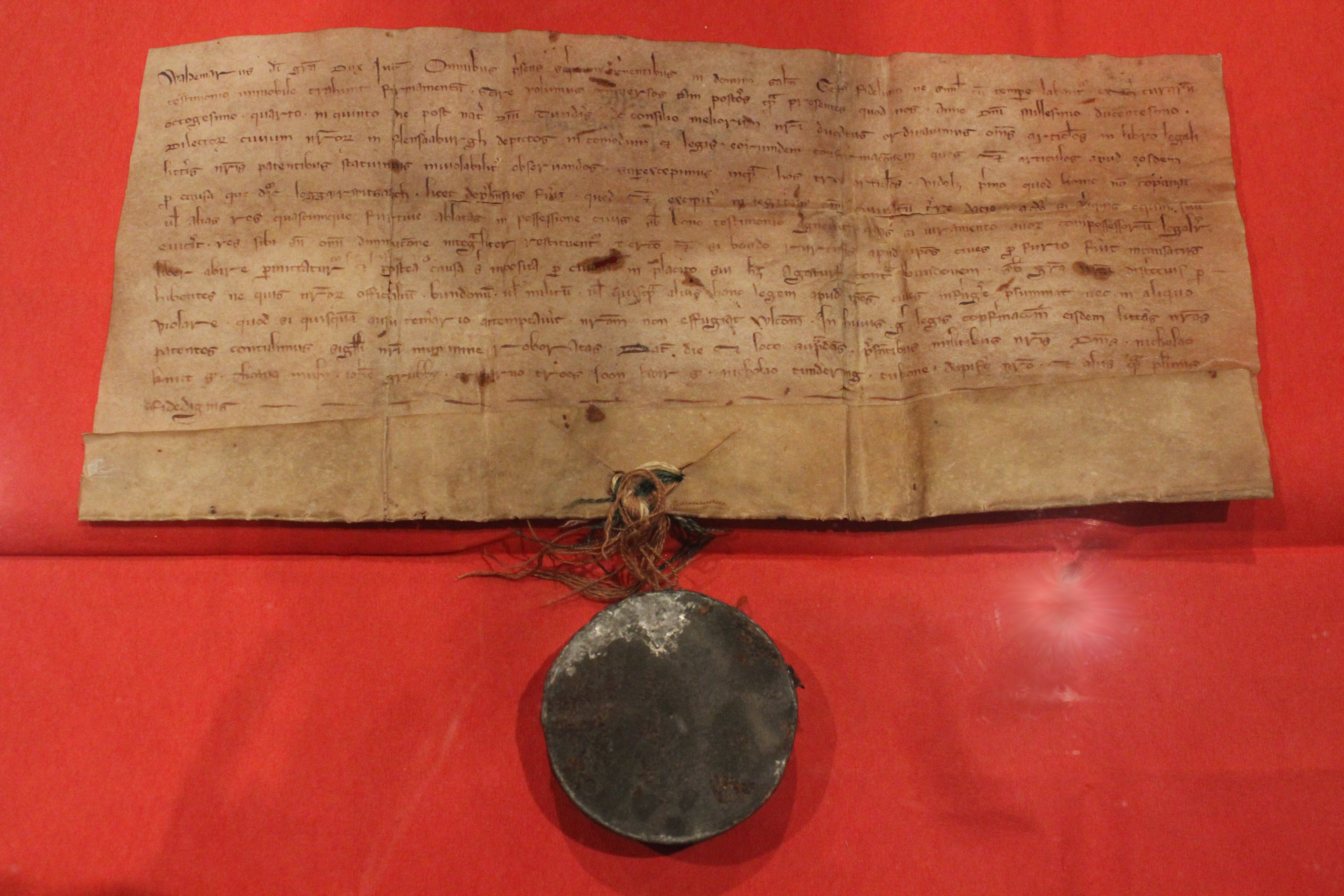
Die Stadtrechtsurkunde Flensburgs aus dem Jahr 1284

Im Laufe der Zeit gewannen die kleinen Handelsniederlassungen an Bedeutung und wuchsen zusammen. Zu dieser Zeit existierte bereits die Knudsgilde, eine bestimmende Macht in Flensburg, die aus wohlhabenden Kaufleuten bestand und schon damals mit Vorrechten ausgestattet war. Mit ihr konnte auf das Stadtregiment Einfluss ausgeübt werden. In Kämpfen zwischen dem dänischen König Erik Plovpenning und seinem Bruder und Nachfolger Abel war der im Dammhofareal aufkeimende Ortskern 1248 zerstört worden. Abel förderte den Wiederaufbau des Ortes. Vermutlich 1263 oder früher wurde das Minoritenkloster erbaut.
1284 verlieh dann der dänische König Erik Glipping dem neuen Ort das Stadtrecht, dessen Inhalt auf einen bereits sehr regen Handelsverkehr schließen lässt. Herzog Waldemar IV. von Schleswig bestätigte das Stadtrecht. Flensburg wurde rasch die bedeutendste Stadt des Herzogtums Schleswig, eines dänischen Lehens mit dem dänischen König als Lehnsherrn, das im Gegensatz zum südlich angrenzenden Holstein nicht zum Heiligen Römischen Reich gehörte, mit diesem aber in vielerlei Hinsicht verbunden war. Wie andere schleswigsche Städte war Flensburg daher nicht Mitglied der Hanse; dennoch bestanden rege Handelskontakte zu deutschen Hansestädten und deren Kontoren. Besonders bedeutend waren hierbei Heringe, die europaweit verschickt wurden.

### Die Handelsstadt im Mittelalter und in der frühen Neuzeit
Ab 1409 eskalierten die Auseinandersetzungen zwischen den Grafen von Holstein und der dänischen Krone um die Vormacht in Schleswig (siehe auch Sønderjylland). 1411 erreichte Königin Margarethe I. im Vertrag von Kolding die Abtretung großer Teile des Herzogtums Schleswig an Dänemark. Im selben Jahr wurde die Duburg auf dem Marienberg errichtet.

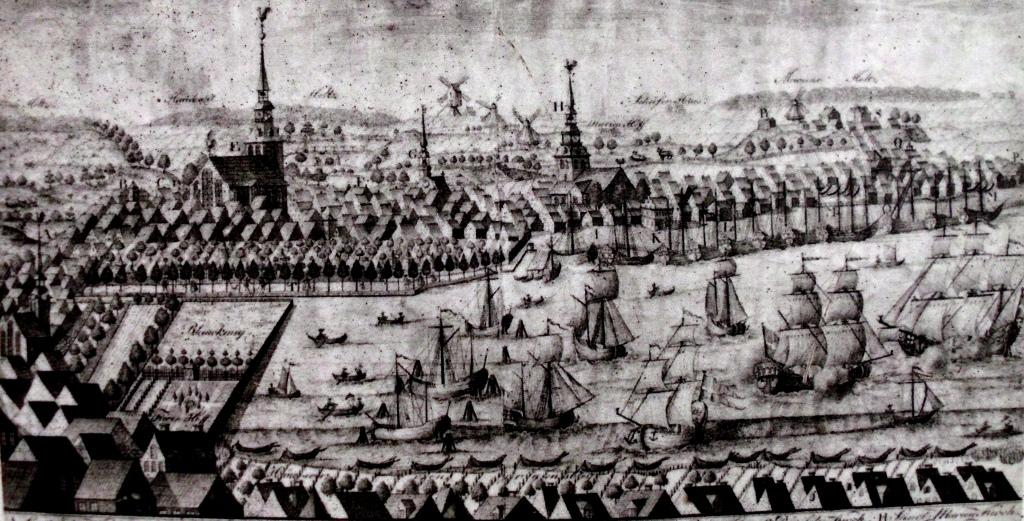
Flensburger Hafen um 1783

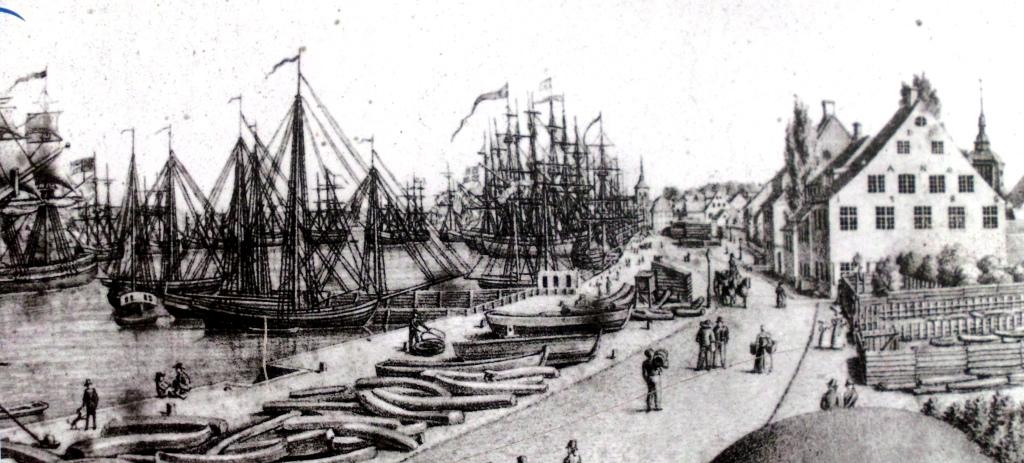
Schiffbrücke um 1833

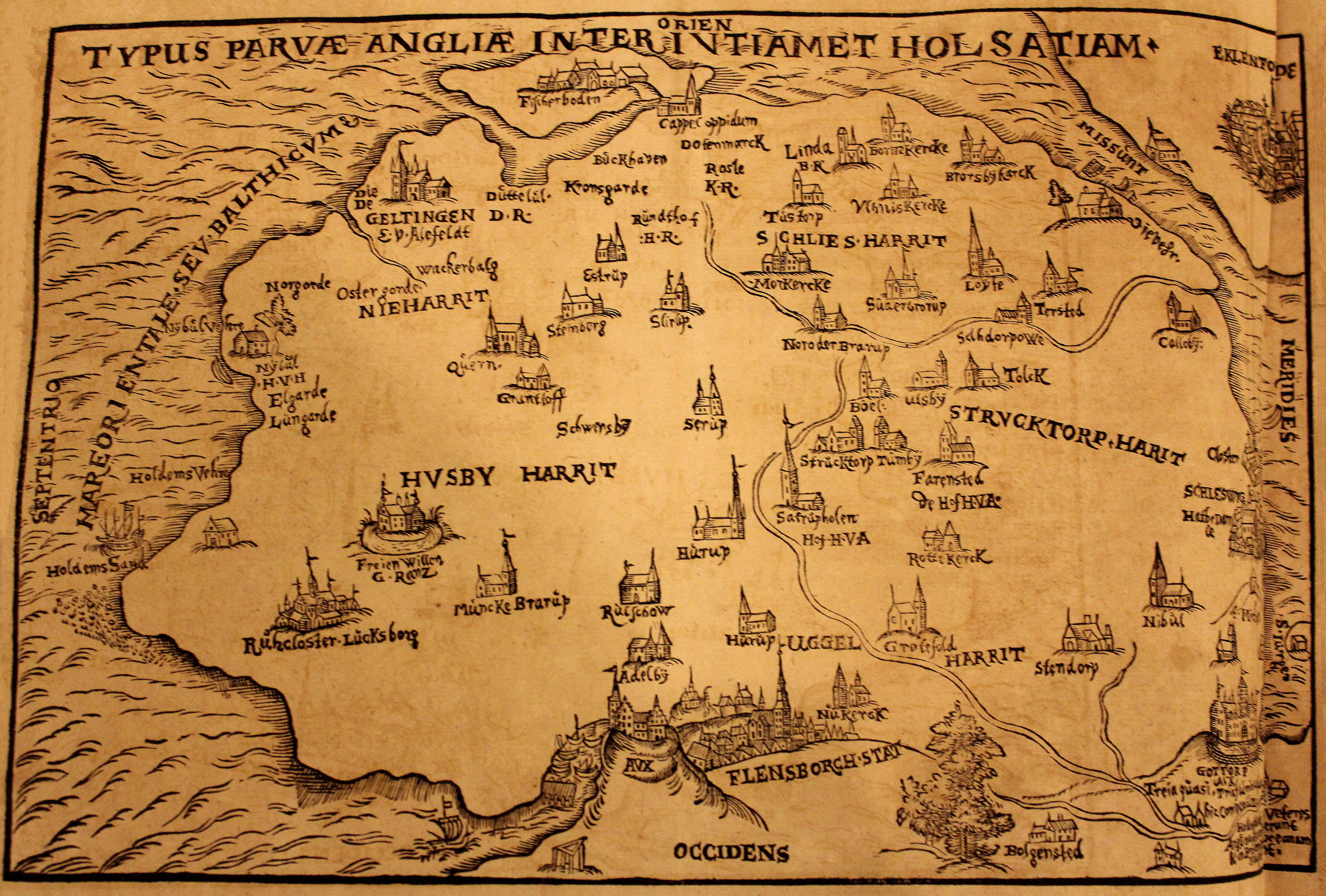
Flensburg und Angeln im Jahr 1596.

Am 28. Oktober 1412 starb Margarethe I. an Bord eines Schiffes im Hafen von Flensburg an der Pest. Die Pest und andere infektiöse Krankheiten waren für mittelalterliche Städte ein großes Problem. In gewissen Abständen rafften Pocken, die vom Rattenfloh (Xenopsylla cheopis) verursachte Beulenpest, die Rote Ruhr oder andere Seuchen große Teile der Flensburger Bevölkerung dahin. Leprakranke wurden im St.-Jürgen-Hospital (vor 1290 errichtet) isoliert, das vor den Toren der Stadt (heute: St.-Jürgen-Kirche) lag. Um 1500 wurde die Syphilis eingeschleppt. Das kirchliche Hospital Zum Heiligen Geist (heute: Heiliggeistkirche) steht in der Großen Straße (heute Flensburger Fußgängerzone).
Während des Kriegs Dänemarks gegen die Hanse und Holstein eroberten und plünderten 1426 zunächst dänische Söldner die Stadt, im Anschluss 1431 holsteinische und hanseatische Söldner. 1485 kam es in Flensburg zu einem Großbrand. Auch von Sturmfluten blieb die Stadt nicht verschont. Am Kompagnietor lassen sich heute noch die Wasserstände früherer Sturmfluten ablesen.
Ab 1526 fasste in Flensburg der lutherische Glaube in der Lehre Fuß. Damals predigte der Husumer Reformator Hermann Tast in der Stadt. Unterstützt vom jungen Herzog Christian III. trieb der ehemalige Dominikaner Gerd Slewert die Reformation voran. Am 8. April 1529 kam es zur Flensburger Disputation, einem Religionsgespräch, das im Flensburger St. Katharinenkloster zwischen Melchior Hofmann und Vertretern der lutherischen Geistlichkeit stattfand. In der Folge der Disputation erfolgte die Einführung der lutherischen Reformation in Dänemark und den Herzogtümern Schleswig und Holstein.
Nach dem Niedergang der Hanse im 16. Jahrhundert galt Flensburg als eine der bedeutendsten Handelsstädte im skandinavischen Raum. Selbst bis ins Mittelmeer, nach Grönland und in die Karibik reichten die Handelsbeziehungen der Flensburger Kaufleute. Die wichtigsten Handelswaren waren neben den Heringen zunächst Zucker und Tran, der auf der so genannten Grönlandfahrt durch Walfang gewonnen wurde. Erst der Dreißigjährige Krieg beendete die Blütezeit. Der Einfall der Kaiserlichen unter Wallenstein 1627 und 1628 wie auch die Dänisch-Schwedischen Kriege 1643–1645 und 1657–1660 schlugen dem Wohlstand der Stadt erhebliche Wunden.

### Wiederaufschwung als Stadt des Rums im 18./19. Jahrhundert

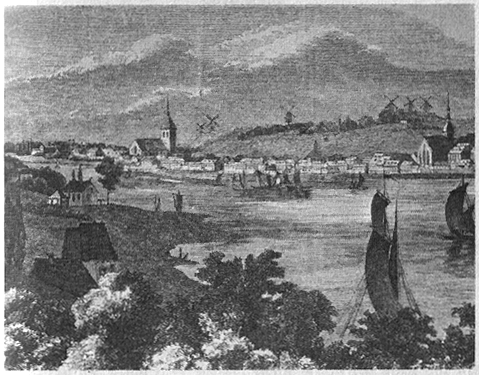
Ansicht von Flensburg (um 1830)

Im 18. Jahrhundert erlebte Flensburg dank des Rumhandels eine zweite Blüte. Der Rohrzucker wurde aus Dänisch-Westindien importiert und in Flensburg raffiniert, vermutlich im Rahmen des Dreieckshandels. Zu dieser Zeit gehörte Flensburg zum dänischen Gesamtstaat. Der durch den Rum- und Zuckerhandel entstandene Reichtum der Stadt basierte nicht zuletzt auf kolonialer Ausbeutung und Sklaverei in den Rohrzucker-Anbaugebieten. Im 19. Jahrhundert, im Zuge der Industrialisierung, konnten sich die Flensburger Zuckerraffinerien nicht mehr gegen die Konkurrenz der benachbarten Metropolen Kopenhagen und Hamburg behaupten.
Der in Flensburg verschnittene Rum war ein Ausweichgeschäft im Westindienhandel, von wo er eingeführt und als Rum-Verschnitt in ganz Europa vertrieben wurde. Nach dem Deutsch-Dänischen Krieg wurde der Rum ab 1864 statt aus Dänisch-Westindien aus dem damals britischen Jamaika bezogen. Rum wurde in Flensburg aber nie gebrannt, sondern nur weiterverarbeitet. Von einst weit über 20 Rumhäusern (unter anderem Hansen, Pott, Sonnberg, Asmussen und Detleffsen), die die Stadt geprägt haben, besteht heute noch das Rumhaus A. H. Johannsen in der Marienstraße.
Seit dem 18. Jahrhundert wuchs die Stadt über die Stadtmauer hinaus. Es entstand der Stadtteil Neustadt und mit dem Hafermarkt zudem ein weiterer Marktplatz nahe St. Johannis. Zwischen 1460 und 1864 war Flensburg nach Kopenhagen der zweitgrößte Hafen im Dänischen Gesamtstaat und außerhalb des Königreiches Dänemark sogar der größte. 1848 kam es im Zuge der Schlacht von Bau zu Kampfhandlungen in der Flensburger Neustadt. Nach dem Deutsch-Dänischen Krieg (1864) kam die Stadt zu Preußen, und die hochdeutsche Sprache, die bereits seit der Reformation zunehmend Fuß im Flensburger Bürgertum gefasst hatte, prägte immer stärker das Leben der Stadt. Dennoch zählt sich bis heute eine beachtliche Minderheit der Flensburger zur dänischen Volksgruppe.
Der Arzt Peter Henningsen gründete 1875 zusammen mit Kaufleuten die Ostseebadgesellschaft und versuchte, ein Freibad mit Kurbetrieb an der Flensburger Förde zu etablieren. Von den Plänen verblieb das Strandbad Ostseebad.
Vom 1. April 1889 an bildete Flensburg einen eigenständigen Stadtkreis (kreisfreie Stadt) innerhalb der Provinz Schleswig-Holstein, blieb aber Sitz des Landkreises Flensburg.

### Volksabstimmung in Schleswig

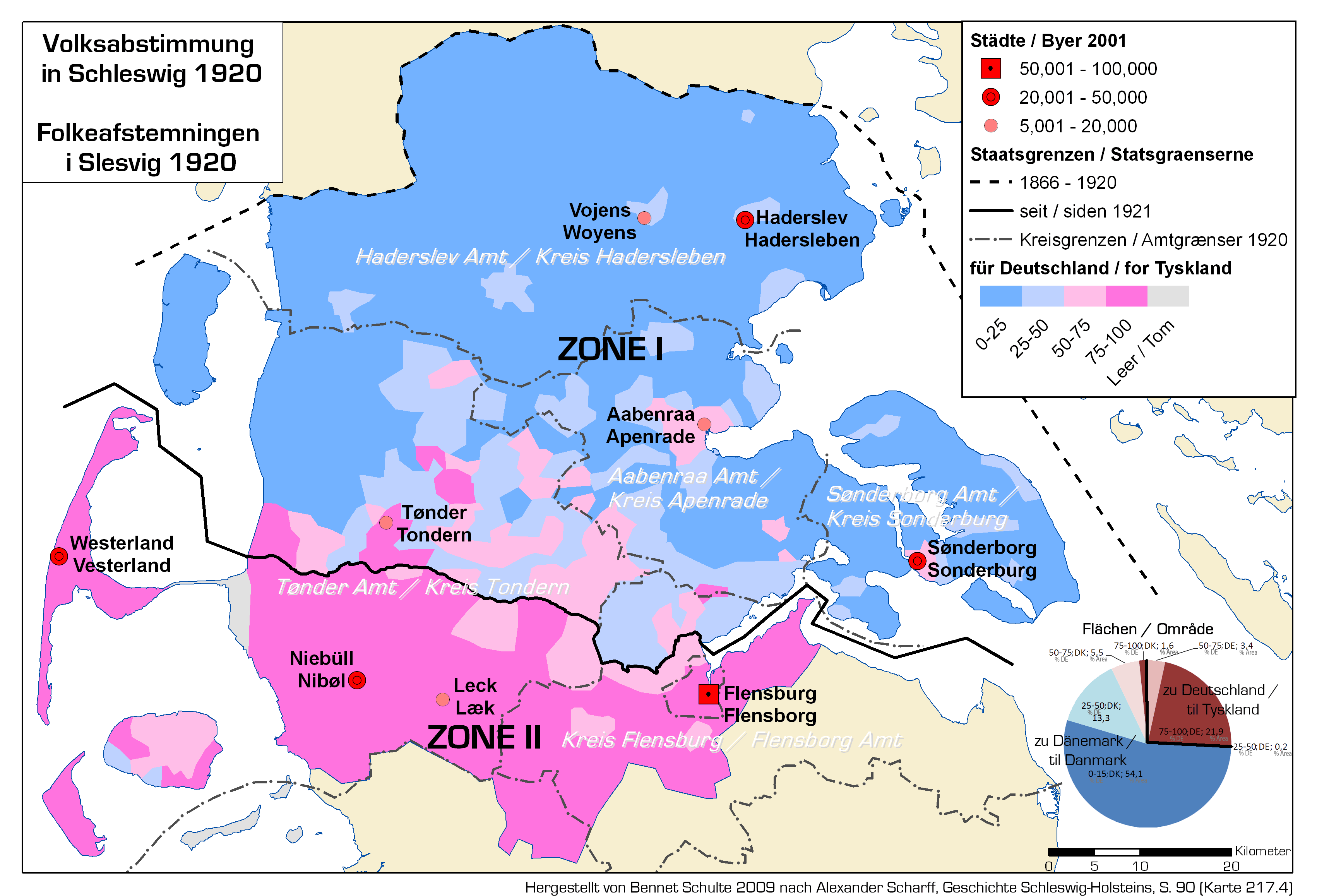
Bei der Volksabstimmung in Schleswig 1920 votierten in Flensburg drei Viertel der Wähler für den Verbleib im Deutschen Reich. Infolgedessen wurde Flensburg zu einer Grenzstadt.

1920 wurde nach Beschluss des Völkerbundes über den Grenzverlauf in Schleswig (Südjütland) abgestimmt. In Nordschleswig wurde dabei en bloc abgestimmt. Es entschieden sich dort 75 % der Abstimmenden für Dänemark, wobei die zahlenmäßig unterlegene Bevölkerung der südlich gelegenen Städte in diesem Gebiet mehrheitlich für Deutschland optierte, aber von der nördlichen Landbevölkerung überstimmt wurden. So gingen die Städte Tondern (mit 76 % Stimmen für Deutschland), Hoyer (mit 73 % Stimmen für Deutschland), Tingleff (mit 64 % Stimmen für Deutschland), das östlicher gelegene Sonderburg (mit 55 % Stimmen für Deutschland) und das schon etwas nördlicher gelegene Apenrade (mit 54 % Stimmen für Deutschland) sowie die südlichen Gebiete des nördlichen Abstimmungsgebietes, in welchen ungefähr 40–59 %, teilweise sogar mehr, der Befragten für Deutschland stimmten, an Dänemark.
Das gemeindeweise abstimmende Südschleswig mitsamt Flensburg votierte mit großer Mehrheit für den Verbleib bei Deutschland. Die Hoffnung der dänischen Seite, die eine oder andere Gemeinde auf Grund des kleineren Zuschnittes in diesem Bereich zu gewinnen, erfüllte sich somit nicht. Nur in drei Gemeinden der ansonsten mehrheitlich für Deutschland votierenden Inseln Sylt und Föhr ergab sich eine schwache dänische Mehrheit. Infolge der im Versailler Vertrag definierten Zuschnitte der Abstimmungszonen und Abstimmungsmodalitäten fielen somit große Teile des Umlandes, insbesondere des Landkreises Flensburg, und der Kollunder Wald an Dänemark; Flensburg wurde Grenzstadt.
Die Stadt Flensburg erhielt von der deutschen Reichsregierung als Dank für das pro-deutsche Stimmverhalten das Deutsche Haus. Borgerforeningen und Flensborghus entwickelten sich zu Zentren der dänischen Flensburger.

### Nationalsozialismus und Zweiter Weltkrieg
Mit der Machtübernahme der Nationalsozialisten 1933 wurde die Stadtverwaltung auch in Flensburg gleichgeschaltet und mit Wilhelm Sievers ein langjähriges NSDAP-Mitglied zum Oberbürgermeister ernannt. Dieser wurde nach einer parteiinternen Intrige Ende 1935 durch Ernst Kracht ersetzt, der 1937 den Bismarckbrunnen aus ideologischen Gründen entfernen ließ. In der Zeit des Nationalsozialismus wurden Menschen mit jüdischem Hintergrund verfolgt. Am 9. November 1938 wurde der Hof Jägerslust von der Polizei und SS überfallen; fast die gesamte jüdische Familie Wolff, die dort lebte, wurde in ein Konzentrationslager überführt und dort ermordet (vgl. Hof Jägerslust). Heute zeugen 45 Stolpersteine in Flensburg von diesen Verfolgungen. Im Zuge der Aufrüstung wuchs Flensburgs Bedeutung als Marinestützpunkt und Heeresgarnison. Im Jahr 1938 war zudem in der alten Oberrealschule und Landwirtschaftsschule, dem Vorgängerbau der Goethe-Schule, die Zollschule Flensburg eingerichtet worden.
Während des Zweiten Weltkriegs erlitt die Stadt dennoch nur punktuell Kriegsschäden durch 41 Bombenabwürfe, die insgesamt 176 Tote forderten und die Stadt zu 4,7 % zerstörten. Am 19. Mai 1943 starben 15 Kinder und 2 Mitarbeiter eines dänischen Kindergartens, als der Luftschutzkeller an der nahe bei Werft und Kraftwerk gelegenen Batteriestraße einen Volltreffer erhielt. Durch die 41 Luftangriffe auf Flensburg wurden rund 1000 Wohnungen völlig zerstört. Ab 1943 bildeten sich in der Stadt einige Widerstandsgruppen, denen der Pächter des Borgerforeningen, Hanni Matthiesen, angehörte. 1944 wurde das Internierungslager Frøslev angelegt, das nicht sonderlich weit entfernt hinter der Grenze lag. Am 30. November 1944 wurde der in Flensburg aufgewachsene Jens Jessen als Teil des Widerstandes in Berlin-Plötzensee hingerichtet.
Kurz nach dem Krieg, am 14. Juni 1945 forderte in Flensburg ein Explosionsunglück bei einem Munitionslager in Kielseng zahlreiche Opfer. 60 Menschen starben sofort durch die Explosion, insgesamt gab es 88 Tote und mindestens 200 Verletzte.

### Kriegsende

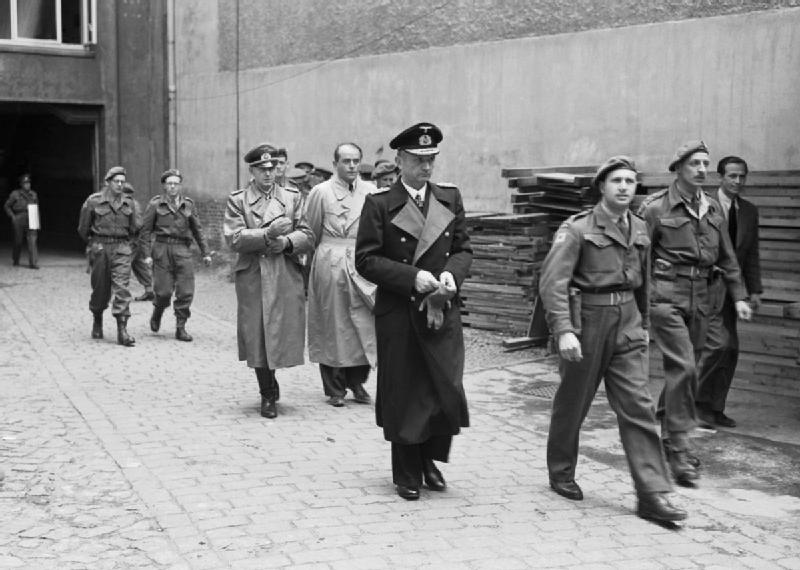
Mai 1945 im Hof des Polizeipräsidiums am Norderhofenden: In Gegenwart der Weltpresse erfolgte die gerichtliche Vorführung von Karl Dönitz (Mitte, in Admiralsuniform), hinter ihm Alfred Jodl und Albert Speer.

Nach dem Suizid Adolf Hitlers am 30. April 1945 und der Eroberung von Berlin wenige Tage später war Mürwik im Mai 1945 für einige Wochen Sitz der letzten Reichsregierung unter der Leitung von Großadmiral Karl Dönitz. Dessen Stab nahm Quartier im militärischen Bereich des vorgenannten Flensburger Stadtteils. Zeitgleich kam über die sogenannte Rattenlinie Nord eine ganze Anzahl von wichtigen NS-Funktionären nach Flensburg – mit dem Ziel, an der Regierung beteiligt zu werden oder der Strafverfolgung der Alliierten zu entgehen und unterzutauchen. Auf diesem Weg wurden vor allem tausende belastete Ärzte, Offiziere und NSDAP-Funktionäre mit neuen Papieren ausgestattet. Sehr nützlich dafür war die noch funktionsfähige Bürokratie der letzten Reichsregierung, die es vollbrachte, aus vielen hochrangigen NS-Verbrechern einfache Wehrmachtsoldaten zu machen. Die Papiere samt Uniformen erhielten sie in der Marineschule Mürwik.
Viele dieser Flüchtigen wurden auf dem Weg nach Süden von den Briten gefangen genommen und auf Grundlage ihrer (neuen) Papiere nach ein paar Monaten als „einfache Wehrmachtsoldaten“ freigelassen, darunter auch der „Marinemaat Franz Lang“, in Wirklichkeit Rudolf Höß, der Lagerkommandant des Vernichtungslagers Auschwitz-Birkenau. Dieser wurde erst am 11. März 1946 von britischen Truppen verhaftet, nachdem er sich unter falschem Namen auf dem Hof Hansen in Gottrupel versteckt hatte. Weitere Verbrecher fanden sich, nachdem sie während der Besatzungszeit unbehelligt geblieben waren, später in hohen Ämtern der späteren Bundesrepublik Deutschland wieder und bekleideten unter anderem hohe Positionen in der Medizin, Politik oder Wirtschaft der Bundesrepublik Deutschland. Damit fiel der Stadt Flensburg eine zentrale und weitreichende Rolle in den letzten Kriegstagen und darüber hinaus zu.
Die provisorische Regierung befand sich am Rande der Marineschule Mürwik in der Marine-Sportschule. Dort wurden ihre Mitglieder am 23. Mai 1945 von britischen Truppen abgesetzt und verhaftet.

### Nachkriegszeit

Wo einst Schiffe etwa des 1. Minensuch-, des 3. Schnellboot- und des Flottendienstgeschwaders im Marinestützpunkt Mürwik stationiert waren, zieren heute Wasserhäuser und ein Yachthafen das neue Stadtviertel Sonwik (2015)

Nach dem Ende des Zweiten Weltkriegs gehörte Flensburg zur Britischen Besatzungszone. Die britische Militärverwaltung richtete in Flensburg zwei Lager zur Unterbringung so genannter Displaced Persons ein. Die Mehrzahl von ihnen waren ehemalige Zwangsarbeiter aus Polen, der Ukraine, dem Baltikum und Jugoslawien.
In der Zeit nach dem Krieg gelangten viele Vertriebene in die Stadt, so dass die Einwohnerzahl 100.000 überschritt und Flensburg für einige Jahre Großstadt war. In dieser Zeit entstand in Flensburg der DRK-Suchdienst. Wie im übrigen Landesteil Schleswig auch entwickelte sich nach 1945 in Flensburg eine relativ starke prodänische Bewegung, die an die Ideen der Eiderdänen anknüpfte. Ziel vieler Anhänger war der Anschluss der Stadt an Dänemark. Flensburg hatte so noch einige Jahre nach 1945 Bürgermeister aus der dänischen Minderheit (vgl. Sozialdemokratische Partei Flensburg).
1956 wurde die Zollschule Flensburg, die zuletzt in der Marineschule Mürwik beheimatet war, von Flensburg wegverlegt. Die innerdeutsche Grenze hatte im Rahmen des längst in Gang gekommenen Kalten Krieges an Bedeutung gewonnen, und die Bundesmarine benötigte nach der Wiederbewaffnung den Gebäudekomplex an der Förde wieder und bezog ihn noch im selben Jahr, womit er wieder seiner ursprünglichen Funktion als Marineoffiziersschule zugeführt wurde.
Nach Gründung der Bundesrepublik Deutschland profitierte Flensburg zunehmend von der Ansiedlung militärischer Einrichtungen, die die wirtschaftlichen Nachteile der Randlage der Stadt kompensieren sollten. Auch die Entscheidung, das Kraftfahrtbundesamt in Flensburg anzusiedeln, gehörte in den Kontext der Strukturförderung. Seit der deutschen Wiedervereinigung 1990 nahm die Zahl der Soldaten jedoch wieder um über 8000 ab, da Militäreinrichtungen abgebaut oder in die östlichen Bundesländer verlagert wurden. Insbesondere die größeren schwimmenden Einheiten wurden zusammen mit den landgestützten Versorgungseinrichtungen nach Mecklenburg-Vorpommern verlegt. So entfiel der zeitaufwändige Marsch der Flotteneinheiten durch die Flensburger Förde in ihre Einsatzgebiete in der Ostsee. Heute werden die ehemaligen Hafenanlagen der Bundesmarine durch Sportboote zivil genutzt (Marina Sonwik). Der Abzug so vieler Soldaten nach 1990 trug wesentlich dazu bei, dass Flensburg in eine wirtschaftliche Krise geriet und von hoher Arbeitslosigkeit geplagt wurde.
Eine große Rolle spielt bis heute der deutsch-dänische Grenzhandel. Einige dänische Unternehmen wie Danfoss siedelten sich aus steuerlichen Gründen direkt südlich der Grenze in Flensburg und seinen Nachbargemeinden an.
1970 wurde der Kreis Flensburg-Land um die Gemeinden des Amtes Medelby im Kreis Südtondern erweitert und 1974 mit dem Kreis Schleswig zum neuen Kreis Schleswig-Flensburg vereinigt, dessen Kreissitz die Stadt Schleswig wurde. Damit verlor Flensburg seine Funktion als Kreisstadt, blieb selbst aber eine kreisfreie Stadt.
Während der Schneekatastrophe in Norddeutschland zum Jahresende 1978 war Flensburg von der Außenwelt abgeschnitten. Selbst Bergungspanzern der Bundeswehr gelang es nicht, die Autobahn 7 freizuräumen und der Zugverkehr nach Kiel war lahmgelegt. Begleitet wurde die Katastrophe von einem Hochwasser. Bei einem Wasserstand von bis zu 1,60 m ü. NHN wurden Straßen in Nähe des Hafens überflutet.

### 21. Jahrhundert
Bundesweit Beachtung fand von 2004 bis 2008 ein Projekt des Vereins Flensburger Baukultur, bei der Flensburger Stadtdenker die Stadt aus einem unvoreingenommenen Blickwinkel betrachteten und mit neuen Ideen zur stadtplanerischen Entwicklung beitrugen.
Im Jahr 2006 beschloss der Rat der Stadt den Verkauf des Kollunder Waldes.

### Eingemeindungen
Von 1398 ist die erste Eingemeindung überliefert, die Eingemeindung der Rude. Zum Ende und Anfang des 19. Jahrhunderts wurden große Teile des Ostufers eingemeindet, womit Flensburgs Fläche erheblich wuchs. In den 1970er-Jahren wurden die bei Adelby liegenden Gemeinden, außer Tastrup eingemeindet.
Bis zur Mitte des 19. Jahrhunderts umfasste das Stadtgebiet von Flensburg eine Fläche von insgesamt 2639 Hektar. Im Laufe der Zeit wurden folgende Gemeinden bzw. Gemarkungen in die Stadt Flensburg eingegliedert:
| Jahr             | Quelle | Orte                                                                                               | Veränderung in ha |
| ---------------- | ------ | -------------------------------------------------------------------------------------------------- | ----------------- |
| 1398             | [ 43 ] | Rude                                                                                               |                   |
| 3. März 1874     | [ 44 ] | Süder- und Norder-St. Jürgen                                                                       | 36,58             |
| 1874             | [ 44 ] | Fischerhof                                                                                         | 3,58              |
| 27. Juli 1875    | [ 44 ] | Duburg                                                                                             | 10,5,58           |
| 1877             | [ 44 ] | Hohlwege                                                                                           | 5,5,58            |
| 1. Dezember 1900 |        | Jürgensgaard (der Großteil des Stadtteils Jürgensby)                                               | 205,58            |
| 1. April 1909    |        | Klues                                                                                              | 19,58             |
| 1. April 1910    |        | Engelsby, Fruerlund, Twedt und Twedterholz                                                         | 1458,58           |
| 1916             |        | Teil des Kluesrieser Forstes (incl. Wasserfläche)                                                  | 146,58            |
| 26. April 1970   |        | Adelbylund (Gemeinde Adelby)                                                                       | 132,58            |
| 1. November 1971 | [ 45 ] | Ausgemeindung des Strandes von Wassersleben                                                        | 147,58            |
| 1972             | [ 46 ] | Anpassung der Grenze zwischen Flensburg und Harrislee, weitgehend auf den Verlauf der Westtangente |                   |
| 24. März 1974    | [ 45 ] | Sünderup und Tarup (Gemeinde Adelby)                                                               | 494,58            |
| 1975             | [ 47 ] | ein Teil von Meierwik der Gemeinde Glücksburg                                                      |                   |
| 2007             | [ 43 ] | Flächenübernahme eines Gebietes östlich von Kattloch bei Tarup von der Gemeinde Tastrup            |                   |

## Bevölkerung

### Einwohnerentwicklung

Einwohnerentwicklung von Flensburg von 1436 bis 2017. Deutlich erkennbar eine fast senkrechte Steigung zw. Ende 1944 (67.464) und Ende 1945 (101.157)

Mit Beginn der Industrialisierung im 19. Jahrhundert setzte in Flensburg ein starkes Bevölkerungswachstum ein. Lebten in der Stadt 1835 etwa 12.000 Menschen, so waren es 1900 bereits rund 50.000. Im Jahr 1945 überschritt die Einwohnerzahl der Stadt Flensburg die Grenze von 100.000, wodurch sie zur Großstadt wurde. 1949 erreichte die Bevölkerungszahl der Stadt mit 108.585 (mit Flüchtlingen) ihren historischen Höchststand. 1952 sank die Zahl wieder unter die Grenze von 100.000 und war danach weiter gefallen. Im Jahr 2000 zählte Flensburg nur noch 84.281 Einwohner.
Allerdings scheint die Einwohnerzahl der Stadt in den folgenden Jahren nicht korrekt erfasst und daher deutlich zu niedrig angesetzt worden zu sein: Am 31. Dezember 2012 betrug die „Amtliche Einwohnerzahl“ nach Fortschreibung des Statistischen Amtes Hamburg und Schleswig-Holstein 83.462 Einwohner. Nach dem Zensus 2011, dessen Ergebnisse 2013 bekanntgegeben wurden, zählte die Statistik 82.258 Einwohner, das Melderegister der Stadt wies zu jener Zeit hingegen 88.807 Einwohner auf – eine Differenz von rund 6500 Menschen. Weil Flensburg dadurch jährlich auf 3,5 Millionen Euro an Finanzzuweisungen verzichten müsste, kündigte die wachsende Stadt im April 2015 an, nach Vorliegen des Widerspruchsbescheids gegen die Ergebnisse des Statistischen Bundesamtes Klage einzureichen, denn die Statistikstelle der Stadt Flensburg gab nach einer eingehenden Überprüfung für das Monatsende September 2016 sogar insgesamt 93.879 Einwohner bekannt.„Flensburg soll Großstadt werden!“ beziehungsweise Flensburg 100.000 ist eine Vision, die den Kandidaten zur Oberbürgermeisterwahl 2016 vorschwebte. Die Klage wurde durch das Verwaltungsgericht Schleswig abgewiesen. Die Stadt Flensburg hat dagegen erneut Rechtsmittel eingelegt. Das Verfahren ist noch nicht entschieden.
Aktuell weist die Statistikstelle der Stadt Flensburg (Stand 31. Mai 2023) 99.087 Einwohner aus. Eine Prognose der Landesregierung von 2016 erwartete, dass Flensburg um 2030 100.000 Einwohner zählen und damit zur Großstadt werden wird. Laut der offiziellen amtlichen Einwohnerstatistik leben in Flensburg zum Stand 31. Dezember 2021 91.113 Menschen.
In der Fördestadt leben Menschen aus fast 150 Nationen (Stand 2017). Von den laut Einwohnermeldeamt 97.882 Einwohnern stellen die Rumänen mit Stand zum 31. Dezember 2021 (mit 2.820 Personen) den größten Anteil an der ausländischen Bevölkerung, gefolgt von Syrern (2.480), Dänen (2.254), Polen (852), Türken (737), Bulgaren (720), Afghanen (684) und Irakern (639). Weitere Ausländer summieren sich auf 5.435.
In der Agglomeration Flensburg leben etwa 108.000 Einwohner (Stand Ende 2012). Neben Flensburg gehören zu diesem 170,28 km² großen Siedlungsgebiet die Gemeinden Harrislee (11.000 Einwohner), Handewitt (10.800 Einw.), Tastrup (knapp 400 Einw.) und Wees (2200 Einw.). Das entspricht einer Bevölkerungsdichte von 634,2 Einw./km².
Flensburg ist „bei Frauen und Männern Schlusslicht bei der mittleren Lebenserwartung“ in Schleswig-Holstein (Stand 2016). So werden Männer in der kreisfreien Stadt im Durchschnitt 75,2 Jahre alt, Frauen hingegen 80,8 Jahre.

### Sprachen

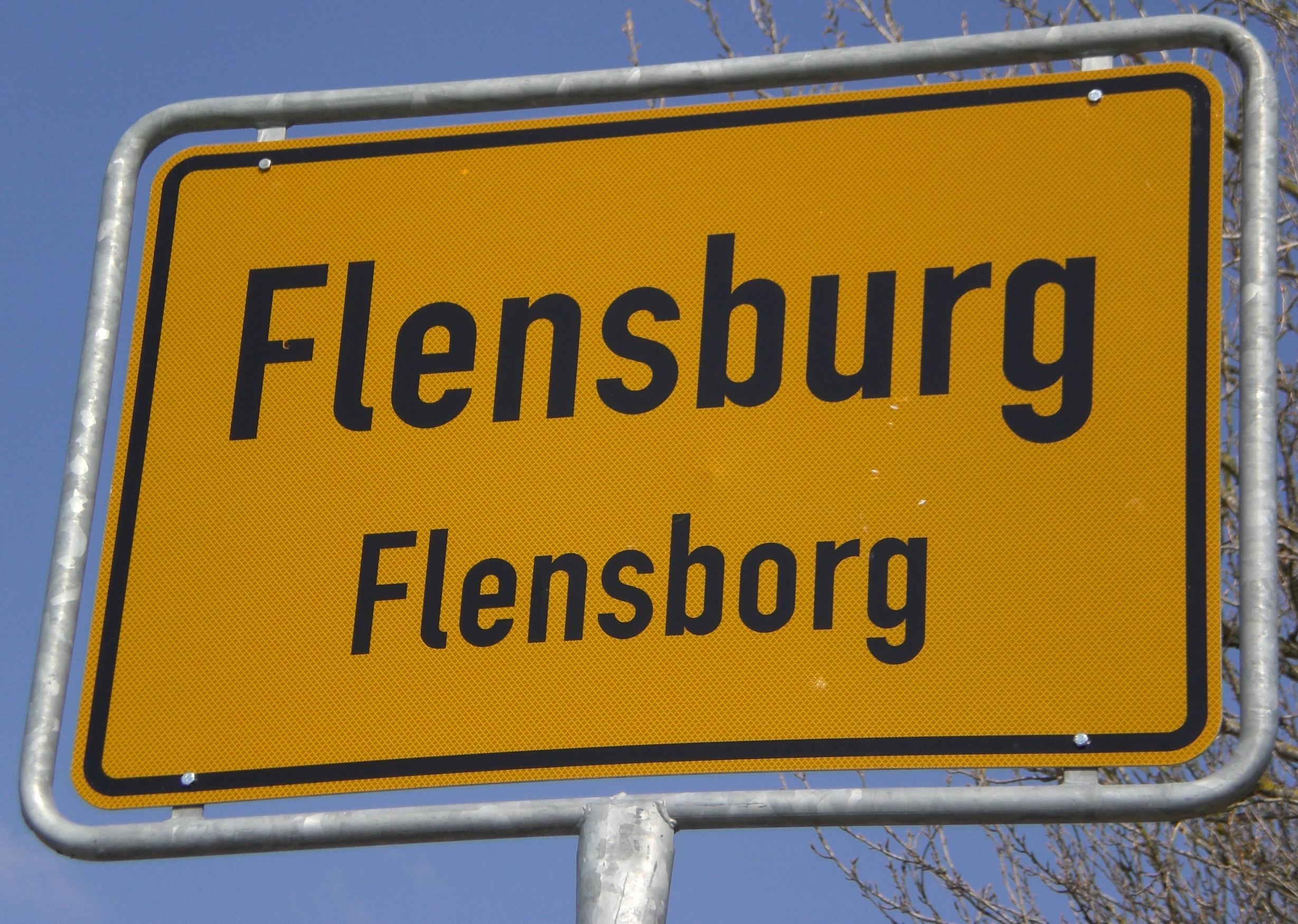
Seit 2008 sind die Flensburger Ortseingangsschilder zweisprachig bzw. zusätzlich mit dem dänischen Ortsnamen Flensborg beschriftet

Da im mehrsprachigen Flensburg seit dem Mittelalter verschiedene Sprachen und Dialekte gesprochen wurden, vollzogen sich Sprachwechsel drastischer als in den ländlichen Gegenden des Landesteils Schleswig. Wird im 14. Jahrhundert noch Sønderjysk (Plattdänisch) als Hauptsprache angenommen, so setzte sich im 15. Jahrhundert zunächst Niederdeutsch durch. Später beeinflusste mit dem Einzug der Reformation hochsprachliches Deutsch (Standarddeutsch) die Flensburger Stadtsprache.
Bis heute zeichnet sich das in Flensburg hauptsächlich gesprochene Standarddeutsch durch einen niederdeutsch gefärbten Akzent aus, auffällig in Sprachmelodie und Tonhöhe. Das Flensburger Plattdeutsch ist eine von Danismen durchsetzte Schleswigsche Variante des Nordniedersächsischen.

„Von so’n Snack ward een ja rein tumbig in’e Kopp.“

Größeren Stellenwert als das Niederdeutsche nimmt im städtischen Flensburg jedoch die dänische Sprache ein, und das nicht nur als identitätsstiftendes Merkmal der dänischen Minderheit. Dänischunterricht wird als eigenständiges Schulfach an einigen allgemeinbildenden deutschen Schulen in der Regel nach Englisch als zweite (oder dritte) Fremdsprache angeboten, an den vom Dänischen Schulverein für Südschleswig betreuten Schulen (und Kindertagesstätten) ist es Unterrichtssprache. Die deutsche Sprache beeinflusst(e) hierbei das in Flensburg gelehrte Reichsdänisch (rigsmål), so dass vor allem die standarddänische Varietät Sydslesvigdansk verbreitet ist; Angeldänisch, eine Varietät von Sønderjysk, gilt inzwischen als nahezu ausgestorben.
Von den aus Nordfriesland zugewanderten Friesen sprechen heute nur noch wenige ihr Nordfriesisch. Die Herkunft der im Flensburger Raum weit verbreiteten Begrüßungsanrede Moin Moin wird unter anderem in der niederdeutschen und ostfriesischen Sprache vermutet.
Eine Besonderheit, ein Sprachkontaktphänomen ist das Flensburger Petuh, das Elemente von hochsprachlichem Deutsch, Niederdeutsch, Reichsdänisch und Sønderjysk verbindet. Zwar wird diese Mischsprache in ihrer Reinform nur noch von wenigen Flensburgern wie etwa den Petuhtanten gesprochen, aber im Flensburger Stadtjargon sind noch heute zahlreiche Petuh-Ausdrücke enthalten.

### Religionen

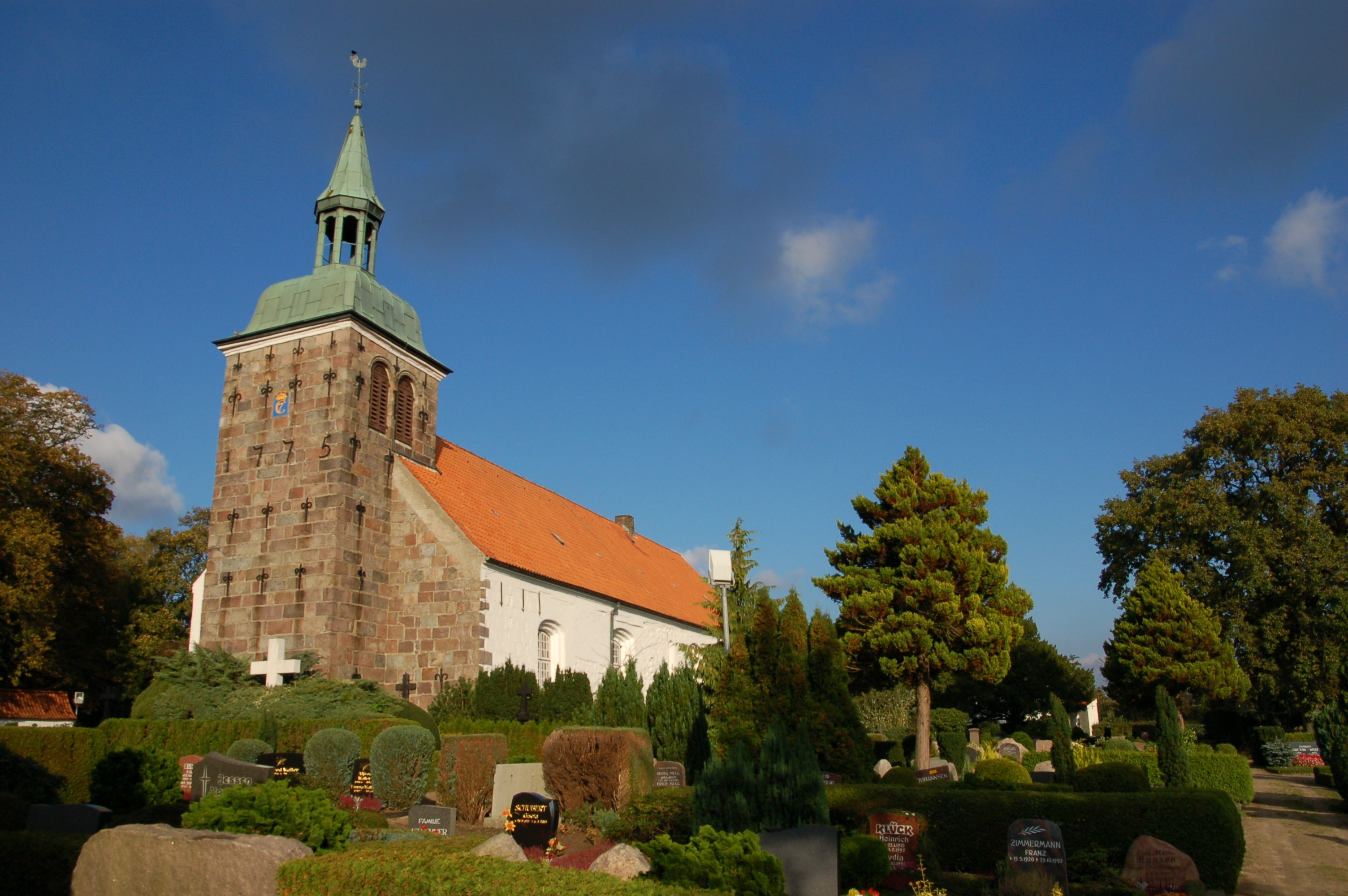
Seit der Eingemeindung von Tarup ist die Adelbyer Johanniskirche aus dem 11. Jahrhundert die älteste Kirche Flensburgs (2007)

#### Konfessionsstatistik
Gemäß dem Zensus 2011 waren 49,7 % der Einwohner evangelisch, 6,3 % katholisch und 44,0 % waren konfessionslos, gehörten einer anderen Glaubensgemeinschaft an oder machten keine Angabe. Im Jahr 2022 waren 35,1 % der Einwohner evangelisch und 5,4 % katholisch. Die übrigen 59,5 % der Einwohner hatten keine Zugehörigkeit zu einer öffentlich-rechtlichen Glaubensgemeinschaft oder waren Angehörige sonstiger Glaubensgemeinschaften.

#### Christentum
Evangelisch-lutherische Kirchen
Flensburg und das Umland der Stadt waren traditionell Teil des bereits im Jahr 948 gegründeten Bistums Schleswig. 1526 wurde mit der ersten lutherischen Predigt in Sankt Nikolai die Reformation eingeführt. 1540 entstand in den Herzogtümern schließlich die Evangelisch-Lutherische Landeskirche Schleswig-Holstein, die sich 1977 mit den Landeskirchen in Lübeck und Hamburg zur Nordelbischen Kirche vereinigte und 2012 in der Nordkirche aufging.
Die Stadt liegt im Sprengel Schleswig und Holstein mit Bischofssitz in Schleswig und im Kirchenkreis Schleswig-Flensburg mit einem Büro ebenfalls in Schleswig. Der Kirchenkreis ging am 1. Mai 2009 aus einer Fusion der bisherigen Kirchenkreise Flensburg, Schleswig und Angeln hervor. Ihm gehören 24 Kirchengemeinden innerhalb der Propstei Flensburg an, dessen Gebiet sich ungefähr von Flensburg über Schafflund bis Eggebek erstreckt. Die drei Hauptkirchen der Altstadt (Sankt Nikolai, Sankt Marien und Sankt Johannes) gehören der Nordkirche an.
Parallel zur deutschen Landeskirche entstand 1920 die Dänische Kirche in Südschleswig, die die kirchliche Arbeit innerhalb der dänischen Minderheit bündelt. Deren Hauptkirche ist die Heiliggeistkirche in der Altstadt. Zudem besteht eine kleine Gemeinde der altkonfessionellen Selbständigen Evangelisch-Lutherischen Kirche.

Evangelisch-lutherische Kirchen
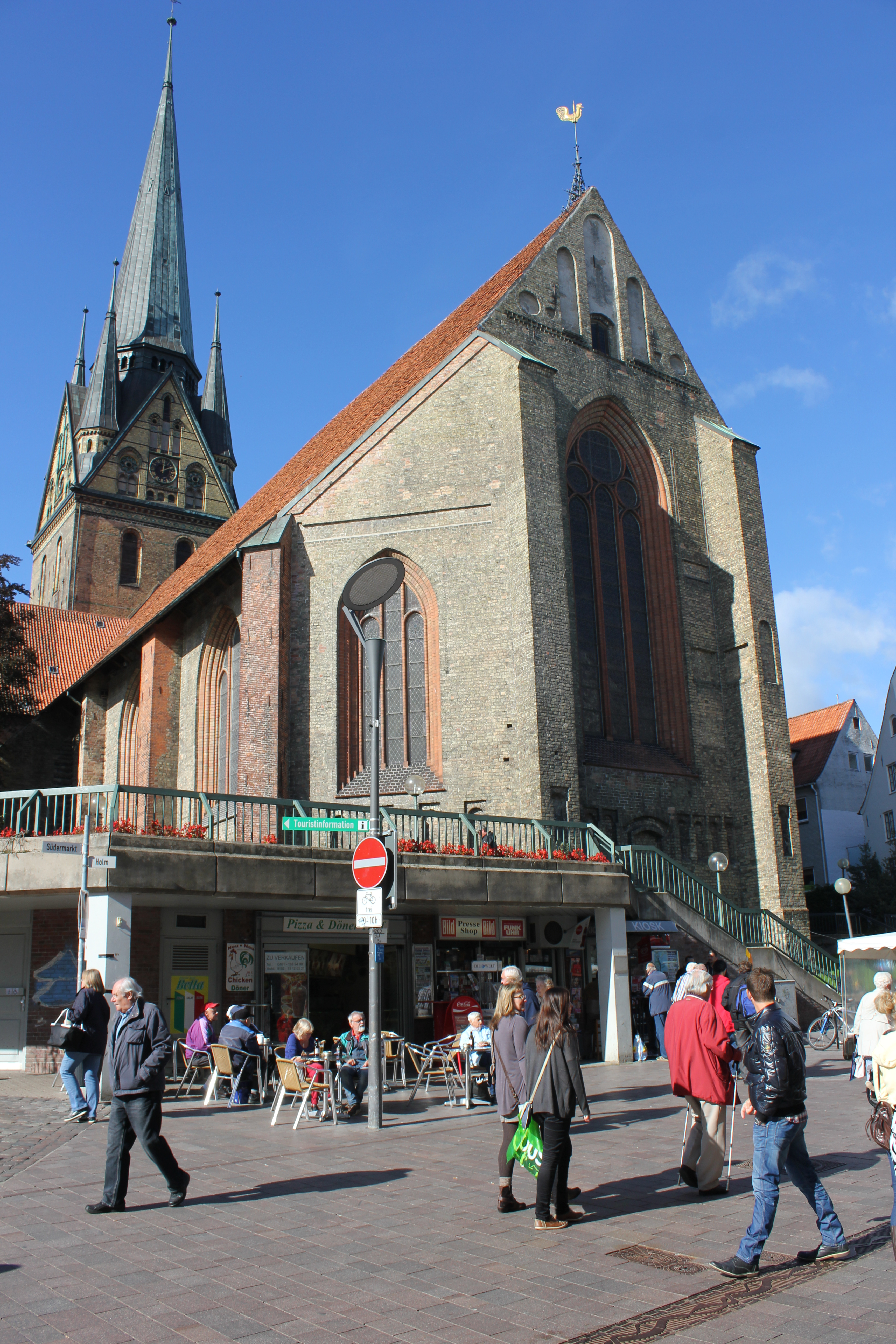
Nikolaikirche am Südermarkt (2013)
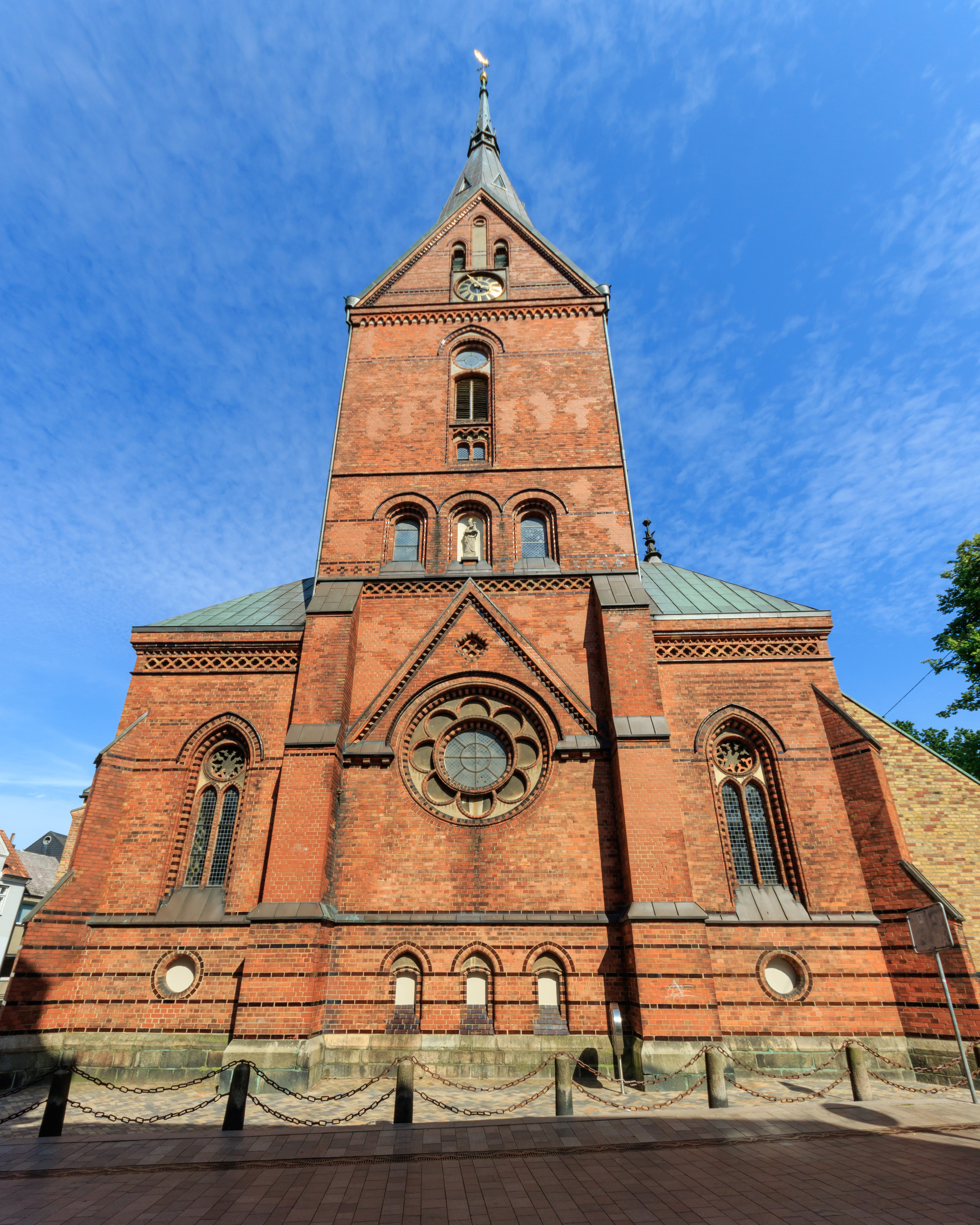
Marienkirche (2015)
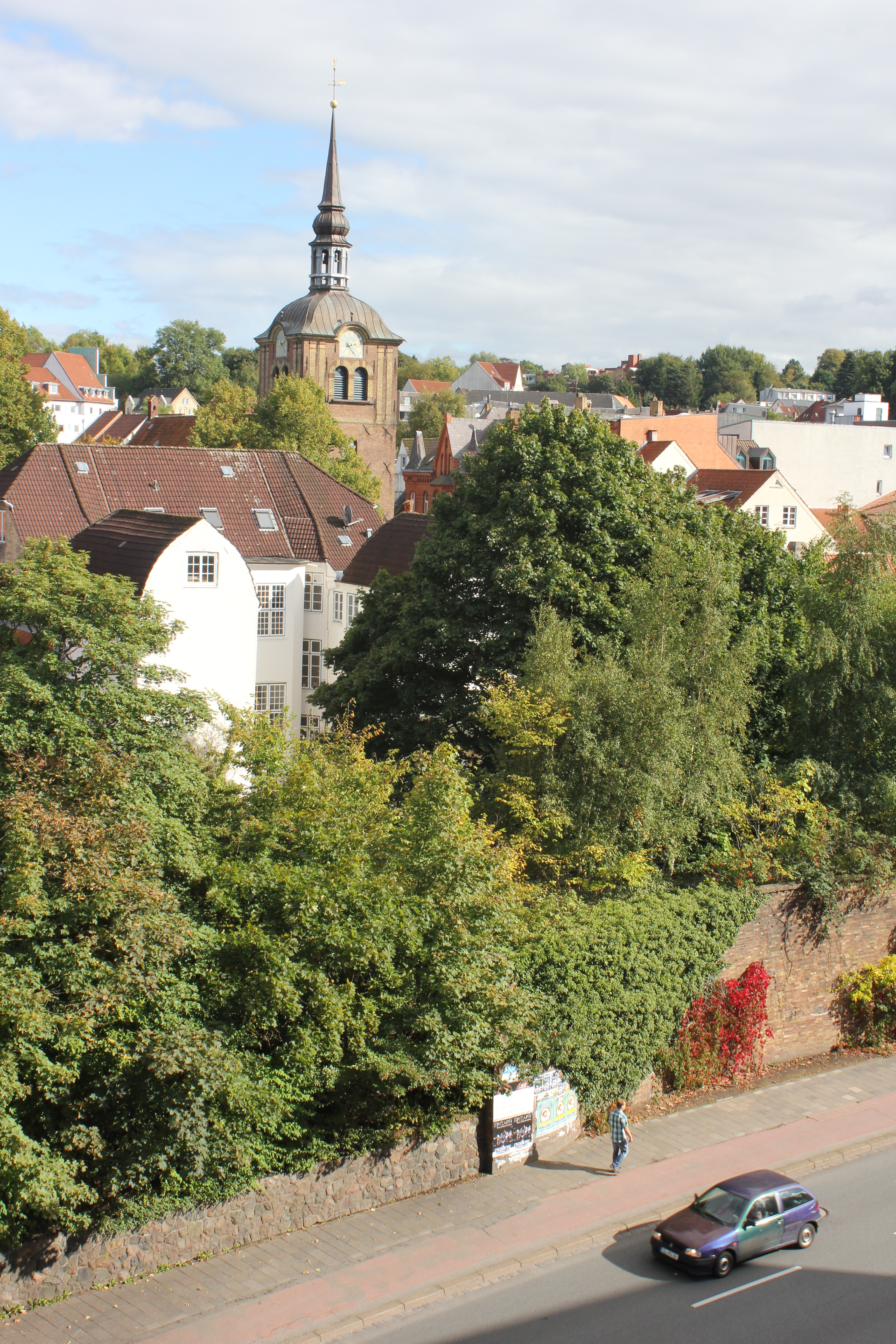
Die Johanniskirche ist die älteste der Hauptkirchen Flensburgs. (2013)
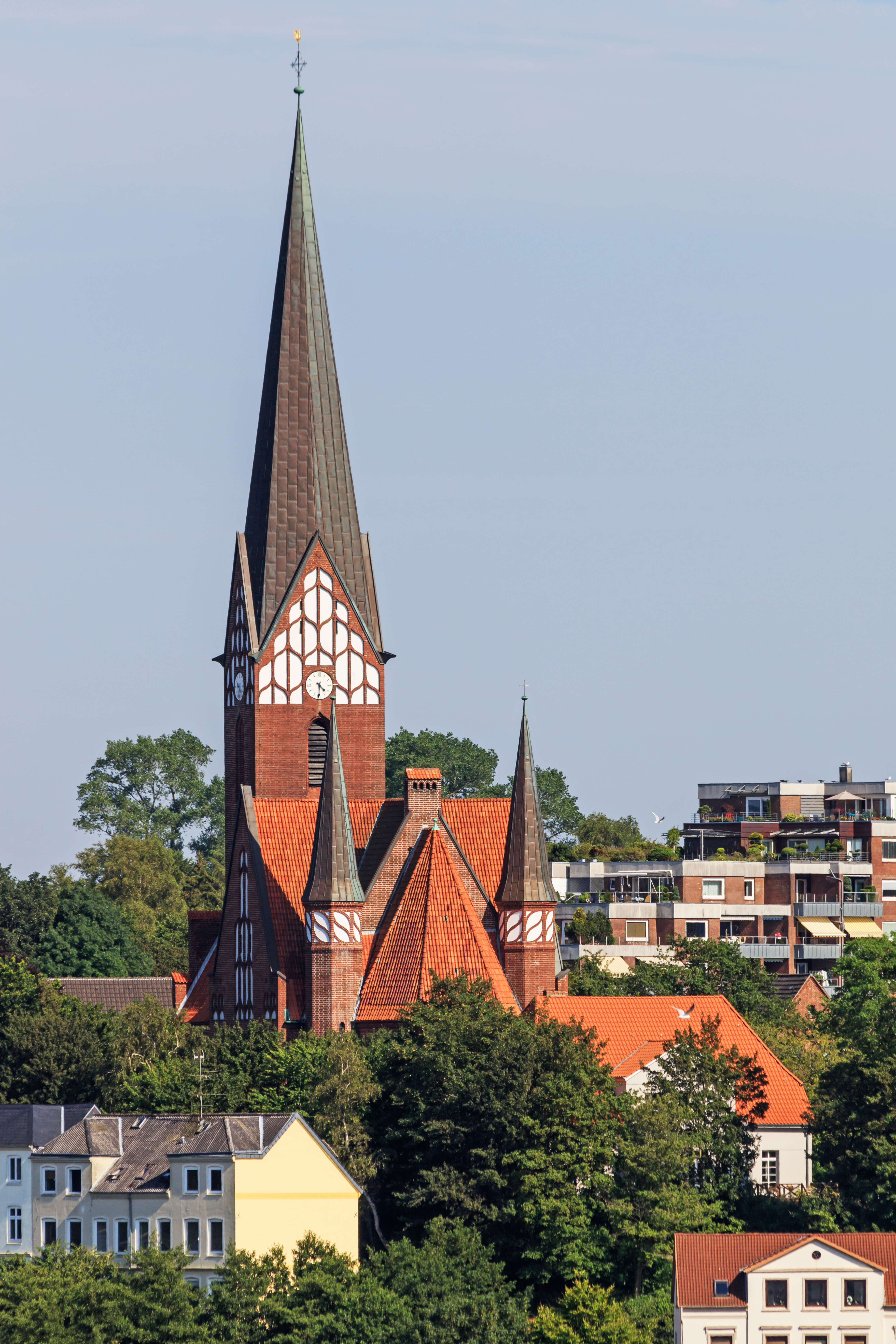
St. Jürgen in Jürgensby (2015)
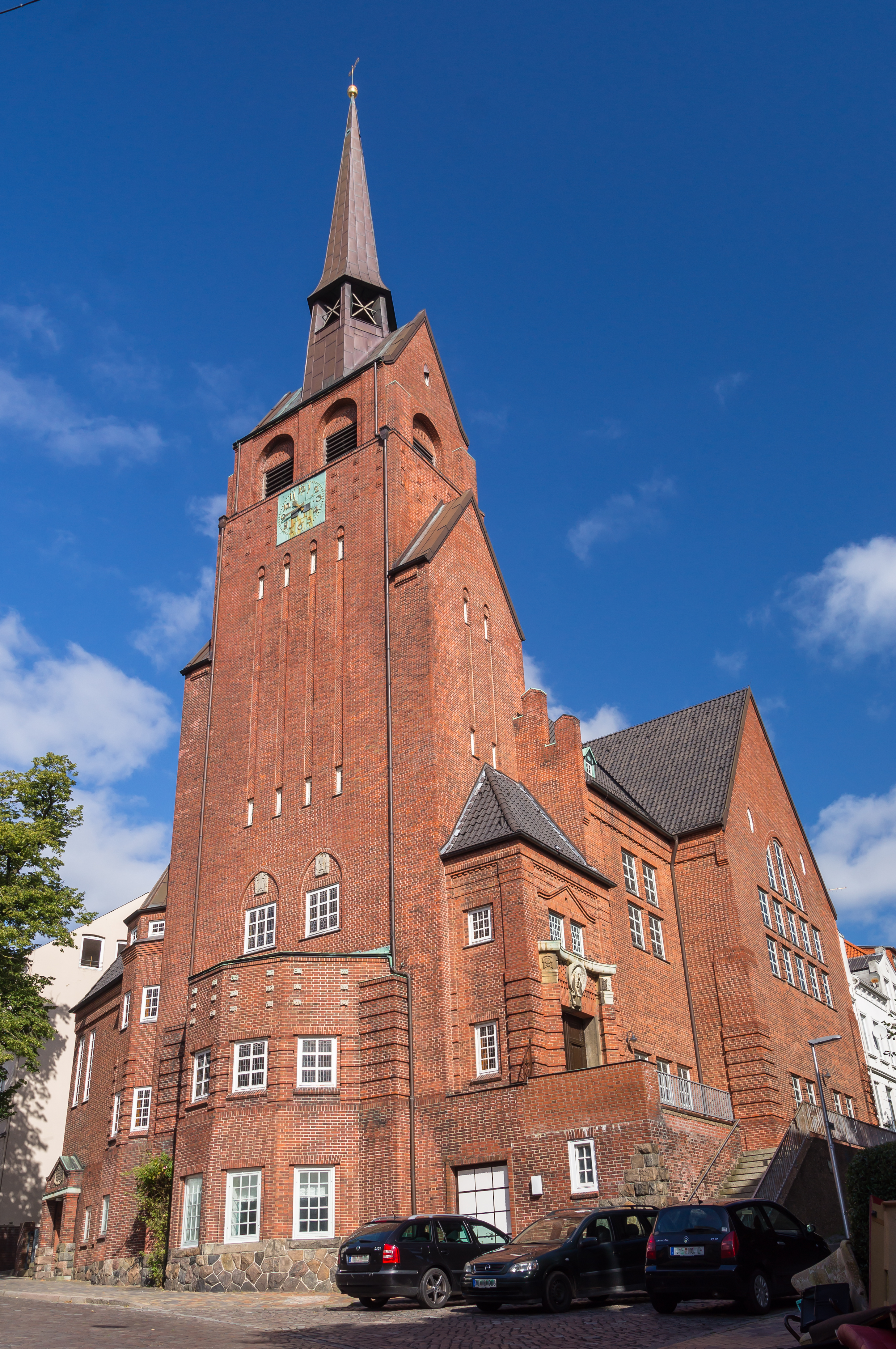
St. Petri in der Bau'er Landstraße (2012)
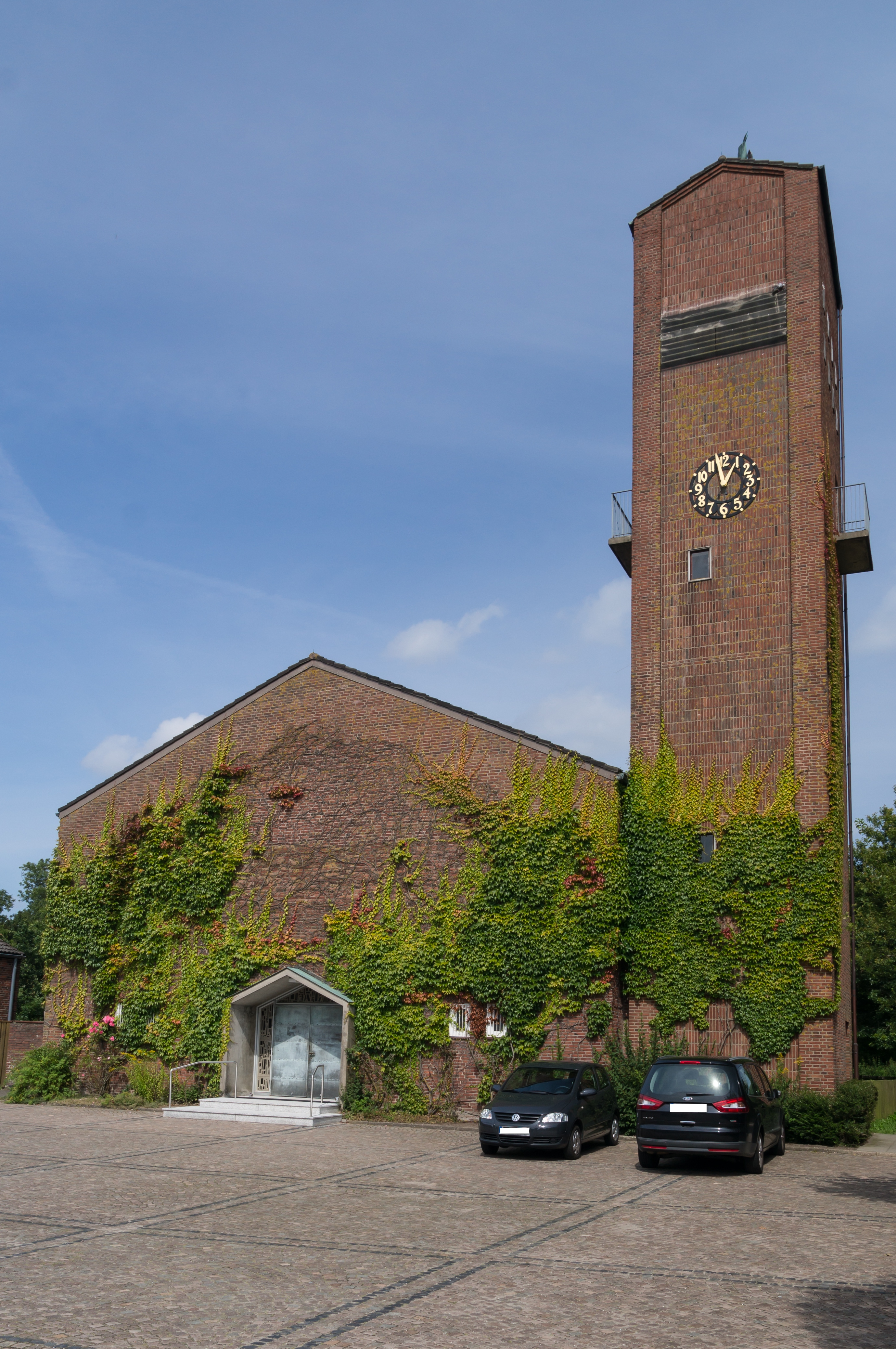
St. Michael im Stadtteil Friesischer Berg (2012)
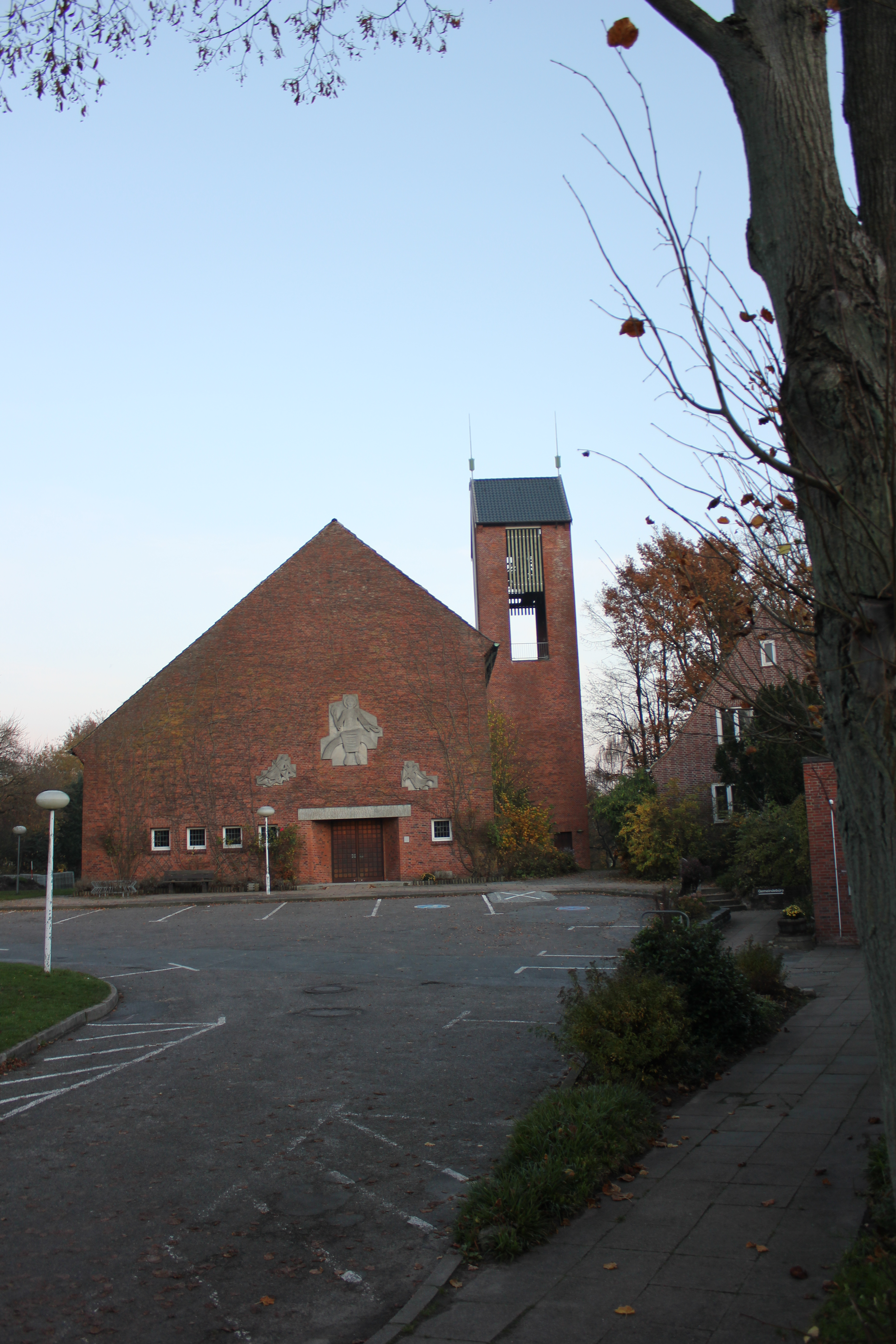
Christuskirche von 1958 in Mürwik (2011)
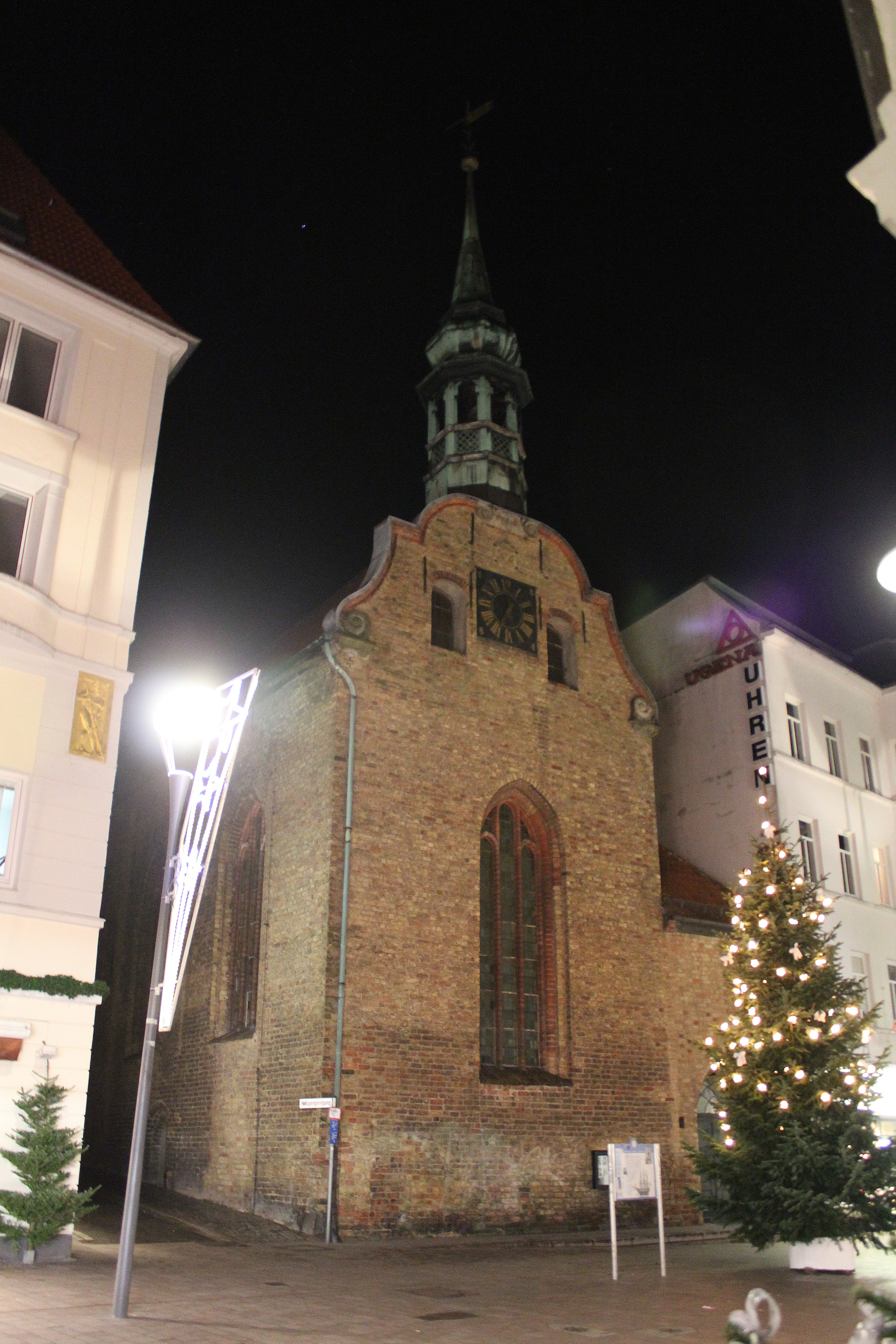
Heiliggeistkirche von 1386 (2011, Adventszeit)
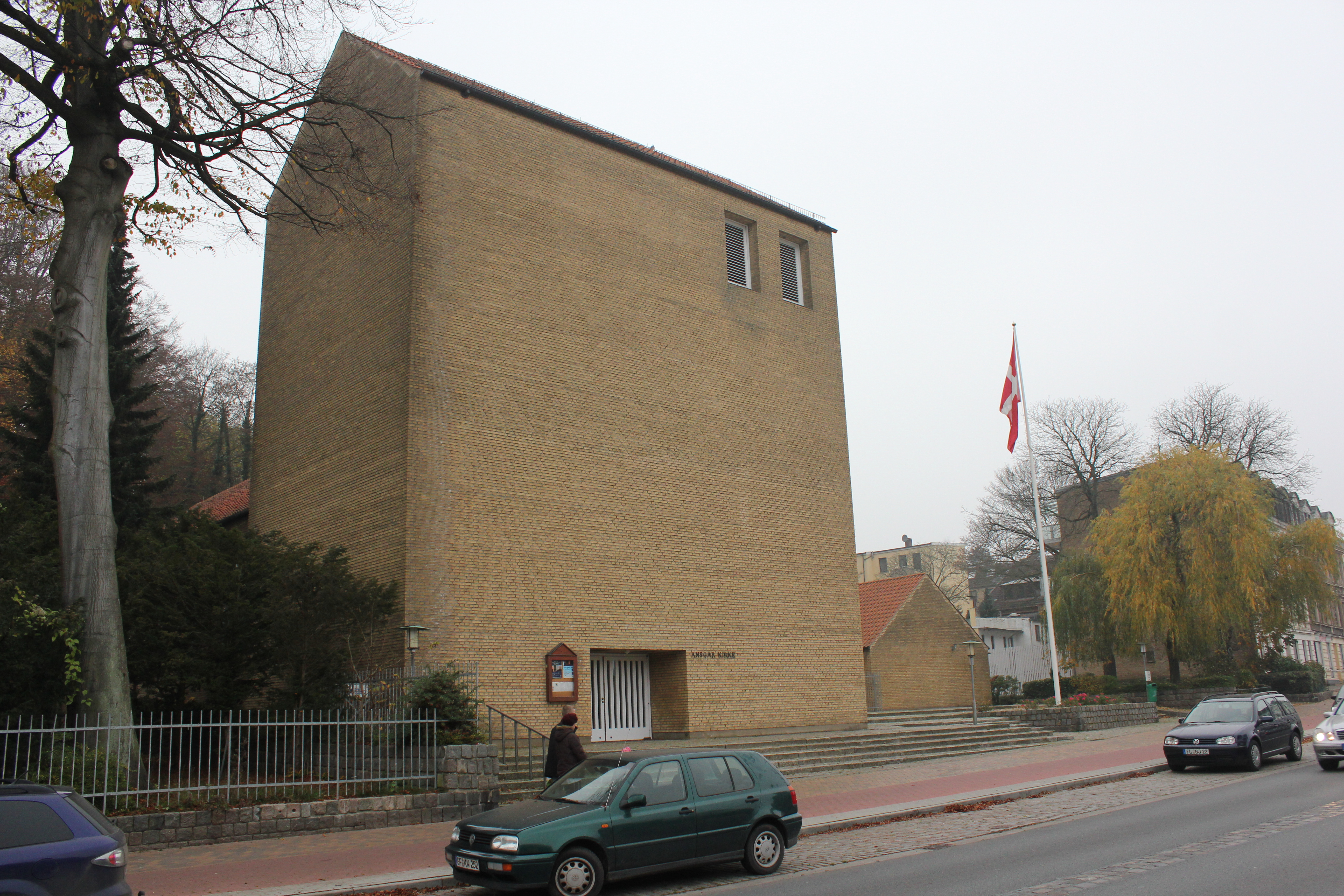
Ansgar Kirke

Römisch-Katholische Kirche

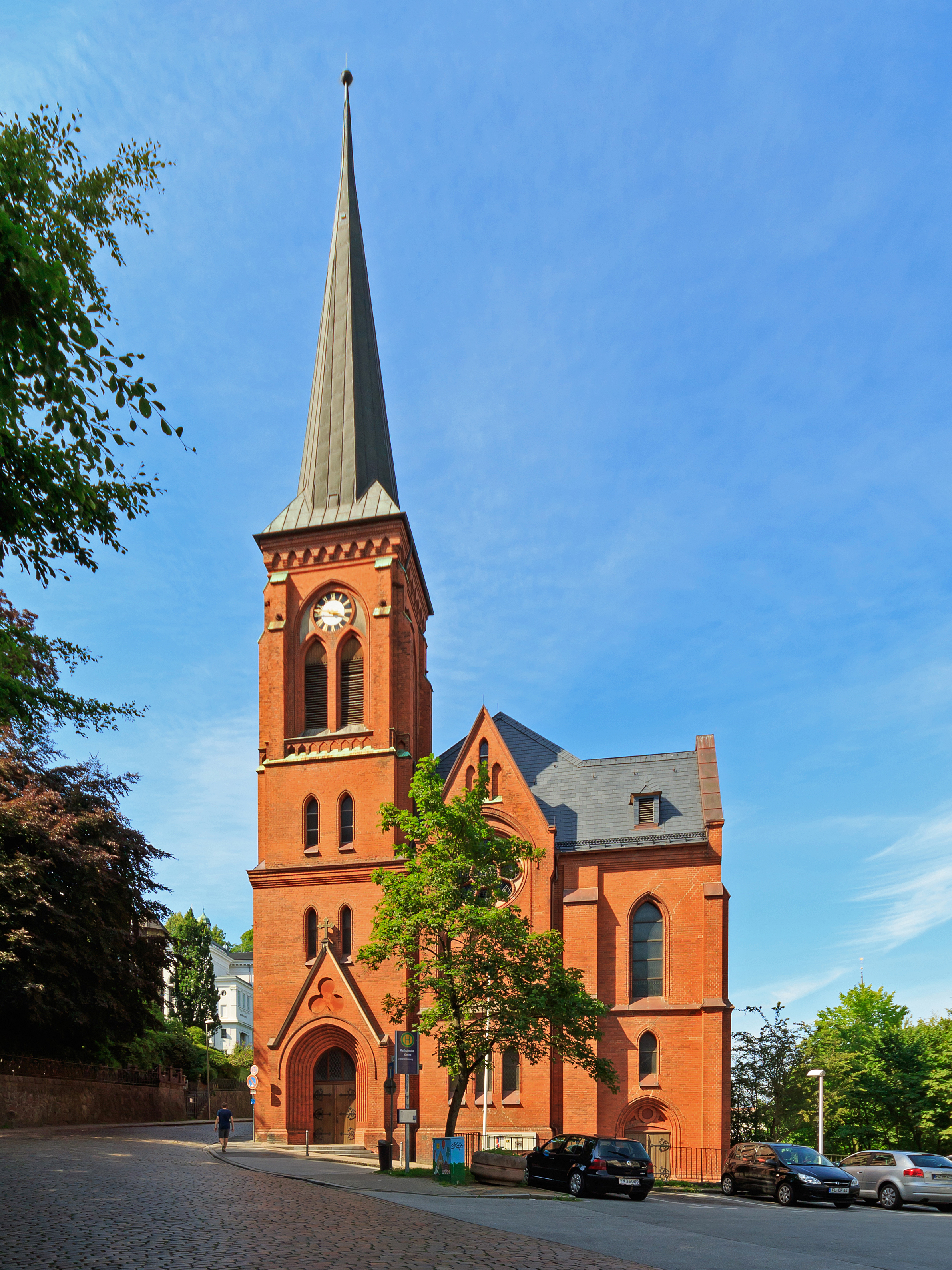
St. Marien Schmerzhafte Mutter von 1899 der Katholischen Kirchengemeinde am Nordergraben (2015)

Im 19. Jahrhundert siedelten wieder Katholiken in der Stadt, wo sie 1899 die katholische Pfarrkirche St. Marien Schmerzhafte Mutter erbauten. Da das Bistum Schleswig seit der Reformation nicht mehr existierte, gehörten die katholischen Gemeinden Flensburgs zum Apostolischen Vikariat der Nordischen Missionen. 1930 wurde das Gebiet Schleswig-Holsteins auf Grund des Preußischen Konkordats von 1929 dem Bistum Osnabrück eingegliedert. Aus den nördlichen Gebieten dieses Bistums entstand 1995 das neue Erzbistum Hamburg. Innerhalb des Erzbistums Hamburg gehören zum Pastoralen Raum Flensburg – Kappeln mit dem Namen „Pfarrei Stella Maris“ die fünf Kirchengemeinden St. Marien Schmerzhafte Mutter (in der Flensburger Innenstadt), St. Ansgar (in Mürwik) sowie St. Anna (im Vorort Harrislee), St. Laurentius (in Glücksburg), St. Marien in Kappeln, Christus König in Süderbrarup und St. Martin in Tarp. In Fruerlund betreiben die Ursulinenschwestern als eines von wenigen Zweigstellen in Deutschland ein Säkularinstitut der heiligen Angela Merici, deren Grundsätze auf denen der heiligen Angela Merici (1474–1540) basieren.
Evangelische Freikirchen
Neben den genannten Kirchen bestehen in Flensburg Gemeinden evangelischer Freikirchen. Diese sind Baptisten, Methodisten, Siebenten-Tags-Adventisten, Pfingstler, die Kirche in Bewegung (Apostolische Kirche) und die Arche – Evangelische Freikirche in Flensburg-Weiche.
Sonstige Kirchen
An sonstigen Kirchen sind in Flensburg vertreten: seit 1899 die Neuapostolische Kirche mit zwei Gemeinden, Die Christengemeinschaft, die Urchristliche Gemeinde, die Kirche Jesu Christi der Heiligen der Letzten Tage und die Zeugen Jehovas mit zwei Gemeinden.

#### Judentum
1933 lebten 39 Juden in Flensburg. Mit dem Aufkommen des Nationalsozialismus verschlechterten sich die Lebensbedingungen und die Sympathie für die bis dahin integrierten Bürger – die Fördestadt galt als ein „typisches Beispiel in Deutschland“, was den ausgeprägten Antisemitismus betraf. Nichtsdestoweniger eröffnete im Herbst 1934 auf dem 47 Hektar großen Gut Jägerslust im heutigen Stiftungsland Schäferhaus der Kibbuz Flensburg, welcher vom Hamburger Büro der zionistisch-sozialistisch ausgerichteten Jugendorganisation Hechaluz betreut wurde. Auf dem Gutshof der Familie Wolff verbrachten die Kibbuzniks oder Chawerim einen Teil ihrer Hachscharah. Bis zur Schließung durchliefen insgesamt bis zu 100 junge Praktikanten und Eleven aus dem gesamten Reichsgebiet eine land- und hauswirtschaftliche Ausbildung oder Umschulung, um sich auf die Emigration, auf ein „Pionierleben in Eretz Israel“ vorzubereiten. Dazu gehörte „das Erlernen der hebräischen Sprache, die Beschäftigung mit der zionistischen Idee und der Palästinakunde sowie das Studium der jüdischen Religion, Kultur und Geschichte.“ Der Gutsherr Alexander Wolff und seine Mutter schulten die Neuankömmlinge in Ackerbau und Viehzucht. Die zionistische Auswandererlehrfarm erfuhr durch die antijüdischen Novemberpogrome 1938 ein abruptes Ende, als Nazischergen in der Nacht zum 10. November den Hof überfielen. Während einigen Praktikanten die Auswanderung nach Palästina oder über Dänemark nach Schweden gelang, wurden andere ebenso wie Angehörige der Gutsfamilie Wolff Opfer des Holocaust.
Seit 1999 besteht wieder eine kleine jüdische Gemeinde mit über 50 Mitgliedern, die größtenteils nach dem Zerfall der Sowjetunion in den 1990er-Jahren nach Flensburg kamen. Ihr Gemeindezentrum liegt in der Toosbüystraße.

#### Islam
In Flensburgs Norden, dem „kulturellen Schmelztiegel der Stadt“, gibt es drei Moscheevereine, die über eine eigene Hinterhof- beziehungsweise Freitagsmoschee verfügen. Das 2008 eröffnete Islamische Kulturzentrum Flensburg e. V. ehemalig Masjid As-Sunna Moschee in der Harrisleer Straße ist ein Treffpunkt für Muslime aus über 20 Ländern. Es ist mit einer kleinen Bibliothek ausgestattet und es wird Religionsunterricht in Deutsch und Arabisch angeboten. Die Aktivitäten beinhalten soziale Dienste und Integrationsarbeit in den Bereichen Jugendarbeit, Hausaufgabenbetreuung, Studentenbetreuung, allgemeine Beratung im Islam, Flüchtlingsbetreuung, Krankenbesuche und Bestattungshilfe sowie Deutschkurse. Das Islamische Kulturzentrum Flensburg möchte die Partizipation der Muslime an der städtischen Gesamtgesellschaft fördern und bestehende Vorurteile abbauen.
In der Norderstraße 129 gehört die Eyüp-Sultan-Moschee zum Verein Flensburg Camii Integration und Bildung, der als Schwerpunkt seiner Arbeit die Bildung in den Vordergrund stellt, wie zum Beispiel Hausaufgabenhilfe oder Deutsch- und Computerkurse. Sein Dachverband, der Verband der Islamischen Kulturzentren mit Sitz in Köln, vertritt den sunnitischen Islam.
In der Meiereistraße 7 praktizieren die rund 130 Muslime des Vereins DITIB Türkisch-Islamische Gemeinde zu Flensburg Fatih ihren Glauben in der 1990 gegründeten Moschee Flensburg-Fatih-Camii. Der Ortsverein ist einer von 34 Moscheegemeinden der İslamischen Religionsgemeinschaft DITIB Hamburg und Schleswig-Holstein (kurz DITIB Nord), ein Landesverband des ebenfalls in Köln ansässigen Vereins DITIB – Türkisch-Islamische Union der Anstalt für Religion.

#### Buddhismus
In der Norderstraße orientiert sich das Buddhistische Zentrum Flensburg nach der Karma-Kagyü-Linie.

#### Hinduismus
Bei dem aus dem Hinduismus stammenden Holi-Festival, dem Fest der Farben, wird alljährlich auf dem Campusgelände der Europa-Universität Flensburg der Sommer begrüßt. Nach Ganesha, der beliebtesten Form des Göttlichen im Hinduismus, ist ein Shop im Fördepark benannt.

## Politik

### Politische Gremien

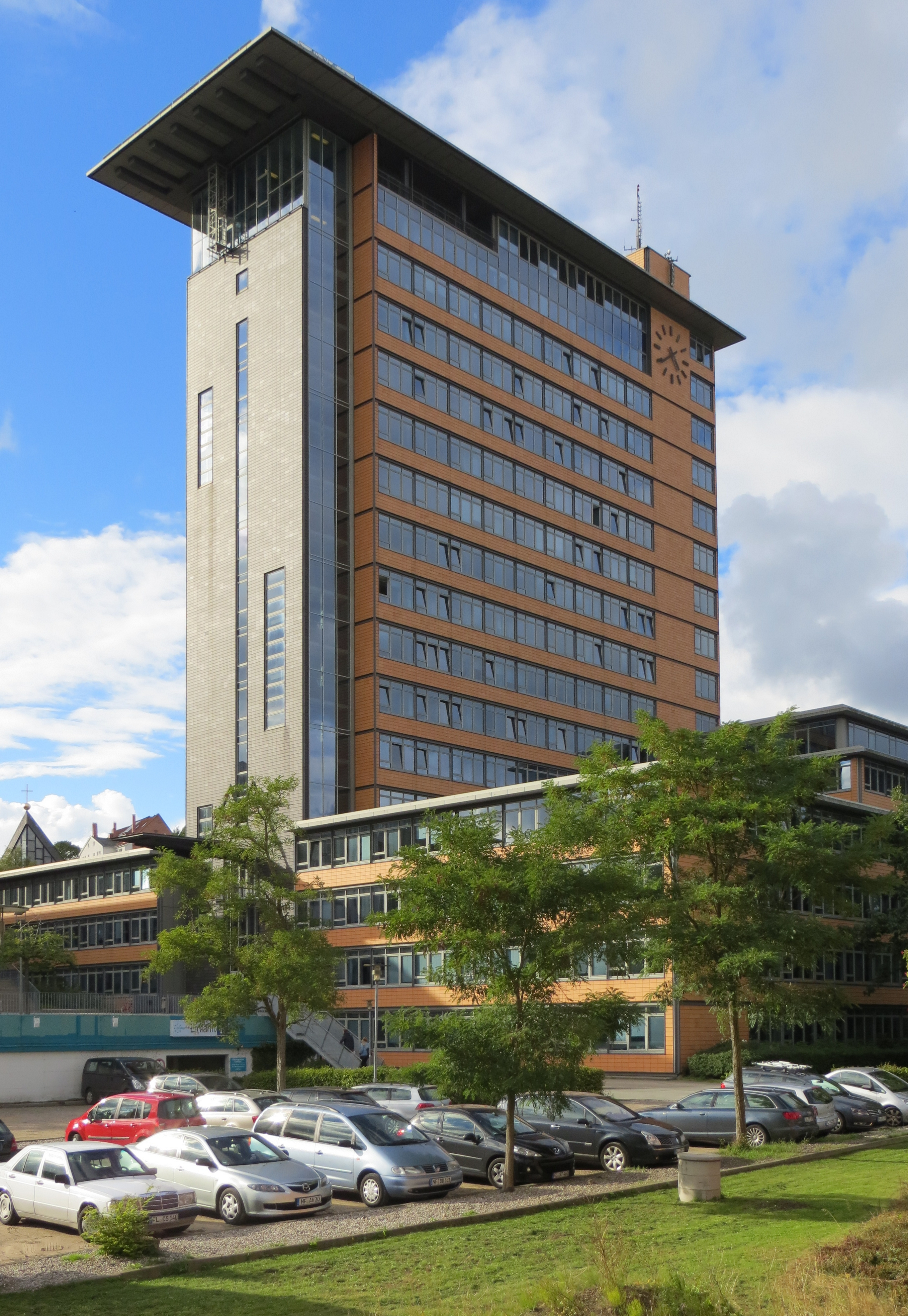
Flensburger Rathaus (2013)

An der Spitze der Stadt Flensburg stand jahrhundertelang der Rat mit zwei Bürgermeistern an der Spitze, je einem für die Nordstadt (Sankt Marien) und einem für die Südstadt (Sankt Nikolai und Sankt Johannis). Die Mitglieder des Rates und die Bürgermeister wurden vom Rat selbst bestimmt. Schieden Ratsmitglieder aus, wurden von den verbliebenen Ratsherren Nachfolger bestimmt, wobei jede der beiden Stadthälften gleich viele Mitglieder im Rat hatte. Die Ratsherren trugen meist den Titel „Senator“.
Der Rat in dieser Form bestand in Flensburg bis 1742; danach erhielt der „Bürgermeister des Nordens“ den Titel „Dirigierender Bürgermeister“ und vom Landesherrn, also dem König von Dänemark, ernannt. Aus diesem „Dirigierenden Bürgermeister“ wurde später der „Erste Bürgermeister“. Der „Zweite Bürgermeister“ trug lediglich den Titel „Bürgermeister“. Nach dem Übergang der Stadt an Preußen wurden ab 1870 die Bürgermeister von den Bürgern der Stadt gewählt, wobei der Erste Bürgermeister meist den Titel „Oberbürgermeister“ (niederdeutsch Overbörgermeister) erhielt. Während der Zeit des Nationalsozialismus erfolgte die Ernennung des Stadtoberhauptes direkt durch die NSDAP.
Nach dem Zweiten Weltkrieg wurde nach britischem Vorbild eine zweiteilige Verwaltungsspitze eingeführt. An der Spitze der Stadt stand zunächst als Vorsitzender des Rates und des Magistrats der vom Rat gewählte Oberbürgermeister. Daneben gab es als Leiter der Verwaltung einen „Oberstadtdirektor“. 1950 trat die neue schleswig-holsteinische Gemeindeordnung in Kraft. Danach wurde der Titel „Oberbürgermeister“ (wieder) auf den Leiter der Verwaltung übertragen. Er wurde zunächst weiterhin vom Rat gewählt. Der Vorsitzende des Rates trägt seither den Titel „Stadtpräsident“. Dieser wird ebenfalls nach jeder Kommunalwahl vom Rat gewählt. Seit 1999 wird der Oberbürgermeister jedoch wieder von der Bevölkerung direkt gewählt.

### Oberbürgermeister
Der erste direkt gewählte Oberbürgermeister Hermann Stell (CDU) verstarb am 4. Mai 2004, nachdem er zwei Tage zuvor vor dem Finalspiel des DHB-Pokals einen Schlaganfall erlitten hatte. Zu seinem Nachfolger wurde mit 59 Prozent der Stimmen am 14. November 2004 der parteilose, von der CDU vorgeschlagene Klaus Tscheuschner gewählt. Dieser konzentrierte sich auf Sparmaßnahmen, Infrastrukturprojekte wie den Abschluss der Osttangente und die Entbürokratisierung der Verwaltung.
Am 31. Oktober 2010 wurde ein neuer Oberbürgermeister in Flensburg gewählt. Es traten insgesamt neun Kandidaten an. Dabei qualifizierten sich Elfi Heesch (mit 25,1 Prozent, CDU/Grüne) und Simon Faber (19,4 Prozent, SSW) für die Stichwahl am 21. November 2010. In dieser siegte Faber mit 54,8 Prozent über Heesch (45,2 Prozent).
Fünfeinhalb Jahre später trat Faber erneut zur Oberbürgermeisterwahl an, verlor am 5. Juni 2016 jedoch mit 22,8 % der Stimmen gegen seine Herausforderin Simone Lange (SPD), die neben ihrer eigenen Partei auch von CDU sowie Bündnis 90/Die Grünen unterstützt wurde und 51,4 % der Stimmen erhielt. Lange übernahm das Amt am 15. Januar 2017.
Am 15. Januar 2023 trat der parteilose Fabian Geyer die Nachfolge im Oberbürgermeisteramt ein.

### Ratsversammlung
- Linke: 2
- SPD: 6
- Grüne: 10
- BüsoS: 1
- Volt: 1
- SSW: 11
- FDP: 2
- FLW: 1
- WiF: 1
- CDU: 8
- Basis: 1

Die Ratsversammlung (dänisch: byråd, Petuh und niederdeutsch Rathuuskommischoon) ist die kommunale Volksvertretung der Stadt Flensburg. Über die Zusammensetzung entscheiden die Bürger alle fünf Jahre. Die letzte Wahl fand am 14. Mai 2023 statt.

### Rathaus
Das ursprüngliche Rathaus der Stadt befand sich auf dem ehemaligen Thingplatz in der Nähe des jetzigen Stadttheaters in der Rathausstraße. Später wurde der ehemalige Regierungshof am Holm als provisorisches Rathaus genutzt. Beide Gebäude stehen heute nicht mehr, das letztere wich in den 1960er-Jahren einem größeren Kaufhausbau. 1964 erfolgte der Einzug der Stadtverwaltung in das von Carl-Friedrich Fischer entworfenen neue Rathaus, einen 17-stöckigen, grauen Betonbau, der Mitte der 1990er-Jahre für rund 50 Mio. Mark saniert wurde. In direkter Nachbarschaft zum Rathaus am Pferdewasser steht an der Ecke zur Friesischen Straße die Besenbruchvilla, in der das Standesamt untergebracht ist.

### Wappen
Blasonierung: „Im goldenen Schild übereinander zwei blaue Löwen nach rechts schreitend, halb bedeckt von einem an schrägfließendem Wasser stehenden roten Turm mit blauem spitzen Dach; inmitten des Schildhauptes der rote Schild mit der silbernen Nessel.“
Die beiden Schleswigschen Löwen symbolisieren das Wappentier des ehemaligen Herzogtums Schleswig. Das Nesselblatt steht für Holstein und wurde erstmals während der Pfandherrschaft der Schauenburger Grafen über Schleswig im 15. Jahrhundert eingeführt, doch erst in der Kaiserzeit wieder als fester Bestandteil des Wappens übernommen. Der Turm weist auf die alten Stadtrechte Flensburgs und auf die frühere Burg hin, die der Stadt möglicherweise ihren Namen gab. Die Wellen deuten auf die Lage an der Flensburger Förde hin.
Die älteste Darstellung des Wappenzeichens Flensburgs stammt aus der Mitte des 14. Jahrhunderts. Im Laufe der Zeit entfernte sich die Wappen-Darstellung zeitweise jedoch etwas von ihrer Ursprungsgestalt. Das Recht zum Führen des Wappens wurde durch König Wilhelm II. von Preußen im Jahre 1901 verliehen und in einer überarbeiteten Form am 19. Januar 1937 durch den Oberpräsidenten der Provinz Schleswig-Holstein neu genehmigt. Diese noch heute gültige Form orientiert sich wieder an der Ursprungsgestalt des Wappens. Das Logo der Flensburger Brauerei, welches sich auf den Bieretiketten des Flens abgebildet ist, greift die wesentlichen Elemente des Flensburger Wappens auf.
Als Alternative zur Versinnbildlichung Flensburgs durch das Flensburg-Wappen dient zuweilen das Wahrzeichen der Stadt, das Nordertor. Weitere Wahrzeichen Flensburgs sind außerdem der Mürwiker Wasserturm als Wahrzeichen des Ostufers und das Dampfschiff Alexandra als maritimes Wahrzeichen. Ältere Versinnbildlichungen der Stadt sind zudem der Ritter Fleno und die Flensburgia sowie der Kaakmann, ein städtischer Büttel. Die Stadtverwaltung verwendet heutzutage anstelle des Wappens häufig ein Logo, das aus dem Schriftzug des Stadtnamens mit beigefügten Wellenzeichen besteht.

### Flagge

Flagge der Stadt Flensburg

Blasonierung: „Auf blauem Flaggentuch das Stadtwappen, etwas zur Stange hin verschoben.“ Eine häufig gesehene Variante der Stadtflagge ist das blaugelb-gestreifte Flaggentuch von Fahnen-Fischer, einer 1950 gegründeten Flaggenfabrik an der Schiffbrücke.

### Hymne
Neben diesen Hoheitszeichen existiert auch noch das Flensburg-Lied, welches mit den Wortlaut: „Stadt im Tal, umkränzt von Hügeln“ beginnt. Das Lied wurde 1909 von der Lehrerin Ida Marquardsen (1868–1941), die an der Auguste-Viktoria-Schule lehrte, geschrieben. Im Jahr 1993 wurde der Text des Liedes aktualisiert. Die Strophe „Treu das Deutschtum hoch zu halten“ wurde gegen die Strophe „Auch die Freundschaft zu den Dänen sei Dir eine heilge Pflicht“ ersetzt. Bei dieser Aktualisierung wurde auch die Passage „Schlank und stark, gleich jungen Buchen“, welche sich auf die Frauen Flensburgs bezog, modernisiert.
Im Jahre 2009 versuchten sich die Musiker Andreas Fahnert, Frank Weiner und Michael Backens an einer größtenteils in deutscher Sprache gehaltenen Neukomposition, die auch zwei dänische Liedzeilen enthält. Themen ihres Liedes sind das Zu-Hause-Sein, die Hügel der Stadt, die Größe Flensburgs sowie Handball und Baden, Sex und Verkehr, Rum und Bier, deutsche und dänische Sprache. Die Komposition traf auf ein geteiltes Echo.
Schließlich komponierte Andreas Fahnert im Jahr 2020 anlässlich des 100. Jahrestages der Volksabstimmung über die Grenze im Auftrag der Stadt ein sogenanntes deutsch-dänisches Freundschaftslied, das von der Stadt Flensburg offiziell als „Hymne“ beworben wird. Der im Wesentlichen englischsprachige Text mit dem Titel „Long Way“ wurde von mehreren Autoren erstellt.
Darüber hinaus gibt es noch weitere weniger bekannte Lieder, in denen Flensburg besungen wird oder in denen Flensburg eine besondere Erwähnung findet. Größere Bekanntheit erlangte insbesondere in den 1980er-Jahren der Jingle des ZDF Ferienprogramms, mit der Liedzeile: „Hallo! Leute, es sind Ferien! Alle machen blau von Flensburg bis nach Oberammergau!“

### Verwaltungsgemeinschaft
Flensburg führt seit dem 1. Januar 2008 im Rahmen einer Verwaltungsgemeinschaft die Verwaltungsgeschäfte der Nachbargemeinde Glücksburg.

### Städtepatenschaft und Städtepartnerschaften

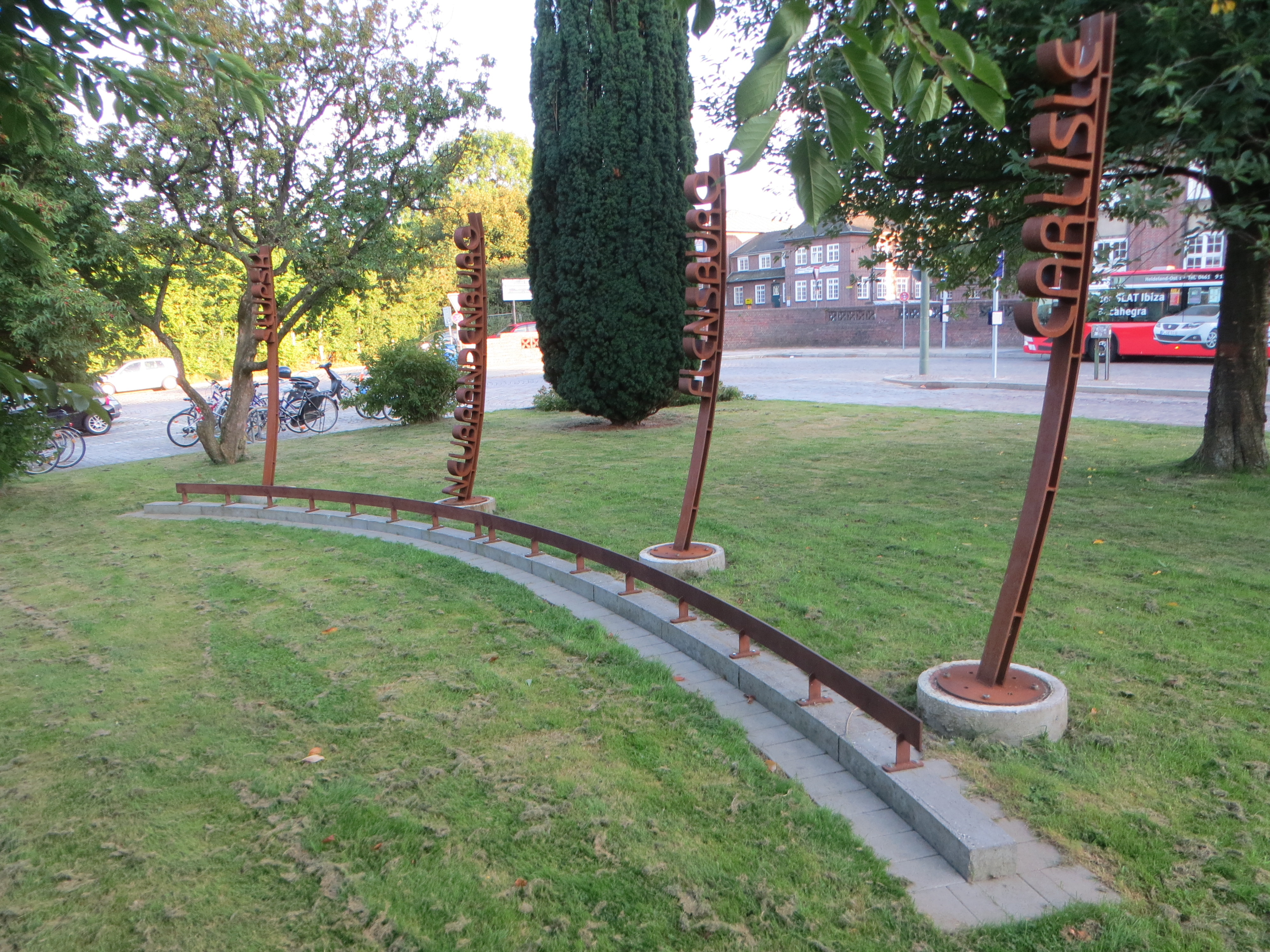
Das Städtepartnerschafts-Denkmal im Carlisle-Park:
- seit 1961
- seit 1987
- seit 1988

In den Jahren 1954 bis 1956 wurde Flensburg Patenstadt von Swinemünde. Dies basierte nicht auf Verhandlungen mit der polnischen Stadtverwaltung, sondern auf der Übereinkunft mit vertriebenen deutschen Bürgern der Stadt Swinemünde in Hinterpommern, die weiterhin Swinemünder genannt wurden. In Folge richteten die Swinemünder ihre Heimattreffen in Flensburg aus. Die erste derartige Veranstaltung fand im Jahr 1956 im Deutschen Haus statt. Im Jahre 1965 wurde das 200-jährigen Bestehen gefeiert: Am 3. Juni 1765 hatte Friedrich der Große Swinemünde das Stadtrecht verliehen. 1986 fand das 11. Bundestreffen der Swinemünder in Flensburg statt, welches zugleich das 30-jährige Jubiläum der Patenschaft markierte. Infolge der Patenschaft richtete das Stadtarchiv Flensburg das Swinemünder Archiv ein, welches Fotos, Zeitungen und weitere Erinnerungsstücke der Swinemünder enthält und die bis 1945 deutsche Stadt dokumentiert. Es befindet sich inzwischen im Staatsarchiv Greifswald. Die eingegangene Städtepatenschaft hat damit eine andere Ausgestaltung als eine Städtepartnerschaft und ist daher nicht mit einer solchen zu verwechseln.
Flensburg unterhält Städtepartnerschaften mit Carlisle in England (seit 1961), mit Neubrandenburg in Mecklenburg-Vorpommern (seit 1987) und mit Słupsk, deutsch Stolp, in der polnischen Woiwodschaft Pommern (seit 1988). Carlisle, Flensburg und Słupsk bilden eine Dreieckspartnerschaft. Nach der englischen Partnerstadt ist 1988 der Carlisle-Park, ein Hektar großer Bahnhofsvorplatz, benannt worden. Im Mai 2014 wurde abermals ein Park nach einer Partnerstadt benannt, wobei der in Fruerlund gelegene Slupsk-Park im Gegensatz zur polnischen Stadt Słupsk [ˈswupsk] vereinfacht mit dem Buchstaben l und nicht mit ł geschrieben wird.
Im Jahr 2023 beschloss Flensburg eine Solidaritätspartnerschaft mit der ukrainischen Stadt Boryspil, die zunächst auf zwei Jahre begrenzt ist, bei der aber im Anschluss eine Verstetigung ermöglicht werden soll.
Zur namensgleichen Kleinstadt Flensburg im US-Bundesstaat Minnesota unterhält die Stadt Flensburg keine offiziellen Kontakte. Außer Flensburg (Minnesota) gibt es noch ein Stadtgebiet im Malmöer Stadtteil Södra Innerstaden (Südliche Innenstadt) mit dem Namen Flensburg.

### Dänisches Generalkonsulat
Neben der Nordischen Botschaft in Berlin, jeweils einem Generalkonsulat in Hamburg und München sowie elf weiteren honorarkonsularischen Auslandsvertretungen in Deutschland unterhält Dänemark am Nordergraben ein weiteres Generalkonsulat, das Kongelig Dansk Generalkonsulat (Königlich Dänisches Generalkonsulat). Rund einen Monat nach der Volksabstimmung in Schleswig richtete der dänische Staat im Juli 1920 ein Büro für Pass- und Visaangelegenheiten in der Rathausstraße ein, wo im Oktober 1920 der Obergerichtsanwalt Neergaard-Møller die Stelle als erster Konsul wahrnahm. Im März 1922 zog die Vertretung in die 1883/1884 erbaute Villa Burg Schöneck (1990/91 umgebaut), die seit 1987 den Status eines Generalkonsulats innehat. Fünf Mitarbeiter kümmern sich dort um die Belange der dänischen Minderheit. Der Konsularbezirk entspricht in etwa Südschleswig.

## Kultur und Sehenswürdigkeiten
In der Liste der Kulturdenkmale in Flensburg stehen die in der Denkmalliste des Landes Schleswig-Holstein eingetragenen Kulturdenkmale.

### Kulinarische Spezialitäten

#### Speisen
Unter den kulinarischen Spezialitäten Flensburgs finden sich überwiegend Gerichte wieder, die auch der norddeutschen, insbesondere der Schleswig-Holsteinischen oder auch der dänischen Küche zugehörig sind. Hierzu zählen u. a. Bratkartoffeln, Labskaus, Grünkohl, dänische Hotdogs, Rote Grütze, Schnüsch und Schwarzsauer, aber auch Fischbrötchen. Einer Flensburger Sage zufolge soll Otto von Bismarck während eines Frontbesuches im Deutsch-Dänischen Krieg 1864 bei einem Flensburger Wirt Hering genossen und den Fisch nach dem Verzehr als „grandios“ bezeichnet haben. Der von Bismarck für den zubereiteten Fisch besonders gelobte Wirt habe seinem Hering einen neuen Namen gegeben und ihn seitdem auf der Speisekarte als Bismarckhering geführt. Eine lokale Fischspezialität ist zudem die Flensburger Fischsuppe.
Im Andenken der vom Kraftfahrtbundesamt gespeicherten Flensburger Punkte werden gelegentlich ebensolche als Pralinen von der städtischen Touristeninformation vermarktet.
Eine mittlerweile offenbar kaum noch zu erhaltende Flensburger Spezialität ist der Kuchenschmull, eine matschige und bröcklige, klebrige Masse aus Kuchenresten, die früher Flensburger Bäcker auf Nachfrage für wenige Pfennige in Tüten verkauften.

#### Flensburger Bier

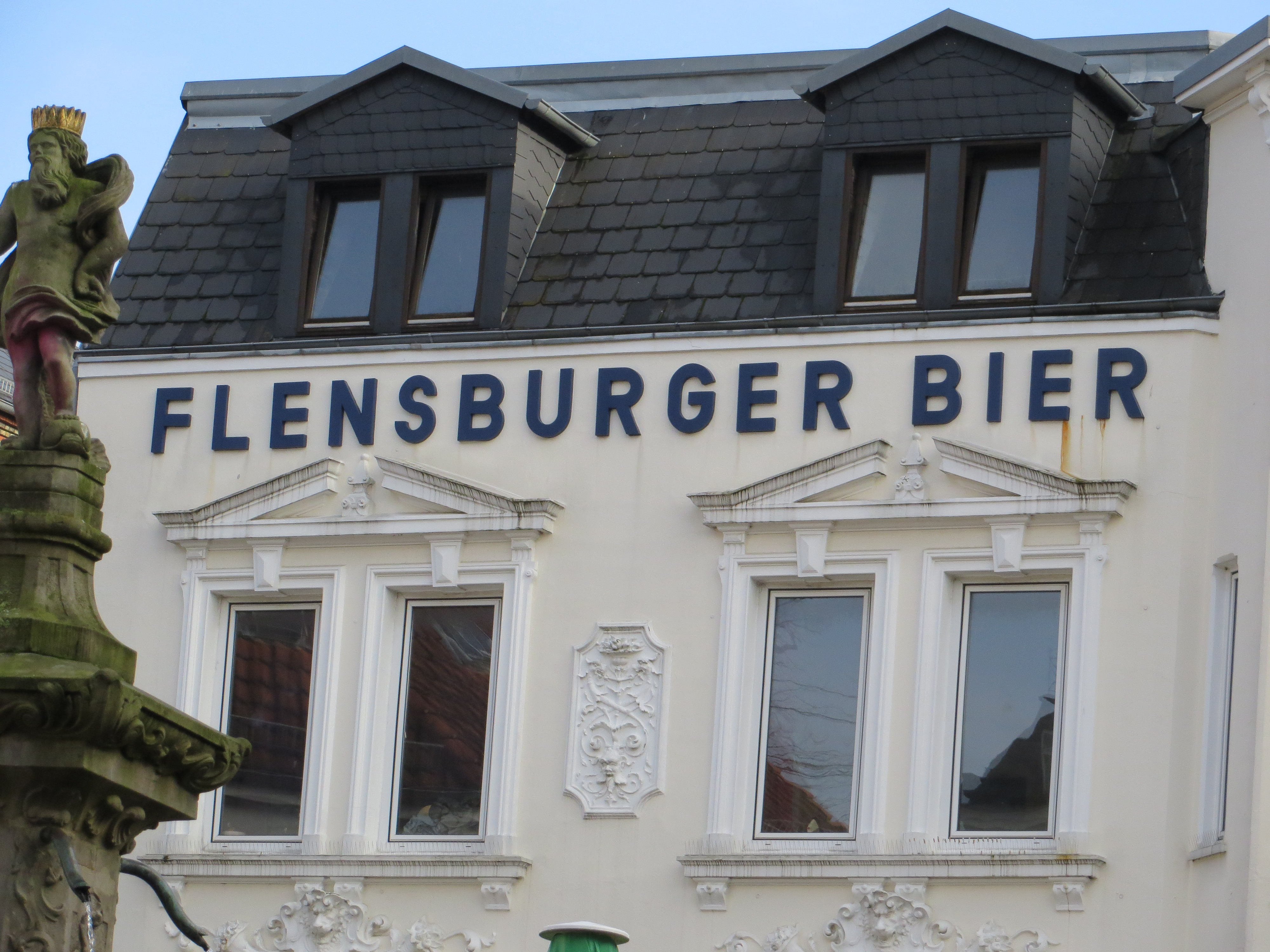
Flensburger Bier Aufschrift am Nordermarkt (2013)

Die Flensburger Brautradition wird heute durch die bundesweit bekannte Flensburger Brauerei Emil Petersen aber auch das Gasthaus Hansens Brauerei symbolisiert. Ergänzend sind am Ort aber auch Mikrobrauereien ansässig, die sich mit der Craftbeer-Bewegung verbunden fühlen.

#### Flensburger Rum

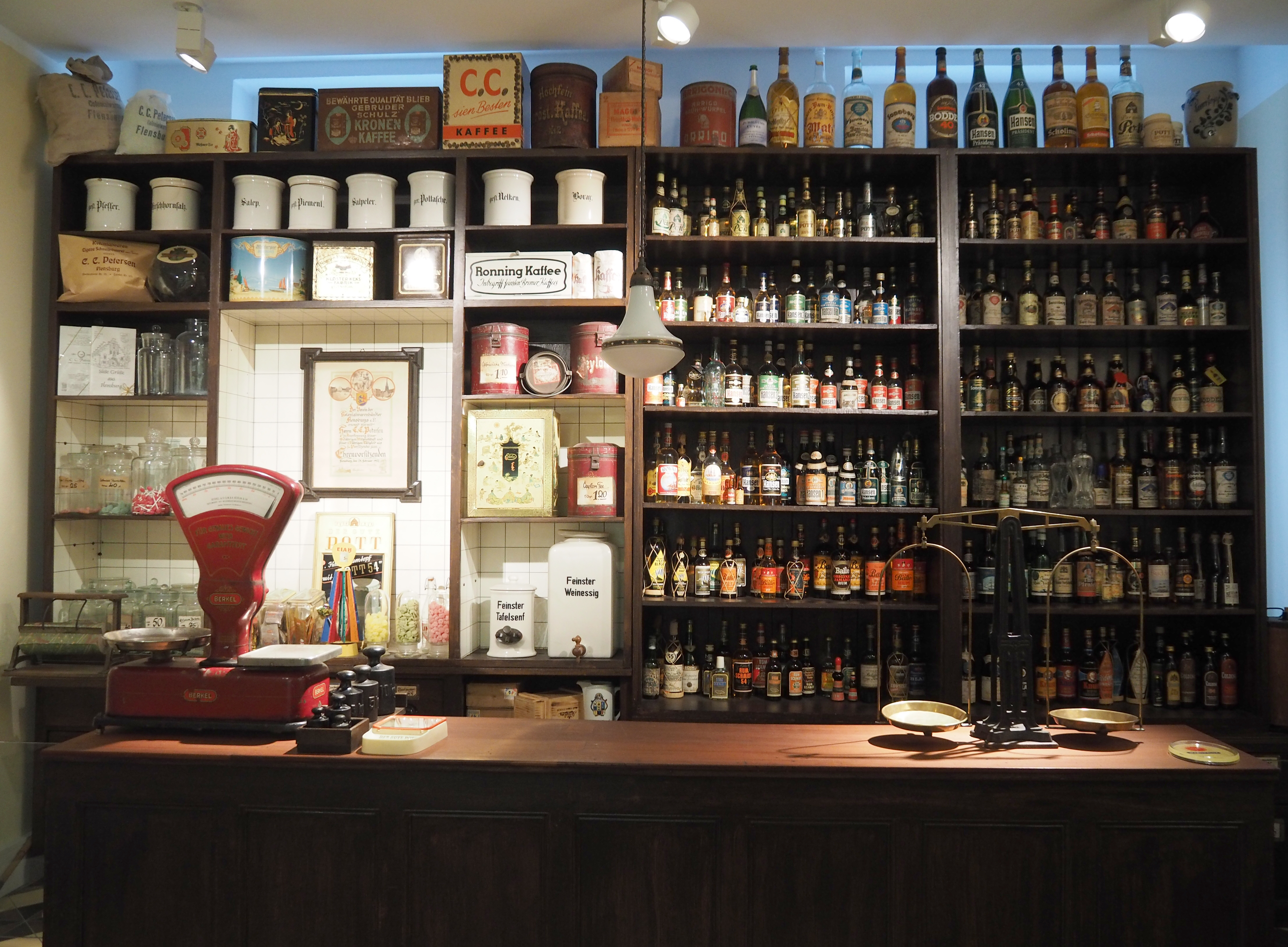
Kolonialwarenladen von 1894 des Kaufmanns Carsten Christian Petersen im Schifffahrtsmuseum Flensburg mit etlichen Flensburger Rummarken (2015)

Die Stadt hat eine lange Tradition als Rumhandelsstadt. Exemplarisch seien die (ehemals) in Flensburg produzierten Marken Pott, Hansen Präsident von Hansen Rum, Balle-Rum von Dethleffsen und Boddel-Rum von Sonnberg genannt. Nach dem Niedergang Flensburgs als Rumstadt Ende des 20. Jahrhunderts verblieben in der Stadt von den einst 200 Rumhäusern heute nur das Wein- und Rumhaus Braasch, das Rumhaus Johannsen Rum, das Rumhandelshaus H.H. Pott Nfgr. Vertriebsgesellschaft mbH und die Westindien Compagnie Seehandelsgesellschaft mbH. An die Blütezeit des Flensburger Rumhandels erinnern das Rum-Museum, das Braasch-Rum-Manufaktur-Museum, die Rum & Zucker Meile und die Rum-Regatta.

#### Flensburger Rumtopf
Ab den 1950er-Jahren etablierte sich der sogenannte Flensburger Rumtopf als populäre kulinarische Spezialität. Der Fernsehkoch Clemens Wilmenrod, der für einen Rumhersteller der Stadt warb, machte den Rumtopf bundesweit bekannt. Nach einer Legende hätten Seefahrer in Rum getränkte Beeren entdeckt, die in ein Rumfass gefallen waren, und Geschmack daran gefunden. Zur Herstellung werden frische Früchte der Saison in Zucker und Flensburger Rum eingelegt und bei Bedarf mit Eis und Sahne kombiniert.

#### Flensburger Grog
Aus Flensburger Rum lässt sich nach einem einfachen Rezept der sogenannte Flensburger Grog zubereiten.

### Regelmäßige Veranstaltungen

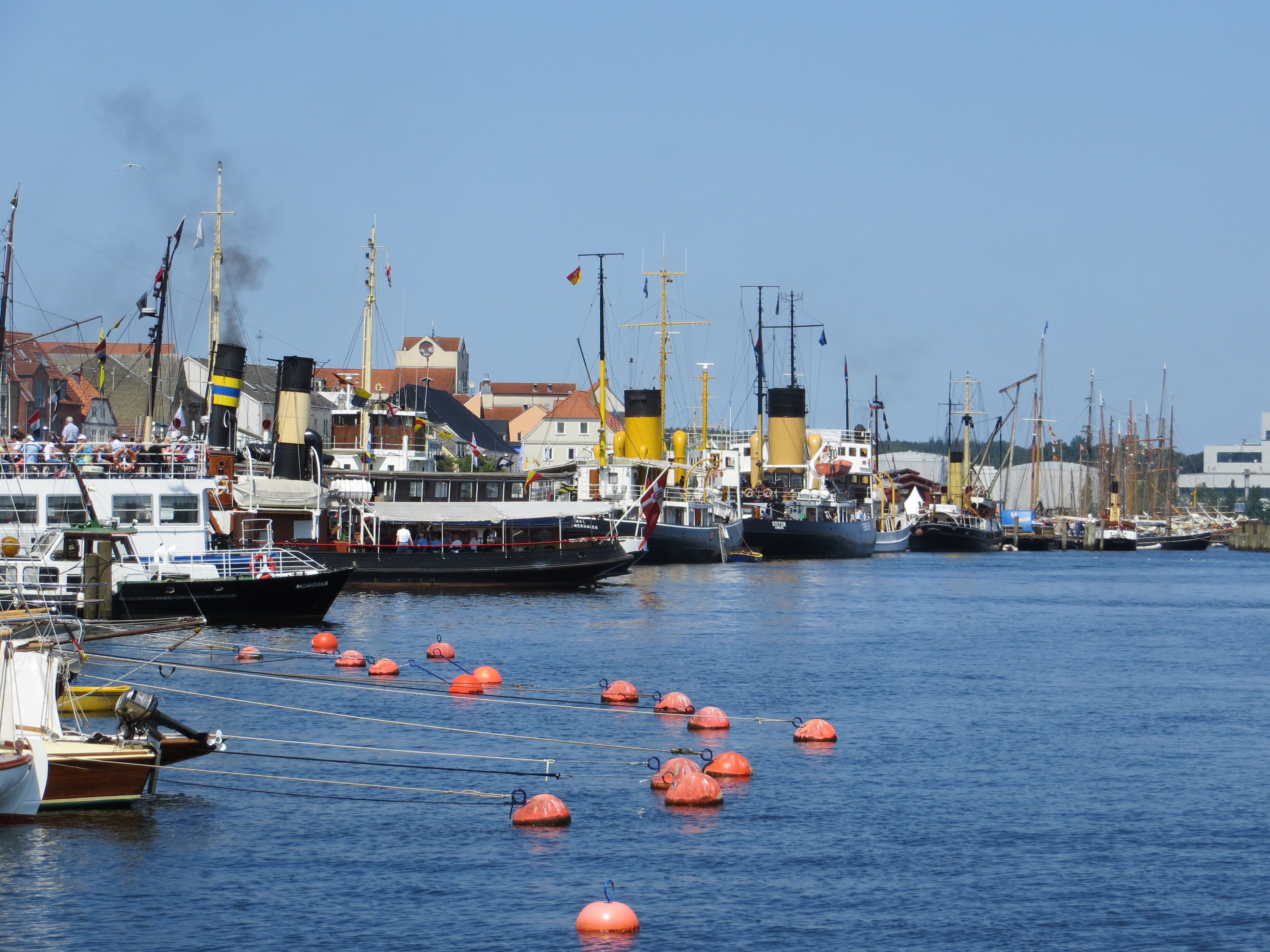
Das Dampf Rundum: Europas größtes Treffen von Dampfschiffen (nach PS, 2013)

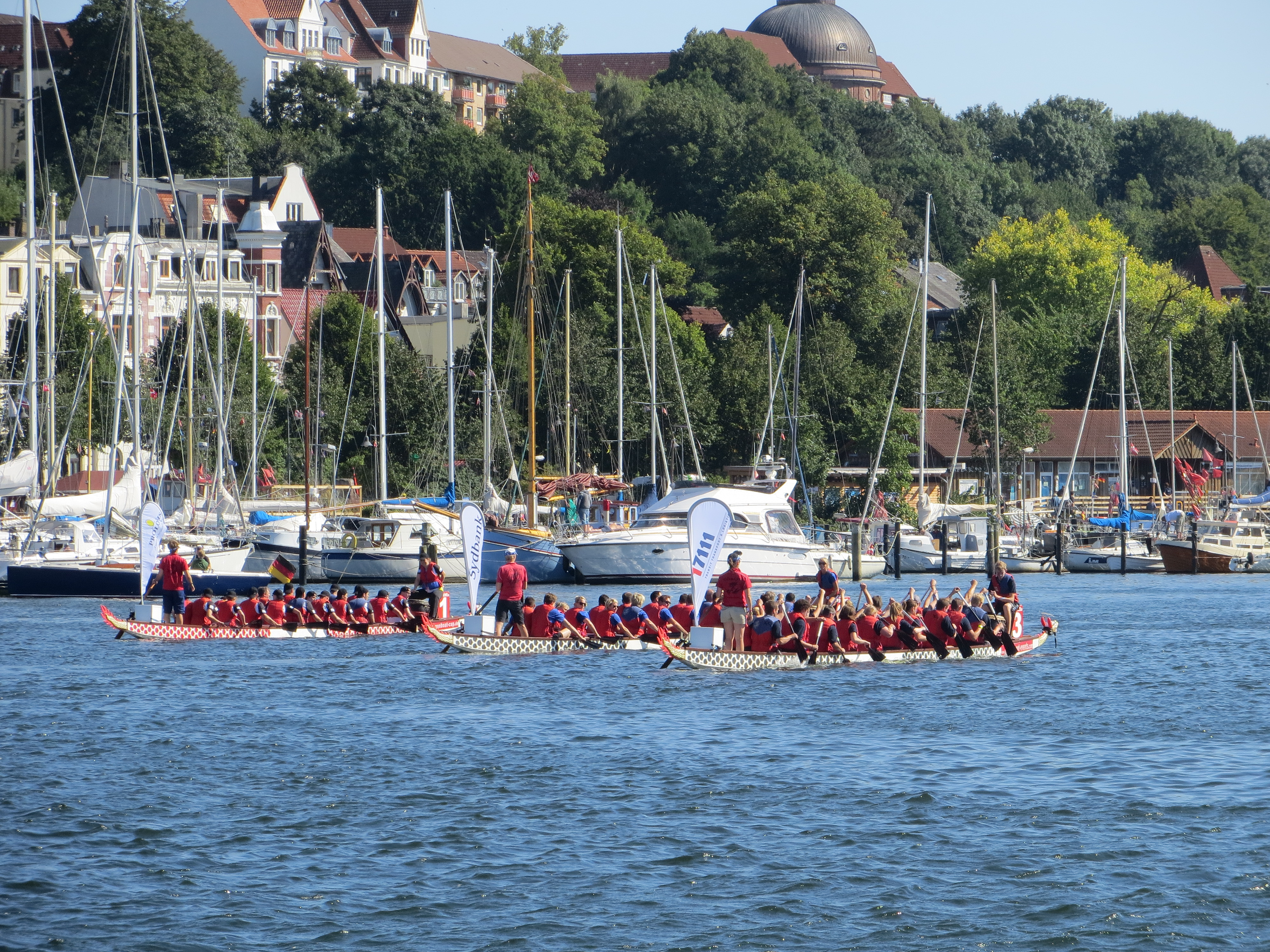
Drachenbootrennen im August 2013

#### Hafenfeste und Regatten
Einen zentralen Platz regelmäßiger Veranstaltungen nimmt der Flensburger Hafen ein, hierbei vor allem die Promenade am Westufer, die sich vom Volksbad über den historischen Hafen bis zur Hafenspitze erstreckt. Größtes Hafenfest waren – mit rund 400.000 Besuchern allein im Jahr 2010 – die Flensburg Nautics, ein internationales Großseglertreffen, das von 2004 bis zuletzt 2014 alle zwei Jahre im August veranstaltet wurde und an Fregatten, Barken, Briggen und Brigantinen erinnerte, die sich vor 200 Jahren im Hafen der Fördestadt tummelten.
Ein weiteres Großereignis ist das seit 1993 in Jahren mit ungerader Jahreszahl stattfindende Dampf Rundum, auf dem z. B. 2009 etwa 350.000 Besucher gezählt wurden. Bei Europas größtem Treffen von Dampfschiffen und -lokomotiven (nach PS) fungiert der heimische historische Salondampfer Alexandra als Gastgeberschiff.:46, 106
Alljährlich zum Himmelfahrtswochenende wird vom Flensburger Museumshafen aus die Rum-Regatta ausgerichtet, der die Zubringer-Regatta Flensburg-Fjord-Regatta vorausgeht. Mit rund 120 teilnehmenden Schiffen (2012) gilt die 1980 initiierte Rum-Regatta als größtes Gaffelseglertreffen in Nordeuropa.:199 Daneben gibt es noch einige kleinere Regatten, wie beispielsweise die Kongelig Classic 1855 Ende August, die von Flensburg aus über Sønderborg nach Aabenraa führt, sowie die Flensburger Regatta (von) 1855 Ende September, heute durchgeführt vom Verein Klassische Yachten Flensburg. Die erste Regatta von 1855 begründete den organisierten internationalen Regattasport in der westlichen Ostsee. Vom Verein des Museumshafens werden außerdem die eher beschauliche Apfelfahrt im Oktober (seit 1980) und der Grogtörn, eine winterliche Regatta am 2. Weihnachtstag, organisiert.
Der Innenhafen ist zudem regelmäßig Schauplatz des Drachenbootcups im August (seit 2004), dem 2011 mehrere Dutzend Mannschaften und rund 12.000 Zuschauer beiwohnten, sowie eines Entenrennens im darauffolgenden Monat, an dem im selben Jahr fast 5.000 Kunststoffenten teilnahmen.

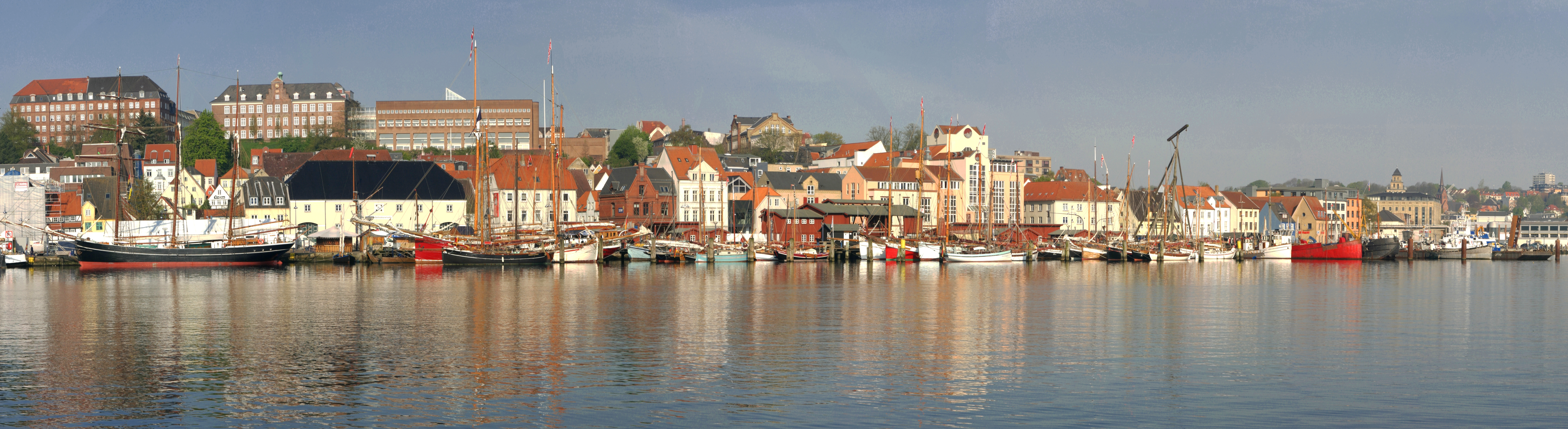
Rum-Regatta im Jahr 2008

#### Volksfeste und Märkte

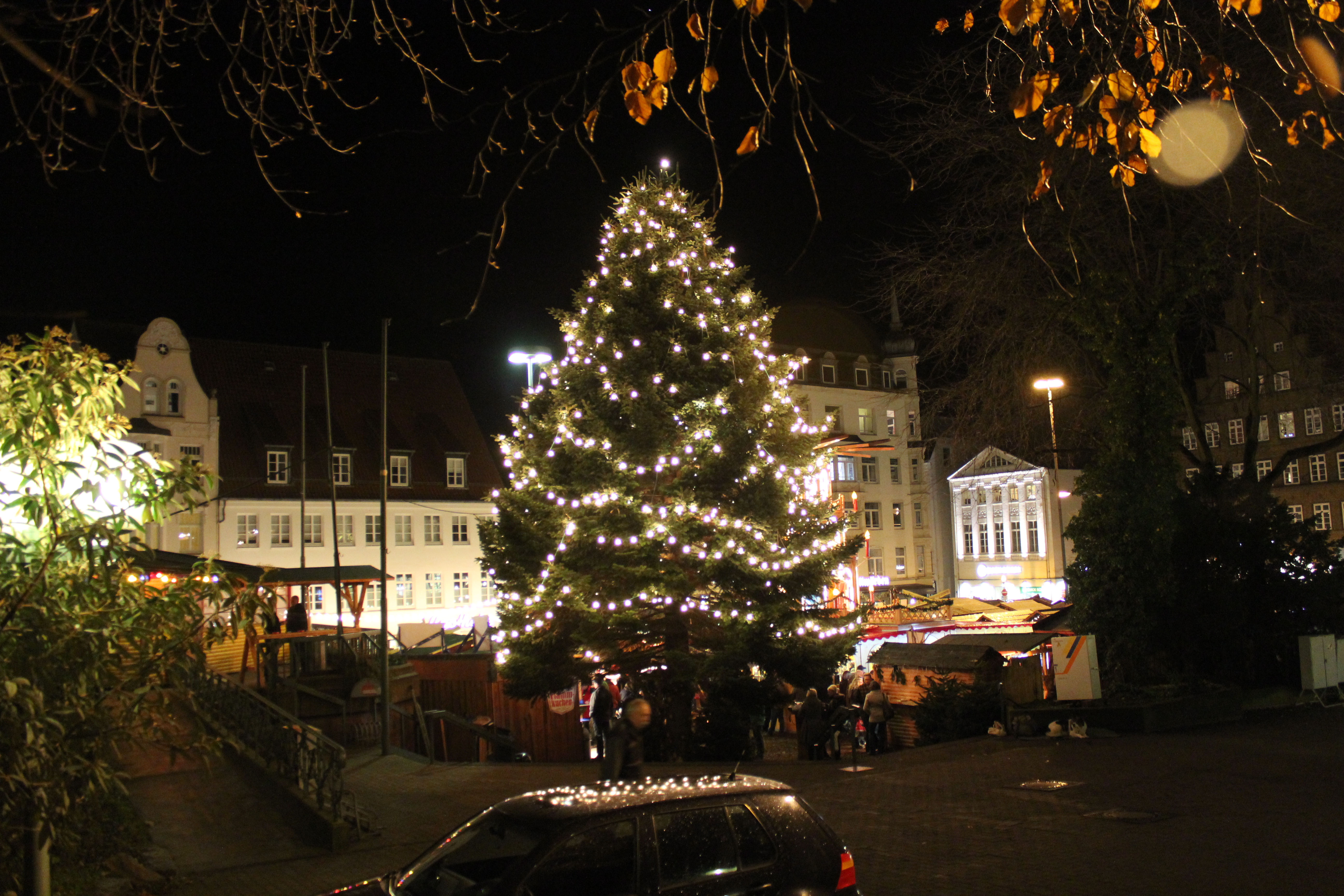
Zu Weihnachten wird alljährlich feierlich die Illumination des Weihnachtsbaumes auf dem Südermarkt zelebriert.

Flensburgs größtes Altstadtfest ist das von mehreren Hunderttausend besuchte Tummelum, dessen Name sich aus der Mischsprache Petuh herleitet und etwa „Unruhe“ bedeutet. Das dreitägige Fest entsprang dem 700-jährigen Stadtjubiläum im Jahr 1984 und wird alle zwei Jahre im Frühjahr/Sommer von der IG Flensburg Innenstadt organisiert.:235
Im November/Dezember wird in der Innenstadt der Weihnachtsmarkt abgehalten. Vom Südermarkt über Holm, Große Straße bis zum Nordermarkt säumen eine Reihe von – auch Punsch feilbietenden – Glühweinständen den Weg, weshalb der Volksmund dem Abschnitt den Namen „Punschmeile“ gab.:188 An dieser Strecke war es für einige einheimische Besucher des Marktes zur Tradition geworden, während der Punschrally an allen Punschbuden zwischen dem Start am Südermarkt und dem Ziel am Nordermarkt ein alkoholisches Heißgetränk zu sich zu nehmen – ob „mit Schuss“ oder „ohne Schuss“ (Glühwein oder Punsch mit oder ohne Rum). An der Holmnixe wird am Erbsensuppenstand der Bundeswehrstandorte Flensburg (Marineschule Mürwik und Teile Ausbildungszentrum CIR), Meierwik (Flottenkommando) und Kropp (Kai-Uwe-von-Hassel-Kaserne) seit 1985 Erbsensuppe und Punsch verköstigt. Die Einnahmen von jährlich rund 10.000 Euro gehen an soziale Einrichtungen in Flensburg und Glücksburg. Bis 2015 konnte die Stadt Flensburg damit 297 Projekte fördern. Freiwillig sammelten so über 2000 Soldaten in mehr als 30 Jahren über 338.000 Euro „für den guten Zweck.“
Die Exe (Kurzform von „Exerzierplatz“) im Stadtteil Friesischer Berg ist Standort des zweimal jährlich stattfindenden Jahrmarkts. Auf dem sonst als Großparkplatz genutzten Gelände wurden bereits ab Mitte des 19. Jahrhunderts Viehmärkte und ab 1880 Krammärkte abgehalten.:57 Ferner organisierte die damalige Fremdenverkehrsgesellschaft der Stadt, Flensburg Fjord Tourismus, bis 2013 den Flensburger Fischmarkt, dessen 60 Verkaufsstände im Sommerhalbjahr Besucher an die Hafenpromenade lockte. Danach übernahm das Schönberger Hansen event-team Silke Henning die Organisation des Marktes, der nun (2015) von März bis Oktober einmal im Monat stattfindet.

#### Musik- und Kulturveranstaltungen

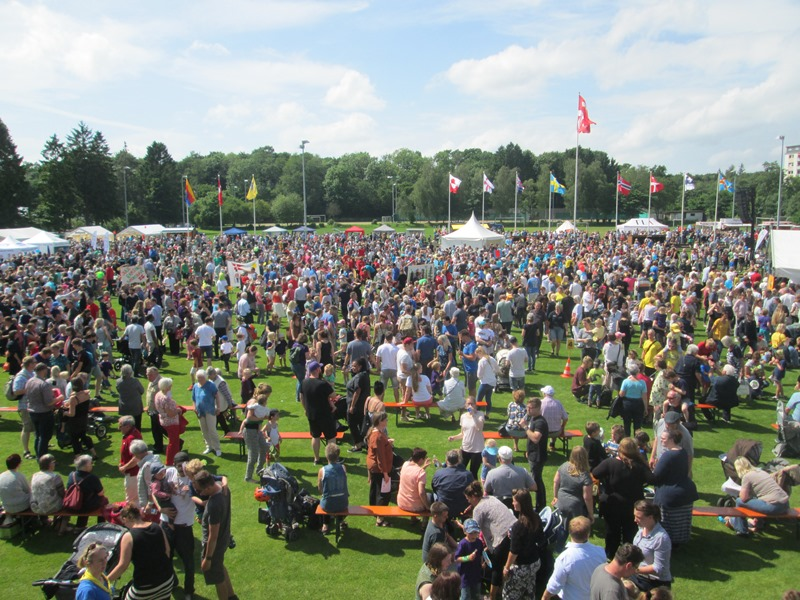
Dänisches Jahrestreffen in Südschleswig (De danske årsmøder i Sydslesvig 2017) in den Sportanlagen an der Marienhölzung (Frueskovens Idrætspark)

Zu den nennenswerten Musikveranstaltungen in der deutsch-dänischen Grenzregion zählen das internationale Folkfestival Folkbaltica im April/Mai (seit 2005), an dem sich auch dänische Minderheitsinstitutionen beteiligen,:75 und im Sommer das Orgelfestival Sønderjylland-Schleswig, 2003 von der Kirchengemeinde Sankt Nikolai und der dänischen Kirchenmusikschule in Løgumkloster gegründet. Eine weitere bedeutende Veranstaltungsreihe der Stadt ist die Flensburger Hofkultur im Spätsommer. Bei dem 1995 gegründeten Kulturfestival dienen die Kaufmannshöfe der Altstadt als Kulisse für Veranstaltungen unterschiedlichster Art.:109 Live-Musik wird außerdem bei Flensburg unplugged im März und in Flensburg seit 1999 auf dem Kneipenfestival Honky Tonk im September gespielt.:111 An Filmliebhaber richten sich die Flensburger Kurzfilmtage (seit 2000), die zusammen mit dem Animationsfestival tricky (seit 2005) jedes Jahr im Oktober veranstaltet werden. Gemeinsame Spielstätte ist das Programmkino 51 Stufen im Deutschen Haus.:139
1997 wurde in Flensburg das Nordische Informationszentrum („Nordisk Info“) eingerichtet, das im Grenzland nordische Kultur vermitteln sollte. In der Folge trat es als Veranstalter zahlreicher Festivals, Vorträge, Konferenzen, Thementage und Kunstausstellungen hervor. Besonders bekannt wurde das auf Initiative des Informationszentrums im Jahr 2010 ins Leben gerufene Literaturfestival litteraturfest.nu. Zu dieser internationalen Veranstaltung wurden alljährlich bekannte Autoren aus den nordischen Ländern eingeladen. Das Festival wurde zunächst vom Nordischen Informationszentrum Flensburg getragen, ehe es 2016 in die Obhut der dänischen Stadtbücherei Flensburg („Flensborg Bibliotek“) überging. Seitdem firmiert die Veranstaltung unter dem Titel Ord fra Nord („Worte vom Norden“). Allerdings wurde das Nordische Informationszentrum zum Ende des Jahres 2021 geschlossen, nachdem ihm vom dänischen Parlament („Folketing“) die Mittel gekürzt worden waren.
Autoren mit einer Verbindung zum Meer halten seit 2013 im Rahmen des Bücherfestivals Literaturboot Festival Lesungen ab oder halten Vorträge, die an Bord des Salondampfers Alexandra und im Laderaum des gegenüberliegenden Küstenmotorschiffes Gesine stattfinden.
Die dänische Minderheit versammelt sich im Mai/Juni auf den Årsmøder (Jahrestreffen). Der Südschleswigsche Verein (dän. Sydslesvigsk Forening) ist Veranstalter des alljährlichen Treffens, das in Flensburg erstmals ein Jahr nach der Volksabstimmung von 1920 ausgerichtet wurde.:17. Die Årsmøder bestehen aus einer Reihe von Veranstaltungen im gesamten Landesteil und drei größeren Open-Air-Abschlussveranstaltungen in Flensburg, Schleswig und an der Westküste. In Flensburg findet traditionell ein Umzug vom Nordermarkt über die Toosbüystraße zu den Sportanlagen an der Marienhölzung (Frueskovens idrætspark) statt, wo die Jahrestreffen mit kulturellen Auftritten, Grüßen des dänischen Königshauses und Reden prominenter Gäste aus Dänemark und Deutschland enden.

### Theater
Vorläufer

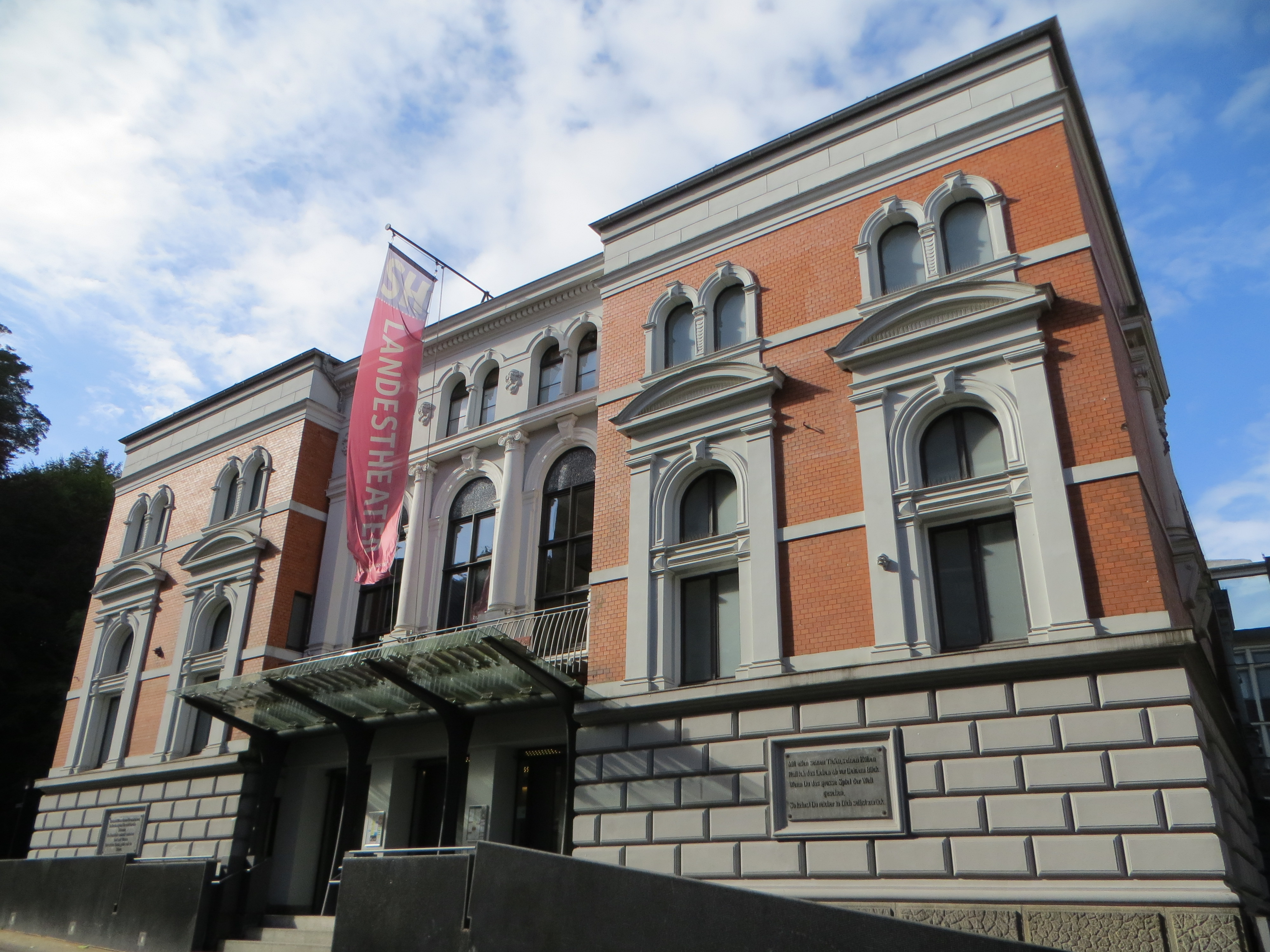
Das 1894 eröffnete Stadttheater ist Spielstätte des Schleswig-Holsteinischen Landestheaters und Sinfonieorchesters (2009).

Vorläufer des Theaterlebens in Flensburg waren – abgesehen von fahrenden Leuten wie Gauklern und Puppenspielern – ein Passionsspiel in der Marienkirche im Jahr 1450 und ab 1560 Aufführungen der evangelischen Lateinschule, heute Altes Gymnasium, die bisweilen den lateinischen Stücken deutschsprachige Schulkomödien beifügte. Ab 1732 erteilte der Magistrat Konzessionen an umherreisende Schauspielertruppen, deren Theaterstätte sich bis 1795 zumeist im ersten Saal des Alten Rathauses (1445–1883) an der Westseite des Straßenzuges Holm-Große Straße befand.
Im Rathaushof an der Stelle des heutigen Stadttheaters öffnete am 17. September 1795 Flensburgs erstes eigenes Theatergebäude, das Schauspielhaus, seine Pforten, in dem am Anfang vor allem die Hofschauspielergesellschaft aus Gottorf Gastspiele gab. Ab Mitte des 19. Jahrhunderts entstanden zwei weitere Theaterunternehmungen, deren Stücke ausschließlich im Sommer aufgeführt wurden und deren Namen sich am Vorbild des Tivolis in Kopenhagen orientierten: für das erste, alte Tivoli errichtete der Graveur Andresen neben einem zweistöckigen Wohnhaus an der Friesischen Straße 97 auch eine offene Bühne; für das zweite, das Neue Tivoli, erschufen Flensburger Geschäftsleute am oberen Südergraben einen Bühnenanbau in Nölcks Biergarten, einem beliebten Ausflugslokal, das 1877 um eine gewaltige Sängerhalle erweitert wurde. Bis die Halle 1906 durch ein Feuer zerstört wurde, fanden dort neben Theateraufführungen auch Großkonzerte statt.
Zuvor, im Jahr 1883, entschied sich die Stadt für den Abriss des Schauspielhauses, welches elf Jahre später an gleicher Stelle durch das Stadttheater (Petuh: Thiater) ersetzt wurde. Sein erster Intendant, Emil Fritzsche, eröffnete am 23. September 1894 mit einem Festakt das im Stil der italienischen Renaissance errichtete Gebäude und etablierte ein festes Theaterensemble.
Gegenwart

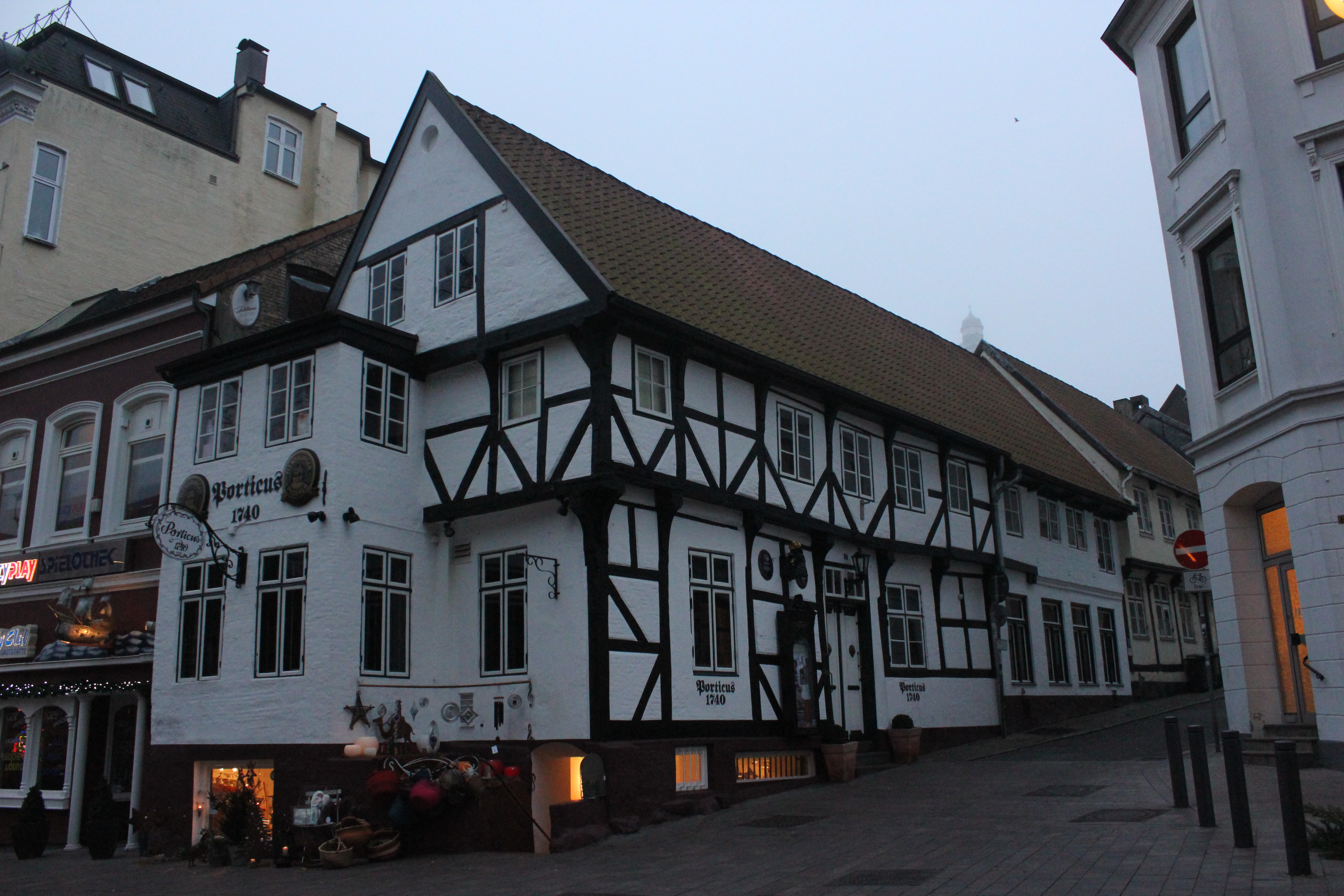
Älteste Kneipe der Stadt: Die Szenekneipe Porticus 1740 (ehemals Om de Eck) mit dem kleinen Orpheus Theater im Obergeschoss

Die Flensburger Theaterszene spiegelt die sprachliche und kulturelle Vielfalt der Stadt wider und umfasst rund ein halbes Dutzend Theater mit fester Spielstätte, allesamt zentrumsnah in historischen Gebäuden einquartiert. Die Bühne des Stadttheaters in der Rathausstraße ist eines der Aufführungsorte des 1974 gegründeten Schleswig-Holsteinischen Landestheaters und Sinfonieorchesters, der größten Landesbühne Deutschlands, dessen Stücke sich den drei Sparten Oper, Schauspiel und Ballett widmen.:140–141 Theater in plattdeutscher Sprache (in Trägerschaft eines Vereins) spielt das in den 1920er-Jahren entstandene Ensemble der Niederdeutschen Bühne Flensburg, welches seit 1982 in einem Studio mit rund 100 Sitzplätzen in der Augustastraße 3–5 ansässig ist.:169
Freies, professionelles Theater im Programm bietet seit Anfang der 1980er-Jahre die Theaterwerkstatt Pilkentafel, die seit 1998 in einem Haus von 1771 in der gleichnamigen Straße (Pilkentafel 2) am Ostufer in Jürgensby eine eigene, feste Spielstätte hat.:185–186 In nicht weit entfernter Nachbarschaft befindet sich die Theaterschule Flensburg, in dessen Gebäude, dem umgenutzten Kino Palast-Theater, ebenfalls häufig Stücke aufgeführt werden. Theaterstücke, Kabarett, Konzerte und Lesungen im Repertoire hat das am 9. März 1991 eingeweihte Orpheus Theater, das mit 60 Sitzplätzen zu den kleinsten Theatern Deutschlands zählt. Untergebracht ist es in einem alten Fachwerkhaus an der Ecke Große Straße/Marienstraße oberhalb Flensburgs ältester Kneipe, dem Porticus von 1740 (ehemals Om de Eck).:178 Unweit davon, in der Marienstraße 20, liegt Det lille Teater (Hjemmet), ein dänischsprachiges Amateurtheater und eine feste Institution seit 1966, in dessen Räumen rund 80 Zuschauer Platz finden.:144 Ein weiteres kleines Theater mit Raum für 60 Gäste ist das Krimmelmokel Puppentheater, das im November 2011 Unterschlupf im Deutschen Haus fand und sich an Kinder im Vorschul- und Schulalter wendet.
Theater ohne feste Spielstätten sind die Russisch-Deutsche Bühne, das Improvisationstheater „ImProGramm“ und seit 1996 die Broschmann & Finke Theater-Compagnie.

### Filmkunst

#### Kinos
Kinogeschichte

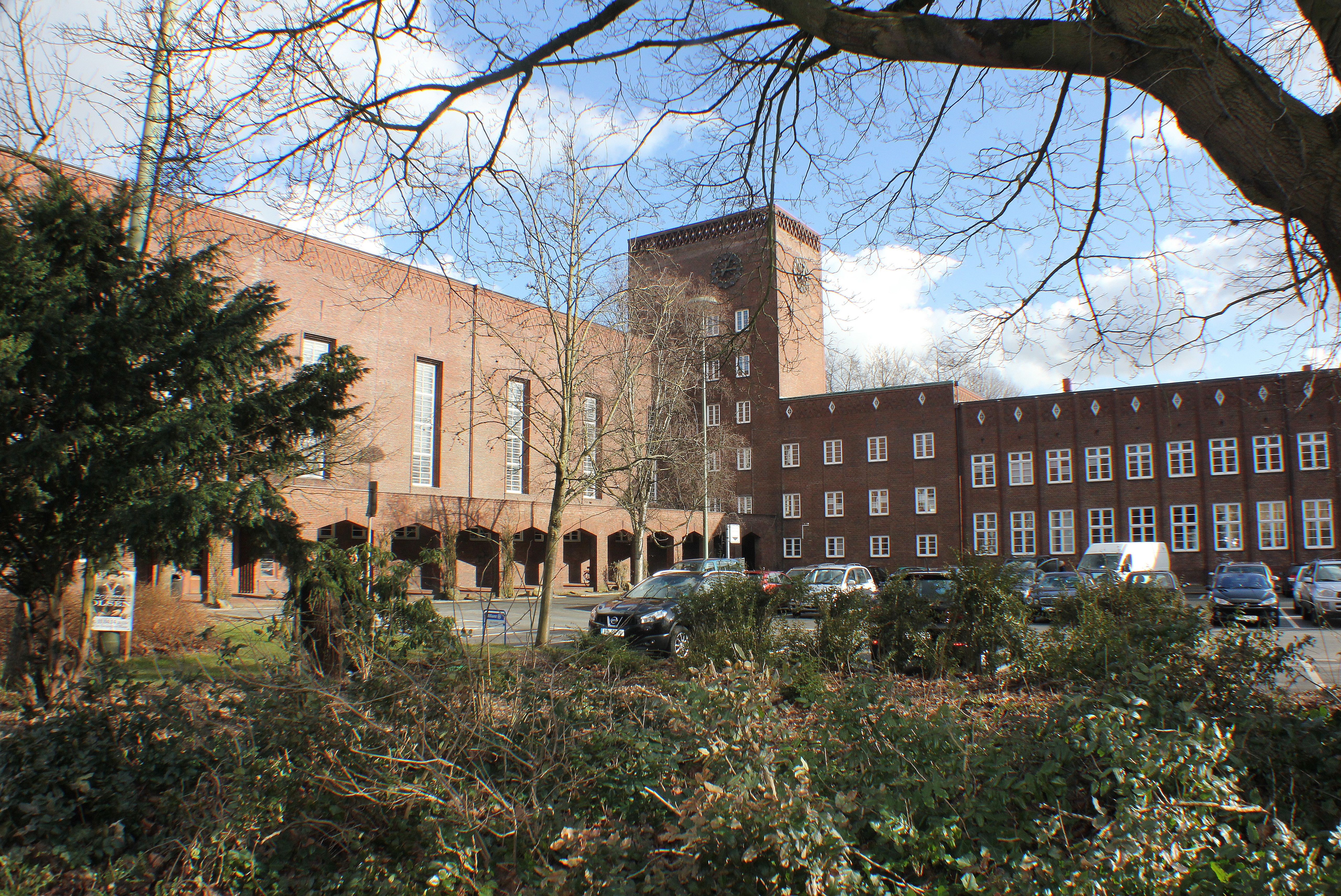
Veranstaltungshaus von 1930: Das Deutsche Haus, u. a. mit dem Kino 51 Stufen, Spielstätte der Flensburger Kurzfilmtage, und dem Krimmelmokel Puppentheater

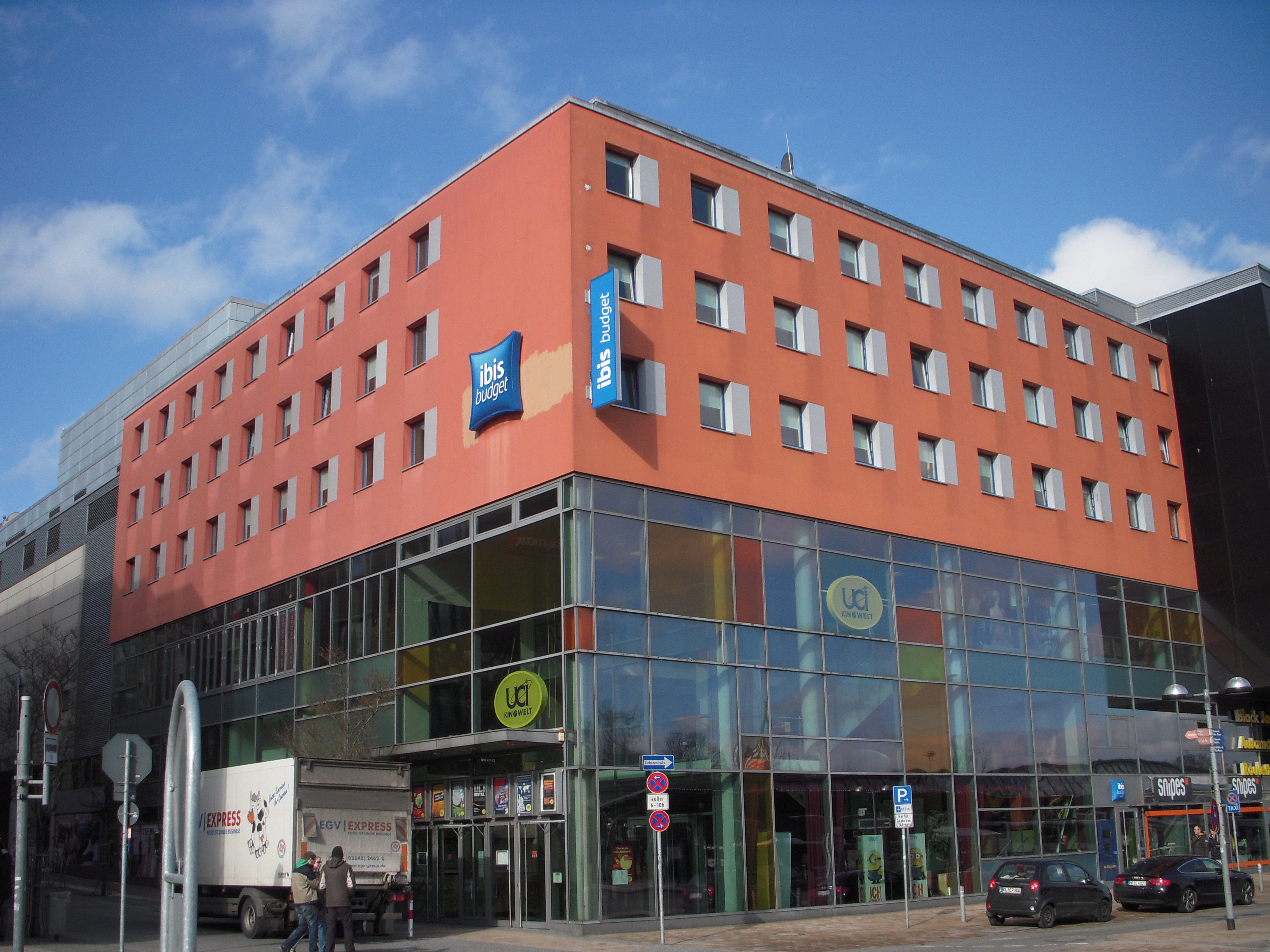
Über dem größten Kino der Stadt, UCI Kinowelt, am ZOB, das Hotel Ibis budget Flensburg City (2013)

Im Jahr 1896 nahm die Geschichte des Kinos in Flensburg ihren Anfang, als in der Großen Straße 1 Filmbetrachter von Edison, sogenannte Kinetoskope, ausgestellt wurden. Erste Kurzfilme lockten noch im selben Jahr Besucher in verschiedene Varietés: zunächst ab dem 5. Dezember 1896 ins Colosseum, einen Tag später ins Tivoli und in darauffolgender Zeit in den Nordischen Hof (Norderstraße 76) sowie in die Harmonie in der Toosbüystraße 21.
Am 8. September 1906 eröffnete das erste feste Kino der Stadt, das Kosmorama in der Nikolaistraße 10 mit 123 Sitzplätzen. Zahlreiche weitere Kinoeröffnungen folgten, darunter die des Palast-Theaters mit 230 Plätzen im Holm 35 und des Lichtspielhauses Opera, des ersten Kino-Neubaus, das später als Germania und Central-Tonfilmtheater von 1911 bis 1969 fast 60 Jahre lang bestand. Nach dem Ersten Weltkrieg eröffneten das Edens (später Corso) im Holm 19/21, das Colosseum in der Großen Straße 12 (mit rund 1000 Plätzen das größte Kino der Stadt), das Gloria (später Kammerlichtspiele beziehungsweise Roxy, Abriss 2008) und 1929 das Schauenburg (später Capitol) in der Neustadt 50.
Am 4. März 1930 präsentierte der Gloria-Palast mit Atlantis von E. A. Duponts erstmals einen Tonfilm in Flensburg. Zur Zeit des Nationalsozialismus bestimmten überwiegend Unterhaltungsfilme das Programm, die vor allem im Colosseum aufgeführt wurden. Nach dem Zweiten Weltkrieg gaben viele Kinobetreiber auf. Die, die sich gegenüber dem Fernsehen behaupten konnten, waren neben dem Colosseum (bis 1984) die Mürwiker Park-Lichtspiele (später Pali), welches bis 1980 im Hotel Seewarte in der Mürwiker Straße untergebracht war, das Palast-Theater am Adelbyer Kirchenweg zur Bismarckstraße hin, welches als neugebautes Kino von 1955 bis 2003 bestand, das Odeon, welches bis 1986 als Programmkino ein Quartier im Flensburger Bahnhof fand, und das City in der Toosbüystraße 21, das sich von 1984 bis 2001 hielt.
Kinogegenwart
In Flensburg gibt es zwei Kinos. Das im Dezember 1996 eröffnete Programmkino 51 Stufen im alten Musiksaal des Deutschen Hauses zeigt Filme abseits des Mainstreams, hat 120 Sitzplätze und ist zugleich Spielstätte der Flensburger Kurzfilmtage. Der Name des Filmtheaters bezieht sich auf den „mühsamen“ Treppenaufstieg hinauf ins 2. Obergeschoss und ist eine Anspielung an den frühen Alfred-Hitchcock-Klassiker Die 39 Stufen von 1935.
Seit 2000 gibt es ein Multiplex-Kino am ZOB, welches sich zunächst im Besitz der Kinobetreiberkette Kinopolis befand und nach dieser benannt war. 2004 wurde das Kino von der Kette Kinoplex übernommen und trug den Namen der neuen Kinobetreiberkette. Nach einer weiteren Übernahme durch die UCI Kinowelt wurde der Name abermals gegen den Namen des neuen Betreibers ausgetauscht. Das Kino ist mit knapp 2000 Sitzplätzen in acht Sälen das größte der Stadt.

#### Flensburg als Filmkulisse
Filmserien

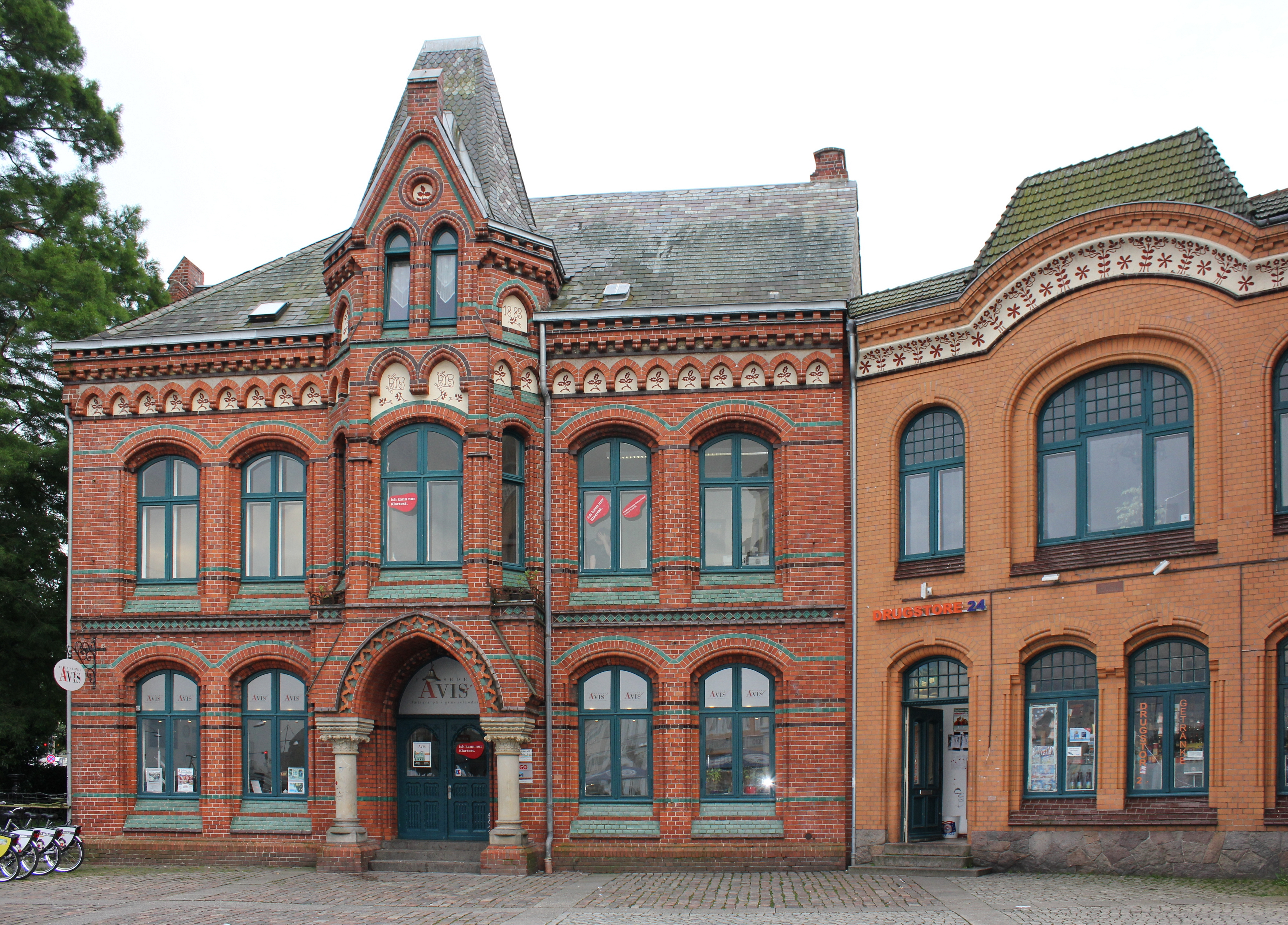
„Kalles Polizeirevier“ im Haus der Flensborg Avis am Schiffbrückplatz (2011)

Der Flensburger Hafen diente der 1986–2012 produzierten ZDF-Serie Der Landarzt als Kulisse für Außen- und Stadtaufnahmen. Die ebenfalls für das ZDF produzierte Vorabendserie-Serie Da kommt Kalle (ab 2006) wurde dagegen sogar überwiegend in Flensburg gedreht. Häufig fungierte hier der Hafen, vielfach aber auch andere Bereiche der Stadt als Drehorte.
Comicfilme
Einige Realfilm-Sequenzen der Comicverfilmung Werner – Beinhart! von 1990 spielen in Flensburg. Im Film Werner – Volles Rooäää!!! aus dem Jahr 1997 wird die Stadt „Knöllerup“ genannt. Der Name setzt sich zusammen aus dem Wort Knöllchen und der ortsüblichen Endung „-rup“ für ein „Dorf“. Der Film handelt von Abrissplänen am alten Flensburger Hafen.
Spielfilme
Zum Ende des Ersten Weltkrieges wurde vom Deutschen Militär in Flensburg-Mürwik mit dem Film Hein Petersen, vom Schiffsjungen zum Matrosen, eine Mischung aus Spiel- und Dokumentarfilm, für propagandistische Zwecke produziert. Vor dem Zweiten Weltkrieg war Flensburg Filmkulisse für den 1937 erschienenen Film Ein Volksfeind, den ein Jahr später erschienenen Propagandafilm Kameraden auf See und den 1939 herausgebrachten Film Brand im Ozean von Günther Rittau mit Hans Söhnker und Winnie Markus.

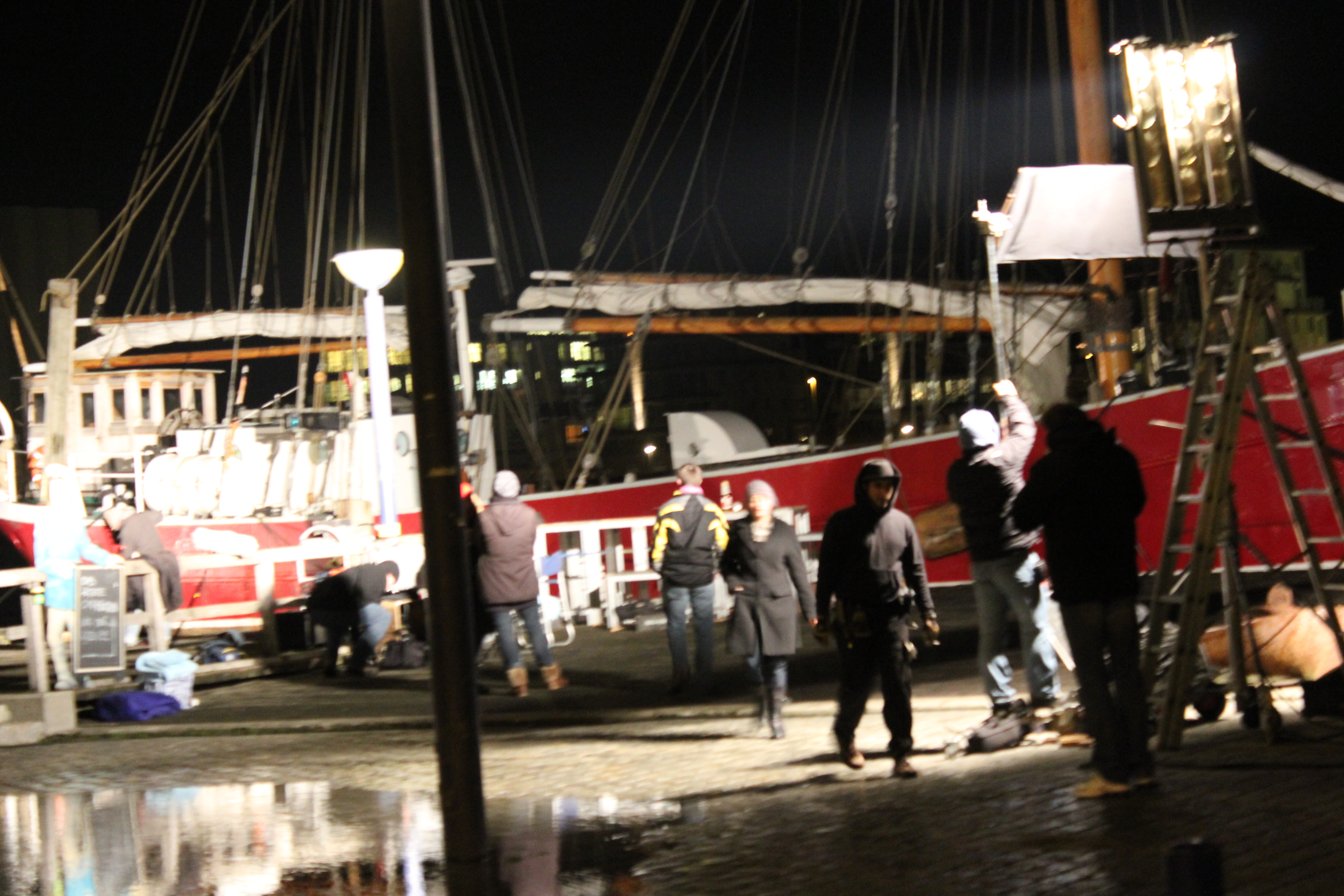
Am Museumshafen der Filmset des Kinodramas Der Schatten (Ende 2011)

2004 drehte der in Flensburg geborene Regisseur Till Franzen seinen ersten abendfüllenden Spielfilm Die blaue Grenze (Deutschland 2004/2005) in der Fördestadt und in der angrenzenden Region Syddanmark. Ungefähr im gleichen Zeitraum übernahmen für die Dokufiktion Flensburg, Minnesota Franzen die Regie und der ebenfalls gebürtige Flensburger Christian Theede die Kamera. Filmkulisse ist die gleichnamige Stadt Flensburg in Minnesota.
In der ZDF-Krimikomödie Das geheime Leben meiner Freundin (Deutschland 2004/2005) spielten Mariele Millowitsch und Jürgen Vogel die Hauptrollen. Für diese Literaturverfilmung des Krimis Die Sonnenuhr oder das geheime Leben meiner Freundin Roos von Maarten ’t Hart wählten die Filmemacher den Kurstrand in Glücksburg, die Flensburger Altstadt und die Marineschule Mürwik als Location aus. Auch Teile des Films Nimmermeer (2006) wurden in Flensburg gedreht. Des Weiteren wurde der Fernsehfilm Ich heirate meine Frau (2007), mit Elmar Wepper und Gila von Weitershausen in den Hauptrollen, in Flensburg gedreht.
Ende 2011 wählte Peter Heinz die Stadt als Kulisse für sein Kinodebüt Der Schatten. Der „durch familiäre Bande mit der Förde verwurzelte“ Regisseur drehte unter anderem in der Fußgängerzone, in der Kapelle des Friedhofs Friedenshügel, beim Museumshafen Flensburg, bei der Baustelle des Büro- und Wohnhauses Klarschiff am Ostufer und in der Szenekneipe Porticus 1740 sowie in Handewitt im Einkaufszentrum Scandinavian Park und auf den dänischen Ochseninseln. Eine Uraufführung des Films im Kino oder im Fernsehen ist nicht bekannt.
Musikfilm Flensburg Beats
Ein Spiegelbild der hiesigen Musik- und Kunstszene zeigt der Kinofilm Flensburg Beats aus dem Jahr 2014. Es handelt sich um einen Dokumentarfilm in dem Flensburger Musikgrößen, wie unter anderem Andreas Fahnert von Santiano oder der Sänger der ehemaligen Flensburger Band Echt, Kim Frank, interviewt werden. Ebenfalls porträtiert werden weitere Flensburger Kulturschaffende, wie zum Beispiel der Comic-Zeichner Kim Schmidt. Die Uraufführung fand am 26. Dezember 2014 im ausverkauften Großen Saal des Deutschen Hauses statt.
Imagefilme
Als Drehkulisse fungierte die Stadt ebenfalls bei verschiedenen unternehmensnahen Imagefilmproduktionen. Einzelne unter ihnen wurden verschiedentlich ausgezeichnet, so unter anderem der Film Our Mission für die Flensburger Schiffbau-Gesellschaft mit dem Silver Dolphin – Cannes Corporate Media Awards im Jahr 2012.
Der im August 2013 gegründete Verein Die schönste Förde der Welt, ein Zusammenschluss von Flensburger Unternehmern und Bürgern, veröffentlichte 2015 den Imagefilm Flensburg – Zwischen Himmel und Förde. Oberbürgermeister Simon Faber nannte die Stadt- bzw. Wirtschaftskampagne als eine seiner wichtigsten Initiativen während seiner Amtszeit (2011–2017).

### Museen und Historischer Hafen

#### Museumsberg

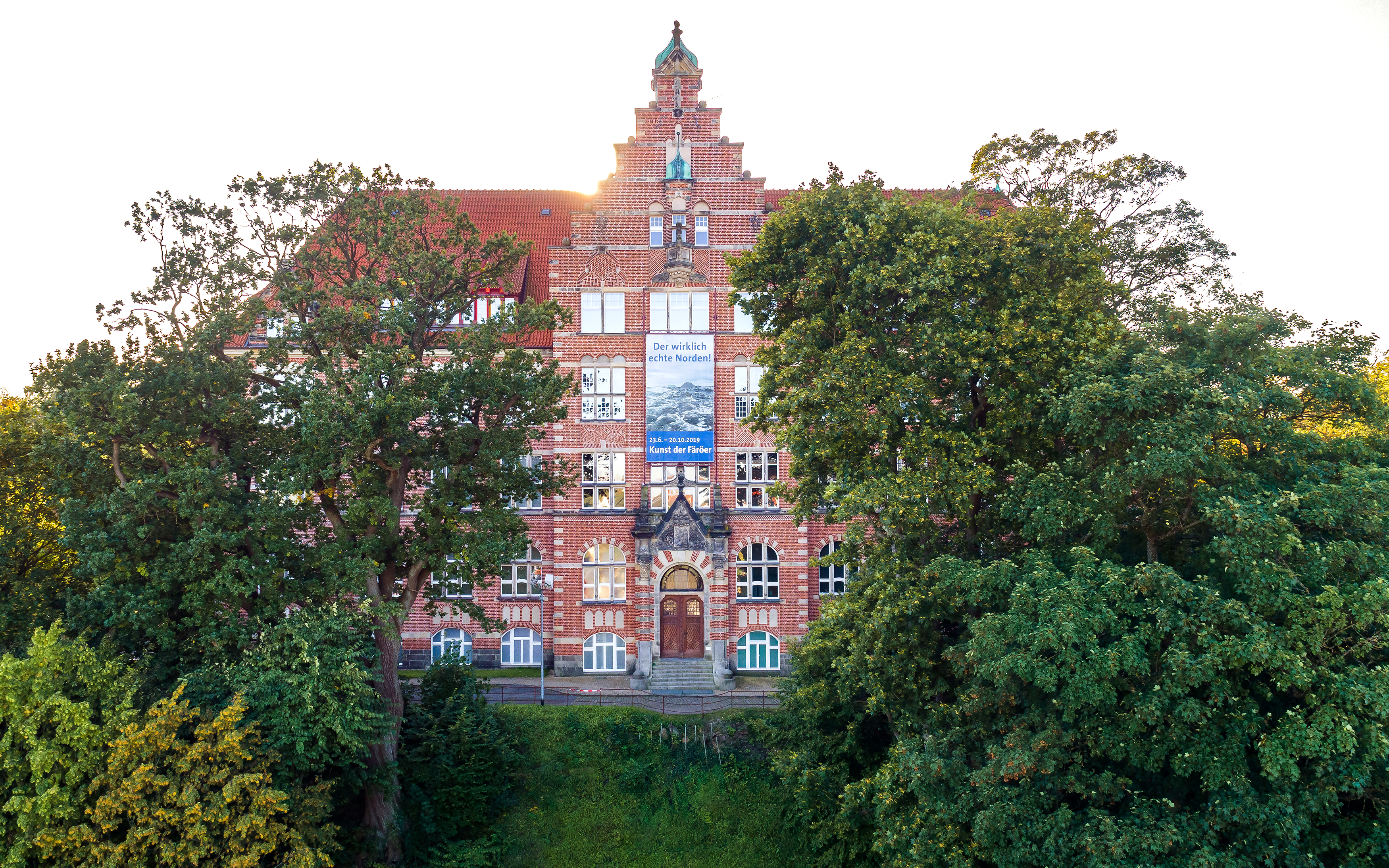
Das Heinrich-Sauermann-Haus des Museumsbergs Flensburg, Vorderseite (Luftaufnahme).

In der Flensburger Museumslandschaft spielen zwei Ausstellungskomplexe eine entscheidende Rolle für den Tourismus der Stadt. Ein erster Komplex ist der westlich an die Innenstadt angrenzende Museumsberg. Die Ausstellungen des 1876 gegründeten städtischen Museums befassen sich in zwei Gebäuden mit der schleswigschen Kunst- und Kulturgeschichte vom Mittelalter bis in die Gegenwart. Das Spektrum reicht von Bauernstuben wie Döns und Pesel über Werke aus der Jugendstilära bis hin zu Malereien von Emil Nolde und Erich Heckel.
Im Erdgeschoss des Heinrich-Sauermann-Hauses ist seit 2001 zudem das Naturwissenschaftliche Museum untergebracht, das die Tier- und Pflanzenwelt des nördlichen Schleswig-Holsteins veranschaulicht. In dem ebenfalls vom Museum getragenen Christiansenpark befindet sich in einem ehemaligen Wirtschaftsgebäude von 1920 das Eiszeit-Haus, das Sammlungen zur Erdgeschichte beherbergt. Zum Museumsareal gehört der Alte Friedhof, auf dem der Idstedt-Löwe von 1862 an vergangene Auseinandersetzungen zwischen Deutschen und Dänen erinnert. Als Zeichen der Versöhnung kehrte das Denkmal nach einer Odyssee über Berlin (ab 1868) und Kopenhagen (ab 1945) im Jahr 2011 an seinen ursprünglichen Standort zurück.

#### Historischer Hafen

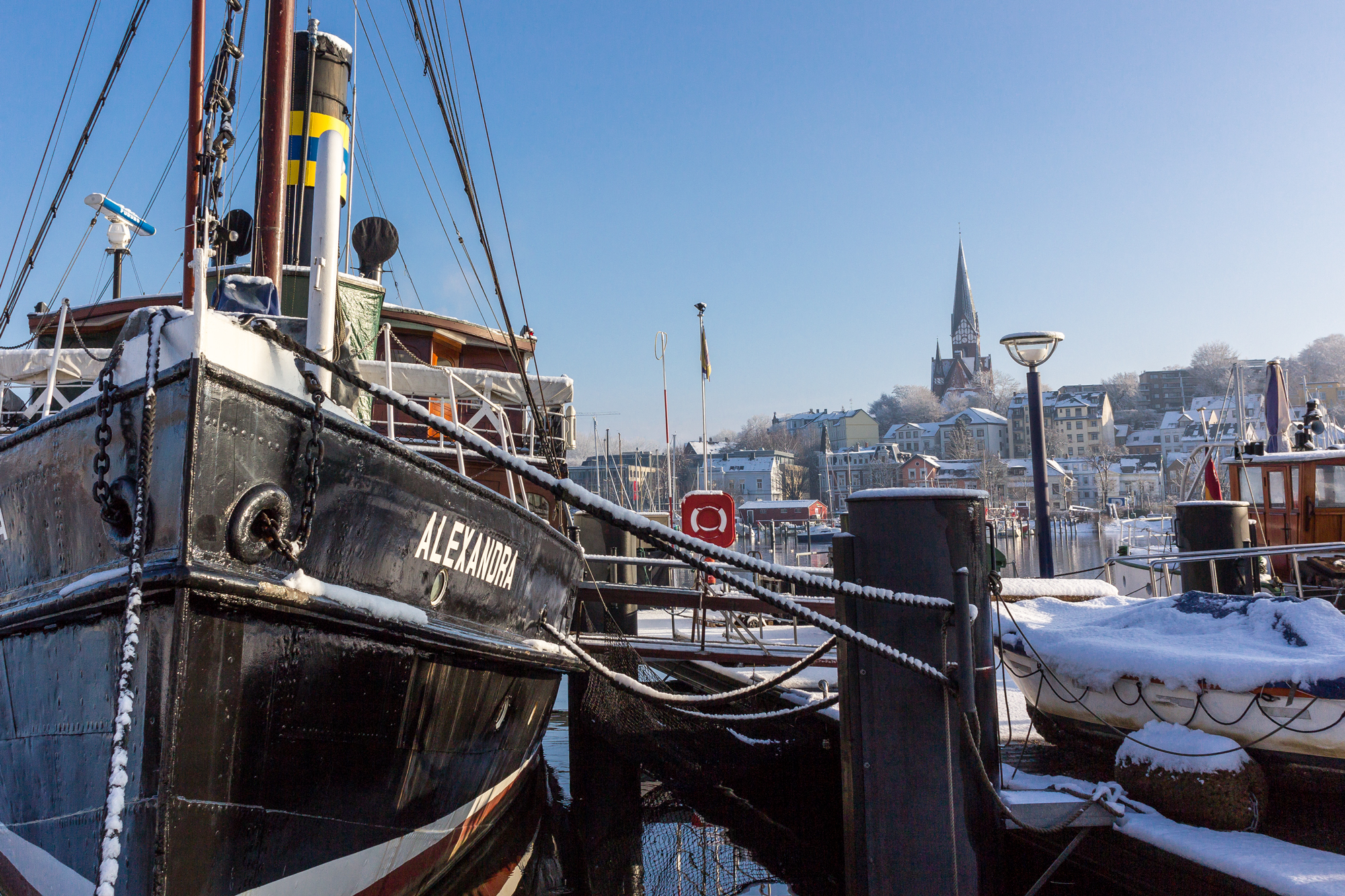
An der Förde- bzw. Schiffbrücke hat der Salondampfer Alexandra, das maritime Wahrzeichen Flensburgs, seinen festen Liegeplatz; im Hintergrund die St. Jürgen-Kirche und das Kapitänsviertel in Jürgensby (Januar 2015)

Ein zweiter Komplex und bedeutsamer Tourismusfaktor ist der Historische Hafen auf der Westseite der Förde am Flensburger Hafen, vor allem im Sommer ein Besuchermagnet und zugleich Ort regelmäßiger Veranstaltungen. 1984 eröffnete hier in einem ehemaligen Zollpackhaus das Schifffahrtsmuseum, das sich wie der Museumsberg in städtischer Hand befindet und das 2012 nach knapp zweijähriger Umbauphase neu eröffnet wurde. Seitdem ist auch das ehemalige Zollamtsgebäude im Museumshof Bestandteil des Schifffahrtsmuseums. Im Keller dokumentiert das Rum-Museum die jahrhundertelange Geschichte des Flensburger Rumhandels, inklusive des Sklavenhandels. Bis zur Eröffnung des Braasch Rum Manufaktur Museums 2014 in der Roten Straße war es Deutschlands einziges Rum-Museum.
Gegenüber wird seit 1979 in Vereinsarbeit der Museumshafen von Flensburg betrieben, in dem sich entlang eines Holzstegs eine Vielzahl historischer Berufssegler aneinanderreiht. Ständiger Gast ist hier der 1931 erbaute Haikutter Dagmar Aaen, mit dem Arved Fuchs die Nordost- und die Nordwestpassage durchfahren hat. Am Ende des Stegs wurde 1991 ein Nachbau des Flensburger Hafenkrans errichtet, der von 1726 bis 1889 bestand. Auf der Landseite erhalten Besucher der Museumswerft seit 2001 einen Einblick in den Segelschiffbau vergangener Zeiten. Ein Stück weiter südlich in Höhe des Kompagnietors hat der Salondampfer Alexandra von 1908 seinen ständigen Liegeplatz mit eigener Brücke und Pavillon. Deutschlands letzter seegehender Passagierdampfer gilt als maritimes Wahrzeichen Flensburgs. Der Dampferbrücke schließt sich seit 2006 eine Sammlung Klassischer Yachten an, die von gelben Holzhütten flankiert wird. In einer der Hütten, die auf Initiative des 2005 gegründeten Vereins Klassische Yachten Flensburg entstanden, sind in einem winzigen Yachtmuseum, der sogenannten Schaubude, Exponate über das Bordleben und die Geschichte des Yachtsports zu sehen und maritime Geräusche zu hören.

#### Fischereimuseum

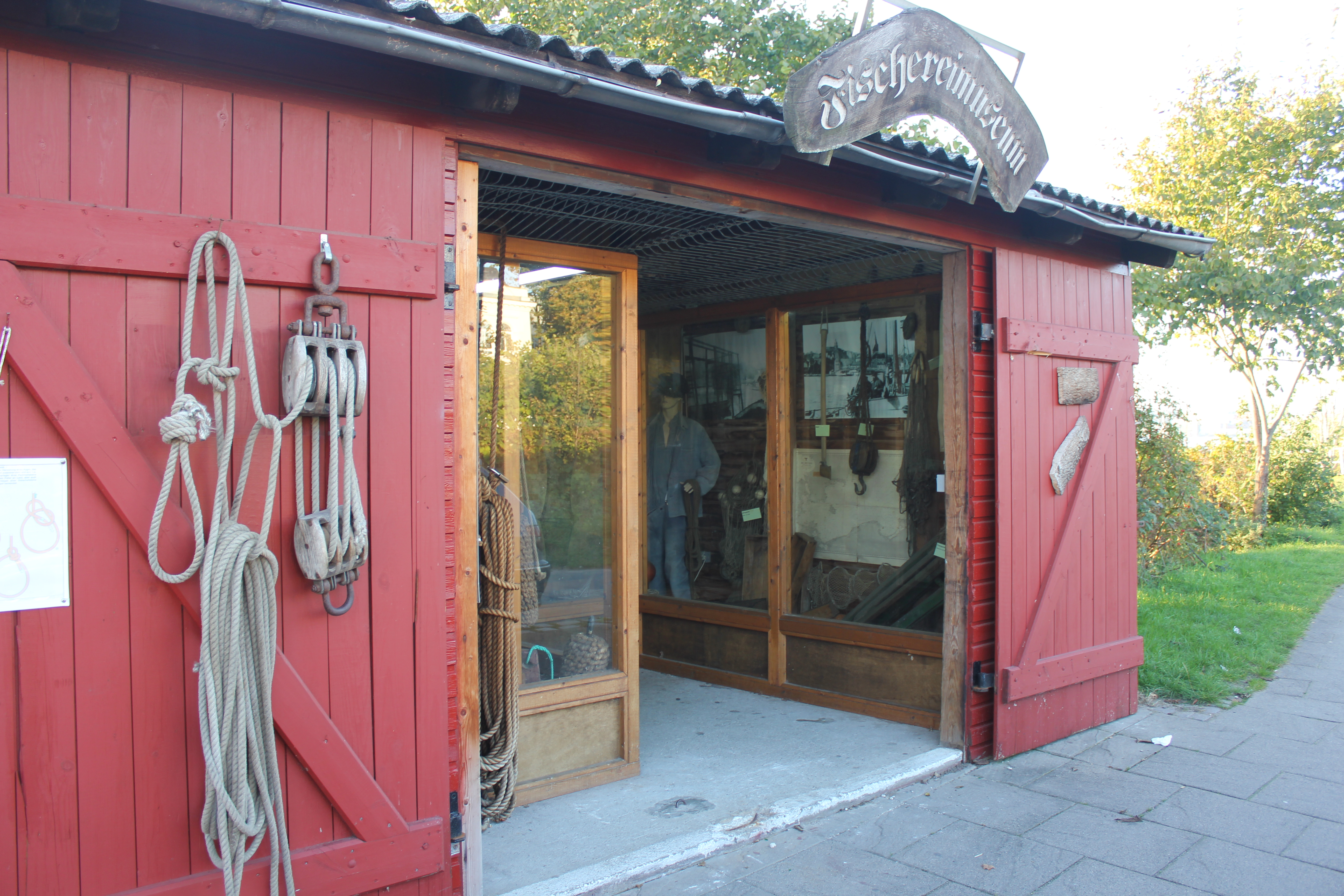
Fischereimuseum am Ostufer (2013)

Touristisch vermarktet werden die Attraktionen des Historischen Hafens über den fiktiven Flensburger Kapitänsweg, ein kultureller Rundgang, der an weiteren Sehenswürdigkeiten in der Flensburger Innenstadt vorbeiführt. Eine Station des Weges ist der alte Fischereihafen am Ostufer, in dem das kleine Fischereimuseum Zeugnis über den einst so geschäftigen Fangbetrieb ablegt, der zu seinen Blütezeiten rund 150 Familien ernährte. Es entstand auf Initiative des 1872 gegründeten Flensburger Fischerei-Vereins, in dem die heute noch 80 verbliebenen Nebenerwerbsfischer organisiert sind (Stand 2012). Zu besichtigen sind in dem 50 m² großen Schauraum altes Fischerei-Zubehör sowie ein mit 1500 Liter gefülltes Aquarium, das einen Einblick in die Fauna und Flora der Ostsee gibt, darunter Steinbutt, Dorsche, Schollen, Aale, Seesterne und Krebstiere.

#### Weitere Ausstellungen

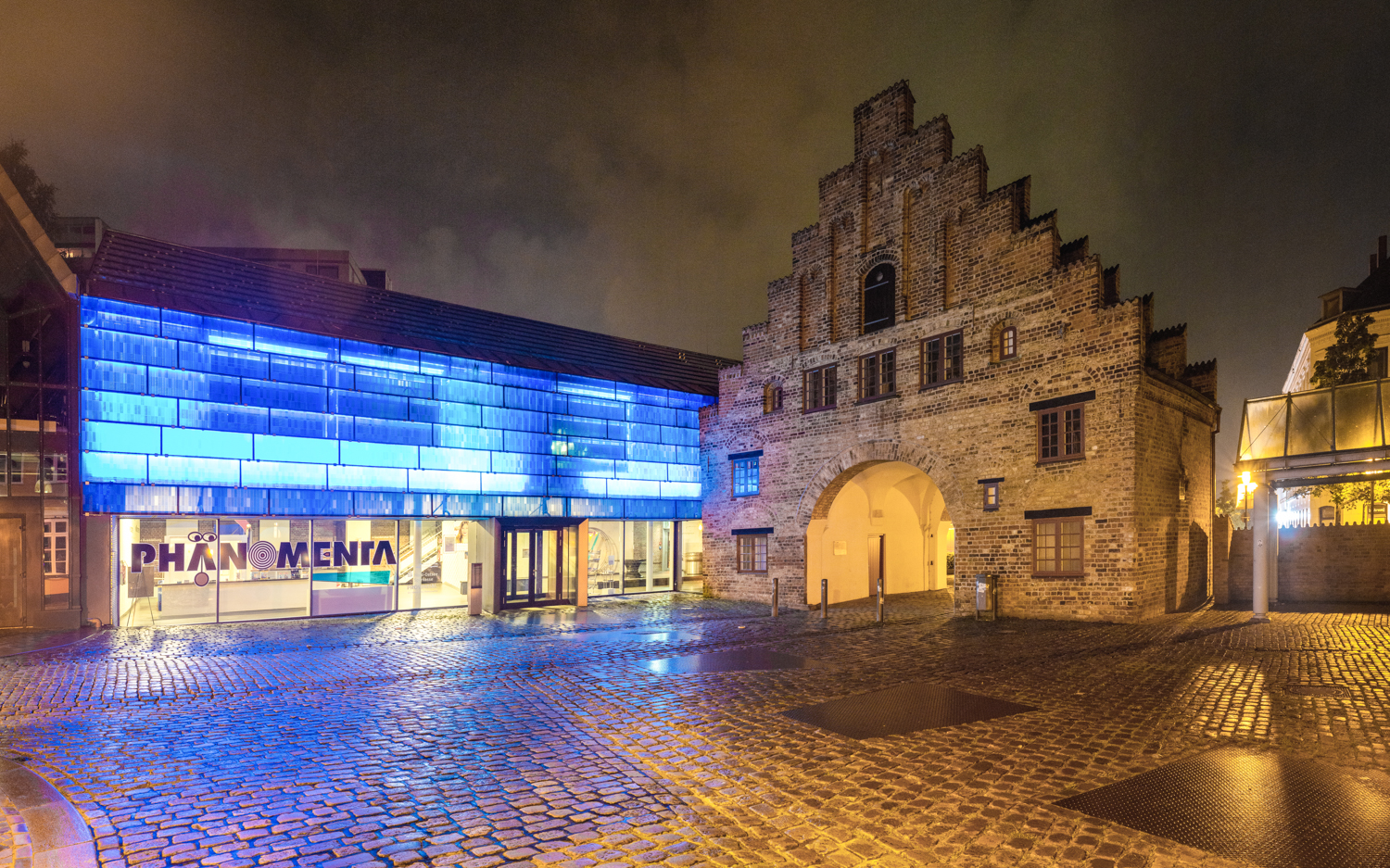
Die Phänomenta neben dem Nordertor

In modernem Gewand gibt sich die Phänomenta, ein Science Center der Universität Flensburg, das seit Mitte der 1990er-Jahre Natur und Technik erleb- und begreifbar macht. Ein umstrittener Erweiterungsbau sorgt seit seiner Eröffnung im Jahr 2008 für einen scharfen Kontrast zum angrenzenden Nordertor.
Weiter nördlich steht auf einem Hügel die denkmalgeschützte Bergmühle von 1792. Die letzte von einst 30 mahlfähigen Windmühlen der Stadt öffnet mehrmals im Jahr ihre Pforten.
Im Stadtteil Mürwik besteht einmal wöchentlich Zugang zum Wehrgeschichtlichen Ausbildungszentrum in der Kommandeursvilla, das in seiner Lehrsammlung seit 1991 anderthalb Jahrhunderte Marinegeschichte präsentiert. Ein sehr kleiner Bereich beschäftigt sich zudem mit der Regierung Dönitz, welche in Mürwik verhaftet wurde. Die Kommandeursvilla gehört zum Ensemble der Marineschule Mürwik, dem „Roten Schloss“ das in der Regel Zivilisten verschlossen bleibt.
Im Stadtteil Fruerlund eröffnete im Oktober 2016 beim Industriehafen das Robbe & Berking Yachting Heritage Centre, das sich mit Yachtgeschichte beschäftigt.

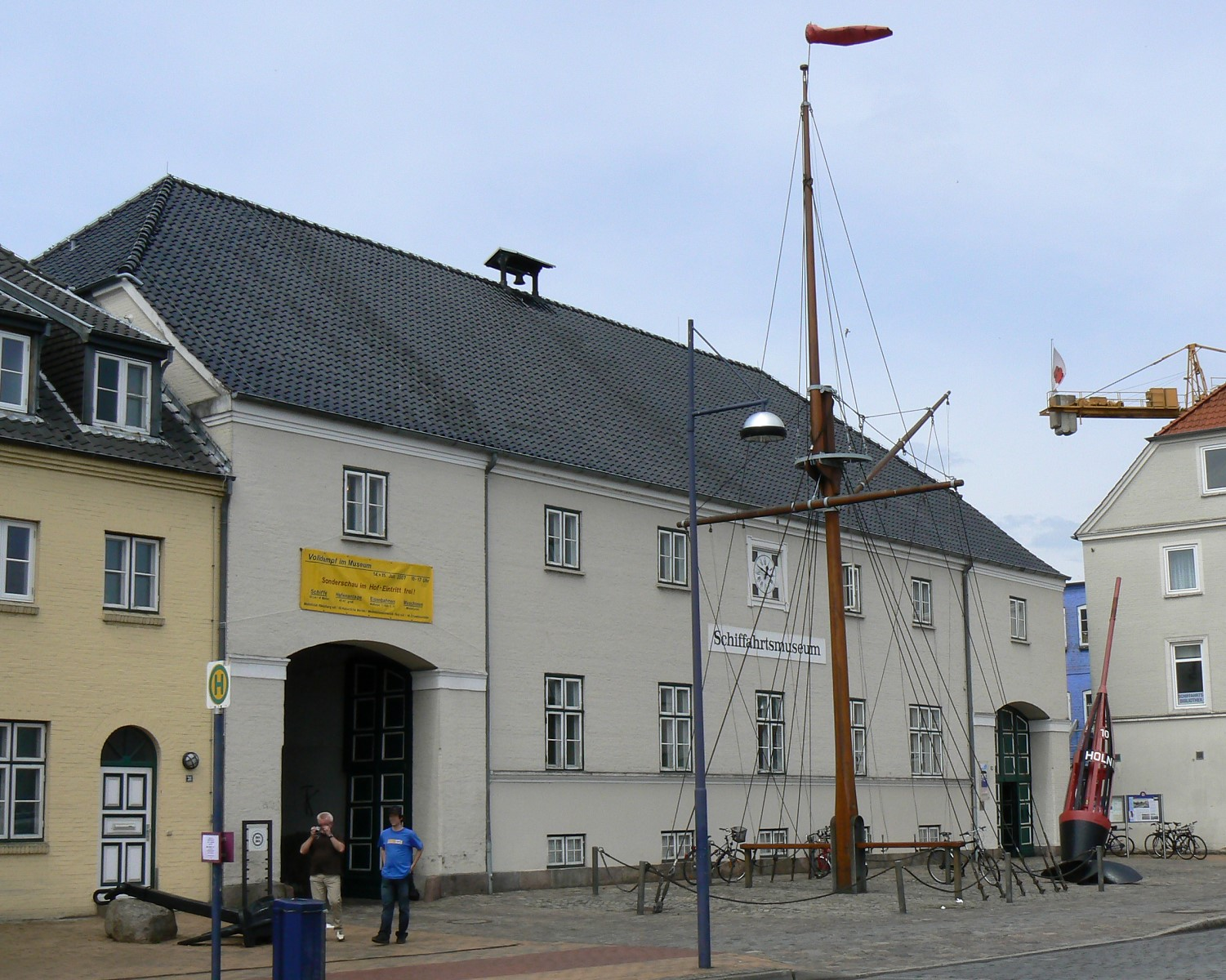
Schifffahrtsmuseum gegenüber dem Museumshafen (2007)
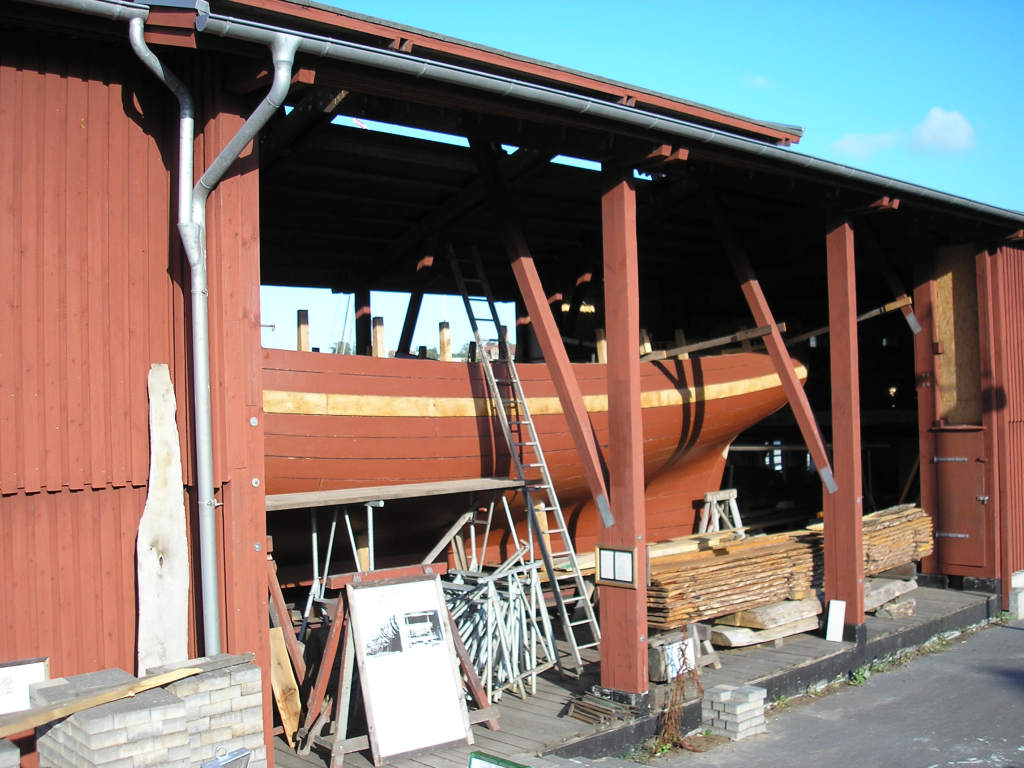
Bootsbauhalle auf der Museumswerft (2006)
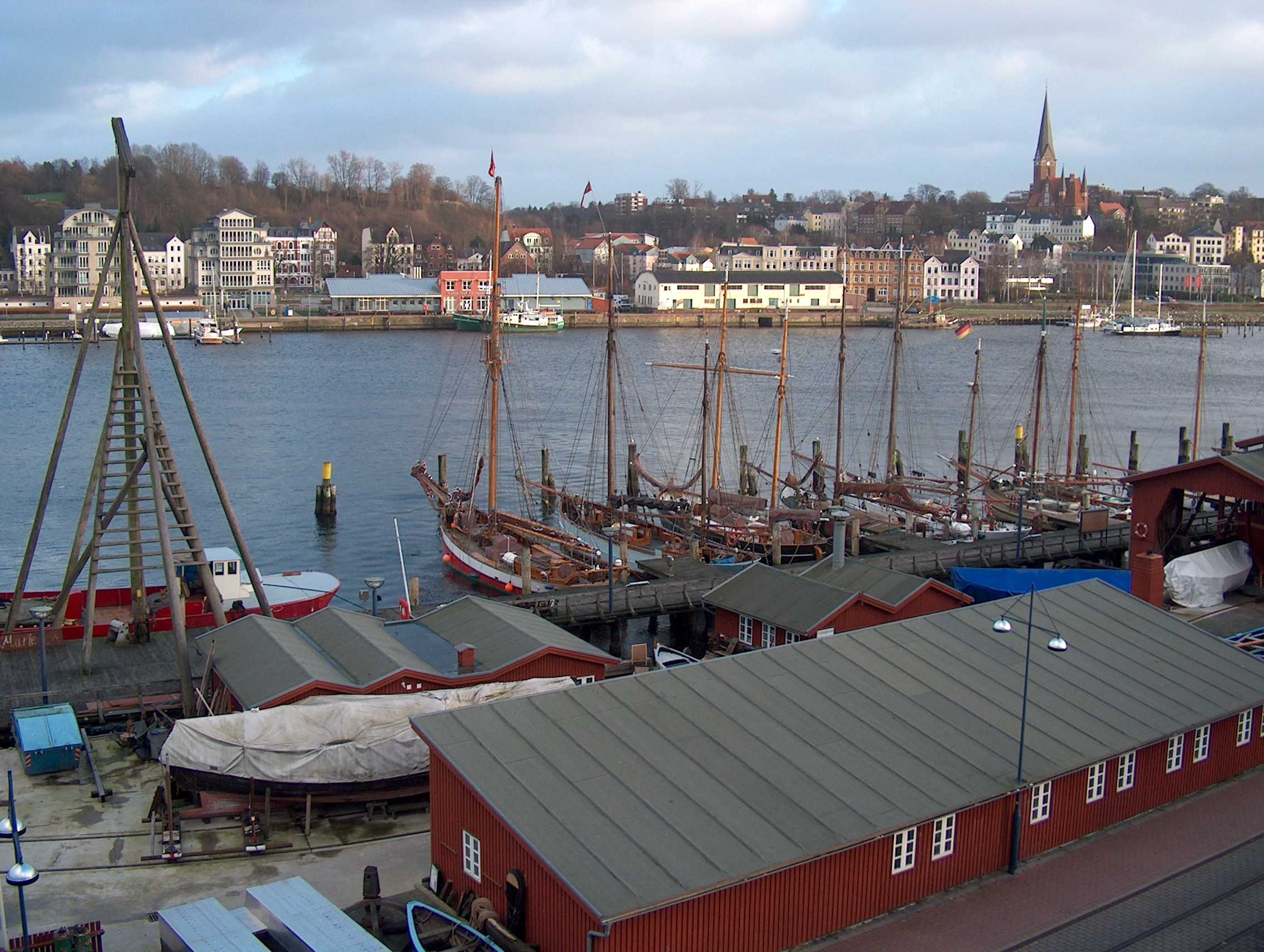
1991 rekonstruierter Flensburger Hafenkran im Museumshafen (2007)
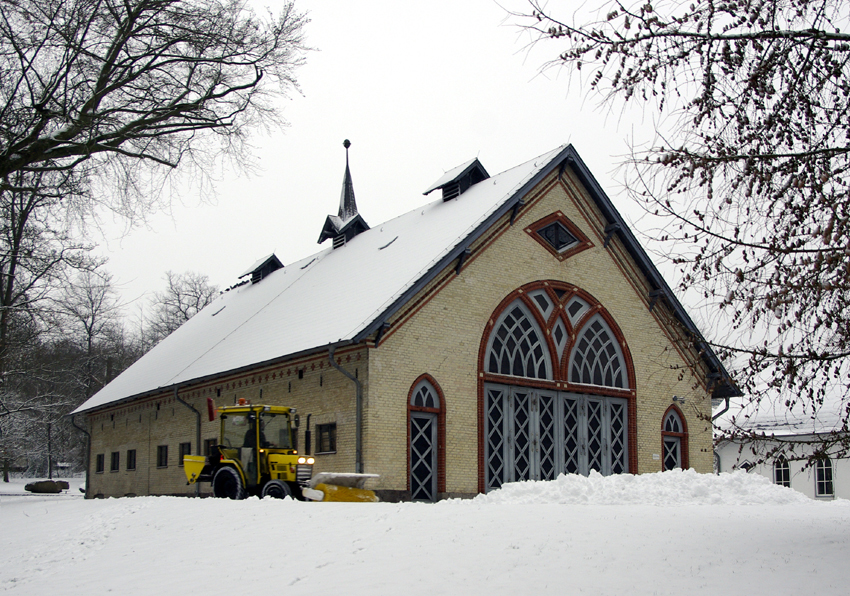
Eiszeit-Haus im Christiansenpark (2012)

### Bauwerke

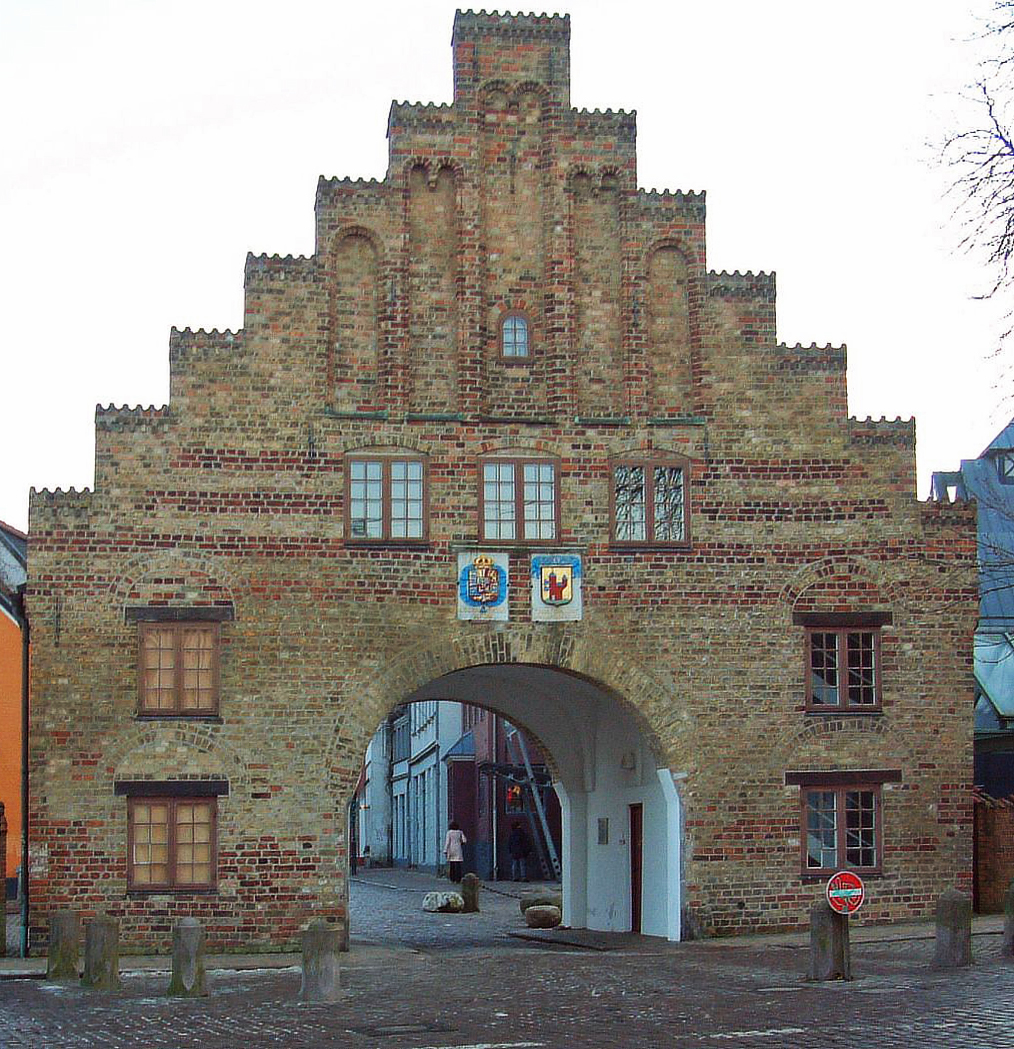
Das Ende des 16. Jh. erbaute Nordertor, ein Rest der Flensburger Stadtbefestigung am Ende der Norderstraße, gilt als Wahrzeichen der Stadt. (2006)

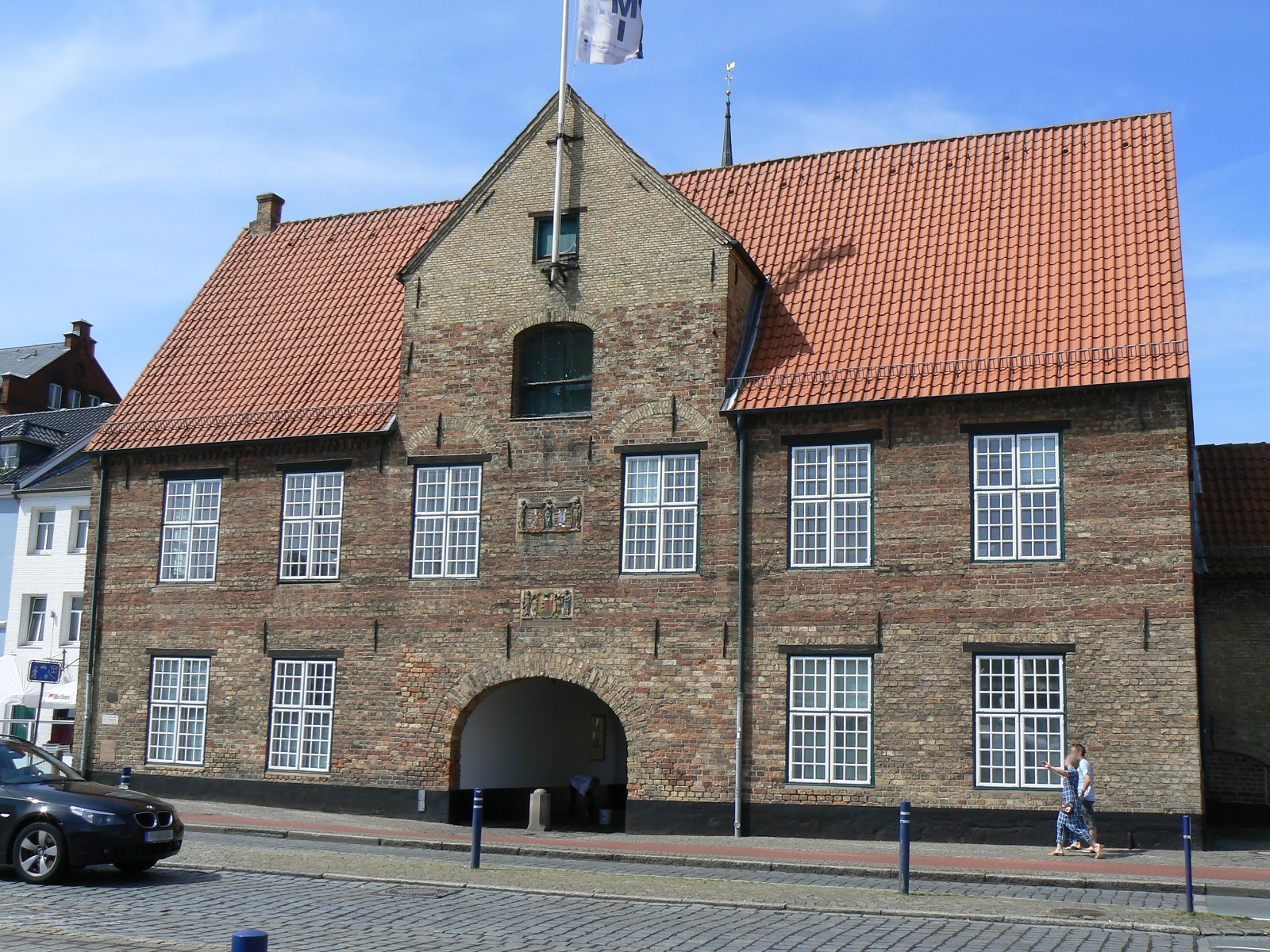
Das Kompagnietor von 1602 ist einer der ältesten Profanbauten der Stadt. (2007)

#### Altstadt
Flensburg verfügt über eine gut erhaltene Altstadt mit zahlreichen Sehenswürdigkeiten früherer Jahrhunderte. Charakteristisch ist die Lage parallel zum Wasser. Drei der vier Altstadtkerne erstrecken sich entlang dieser Nord-Süd-Achse an der Förde. Der Bauboom der Kaiserzeit führte zu einer teilweisen Verbauung der Altstadt, ohne deren Struktur zu zerstören, und brachte bemerkenswerte Stadterweiterungen mit sich. Im Zweiten Weltkrieg fast unzerstört geblieben, setzte sich in Flensburg wie andernorts in der Nachkriegszeit eine Baupolitik durch, die sich von den altstädtischen Strukturen lösen und die Innenstadt im Stil der Zeit neu gestalten und mit überdimensionierten Verkehrsbauten überziehen wollte. Dies konnte zwar wegen Geldmangels verhindert werden, doch führte die Planungsunsicherheit zum Verfall insbesondere der nördlichen und der östlichen Altstadt. Zahlreiche Altbauten verschwanden und wurden durch unangepasste Neubauten ersetzt. Erst gegen Ende der 1970er-Jahre geriet dieser Trend ins Stocken. Dennoch wurden später noch bedeutsame alte Gebäude abgerissen oder durch beigefügte moderne Bebauung in ihrer historischen Wirkung gehemmt. Trotz erheblicher Verluste besteht Flensburg noch weiterhin aus einer Altstadt im Tal, an der sich die Erweiterungen der Gründerzeit bis auf die Anhöhen hin anfügen. So entstanden nach Ende des Ersten Weltkrieges am Rande der Altstadt oberhalb der Hänge eine ganze Anzahl von Schulbauten, von denen das Alte Gymnasium die älteste ist. Ihr Schulgebäude und die Gebäude dreier weiterer Schulen dominieren heute die Skyline des Flensburger Innenhafens. Außer einiger Nebengebäude wurden sie im Stil des Heimatschutzes errichtet. Zu den Gebäuden auf dem Marienberg, die einen Teil der Silhouette am Westufer prägen, gehören die dreigieblige Schloss-Duburg-Schule der HLA („Handelslehranstalt“) auf dem Platz der ehemaligen Duburg und die eingieblige Duborg-Skolen am Rande des Burgareals.

#### Erhaltene Bauten
- Johanniskirche, älteste Kirche im Stadtkern, 12. Jahrhundert
- Marienkirche, hochgotisch, barock umgestaltet, Turm von 1885, wertvolle Ausstattung
- Nikolaikirche, gotische Hauptkirche, berühmter Orgelprospekt von Heinrich Ringerink
- Heiliggeistkirche, ehemals Kapelle des Hospitals zum Heiligen Geist
- Franziskanerkloster, gegründet 1263, mit historischen Gebäudeflügeln
- Nikolai-Apotheke, ältester Profanbau der Stadt, der um 1490 errichtet wurde
- Nordertor, Wahrzeichen der Stadt
- Kompagnietor, erbaut 1602, Schifferkompagnie und Hafentor
- Eckener Haus bzw. Alt-Flensburger Haus, Geburts- und Elternhaus der Brüder Hugo und Alexander Eckener, Norderstraße 8
- Flensborghus, ein ehemaliges Waisenhaus, heute dänisches Kulturzentrum, Norderstraße 76
- Zahlreiche Kaufmannshöfe entlang des alten Hauptstraßenzugs Holm-Große Straße-Norderstraße zählen zu den architektonischen Besonderheiten der Stadt.
- Der Gnomenkeller, eine historische Gaststube im Holm, bildet einen Überrest der Architektur aus dem 16. Jahrhundert.
- Südermarkt der Hauptmarkt der Stadt
- Nordermarkt mit dem/den Schrangen und Neptunbrunnen
- Rote Straße mit Handwerkerhöfen wie dem Krusehof (Nummer 24)
- Jürgenstraße mit dem Kapitäns- bzw. Gängeviertel, frühere Vorstadt
- Oluf-Samson-Gang, Gasse mit kleinen Fachwerkhäusern, das historische „Rotlichtviertel“ Flensburgs
- Speicherlinie
- Margarethenhof, Gebäudekomplex aus dem 17. Jahrhundert oder früher, der im 19. Jahrhundert zur Fabrikantenvilla ausgebaut wurde
- Schiffbrücke
- geringe Reste der Stadtmauer, an der Nikolaikirche und am Flensburger Franziskanerkloster, welche einen wichtigen Teil der Flensburger Stadtbefestigung darstellten
- Bergmühle (von 1792) und Johannismühle (von 1808), die zwei letzten Galerieholländer der Stadt
- Burghof, Innenhofkomplex mit deutlichen Burgcharakter; Bau mit historisierender Wirkung von Paul Ziegler aus dem Jahr 1909/10. Der zur Gesamtanlage gehörige Brunnen in der Mitte des Burghofs wurde 2016 zerstört.
- Eichamt Flensburg, Bau von Paul Ziegler, der mit seiner Namenstafel und dem darauf befindlichen Wappen Preußens an die Preußenzeit Flensburgs erinnert
- Deutsches Haus, Versammlungs- und Veranstaltungshalle im Zentrum; Bau von Paul Ziegler
- Hauptbahnhof, 1929 fertig gestellt
- Rathaus, siebzehnstöckiger Kubus von 1964, 1997 weitgehend renoviert
- Walzenmühle Flensburg, ehemalige Industriemühle, die zu einem Bürogebäude umgewandelt wurde, die teilweise als „Wahrzeichen“ der Neustadt betitelt wird
- Westindienspeicher von 1789
- Zuckerspeicher
- Wasserturm Flensburg-Mürwik von 1961, weithin sichtbares Kulturdenkmal in Fruerlund, von Einheimischen auch Blumenvase genannt

Erhaltene Bauwerke
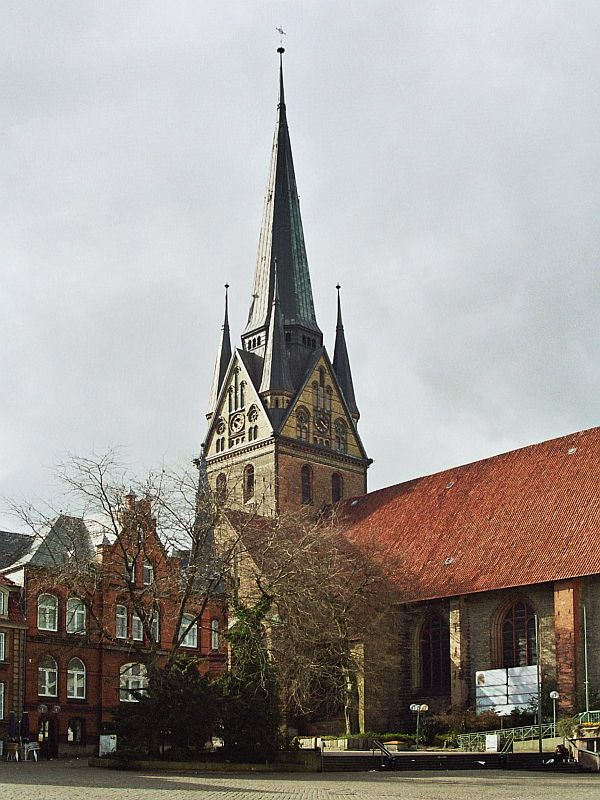
Die Nikolaikirche, größte Hauptkirche Flensburgs
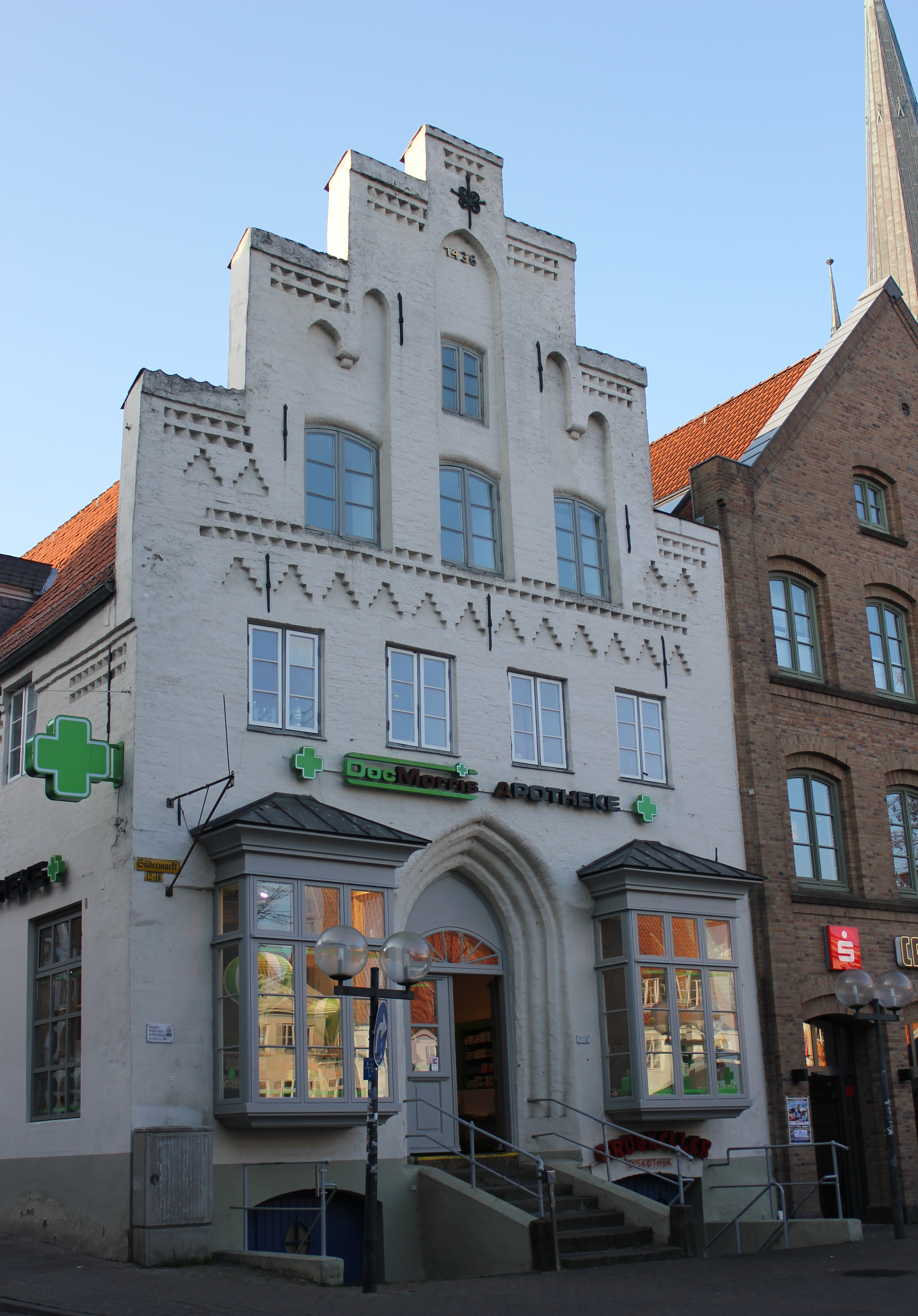
Die Nikolai-Apotheke, ältester Profanbau der Stadt
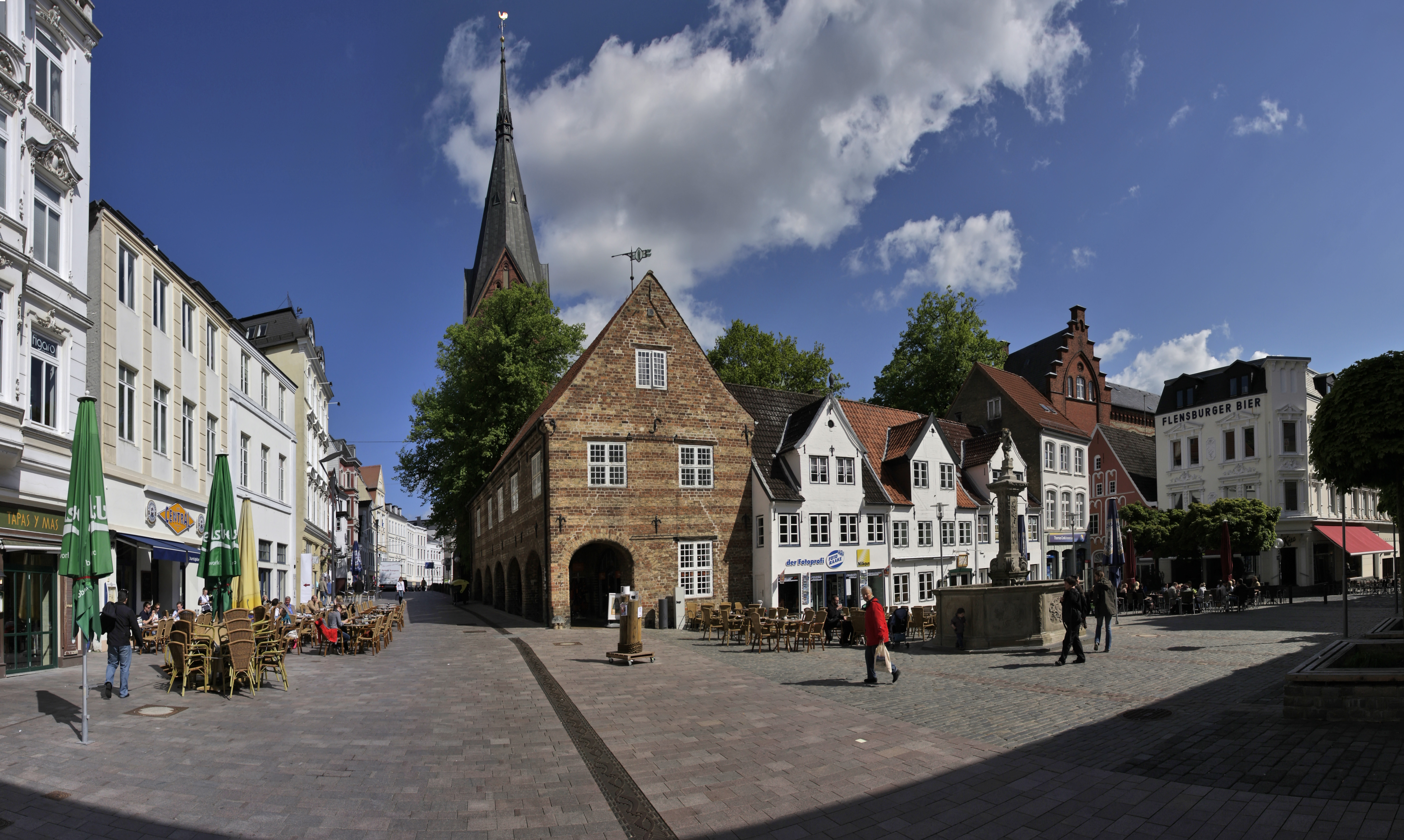
Der Nordermarkt mit Neptunbrunnen und Schrangen
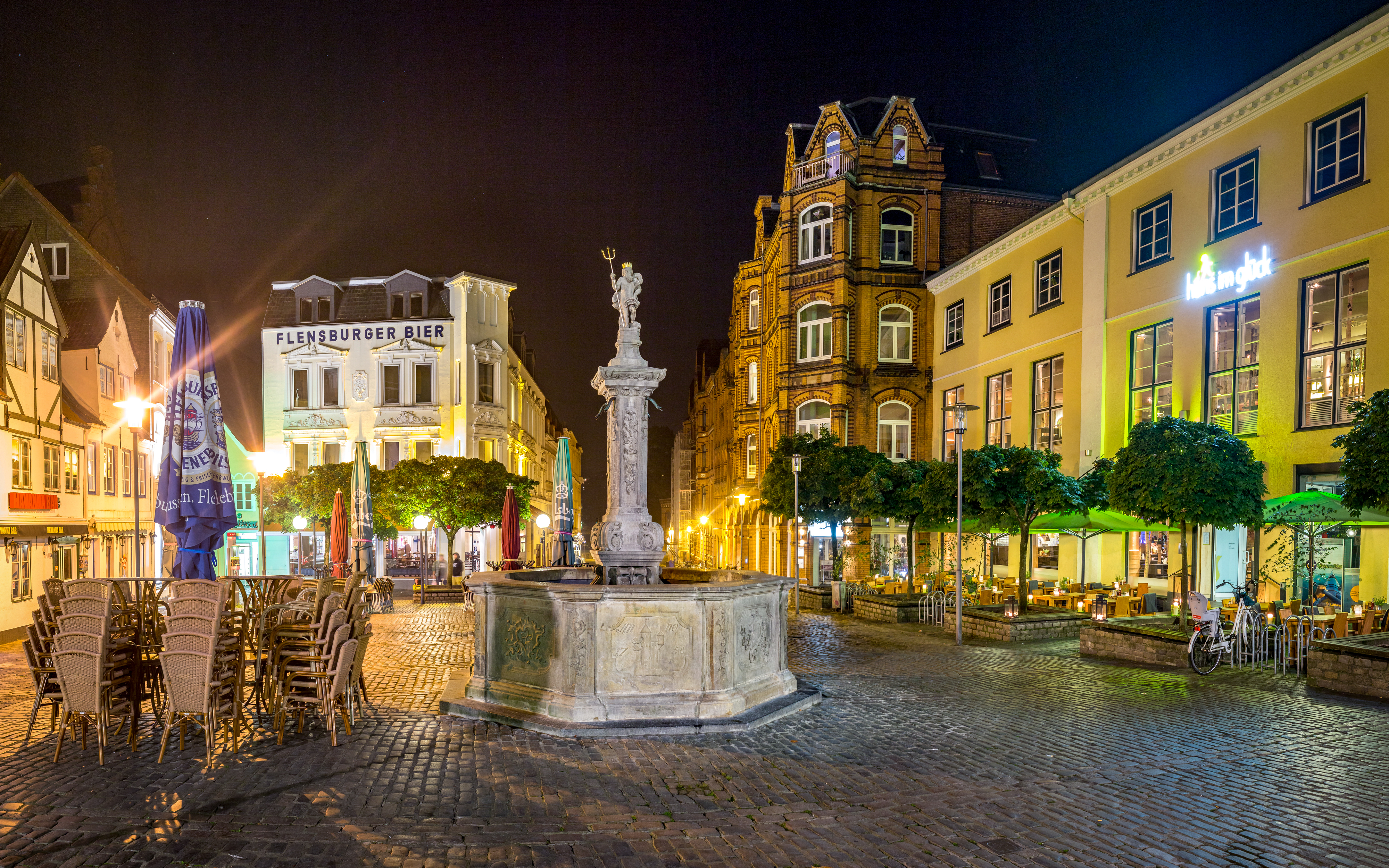
Der Neptunbrunnen auf dem Nordermarkt
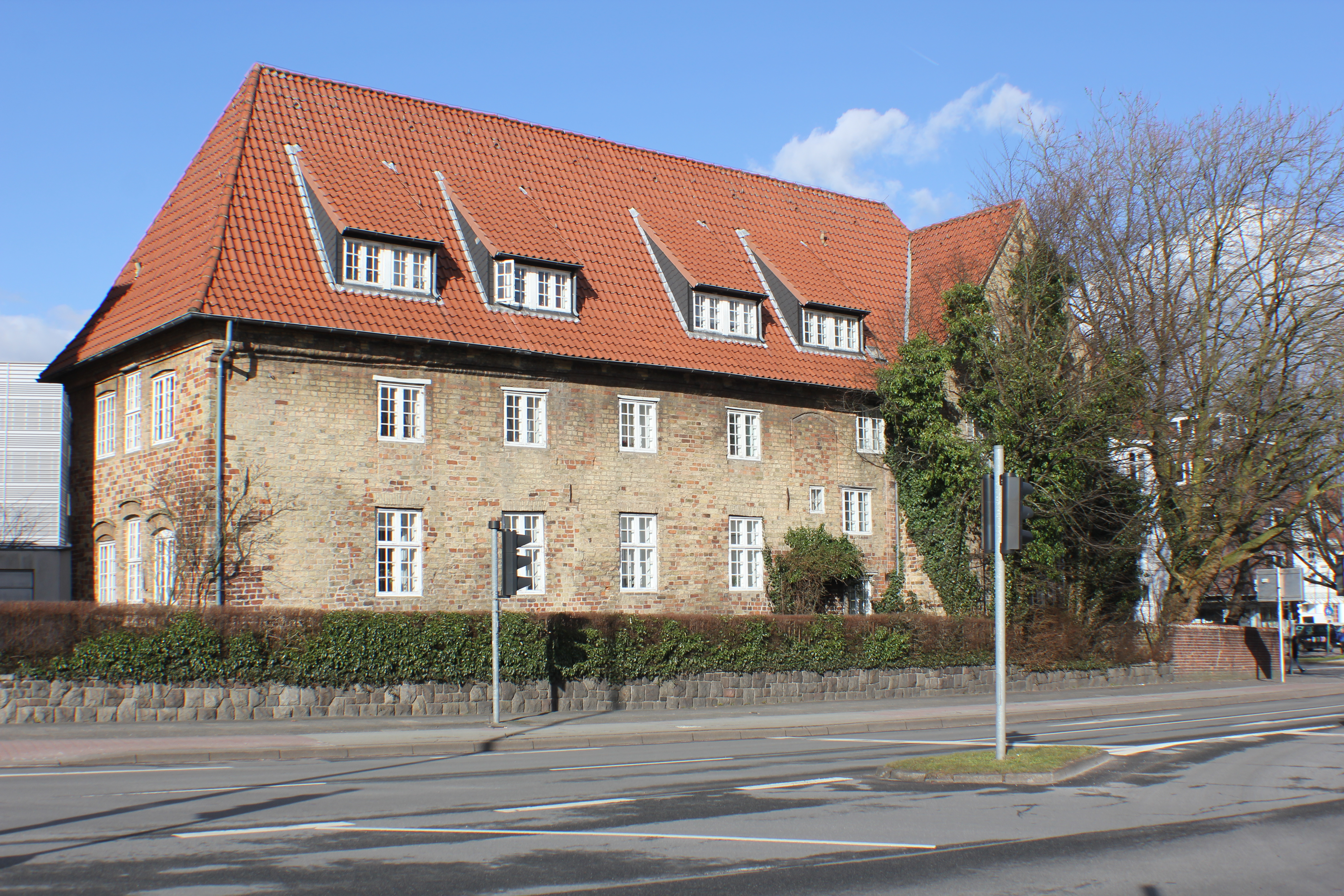
Das Kloster zum Heiligen Geist beim ehemaligen Franziskanerkloster
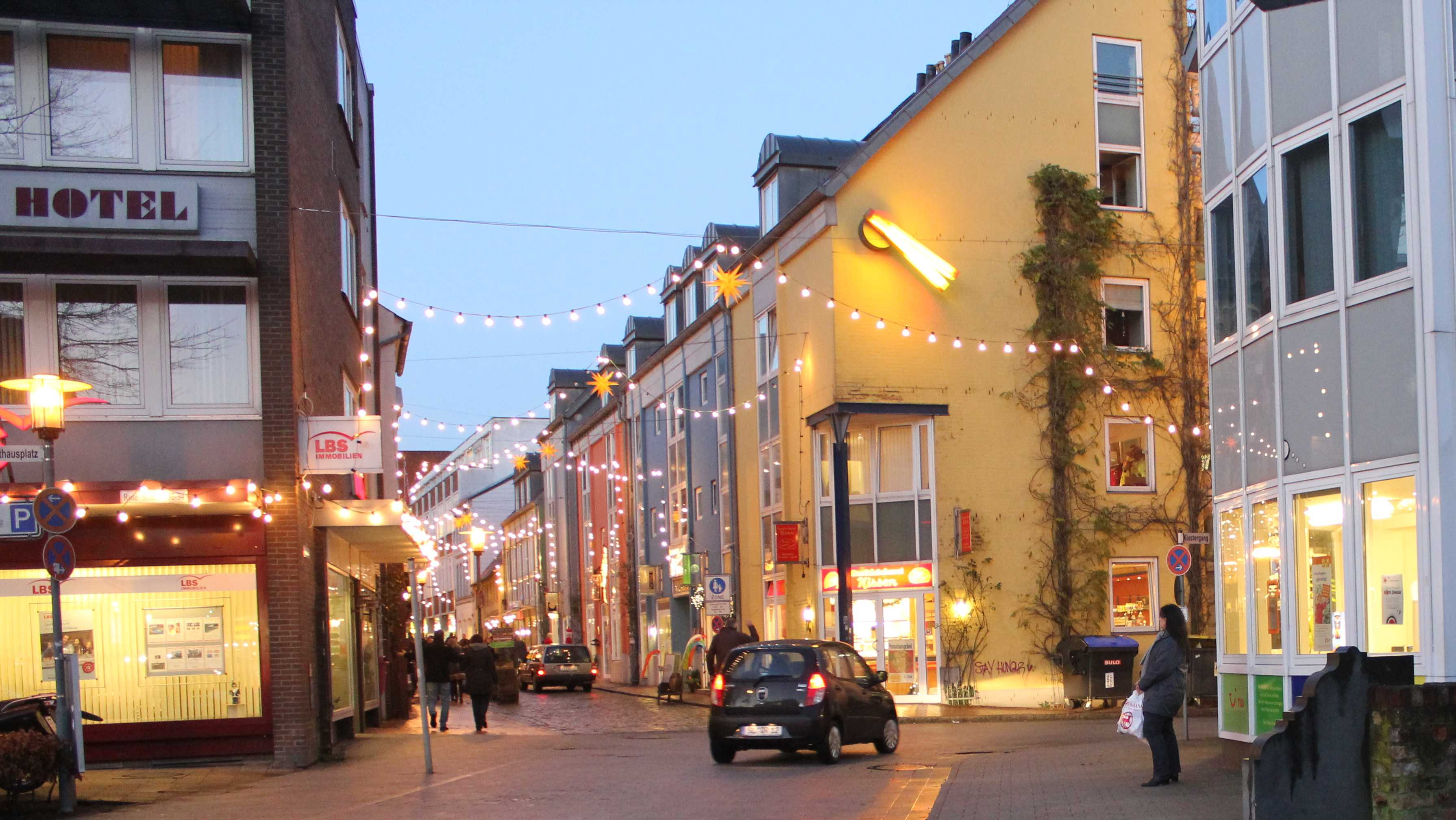
Die Rote Straße im Advent
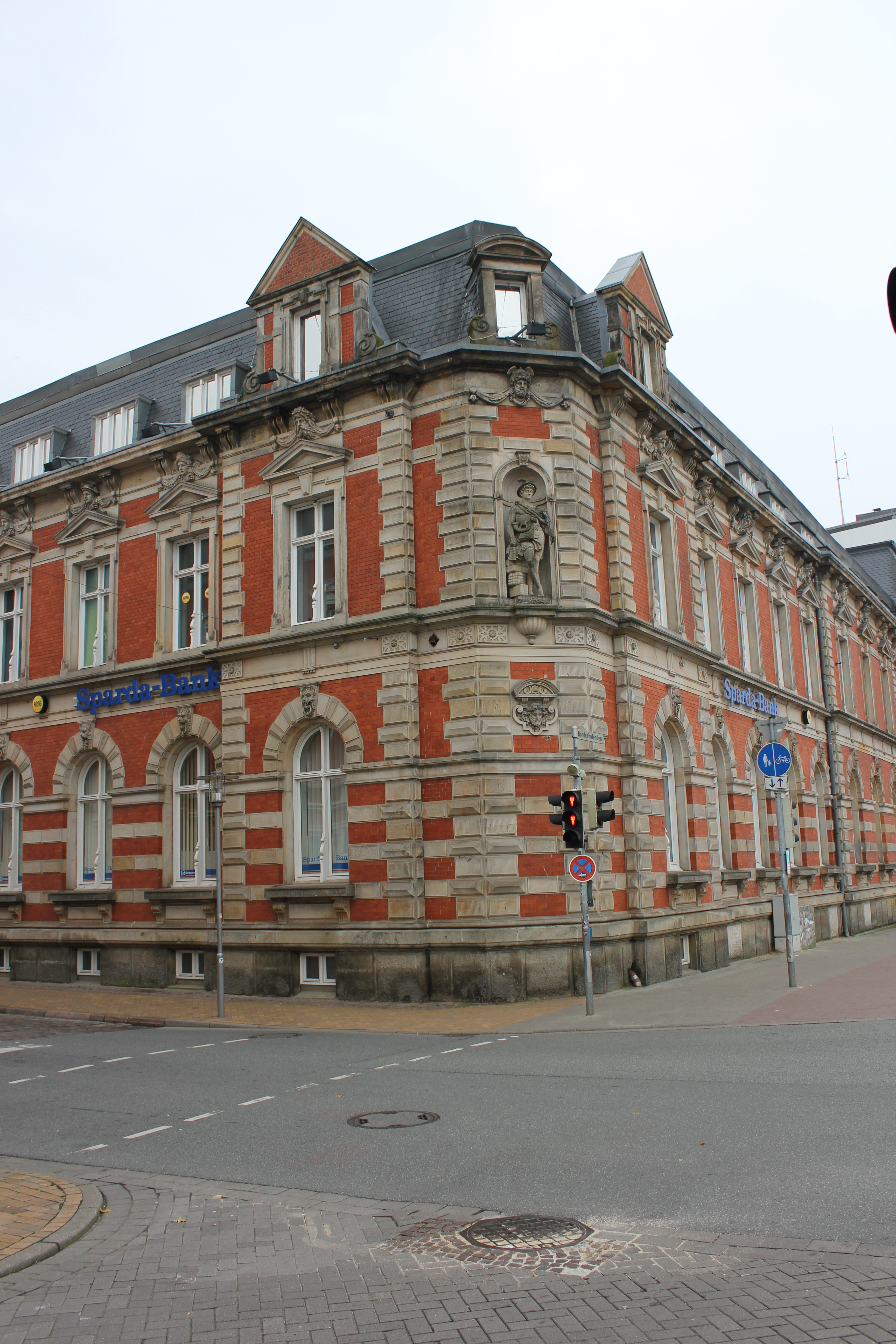
Die Alte Post am ZOB
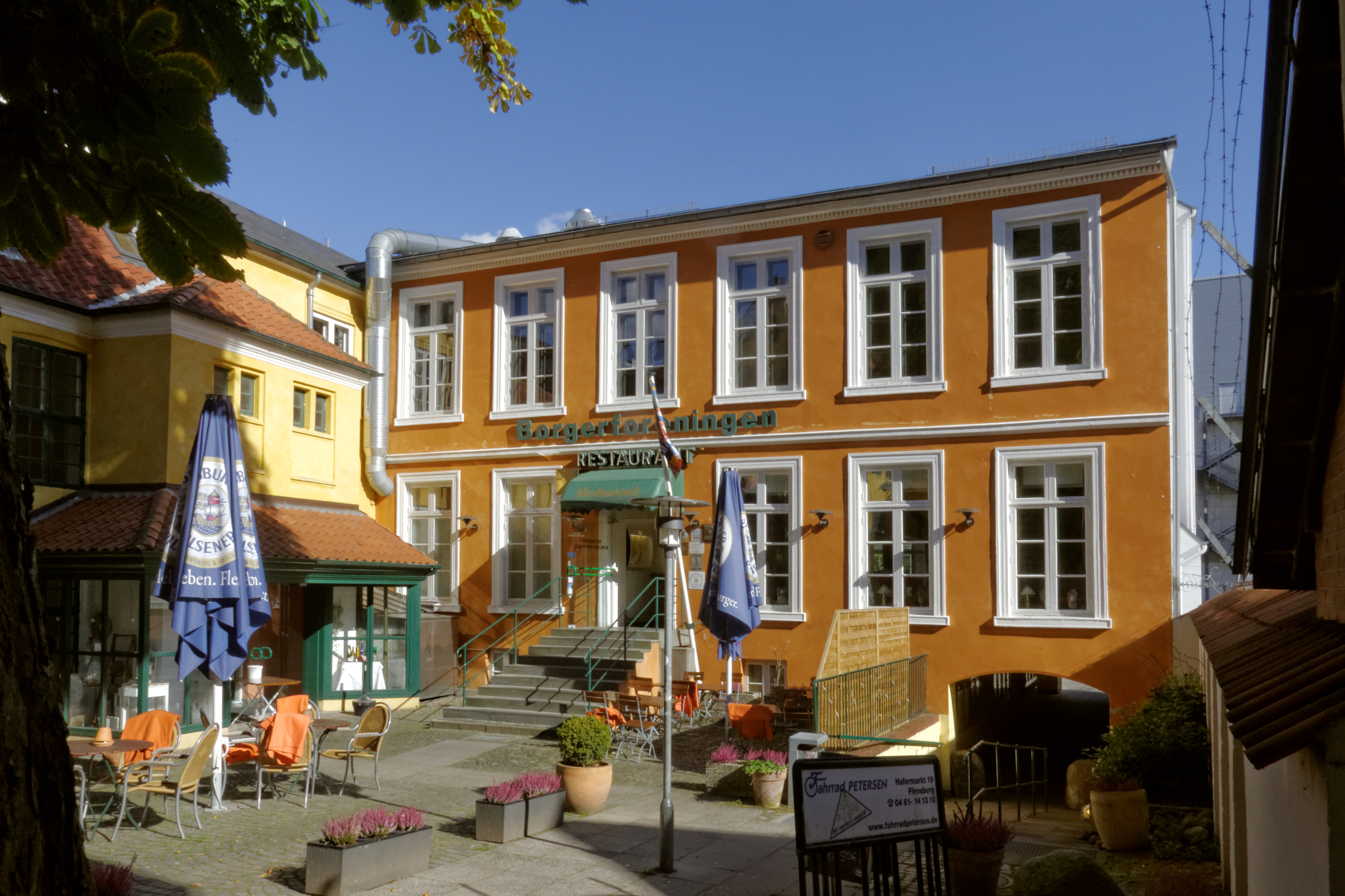
Borgerforeningen am Holm
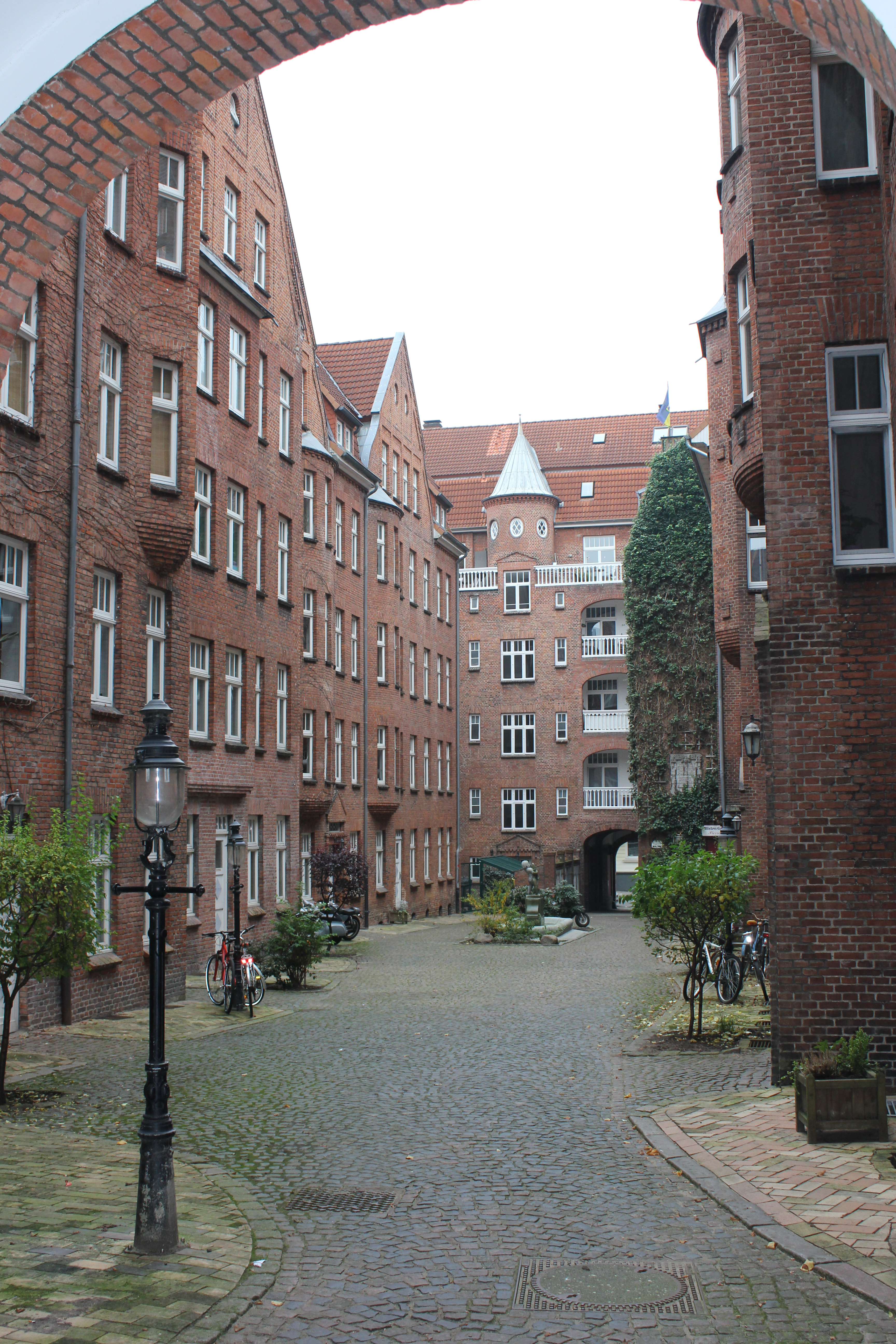
Der Burghof: Beispiel der Heimatschutzarchitektur
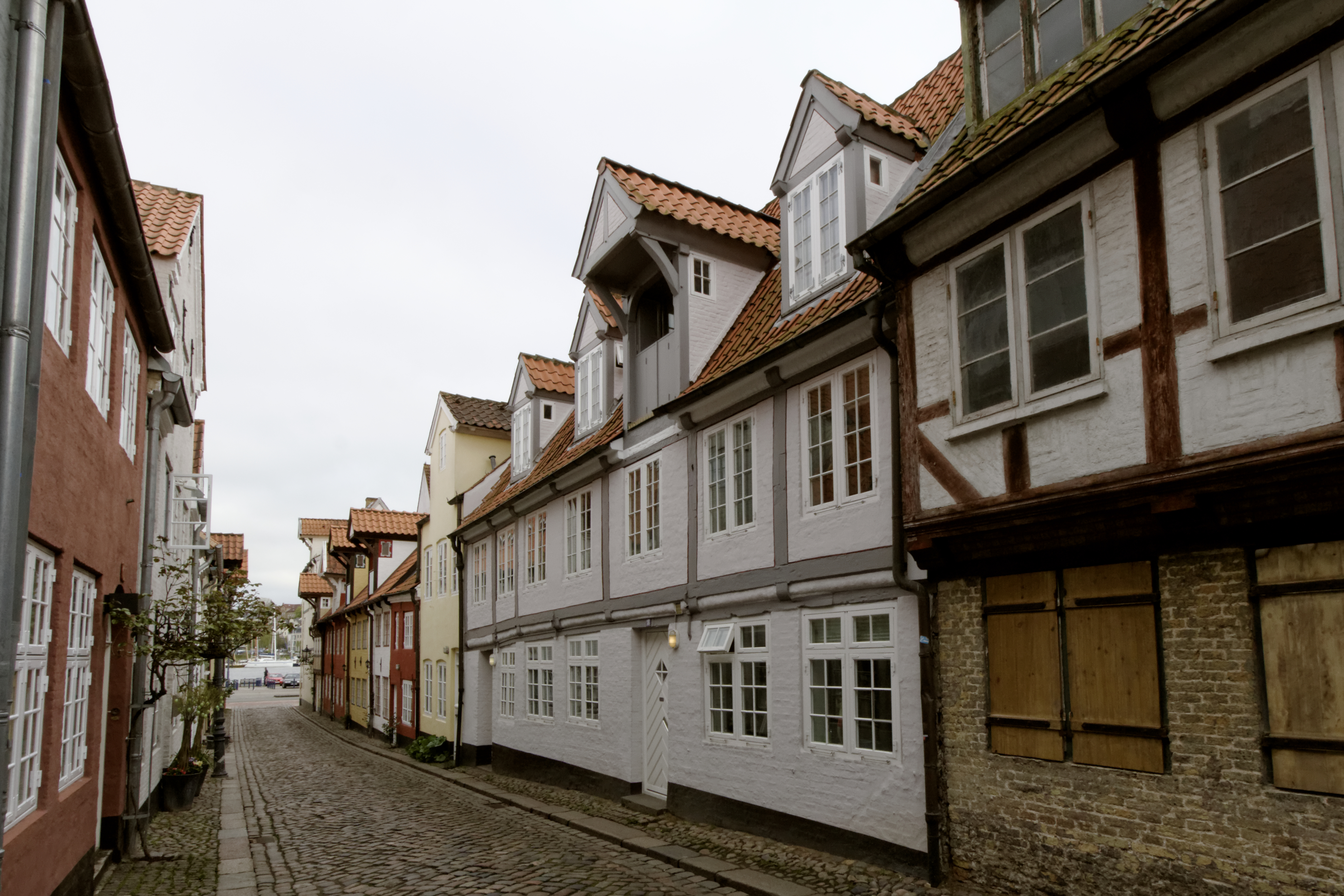
Oluf-Samson(s)-Gang
Das Flensborghus in der Norderstraße
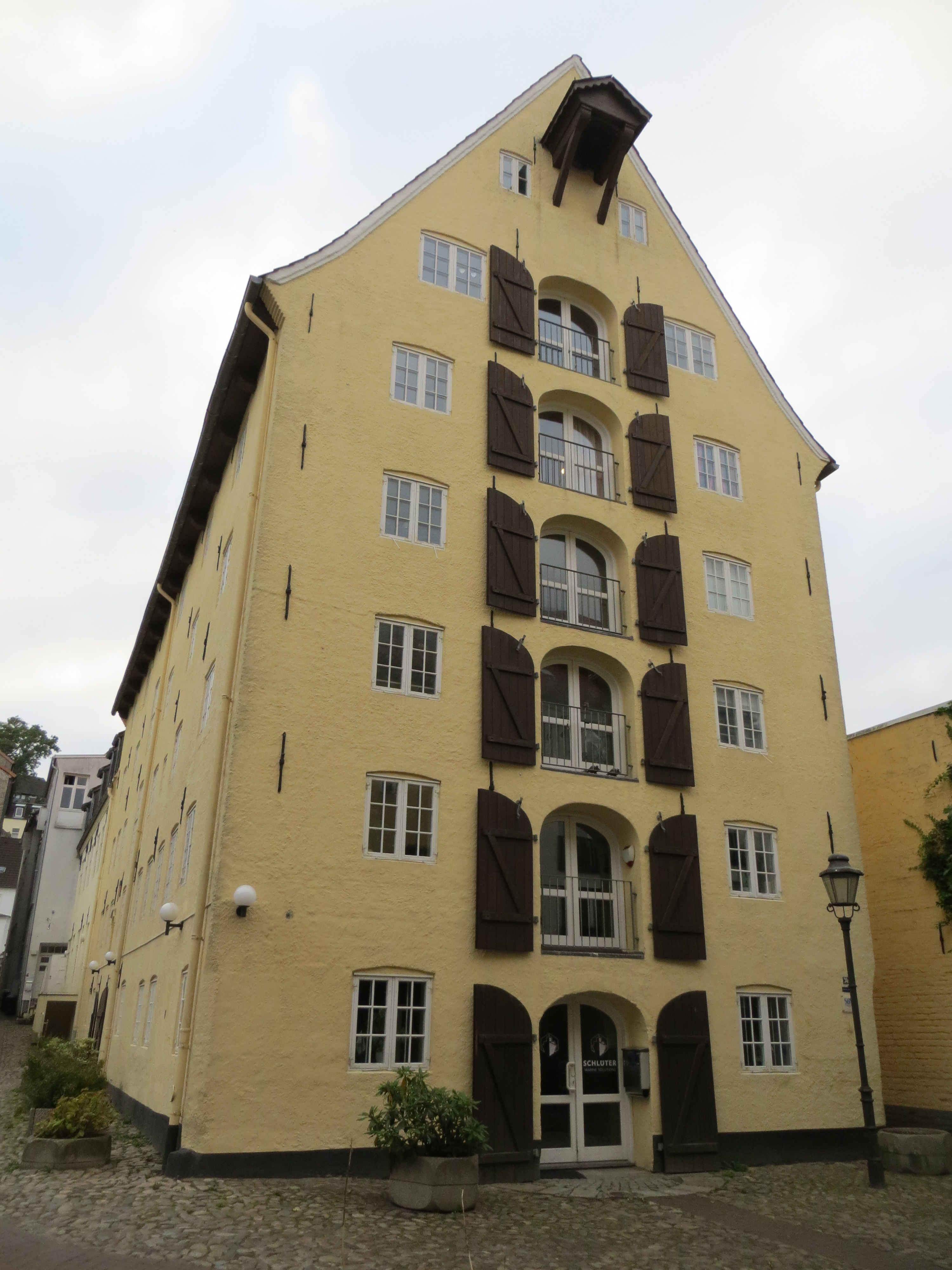
Der Westindienspeicher zwischen Große Straße und Speicherlinie
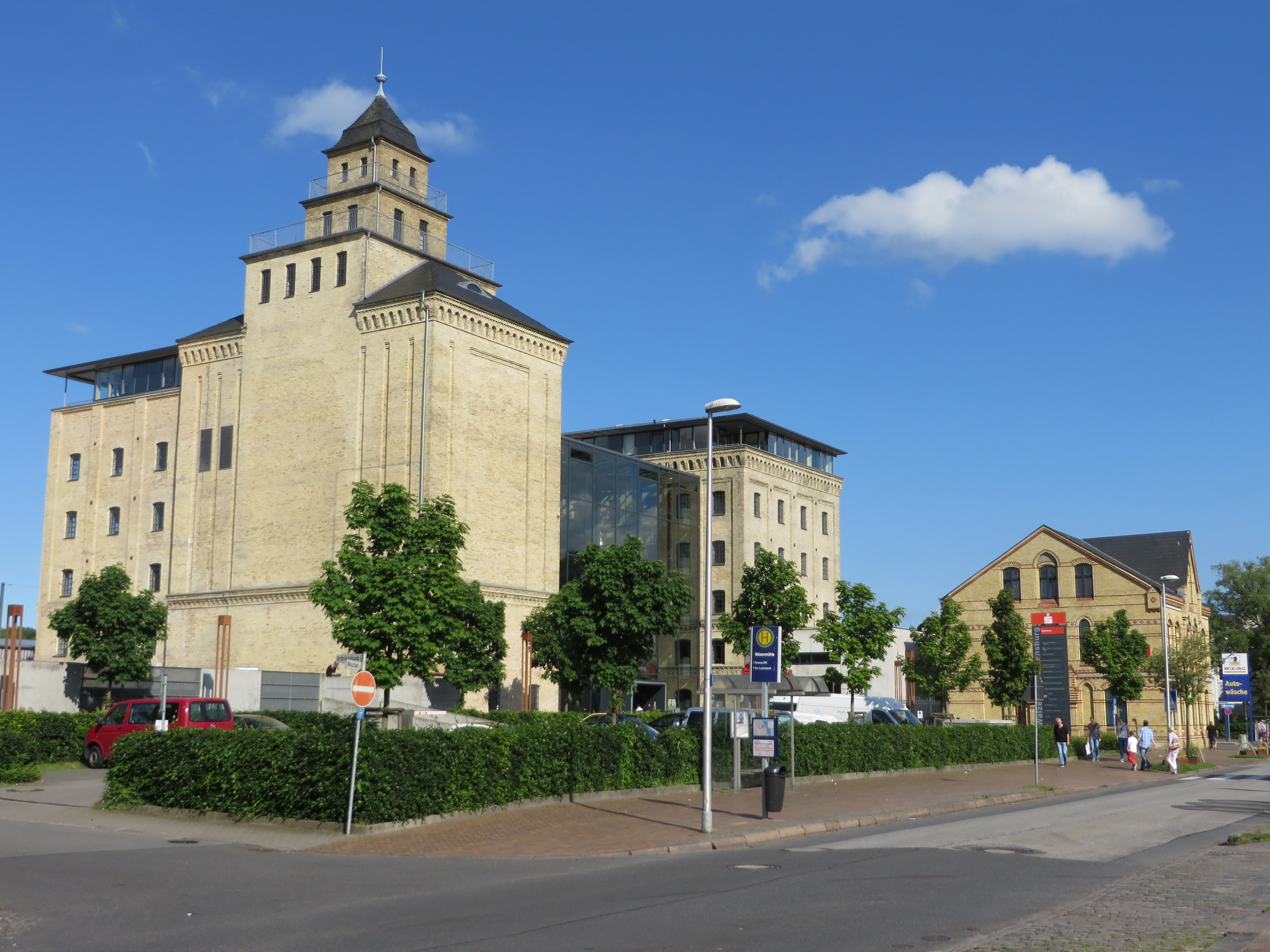
Walzenmühle Flensburg in der Neustadt
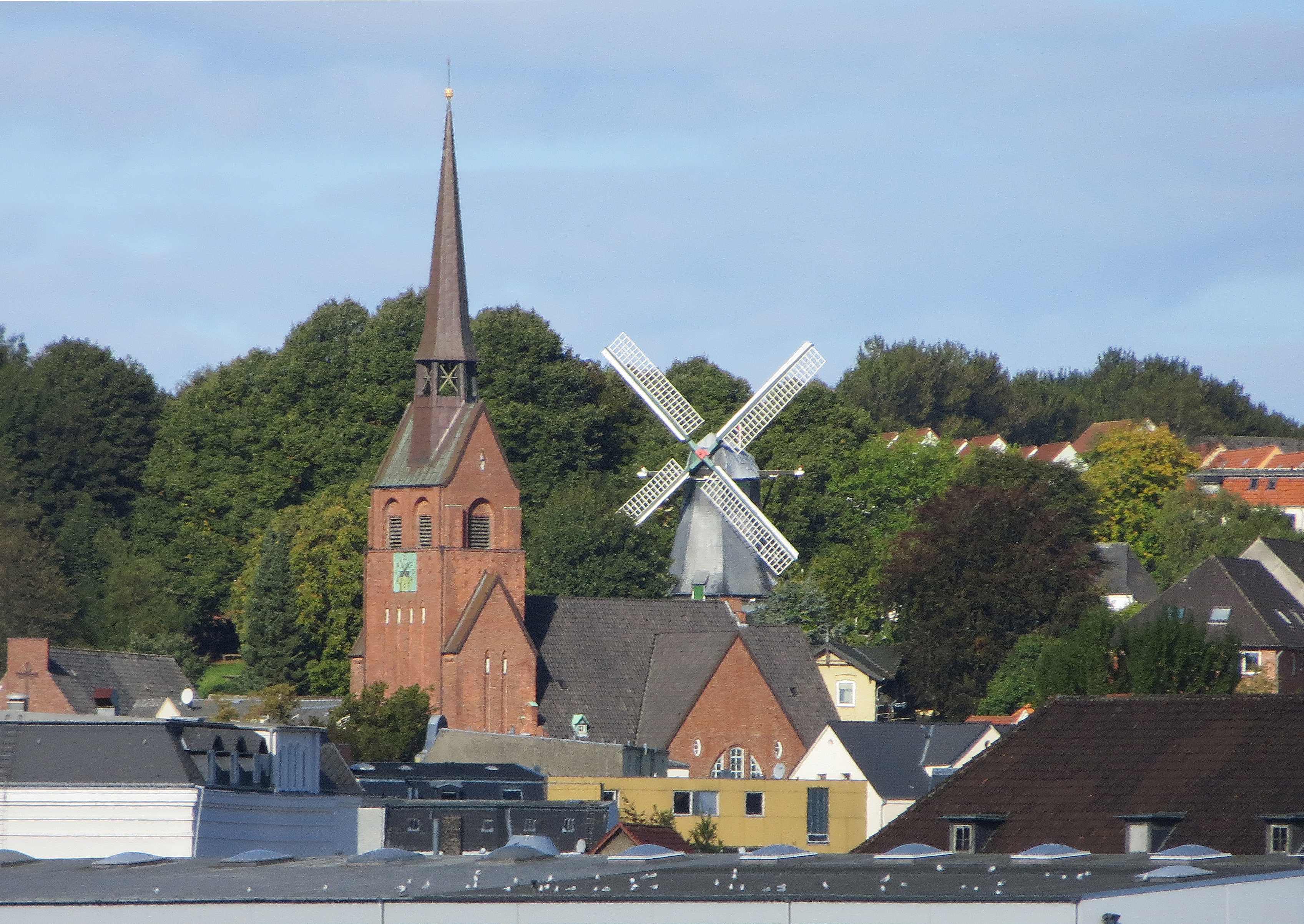
Die St. Petri-Kirche und die Bergmühle in der Nordstadt
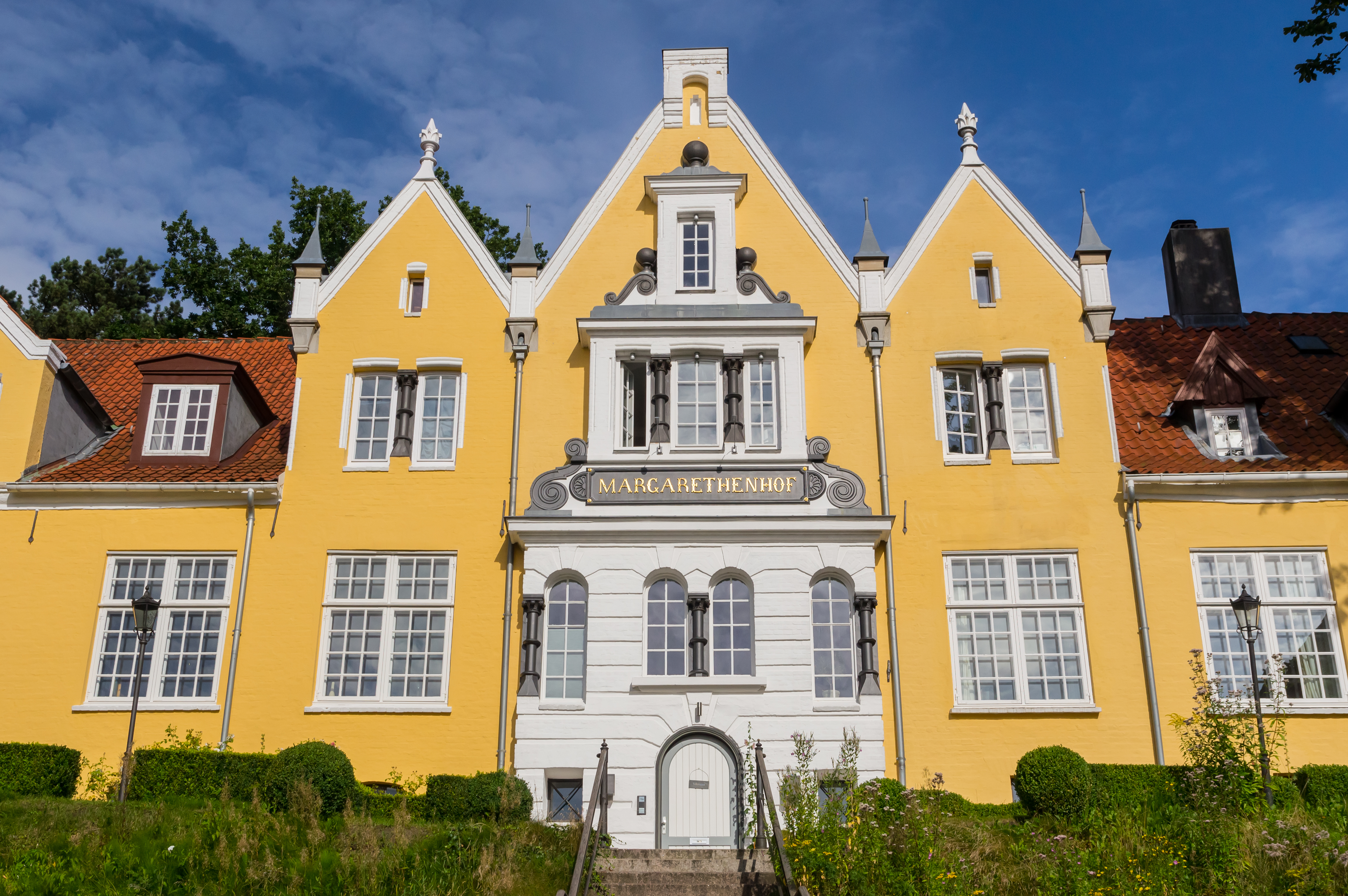
Der Margarethenhof im Johannisviertel
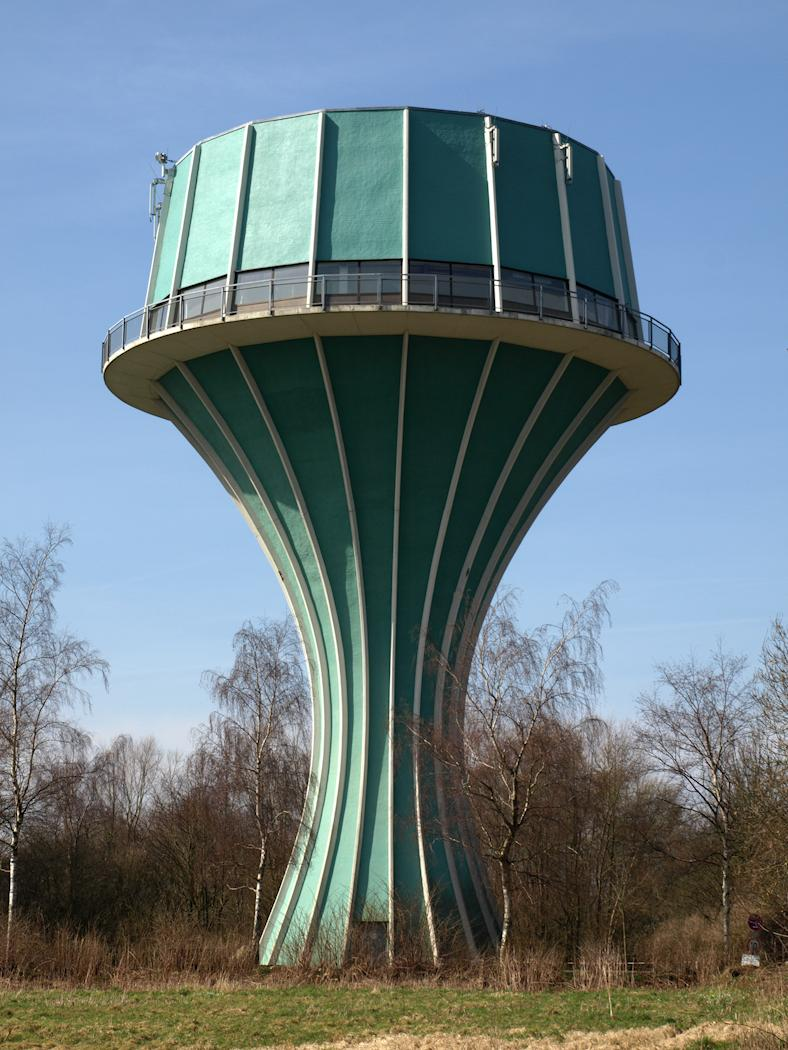
Mürwiker Wasserturm von 1961 im Volkspark

#### Gefährdete Bauten

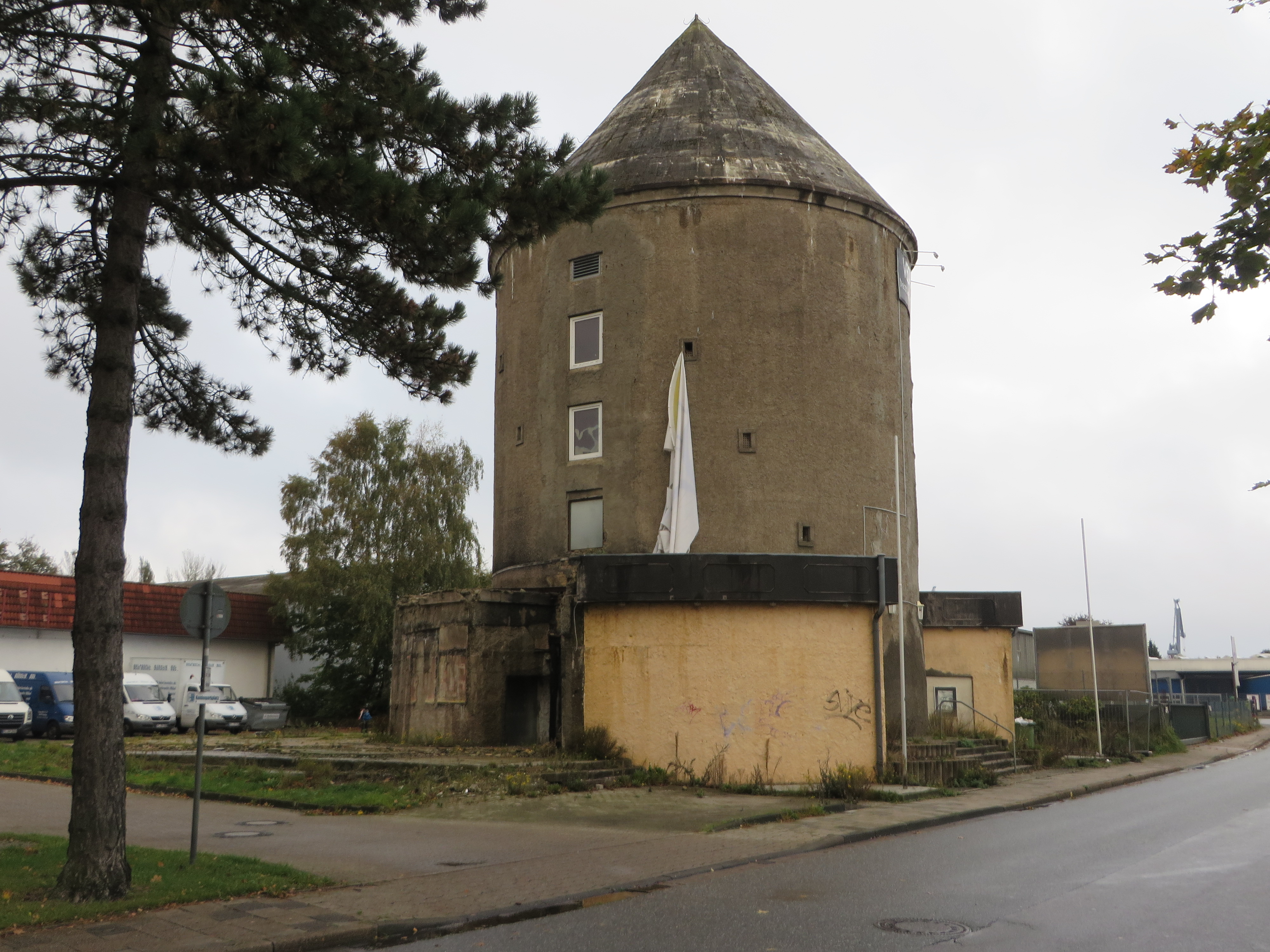
Zombeck-Turm von 1942 in der Steinstraße: 1999 zog hier die Party-Musikkneipe Pupasch ins ehemalige Kwatsch ein. (2014)

Folgende Bauten sind in ihrem Zustand gefährdet, stark baulich verändert und teils nicht mehr historisch wirkend:
- Flensburger Hafenbahn von 1854, die älteste, heute noch erhaltene, aber inzwischen stillgelegte Bahntrasse Deutschlands, bestehend aus dem stadtmauerähnlichen Bahndamm, der Fußgängerunterführung Mauseloch sowie ihrem Gleis zum Hafen[182]
- Kaysers Hof mit angrenzenden alten Hafenhäusern und dem Herrenstall.[183] Im Zuge der Abbruch- und Sanierungsarbeiten, die dort bis 2016 stattfanden, verschwand 2014 im Hinterhof die ehemalige Diskothek Rockpalast Speicher[184] und das Eckhaus Schiffbrücke 36/Herrenstall (ehem. Gaststätte Move).[185]
- Zombeck-Türme. Während der nördliche Turm im Trollseeweg noch als einfaches Kulturdenkmal eingetragen ist, gilt insbesondere der südliche Turm in der Steinstraße als gefährdet.[186]
- Das Marinelazarett in Mürwik (später auch Klinik Ost genannt) – entstand zusammen mit den Gebäuden der Marineschule und dem Marine-Wasserturm in den Jahren 1906 bis 1910.

#### Verlorene Bauten

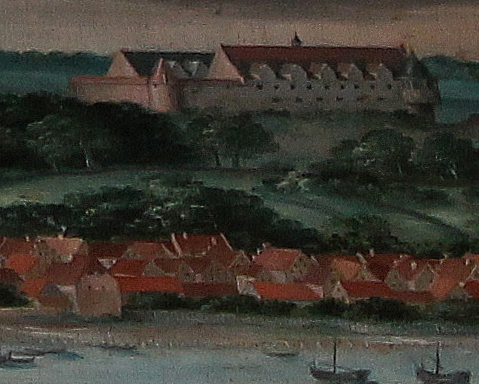
Die Duburg, eine abgegangene Höhenburg aus dem 15. Jahrhundert, gab dem Stadtbezirk Duburg seinen Namen. (Beyersches Epitaph von 1591)

- Eddeboe, Burganlage aus dem Mittelalter, von der jedoch noch einige Wallreste existieren
- Duburg, Stadtburg aus dem 15. Jahrhundert
- Gertrudenkirche, Kirche der Ramsharde, nach Reformation eingegangen, Friedhof bis 1822 erhalten
- St. Jürgen-Hospital, nach Reformation aufgegeben, heute steht dort die neue St. Jürgen-Kirche
- Altes Rathaus, entstand im 15. Jahrhundert auf dem Thingplatz, 1883 abgerissen
- große Teile der Stadtbefestigung wie beispielsweise das Rote Tor oder das Friesische Tor
- Duburg-Kaserne, erste preußische Kasernenanlage der Stadt von 1872/76 bis 1989/90. Auf dem Gelände befindet sich heute das Arbeitsamt.
- Bismarckbrunnen, Südermarktbrunnen (1903–1937)
- Regierungshof, 1851–1864 politisches Zentrum des Herzogtums Schleswig, als solches mit Ständehaus ausgestattet. Ab 1882 provisorisches Rathaus; 1964 einem Kaufhausneubau gewichen
- Backensmühle, auch Mühle St. Pauly, die in der Südstadt stand. Eine Ölmühle aus den 1830er Jahren, die zum Mühlentyp der Holländerwindmühlen gehörte. Sie wurde 1942 durch einen abgestürzten brennenden Bomber zerstört.[187]
- Speicher des Margarethenhofes in der Johannisstraße 78, 1945 durch Bombe zerstört
- Englischer Bahnhof, Preußischer Staatsbahnhof und ab 1955 UFO-artiges Bahnhofsgebäude auf dem Gelände des heutigen ZOB[188]
- Wasserturm in Weiche, ehemaliges Wahrzeichen des Stadtteils[189]
- Indigohof, Angelburger Straße, heute C&A, abgebrochen in den 1970er-Jahren
- Töpferstraße (auch Potterstraße), Straße in der Flensburger Töpfer ihre Werkstätten hatten und an deren Ende die Potterporte lag (vgl. dort). Wurde im 20. Jahrhundert abgerissen und mit modernen Anbauten des Franziskanerklosters bebaut. Einige Straßenkarten verzeichnen sie noch, jedoch an einer etwas falschen Stelle.
- Margarethenburg, prachtvolle Villa des Weinhändlers Jens Stadsholt aus dem Jahr 1873. Nach mehrfacher Brandstiftung im Jahre 1984 abgerissen.[190]
- Bleistift, 216 m hoher Sendemast, der von 1957 bis 1990 „auf Jürgensby“ stand.
- Roxy Music Hall in der Norderstraße 45. Noch in den 1970er-Jahren war hier das Kino Roxy angesiedelt;[157] in den 1980er- und 1990er-Jahren[191] eine Rock-Diskothek abseits des Mainstreams;[192] in der Parterre die Metal-Kneipe Understation.[193] Am 24. Oktober 2002 schloss das Roxy mit einem Konzert der hessischen Band Disbelief.[194] 2008 erfolgte der Abriss des Gebäudes.[157]
- Rockpalast Speicher, vorher Crypton, 2014 abgerissene Diskothek an der Schiffbrücke 32c[184]
- Burghof-Brunnen mit Fischer-Jungen, zerstört durch Vandalismus im Februar 2016.
- Lagergebäude von 1908 am Holm 53/Reismühlenhof, gelegen im 1879 begonnenen Käte-Lassen-Hof. Als Grund des 2014 angekündigten Abrisses des viergeschossigen Werkstatt- und Lagergebäudes wurden drohende Einsturzgefahr und Leerstand genannt, obwohl die gesamte Hofanlage als Kulturdenkmal in der Denkmaltopographie von 2001 gelistet war.[195] Im Jahr 2018 erfolgte dann der Abriss.[196]

#### Bedeutende Denkmale

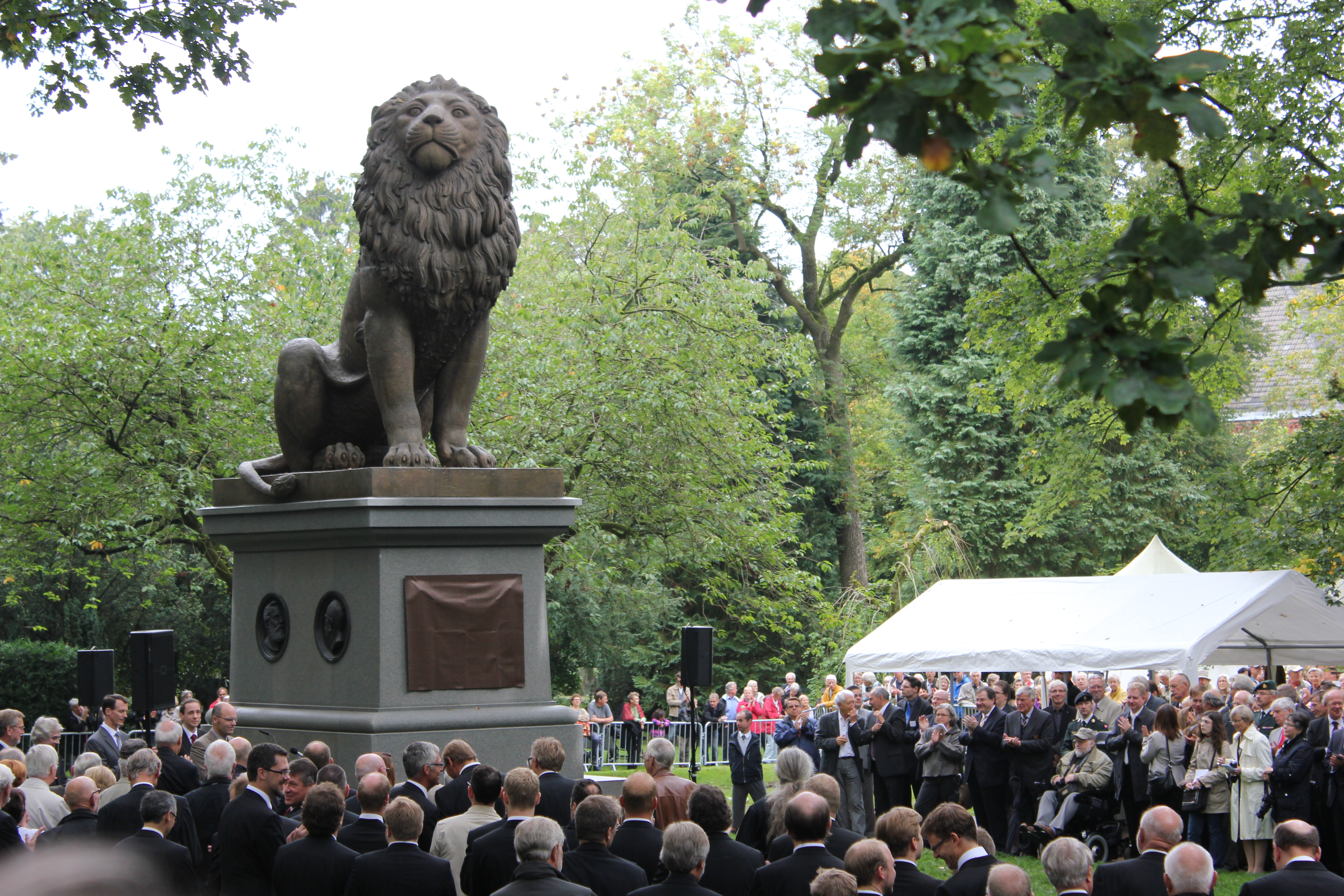
Idstedt-Löwe auf dem Alten Friedhof (2011)

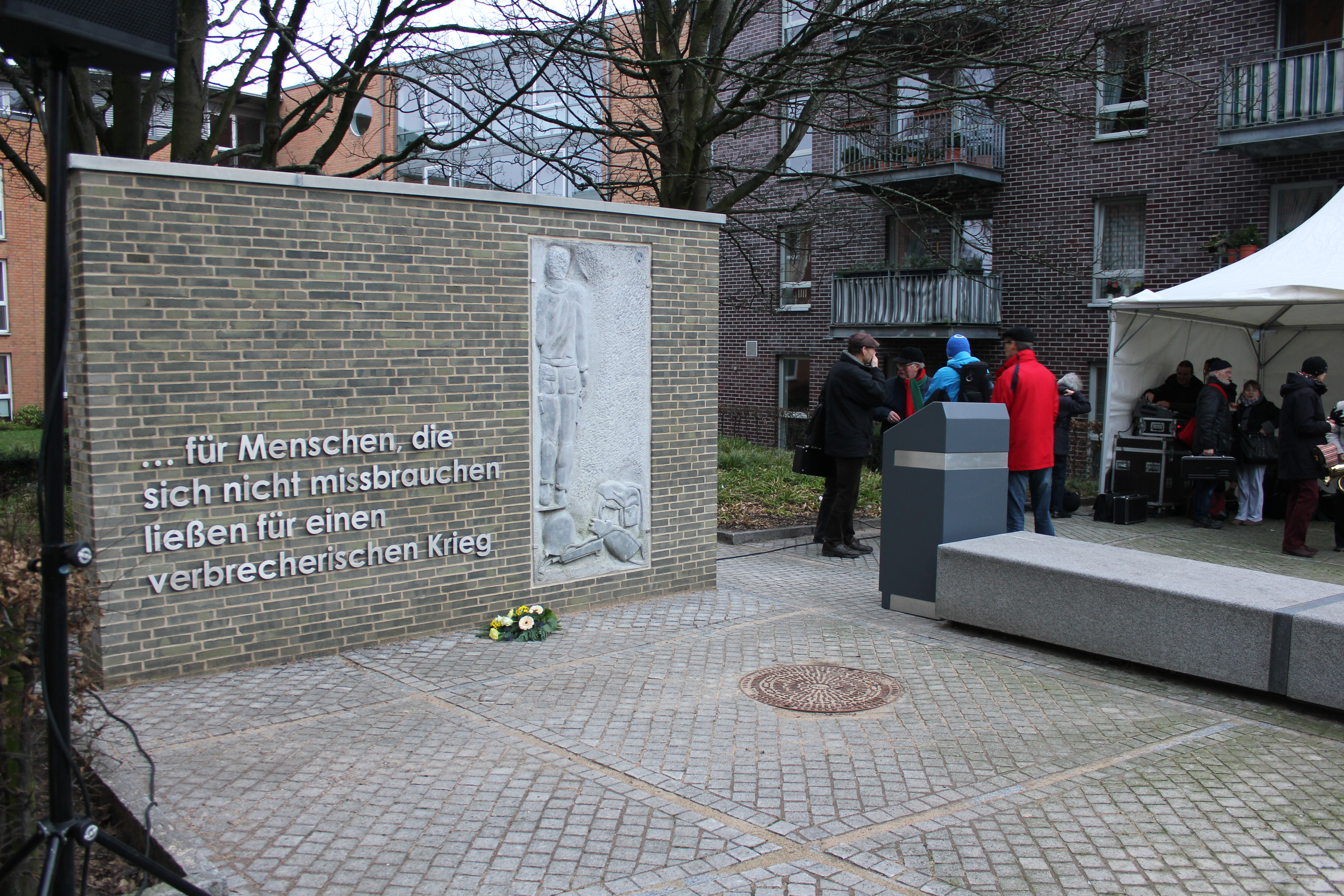
Einweihung des sogenannten Deserteursdenkmals auf dem Platz der Gärtner im Januar 2014

Das wohl älteste Denkmal stellt der Friedenstein auf dem Friedenshügel dar, der an einen alten Streit zwischen dem Kirchspiel St. Nikolai und dem Kirchspiel St. Marien erinnert. An die Gefallenen in der Schlacht von Bau 1848 erinnern in der Neustadt ein Obelisk und an der Bergmühle das Turnerdenkmal, welches 1873 von der Flensburger Turnerschaft von 1865, dem Vorläufer des TSB Flensburg, zum „Andenken der am 9. April 1848 gefallenen Turner“ errichtet wurde.
Das bekannteste Denkmal der Stadt ist der Idstedt-Löwe auf dem Alten Friedhof (Lage). Das Denkmal wurde 1862 enthüllt, 1867 nach Berlin abtransportiert, stand von 1945 bis 2011 in Kopenhagen und ist seit September 2011 wieder in Flensburg auf dem Alten Friedhof.
1903 errichtete Helmuth Schievelkamp zu Ehren von Otto von Bismarck auf dem Südermarkt ein Bismarckdenkmal in Gestalt des Bismarckbrunnens. Der Brunnen wurde in der Zeit des Nationalsozialismus aus ideologischen Gründen entfernt. Ebenfalls 1903 wurde das Wrangeldenkmal des Bildhauers Adolf Brütt im Stadtpark enthüllt und auf dem Mühlenfriedhof erinnert das Blücher-Denkmal an die Explosion an Bord der Blücher am Stützpunkt Flensburg-Mürwik im Jahr 1907. Den Gefallenen der ehemaligen Gemeinde Twedter Holz im Ersten Weltkrieg gedenkt ein Denkmal von 1920 in Gestalt einer zwei Meter hohen Pyramide und mit den Inschriften der 15 Opfer.
Namentlich aufgeführt werden auch die Flensburger Gefallenen im Deutsch-Französischen Krieg von 1870 bis 1871 an einem Ehrendenkmal auf dem Christian-Friedrich-Voigt-Platz zwischen Südergraben und Friesischer Straße (Lage). Der Obelisk mit einem geflügelten Adler an der Spitze enthält nationalpatriotische Inschriften, die schon mehrfach von Unbekannten bei Farb-Anschlägen – zuletzt im Januar 2015 – vandaliert worden sind. Ein ähnliches Schicksal erlitt das inzwischen verschollene Mahnmal Auf der Wacht, welches an die im Ersten Weltkrieg gefallenen Soldaten des Füsilier-Regiments „Königin“ (Schleswig-Holsteinisches) Nr. 86 erinnerte und von 1926 bis 1974 auf dem Burgplatz stand.
Aus dem öffentlichen Raum verschwand 2014 auch ein sechs Meter hohes Technikdenkmal mit Gasmotor, das Uwe Appold zu Ehren der Mitarbeiter des Flensburger Klärwerks in Kielseng 1993 entwarf. Nach Angaben des Flensburger Tageblattes passierte das dem kontroversen Künstler nicht zum ersten Mal: „Unlängst verschwanden Appoldsche Reliefteile mit Küchengeräten an einem Gebäude des Jugendaufbauwerks am Dammtor [Anm.: ehemaliges JAW-Haus Dammhof], zuvor schon demontierte die Verwaltung einen Brunnen in der Fußgängerzone, das Licht am Wasserrad und an den Stelenleuchten an Holm und Zob wurde schnöde ausgeknipst.“ Als Folge des Umgangs der Stadt mit Kunst im öffentlichen Raum – in dem Fall die von Appold, der sonach „die Faxen dicke“ hatte – stellte die Stadt Flensburg im Frühjahr 2016 einen Kunst- beziehungsweise Kulturkataster zusammen, der eine Übersicht von mehr als 200 Kunstwerken im öffentlichen Raum liefert.
Zwischen 2003 und 2013 sind insgesamt 23 Stolpersteine in Flensburg verlegt worden, die meisten in der Innenstadt. An die Opfer der nationalsozialistischen Gewaltherrschaft erinnert auch ein 1969 aufgestellter Gedenkstein im Carlisle-Park sowie ein 2,35 Meter hohes Denkmal auf einer Freifläche an der ZOB-Kreuzung (Lage), entworfen von dem Weiseler Bildhauer Clemens M. Strugalla und enthüllt von der schleswig-holsteinischen Ministerin für Justiz, Kultur und Europa Anke Spoorendonk am 1. September 2013. Im Januar des darauffolgenden Jahres nahm Spoorendonk an der feierlichen Errichtung des Denkmals für Deserteure teil. Das bereits 1994 erschaffene Relief-Denkmal von Miloudi Assila fand nun – nachdem es 20 Jahre in einem Hinterhof an der Schleswiger Straße lag – auf dem Platz der Gärtner an der Roten Straße einen neuen Standort. (Lage)
Ein Gedenkstein an der Schiffbrücke ehrt die „Flensburger Seeleute, die in Ausübung ihres Seemannsberufes auf den Weltmeeren geblieben sind“ (Lage). An die 1973 aus dem Stadtbild verschwundene Flensburger Straßenbahn erinnern ebenfalls Denkmäler.

### Parks, Grünanlagen und Strände
Insgesamt 197 Hektar sind in Flensburg als Erholungsflächen ausgewiesen, das entspricht 3,5 % der Gesamtfläche der Stadt, davon machen 129 Hektar (2,3 %) Grünanlagen aus (Stand 2011).

#### Parks

Vergleichbar der Husumer Krokusblüte zeigt im Frühjahr der Lutherpark ein dichtes Gewand an Krokussen. (2015)

Größte Parkanlage ist mit 75 Hektar der Volkspark, der 1925 oberhalb des östlichen Fördehangs eröffnet wurde. Weitere Parks sind unter anderem der 1797 angelegte Christiansenpark (4,2 ha), der ein Überrest eines großen Landschaftsparks ist, der Stadtpark (2,2 ha) von 1903, der nach der englischen Partnerstadt benannte Carlisle-Park (1 ha) und der Collundtspark (1 ha), eine wie der Rummelgang und der Lutherpark versteckt liegende grüne Oase am Westhang. Der kleinste Park der Stadt ist der Fleno-Park.

#### Wälder und Friedhöfe

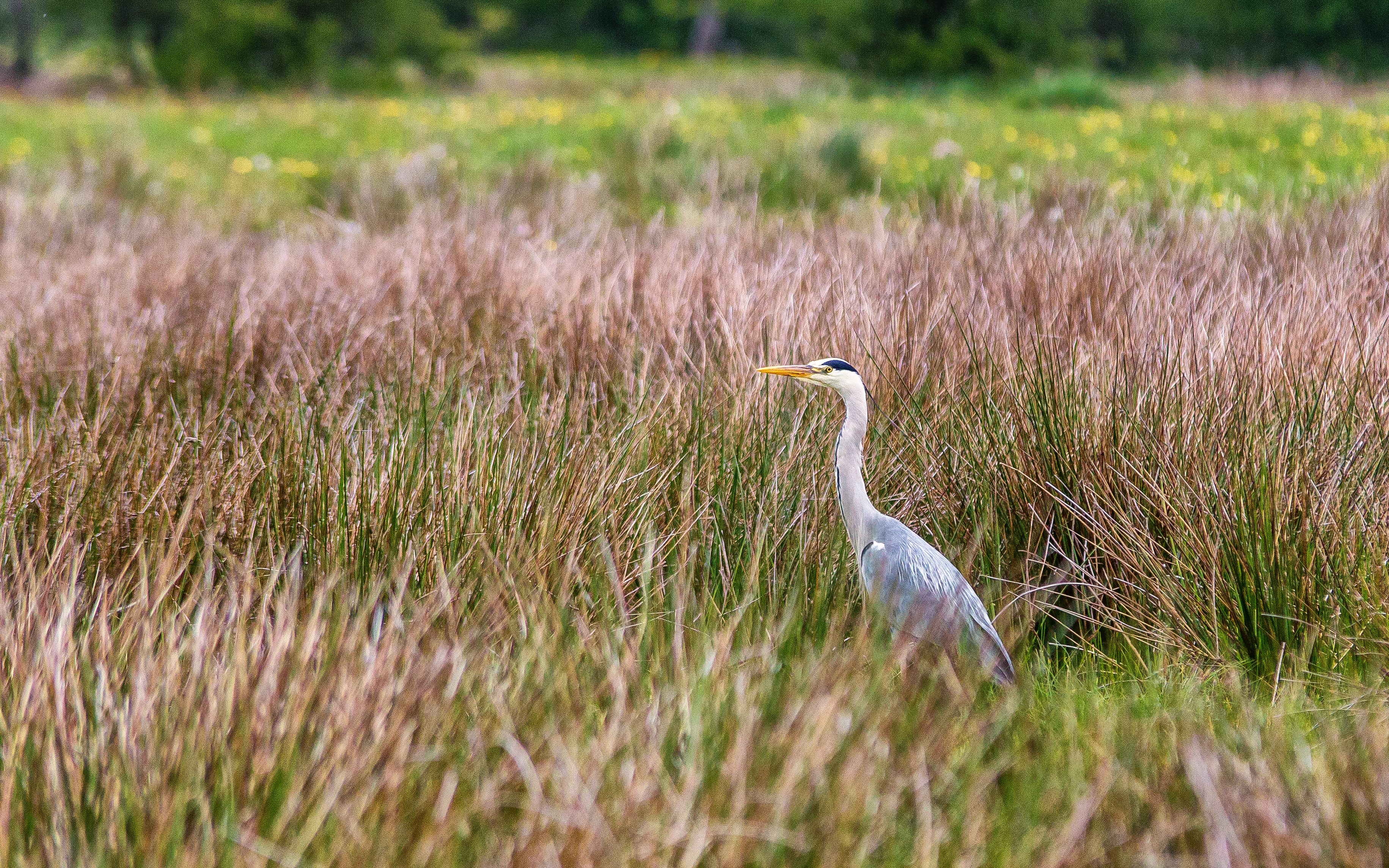
Graureiher am Rande der Marienhölzung (2015)

Größter Wald ist die Marienhölzung, im Westen der Stadt gelegen, in der Überreste der Burganlage Eddeboe zu finden sind. Der Klueser Wald, ebenfalls im Westen, verläuft bis nach Wassersleben. Weitere Waldflächen Flensburgs sind:
- Solitüder Wald, am Strand der Flensburger Förde, im Stadtteil Mürwik
- Teile des Flensburger Volkspark sind ebenfalls als Wald ausgewiesen.
- Mückenwald, 26 Hektar großes Waldgebiet im Stadtteil Flensburg-Weiche
- Nikolaiforst, am nördlichen Rand des Stadtteils Flensburg-Weiche
- Hangwald bei Ostseebad, einem Strand der Flensburger Förde, dessen ca. zwölf Hektar großer Waldfläche aber im engeren Sinne zum Klueser Wald gehört.
- Waldfläche von Niehuusfeld, rund vier Hektar groß, zählt wie die Fläche Ostseebad zum Klueser Wald.
- Krähbek, ein fünf Hektar kleiner, nicht begehbarer Wald, der als Naturwald ausgewiesen wurde. Er befindet sich wie die Flächen Niehuusfeld und Kupfermühle auf dem Gebiet der Gemeinde Harrislee, ist aber Eigentum des TBZ Flensburg.
- kleinere Waldfläche bei Kupfermühle
- Bis zum Jahr 2006 zählten noch Teile des Kollunder Waldes zum Gebiet der Stadtförsterei Flensburg.

Als eine der ältesten, heute noch erhaltenen kommunalen Begräbnisstätten Nordeuropas gilt der 2,6 Hektar große Alte Friedhof, heute eine Parkanlage, die bemerkenswerte Grabdenkmäler des 19. Jahrhunderts aufweist. Von 1813 bis 1953 fanden dort Beerdigungen statt. Aus Platzmangel wurde 1872 ein neuer, der Mühlenfriedhof, angelegt, der heute 11 Hektar misst und 4.000 Grabstellen bereithält. Ein weiterer, der Friedhof Friedenshügel, eröffnete 1911. Er ist mit 12.000 Grabstellen auf 25 Hektar Gesamtfläche der größte Friedhof der Stadt, der 8 Hektar große Friedhof Adelby ist der kleinste. In den historischen Friedhofskapellen auf dem Mühlenfriedhof und auf dem Friedhof Friedenshügel werden Trauerfeiern abgehalten. Die Gestaltung des Friedhofes Friedenshügel ist an einem Seiteneingang zudem auf moslemische und jüdische Bestattungstraditionen zugeschnitten. Außerdem liegt dort ein Großsteingrab (Hünengrab), und zwar der dem Friedhof namensgebende Friedenshügel.

#### Natur- und Landschaftsschutzgebiete
Das seit 2003 erste und einzige Naturschutzgebiet Flensburgs, das Twedter Feld (89 ha), liegt im Stadtteil Mürwik. Weiterhin sind 14 Areale als Landschaftsschutzgebiet ausgewiesen, darunter im Osten der Landschaftsteil Vogelsang (ca. 278 ha) und das Osbektal (62 ha), im Westen das Marienautal (137 ha) und das größte Waldgebiet der Stadt, die Marienhölzung (250 ha), sowie im Nordwesten das Klusrieser Gehölz (106 ha).

#### Strände

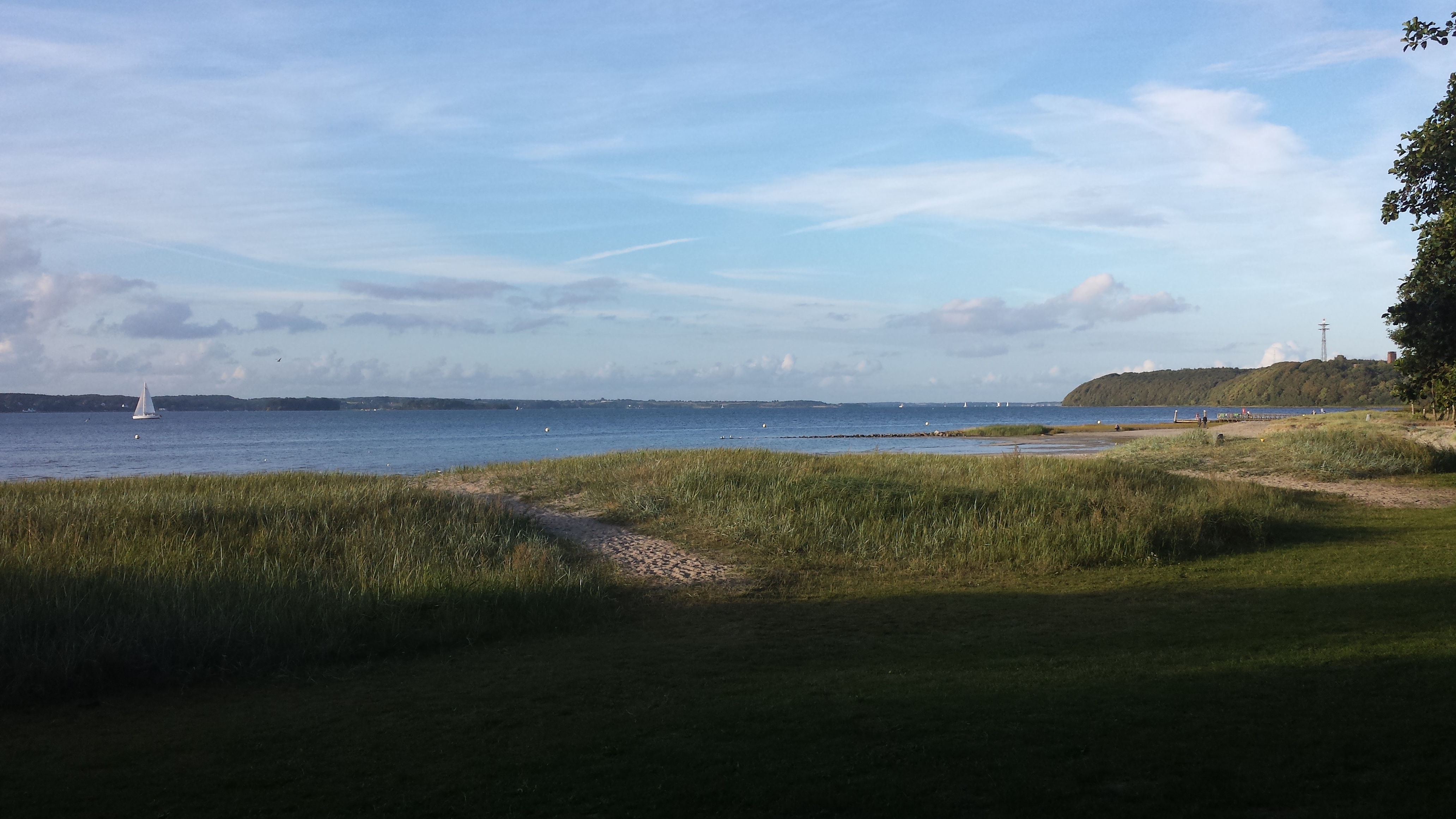
Einer von drei Stränden im Stadtgebiet: Das Strandbad Solitüde im Sommer 2014

In Flensburg gibt es drei Strände: Das Ostseebad ist ein 1873 angelegtes Strandbad am nordwestlichen Fördeufer. Später angelegt wurde 1924 das Strandbad Solitüde am nordöstlichen Fördeufer. Von dort aus zu Fuß erreichbar ist Fahrensodde, ein kleinerer Strandabschnitt beim gleichnamigen Yachthafen. Als beliebtes Naherholungsziel außerhalb der Stadt gilt aber auch der 1971 ausgemeindete Ortsteil Wassersleben, ein im selben Jahr durch Sandaufspülungen stark erweiterter Strandabschnitt, der rund sechs Kilometer vom Zentrum der Flensburger Innenstadt entfernt liegt und über einen Uferweg mit dem Ostseebad verbunden ist.
Die DLRG Flensburg mit Hauptquartier in Fahrensodde unterhält Rettungswachstationen seit 1982/83 am Ostseebad und seit 1999 in Solitüde. Während die 1950 gegründete Ortsgruppe der Deutschen Lebens-Rettungs-Gesellschaft (1976 wiedergegründet) im Sommer die Badeaufsicht (Strandwache) an den Stränden übernimmt, setzte noch bis 2011 das Jobcenter bis zu 20 Strandranger ein. Die sogenannten Ein-Euro-Jobber sorgten für Ruhe und Ordnung, „sammelten Glasscherben, machten Hundebesitzer auf das Hundeverbot aufmerksam und achteten auf die Sicherheit“ an den Flensburger Fördestränden.
Für die angemeldeten 3554 Hunde in Flensburg (Stand 2016) besteht westlich vom Solitüder Badestrand auf einem Streifen am Ewoldtweg ein ganzjähriger Hundestrand, einen weiteren Hundestrand gibt es am Ostseebad zwischen Seebrücke und nördlich der Werft. Im Winterhalbjahr (1. Oktober bis 31. März) dürfen Hunde an allen Stränden mitgenommen werden und unterliegen dort – soweit nicht anders ausgewiesen – nicht der Anleinpflicht.
Weitere Naherholungsziele sind in Dänemark der Lille Strand von Kollund (13 km), außerdem am Südufer der Förde die Strände in Glücksburg von Quellental (7 km), Sandwig (8 km), von den Holniser Ortsteilen Schausende (15 km) und Drei (15 km) sowie in Munkbrarup der Strand von Bockholmwik (14 km) und in der Gemeinde Langballig der Strand von Langballigau (17 km).

### Subkultur

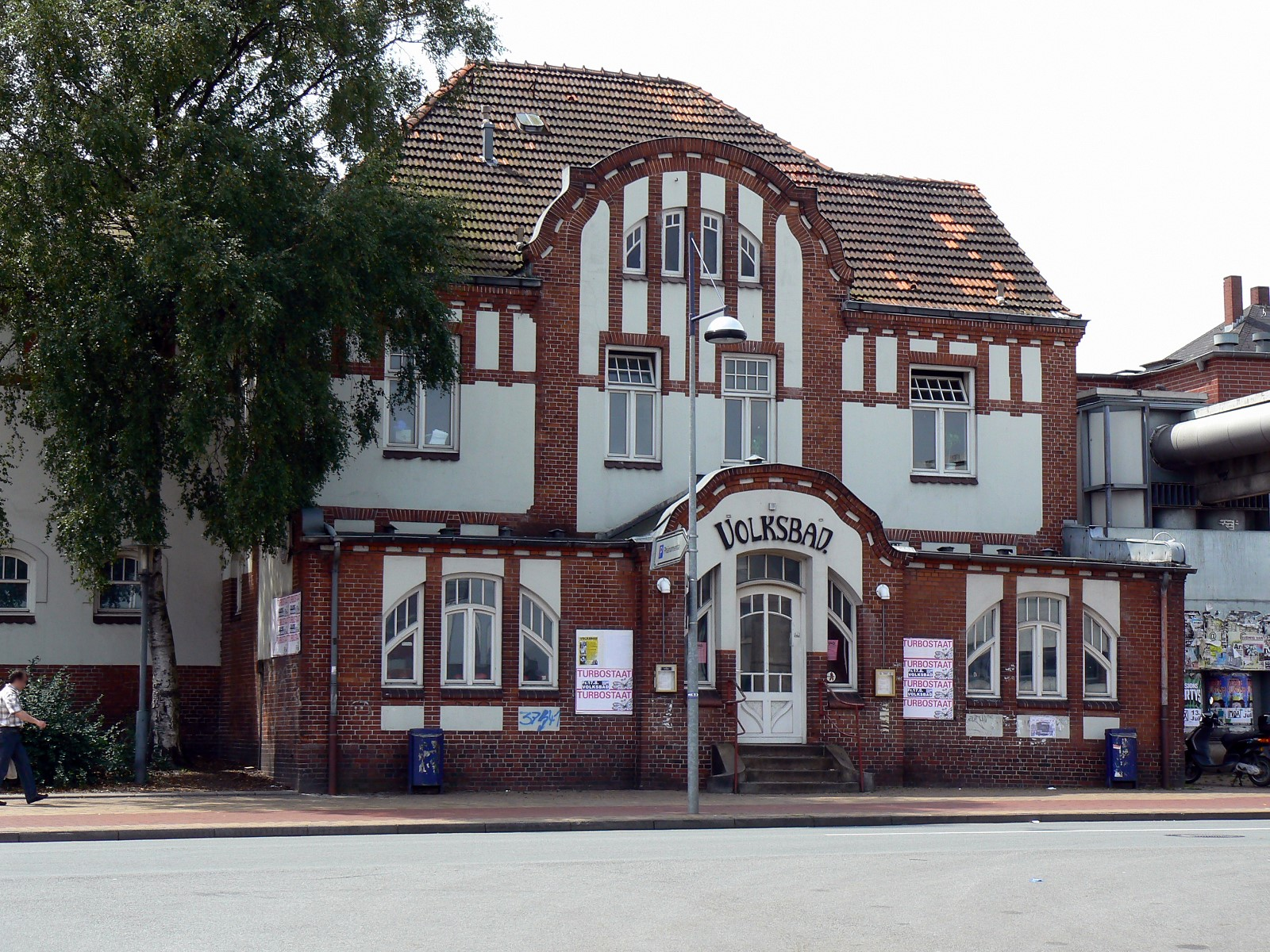
Seit 1981 soziokulturelles Zentrum der linksalternativen Szene: Das Volksbad Flensburg an der Schiffbrücke 67

Die subkulturelle „Szene“ trifft sich zu Veranstaltungen an mehreren Orten, häufig über eine Basisförderung von der Stadt Flensburg ermöglicht. Vertreter der linksalternativen Szene, die sich 1981 zum Verein zur Förderung der Kultur und Kommunikation in Flensburg e. V. zusammengeschlossen haben, präsentieren im Anfang des 20. Jahrhunderts erbauten Volksbad Kulturevents verschiedener Art, darunter Konzerte und Tanzveranstaltungen. Ein ähnliches Kulturprogramm stellt der Verein Kulturwerkstatt Kühlhaus e. V. auf die Beine. Seinen Sitz hat der Verein im 1994 zum Kulturzentrum umfunktionierten Kühlhaus, einem ehemaligen Obst- und Kühllager am Flensburger Güterbahnhof. Zum Auftakt eröffnete der Verein das Haus mit einem Konzert von Fischmob, einer Band mit Flensburger Wurzeln. Weitere bekannte Bands, die dort vor insgesamt 199 zugelassenen Besuchern auftraten, waren Die Sterne, Deichkind, Eins Zwo, Caracho & Mama Baer und Kommissar Hjuler, Beginner.
Das 1990 nach einer Hausbesetzung entstandene Wohn- und Kulturprojekt Hafermarkt, Treffpunkt der hiesigen Punkerszene, veranstaltet in erster Linie Punk-Konzerte. Dort am Hafermarkt gleich nebenan begreift sich Die ganze Bäckerei in der Entstehung als ein neues Kollektiv, dessen Ideen wie zum Beispiel einer Hörbuchstunde über den Kneipenbetrieb finanziert werden. Der alternative Jugendverband Fördebande nennt seit 2001 Pauls Eck, einen 110 m² großen Laden in der Norderstraße, sein Eigen und nutzt die Räumlichkeiten zu Info-Treffs und Feiern. In der Senffabrik, ein Wohnprojekt in der Norderstraße, werden seit 2002 Konzerte veranstaltet und Künstler des Kunst- und Kultur-Initiativen-Laboratoriums (KKI Laboratorium) nutz(t)en seit 2006 zwischenzeitlich ein altes Schulgebäude in der Duburger Straße, um dort Projekte und Ausstellungen durchzuführen.
Programmhinweise zur subkulturellen Szene Flensburgs veröffentlicht seit Mitte der 1980er-Jahre die Partout, ein von der Neumünsteraner Verlagskontor Schleswig-Holstein GmbH herausgegebenes Kulturmagazin mit einer Druckauflage von 11.000 Exemplaren. Die Grenzgäng nannte sich ein weiteres alternatives Programmheft. Weitere Informationen zur Szene hält der Infoladen Subtilus in der Norderstraße bereit, der seit Januar 2004 eine Gegenöffentlichkeit herstellt und zu deren Zweck auch ein Archiv zur Geschichte linker Bewegungen in Flensburg betreibt.
Luftschlossfabrik
2013 nahm eine autonome Kulturinitiative eine vermeintliche Investitionsruine am Harniskai im Flensburger Industriehafen in Beschlag, um dort Kunst-, Kultur und Gemeinschaftsprojekte wie z. B. Konzerte zu verwirklichen. Zuvor stellte eine britische Firma namens Highship Industries Ltd. unter Teilhabe einer deutschen Gesellschafterin der Stadt in Aussicht, dass dort Flugboote gebaut werden sollten. Die von den Besetzern genutzte Brachfläche, welche ab Frühjahr 2015 von der Räumung bedroht war, geriet Anfang Februar 2016 zum Schauplatz einer später scharf kritisierten Zwangsräumung, angeordnet von Oberbürgermeister Simon Faber (SSW). In deren Verlauf kam es – so nach Anfrage an das Ministerium für Inneres und Bundesangelegenheiten des Landes Schleswig-Holstein – zu einem 327.000 Euro teuren Einsatz mit nahezu 300 Polizisten sowie Ermittlungen gegen 18 Besetzer und Unterstützer. Da es nach der Räumung des Geländes zunächst keine geeignete Ausweichfläche gab, stellten einige Bewohner der Luftschlossfabrik ihre Wagen erst an der nahe gelegenen Europawiese auf und zogen von dort im Juni 2016 auf ein Privatgelände am Friedensweg.

### Sport

#### Sportvereine

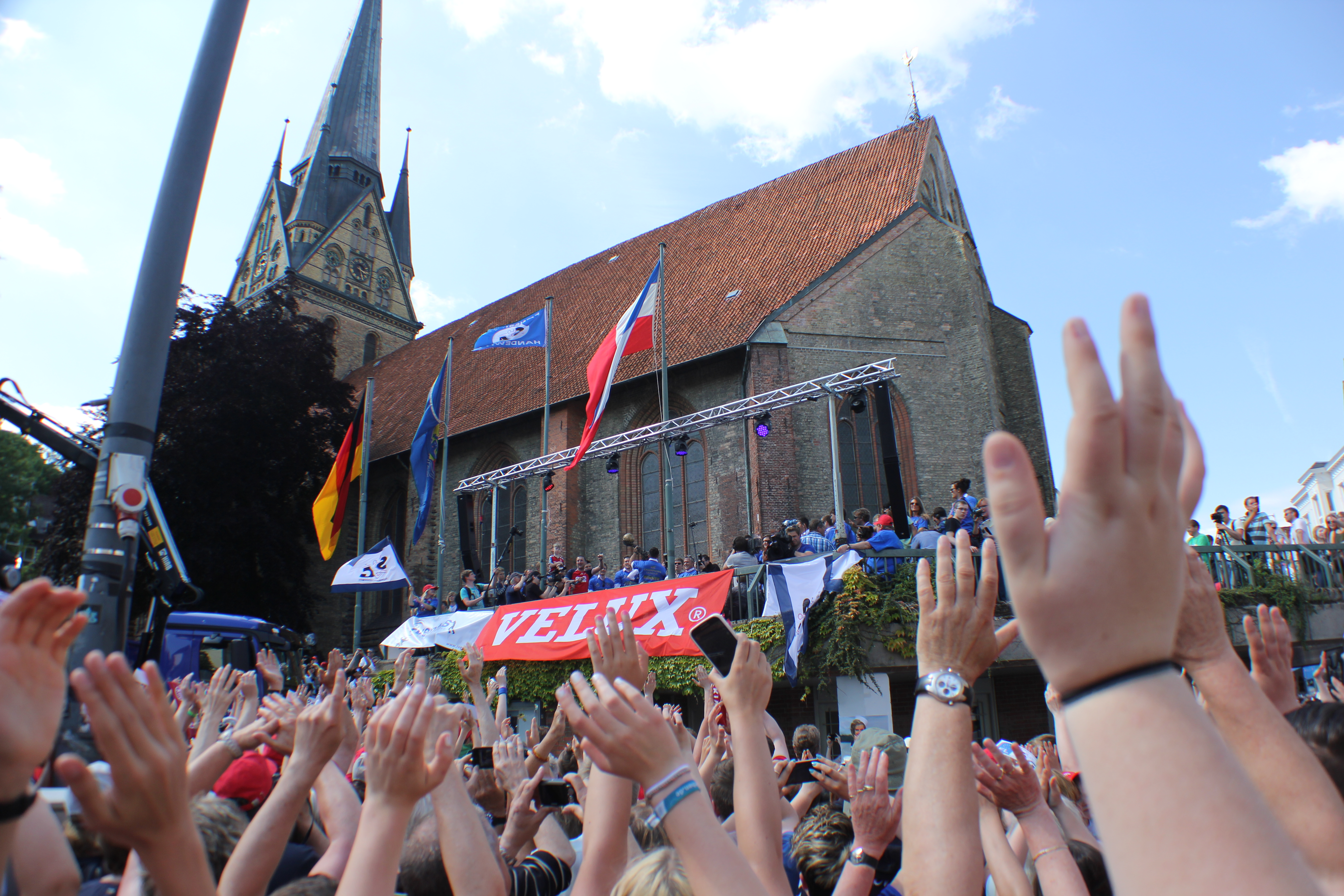
Siegesfeier der SG Flensburg-Handewitt nach dem Gewinn der EHF Champions League 2013/14 auf dem Südermarkt (2014)

Im Jahr 2012 waren über 22.500 Mitglieder in 76 Sportvereinen angemeldet, zu den mitgliederstärksten Sportarten zählt(e) dabei in erster Linie das Turnen, wovon acht Vereine Mitglied im Kreisturnverband Nord sind; danach Fußball (11 Vereine im Kreisfußballverband) sowie Segeln (8 Vereine im Kreisseglerverband), Handball (6 Vereine im Kreishandballverband), Tennis (6 Vereine im Kreistennisverband Flensburg – Schleswig e. V.) und der Schwimmsport (2 Vereine im Kreisschwimmverband Flensburg / Schleswig-Flensburg e. V.).
Größter Sportverein der Stadt ist mit über 4.500 Mitgliedern der TSB Flensburg (Stand 2013). Er initiierte im Jahr 1990 zusammen mit dem Handewitter SV die SG Flensburg-Handewitt und trat damit die Nachfolge der zuvor bestehenden SG Weiche-Handewitt an. Die Handball-Herrenmannschaft der SG, die bekannteste Sportmannschaft Flensburgs, ist mehrfacher deutscher und europäischer Pokalsieger, errang 2004, 2018 sowie 2019 in der Handball-Bundesliga die deutsche Meisterschaft und gewann 2014 die EHF Champions League. Sie trägt ihre Heimspiele in der Campushalle aus.
Weitere Sportvereine mit über 1.000 Mitgliedern sind der SV Adelby, die Flensburger Betriebssportgemeinschaft und der PSV Flensburg. Letzterer ist der Heimatverein der American-Football-Mannschaft Flensburg Sealords. Diese wurde 1987 gegründet.

#### Sportstätten

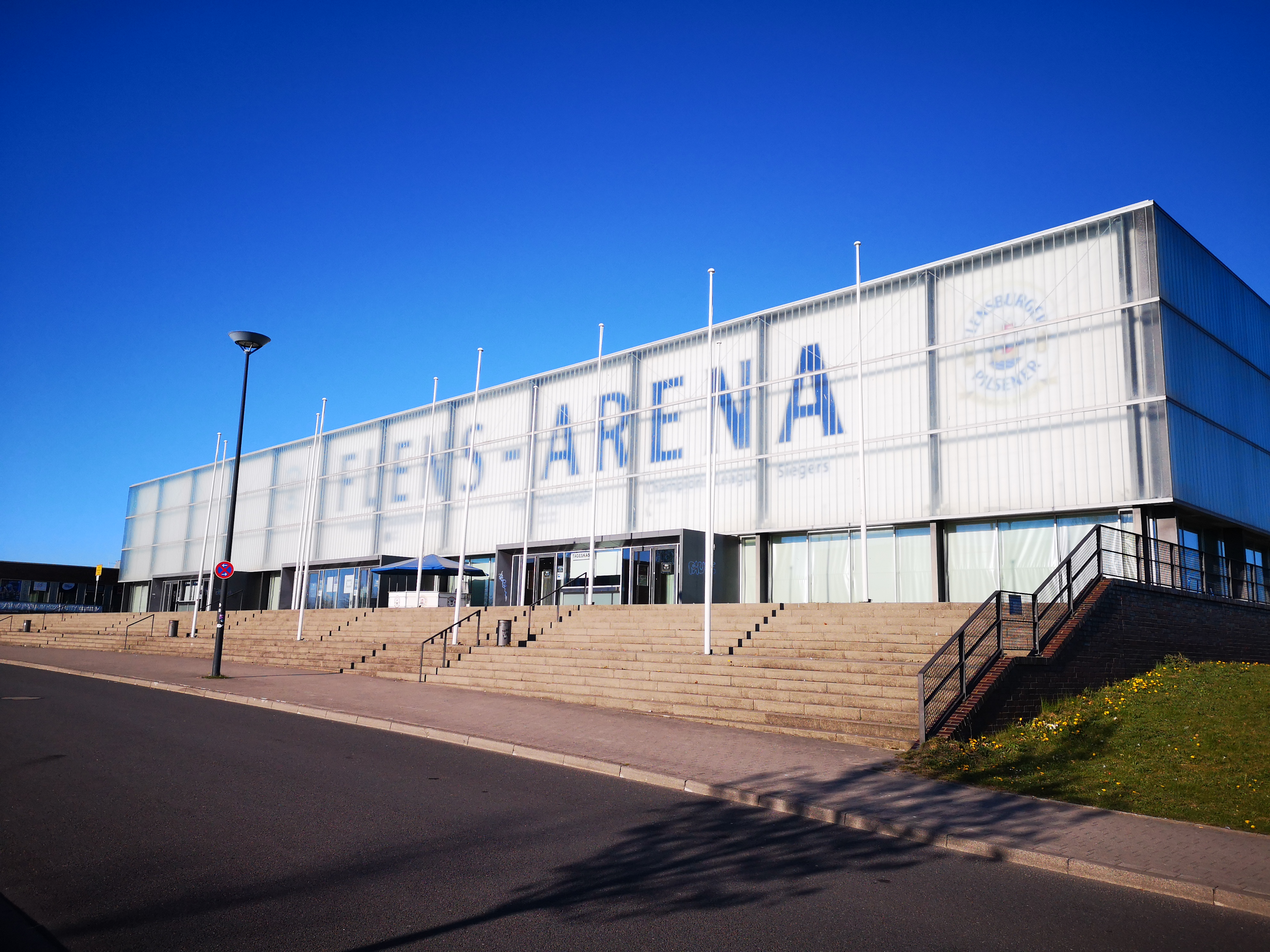
Campushalle, Spielstätte der SG Flensburg-Handewitt (2019)

Größte Sportstätte ist im Volkspark das 1927 eingeweihte Flensburger Stadion, Spielstätte von Flensburg 08. Im Stadion finden bis zu 10.000 Zuschauer Platz, davon können 1.000 auf der Tribüne einen Sitzplatz einnehmen. Ein weiteres Stadion ist das Manfred-Werner-Stadion in Weiche, wo der ETSV Weiche Flensburg seine Heimspiele austrägt. Benannt ist das Stadion 2002 nach dem ehemaligen Spieler und Kassenwart Manfred Werner (* 1936), der als 1. Vorsitzender erst von 1970 bis 1972 im TSV Weiche-West und danach von 1972 bis 2002 im ETSV über 30 Jahre lang die Geschicke des Eisenbahner-Vereins lenkte. Beim Rekordspiel des ETSV gegen den Bundesligisten Hamburger SV Ende Juni 2014, das der HSV mit 3:2 gewann, zählten die Veranstalter dort 2824 zahlende Zuschauer. Fußballspiele des TSB Flensburg laufen wiederum auf dem Eckener Platz (Stadionkapazität: 8000 Zuschauer) bei dessen Vereinsheim über die Bühne.
Größte Mehrzweckhalle ist die Campushalle am Campus der Europa-Universität Flensburg auf dem Sandberg. Zur Spielstätte des SG Flensburg-Handewitt pilgern bis zu 6500 Handball-Fans aus Deutschland und Dänemark, um dem Aushängeschild des Flensburger Profi-Sports bei ihren Heimspielen zuzujubeln. Bis zum Umzug in die Campushalle wanderten von 1991 bis 2001 bis zu 3500 Fans der Spielgemeinschaft in die Fördehalle auf den Friesischen Berg, wo 1997 auch der Sieg des EHF-Cups gefeiert werden konnte. In der als Hölle Nord bezeichneten Handball-Hochburg Flensburg sorgten die Ultras der SG häufig schon für tumultartige Zustände, bei denen etwa nach Polizeiangaben Bierbecher von den Rängen flogen.
Der dänische Handballverein DHK Flensborg spielt in der 1967 eingeweihten Idrætshallen (dt.: „Die Sporthalle“) auf der Westlichen Höhe, begleitet von bis zu 1200 Schlachtenbummlern, von denen 648 einen Sitzplatz finden. Im selben Stadtteil hat der DGF Flensborg seit 1948 seinen Stammsitz. Der Frueskovens Idrætspark (Sportpark der Marienhölzung), kurz Idrætsparken, verfügt über drei Fußballplätze, eine Tennisanlage sowie ein Vereinsheim und ein Klubhaus.

#### Fußball

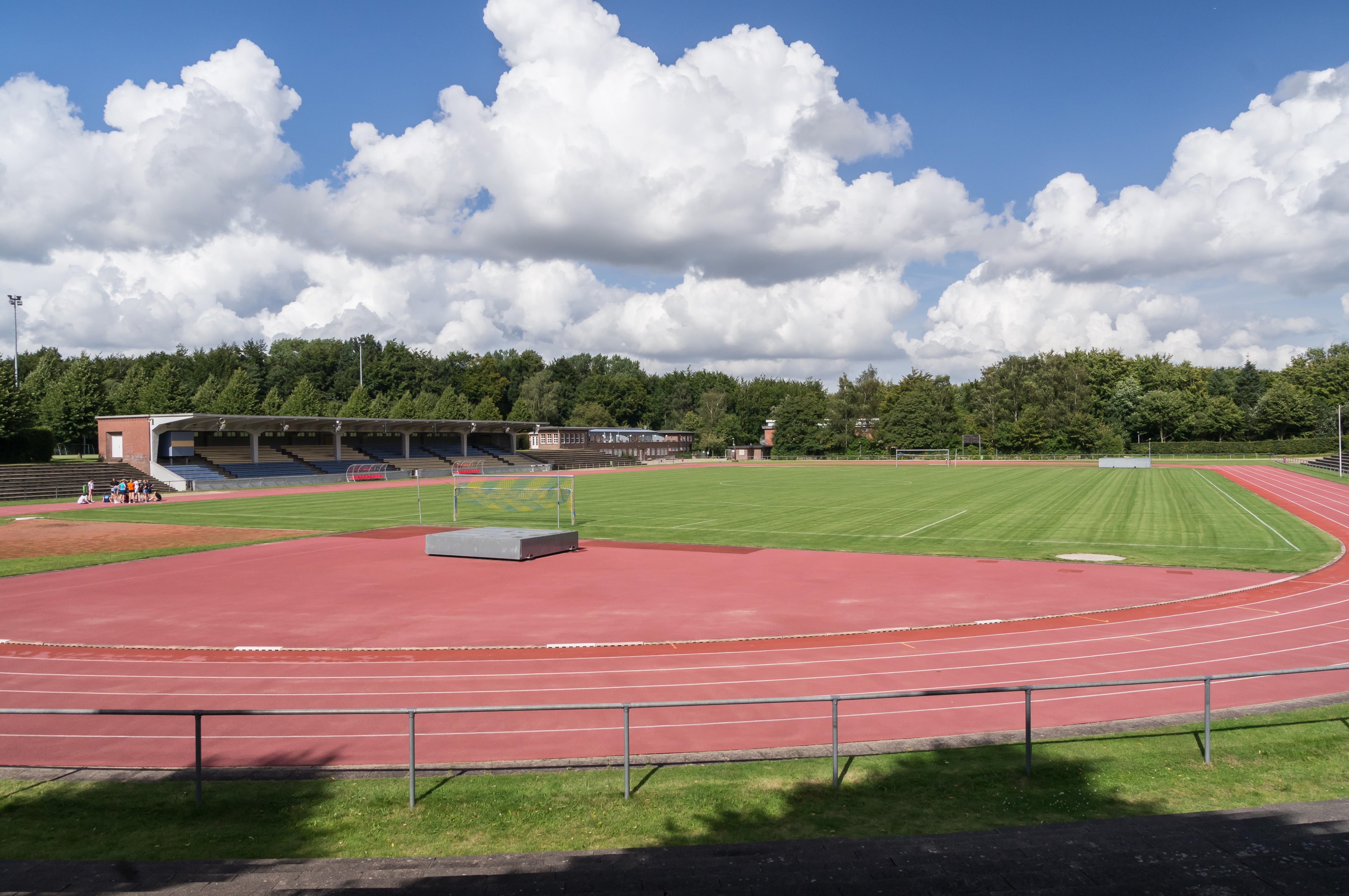
Das Flensburger Stadion mit Platz für rund 10.000 Zuschauer (2012)

Zu Beginn des Fußballsports in Flensburg stand die Platzfrage im Vordergrund. Bis 1914 konnte der 1908 gegründete Flensburger Fußballverein F.F.C, der Vorläufer von Flensburg 08, nur auf einem einzigen Sportplatz spielen. Das Fußballfeld des Männer Turnvereins (MTV) lag innerhalb der großen Zement-Radrennbahn am Schützenhof und wurde überwiegend von Turnern für ihre Schlagball- und Faustballspiele genutzt. Zur Ausübung des Schlittschuhsports stand die Spielfläche im Winter gar unter Wasser. Um nicht mit den Turnern aneinanderzugeraten, spielten die Fußballer daher auf der Exe, auf der Waldwiese an der Marienhölzung oder auf dem Kasernenhof an der Junkerhohlweg-Kaserne. Nach Ende des Ersten Weltkrieges, der den Fußball zum Erliegen brachte, wuchs die Mitgliederzahl von 14 auf 640 an und der F.F.C. weihte am 22. Mai 1921 die am Adelbyer Kirchenweg gelegene vereinseigene Sportplatzanlage Am Sender ein – mit zwei Spielfeldern, einem Spielfeld mit Aschenbahn, einem Vereinsheim und zwei Tennisplätzen. Um die Spielstärke des Fußballsports zu fördern, fusionierten 1925 die Vereine FFC 08 und der Flensburger Sportverein der Geher (SVdG) zur Sportvereinigung Eintracht. 1935 erfolgte eine weitere Fusion: Der VfL Nordmark und die SV Eintracht schlossen sich zur heutigen Flensburger Sportvereinigung von 1908 e. V. (FSV 08) zusammen. Die wenigen Spiele fanden im 1927 eingeweihten Flensburger Stadion statt, bis die NS-Zeit und der Zweite Weltkrieg den Fußball fast zum Stillstand brachte.
Nach dem Krieg war Flensburg 08 Gründungsmitglied der Landesliga Schleswig-Holstein 1947/48 und gewann die Vizemeisterschaft.
Seit dem Aufstieg in die Regionalliga Nord im Jahr 2012 ist der ETSV Weiche Flensburg der höchstklassige Fußballverein Flensburgs. Im Zuge der Auflösung des Vereins Flensburg 08 wurden dessen Mitglieder im Juli 2017 vom ETSV Weiche Flensburg aufgenommen, der damit in SC Weiche Flensburg 08 umbenannt wurde.
Zudem spielt seit 2015 der TSB Flensburg in der Schleswig-Holstein-Liga.

#### Schwimmsport

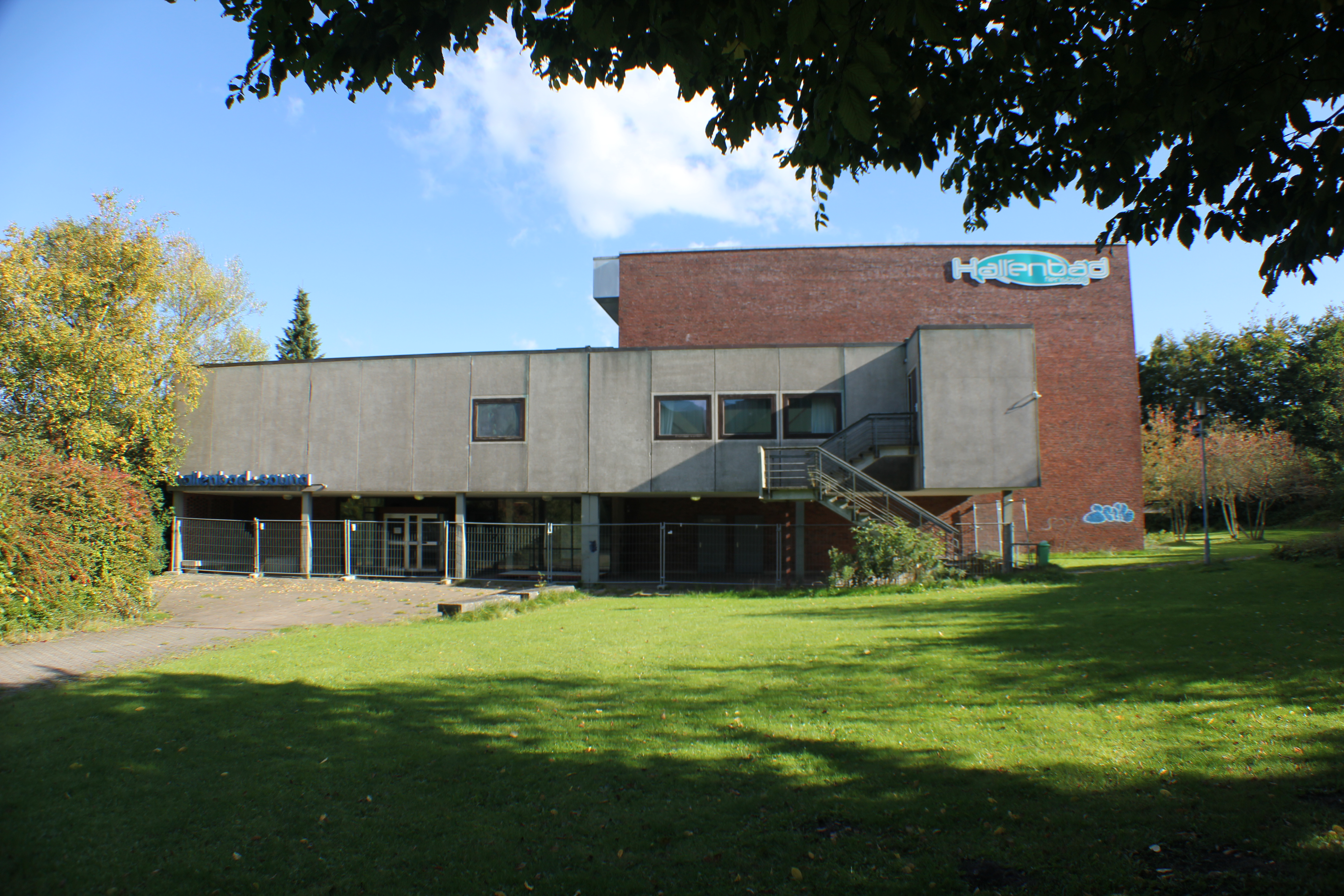
Hallenbad Flensburg an der Bahnhofsstraße (2013), von 1964 bis 2010 Trainings- und Wettkampfstätte des FSK. Ende November 2016 begann der Abriss, um einer neuen Feuerwache zu weichen.

Die Keimzelle des Schwimmsports in Flensburg war die Herrenbadeanstalt Ostseebad an der Flensburger Innenförde vor den Toren der Stadt, wo Anfang der 1920er-Jahre der Schwimmverein Flensburg (kurz SVF) trainierte. Der 1923 im Hotel Union gegründete SVF war der Vorläufer des Flensburger Schwimmklubs von 1930 e. V. (kurz FSK), der am 27. August 1930 im Woest’s Hotel am Neumarkt gegründet wurde. Nach Abriss der Badeanstalt 1941 setzte sich der FSK für den Bau einer neuen Trainings- und Wettkampfstätte ein, bis 1964 das Hallenbad Flensburg an der Bahnhofsstraße eingeweiht werden konnte. Eine weitere Trainingsmöglichkeit bot sich ab 1975 an, als die Schwimmer beim Bundesverteidigungsminister Georg Leber anfragten, um Zugang zur Bundeswehrschwimmhalle auf dem Gelände der Marineschule Mürwik zu erhalten.
2010 eröffnete das Campusbad auf dem Sandberg mit einem 50-Meter-Wettkampfbecken und acht bzw. nach Verschieben der Wendebrücke 16 Bahnen sowie einer 5 m-Sprunganlage. Das Sport- und Freizeitbad, welches mit der Fördeland Therme (25-Meter-Becken) in Glücksburg konkurriert, verzeichnete 2014 über 250.000 Badegäste. Der FSK veranstaltet dort das Internationale Förde-Masters-Schwimmfest, auf dem seit 1982 zahlreiche Schwimmrekorde aufgestellt wurden, so purzelten allein 2011 insgesamt 4 Weltrekorde, 1 Europarekord, 3 deutsche und 6 dänische Rekorde. Erfolgreiche Mitglieder des FSK wie die Deutsche Meisterin der Masters Haide Klüglein nahmen an WM, EM und deutschen Meisterschaften teil oder wie Regina Nissen an den Olympischen Spielen 1976. Ebenfalls erfolgreich sind die Fördenixen des TSB Flensburg, der als einer von drei Vereinen in Schleswig-Holstein professionelles Synchronschwimmen anbietet; so war der Verein ab 2009 Bundesstützpunkt für den Olympia-Duett-Kader 2012 in London.
Ein weiteres Schwimmbad ist das auf 26 °C erwärmte Freibad Weiche in Weiche. Während des Zweiten Weltkriegs entstand nahe einem Fliegerhorst ein Feuerlöschbecken der ehemaligen Reichsluftwaffe, das nach dem Krieg die englischen Besatzer 1946 zu einem Freibad umbauten. Das Bad mit einem 22,90 m langen und 9,15 m breiten Schwimmbecken ging 1950 in den Besitz der Stadt Flensburg über. In Trägerschaft des Förder- und Trägervereins Jugendtreff Weiche e. V. wird dort Schulschwimmen, Ferienschwimmen, Kind-Mutter-Schwimmen, Seniorenschwimmen, Wassergymnastik, Ferienpassaktion, Tauchschule, Familienschlüsselbaden mit Kindern und Schlüsselbaden durchgeführt.

#### Segelsport

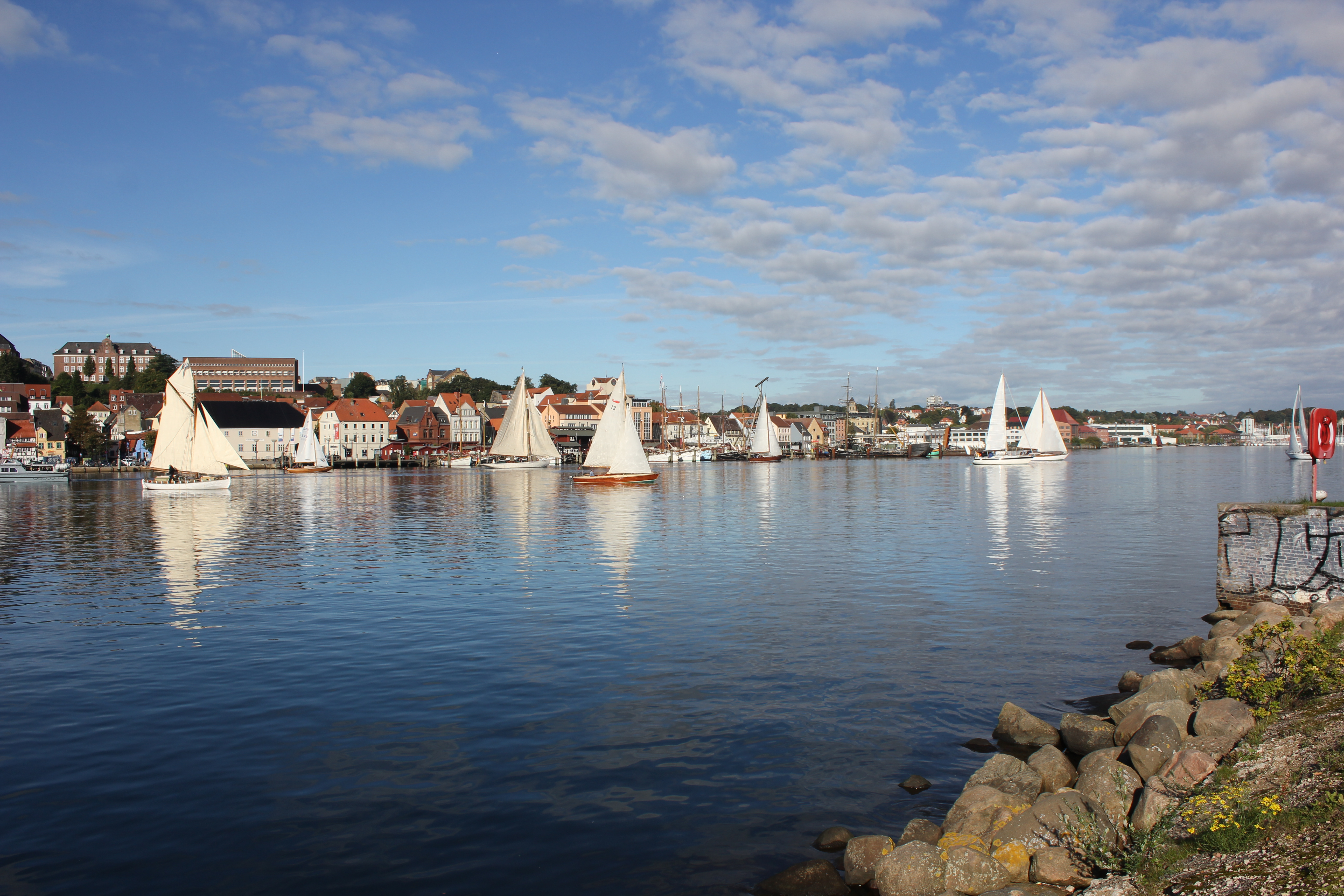
Die Kongelig Classic 1855 erinnert an die Flensburger Regatta von 1855. Die „erste Regatta in der westlichen Ostsee“ stand unter der Schirmherrschaft vom dänischen König Frederik VII. (2013)

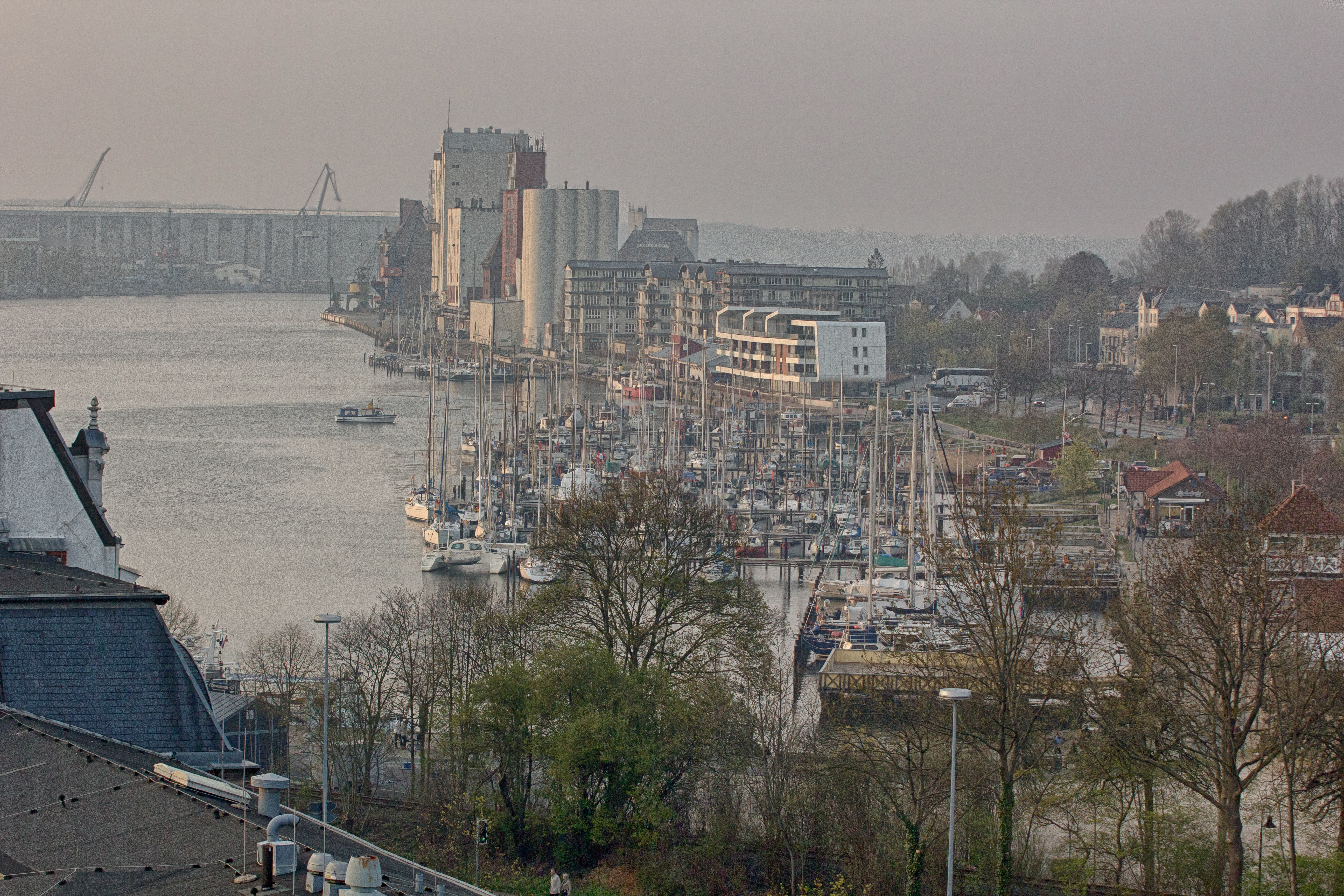
Am Ostufer des Flensburger Hafens stehen im Stadthafen Flensburg für Gastsegler 168 Liegeplätze bereit.

Der Segelsport auf der Flensburger Förde – „Heimat der Segelsportfreunde“ – nahm am 6. September 1855 mit der ersten Regatta für „Lustböte“ seinen Anfang. Die Flensburger Regatta von 1855 mit Rennstrecke auf einem der „schönsten Segelreviere Deutschlands“ gilt als „Ursprung des organisierten internationalen Regattasports in der westlichen Ostsee.“
Ältester und mit 735 Mitgliedern (Stand 2013) größter Verein ist der 1890 gegründete Flensburger Segel-Club (FSC), dem 1901 eine Hafenanlage an der Ziegeleibrücke in Flensburg errichtet wurde. 1937 erfolgte der Umzug in den fertiggestellten Hafen von Glücksburg-Quellental, wo auch die größte und älteste Yachtschule Deutschlands, die Hanseatische Yachtschule beheimatet ist. Höhepunkt der Wettfahrtgeschichte des Vereins war der One-Ton-Cup 1978 mit 36 Weltklasseyachten aus vier Erdteilen.
Standort der Segler-Vereinigung Flensburg e. V. (SVF) und seiner rund 450 Mitglieder ist der Anfang der 1960er-Jahre angelegte Yachthafen in Fahrensodde, den sich der Verein mit dem 1946 gegründeten Flensborg Yacht Club (253 Mitglieder, Stand 2013) teilt. Der 1977 gegründete Wasserportclub Flensburg e. V. (194 Mitglieder, Stand 2013) pachtet seit 1980 Plätze im ehemaligen Freihafen, heute Industriehafen, in Kielseng. und der 1945 gegründete Wassersportverein Galwik (WVG) und seine 123 Mitglieder (Stand 2013) haben ihren Heimathafen am Strandweg in der Flensburger Innenhafenbucht von Galwik. Die Schiffe des 1931 gegründete Segel-Sport Flensburg-Harrislee e. V. (kurz SSFH, 175 Mitglieder, bis 1990 Segel Sport Flensburg e. V.) liegen im 1992 eingeweihten Sportboothafen von Wassersleben in Harrislee. Segelsport betreibt auch der 2006 gegründete Sonwik Yachtclub (123 Mitglieder, Stand 2013) in Sonwik und die Marine-Jugend mit ihren mehr als zwei Dutzend Mitgliedern (Stand 2013).
Jedes Jahr im Juni nehmen mehr als 200 klassische Motor- und Segelyachten an der Robbe & Berking Classics – zugleich Europameisterschaft der 12mR-Yachten – teil. Flensburg ist auch Starthafen der Classic Week, einer Regatta klassischer Yachten, die zusammen mit dem Robbe & Berking Sterling Cup von der Flensburger Yachtwerft Robbe & Berking Classics veranstaltet wird und von Flensburg über Sønderborg, Kappeln und Eckernförde nach Kiel verläuft. Die Regatta löste die Flensburger Klassiker-Regatta von 1994 ab und findet seit 2006 alle vier Jahre statt.
Zielhafen war die Stadt zur Sail 2000 der Cutty Sark Tall Ships’ Races. Die internationale Großsegler-Regatta – welche mit der Sail 84 bereits zum 700-jährigen Stadtjubiläum in Flensburg stattfand – startete im Sommer 2000 in Danzig und führte über Helsinki, Mariehamn in Åland und Stockholm nach Flensburg, wo die Schiffe am 4. August 2000 einliefen. Im Juli 2016 fand mit dem dreitägigen Sail Flensburg – das maritime Bürgerfest (Sail 2016) ein weiteres Seglertreffen statt.
Regelmäßige Regatten mit dem Charakter eines Hafenfestes sind fernerhin das von der Firma „Volldampf“ ausgerichtete Dampf Rundum sowie die Veranstaltungen des Museumshafens Flensburg, allen voran die Rum-Regatta.

#### BMX und Skateboarding
Flensburg verfügt über „eine der größten Anlagen für Skater und BMXer in Europa.“ Der Verein Sportpiraten Flensburg, der dem Jugendring zugeordnet ist, schuf bis 2008 nach einem sieben Jahre dauernden Beteiligungsverfahren unmittelbar neben dem Galwik-Park in der Neustadt den heute 2000 Quadratmeter großen BMX- und Skatepark Schlachthof. Die zwei Hauptamtlichen, die Honorarkräfte und die Freiwilligen organisieren Wettbewerbe und Shows im BMX-Fahren und Skateboarding. Für ihre (ehrenamtliche) Arbeit gewannen die Sportpiraten 2012 den Deutschen Bürgerpreis. Deren größte Veranstaltung und „wichtigstes Pfingstfestival der Grenzregion“ (Flensburger Tageblatt) ist das dreitägige 72,5 hours Schlachthof – Butcher Jam – Dockyard Festival (kurz Butcher Jam), welches 2009 zum 725-jährigen Jubiläums der Stadt seinen Anfang nahm. Allein 2015 führten 209 meist junge Fahrer aus dem gesamten Bundesgebiet, Nord- und Mitteleuropa sowie aus Australien, Grönland und den USA vor rund 15.000 Zuschauern auf Rampen und Halfpipes ihre Kunststücke vor. Das internationale Sportfest wird mit dem Dockyard Musikfestival untermalt. Im Schlachthof trainiert Lara Lessmann, Bronzemedaillengewinnerin bei den BMX-Weltmeisterschaften 2013 in Köln.

#### Eissport
Wintersport wird begrenzt in Flensburg angeboten. Möglich wird dies durch die Eissporthalle Gletscher (zwischenzeitlich wurde der „Gletscher“ geschlossen 2016/2017) in der Nachbargemeinde Harrislee. Hier kann man in den Wintermonaten Schlittschuhlaufen. Deutschlands nördlichster Eishockeyclub, der Flensburger EC, existiert derzeit nur auf dem Papier, Eisstockturniere werden alljährlich durchgeführt; Eisstockschießen wird beim SV Adelby angeboten. Damit ist Flensburg die nördlichste Stadt Deutschlands, die Winter- bzw. Eissport anbietet.

Sportstätten in Flensburg
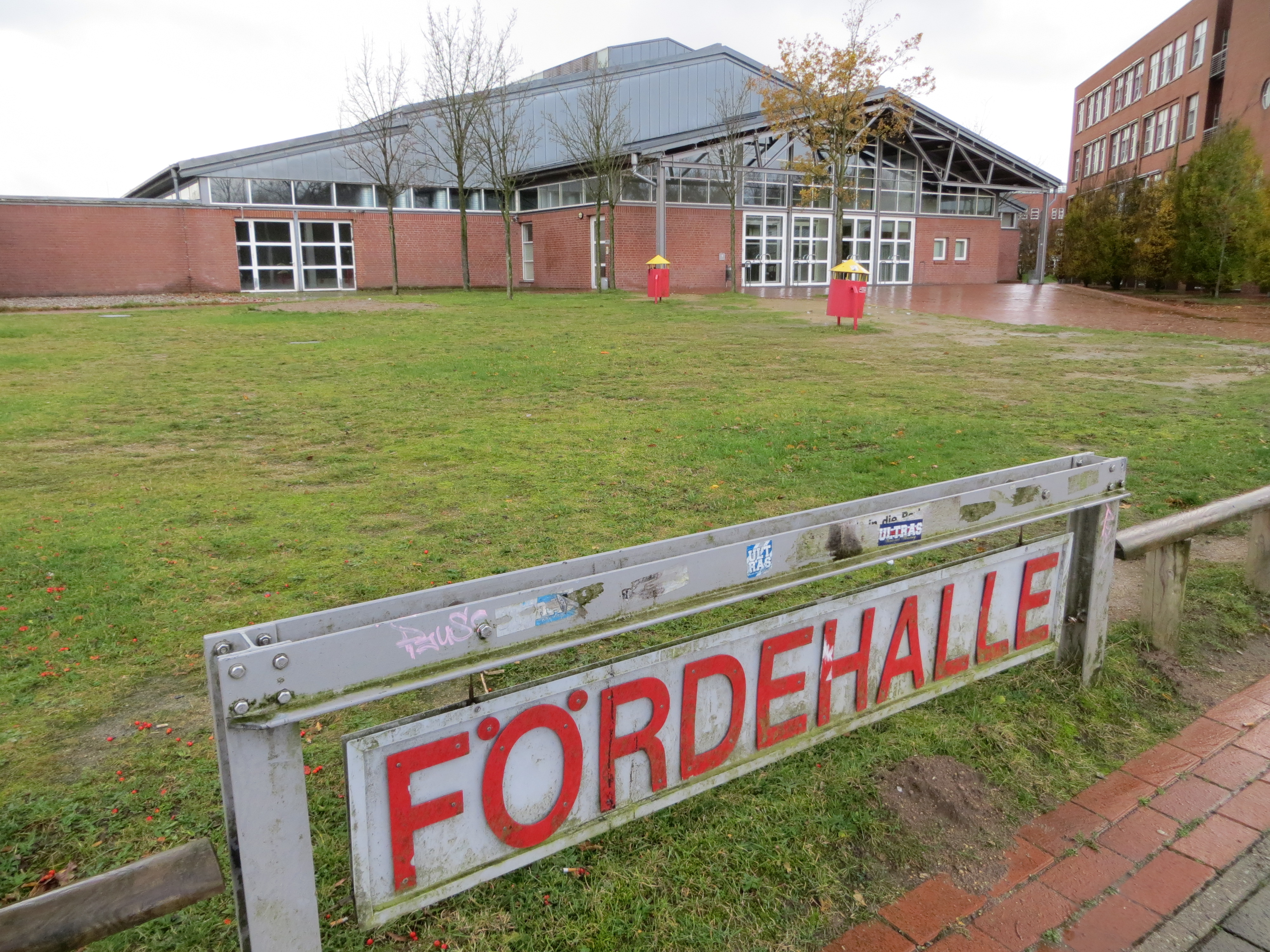
Fördehalle (2009)
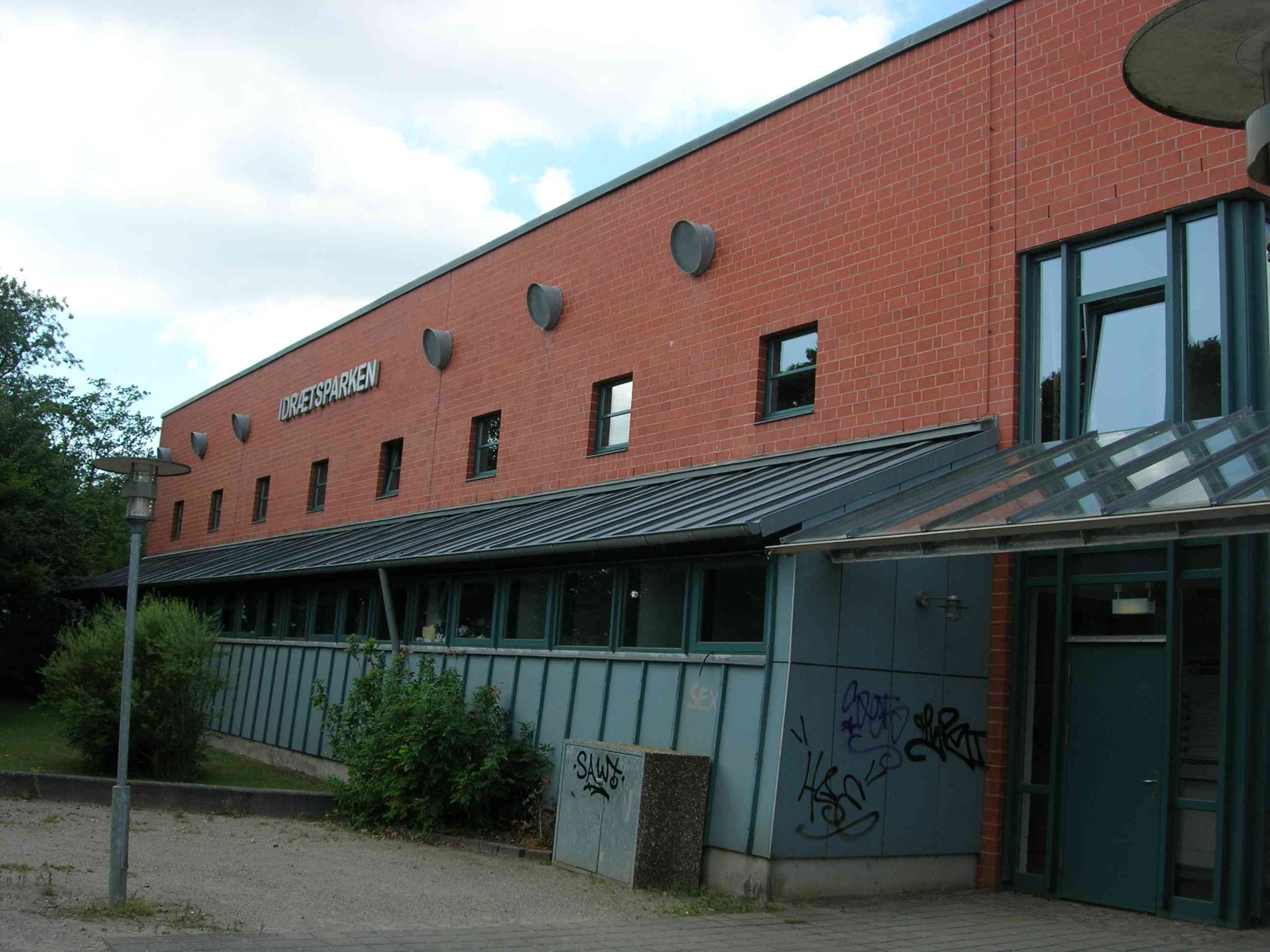
Frueskovens Idrætspark, Stammsitz des DGF Flensborg
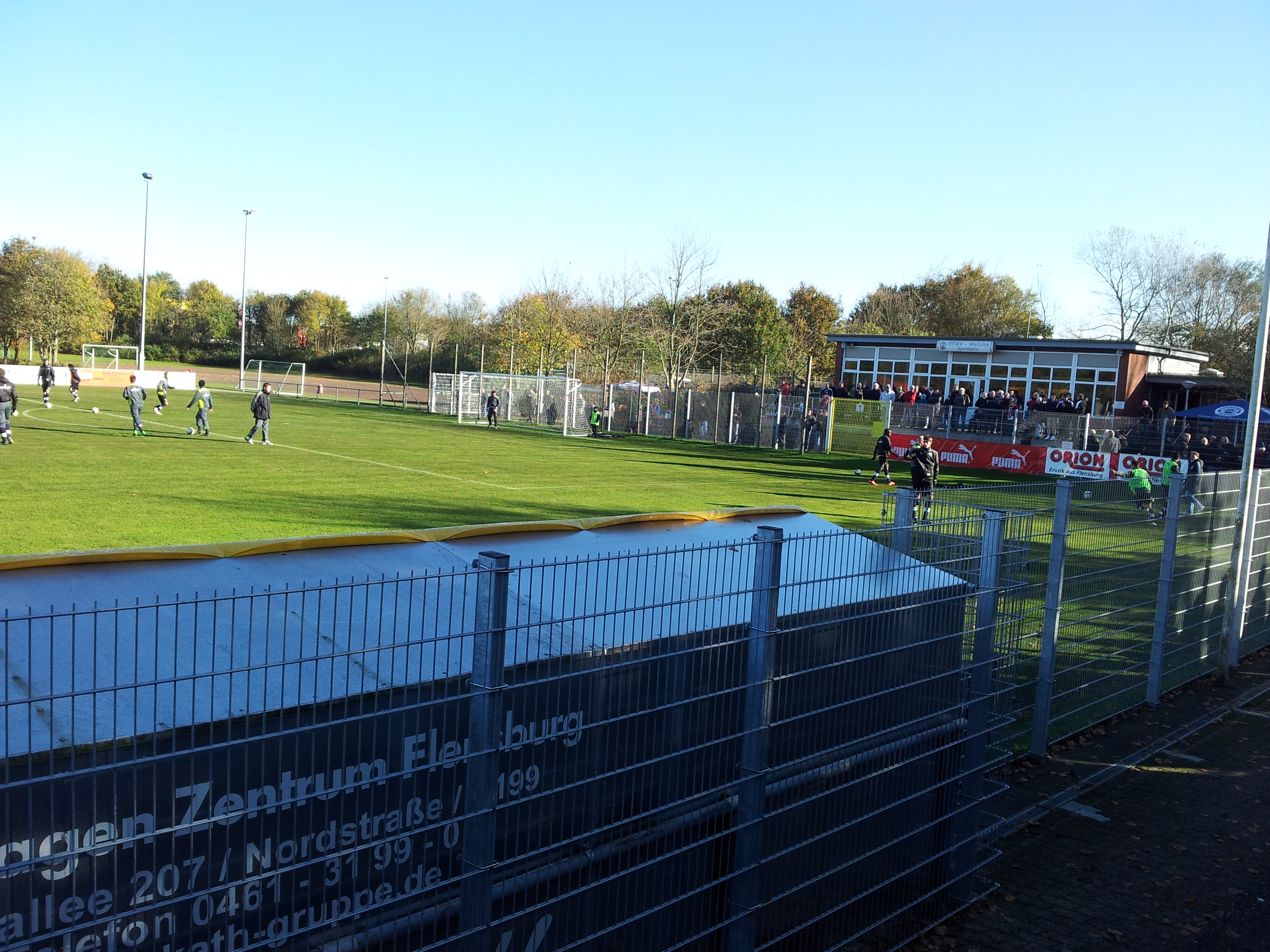
Manfred-Werner-Stadion des ETSV Weiche Flensburg
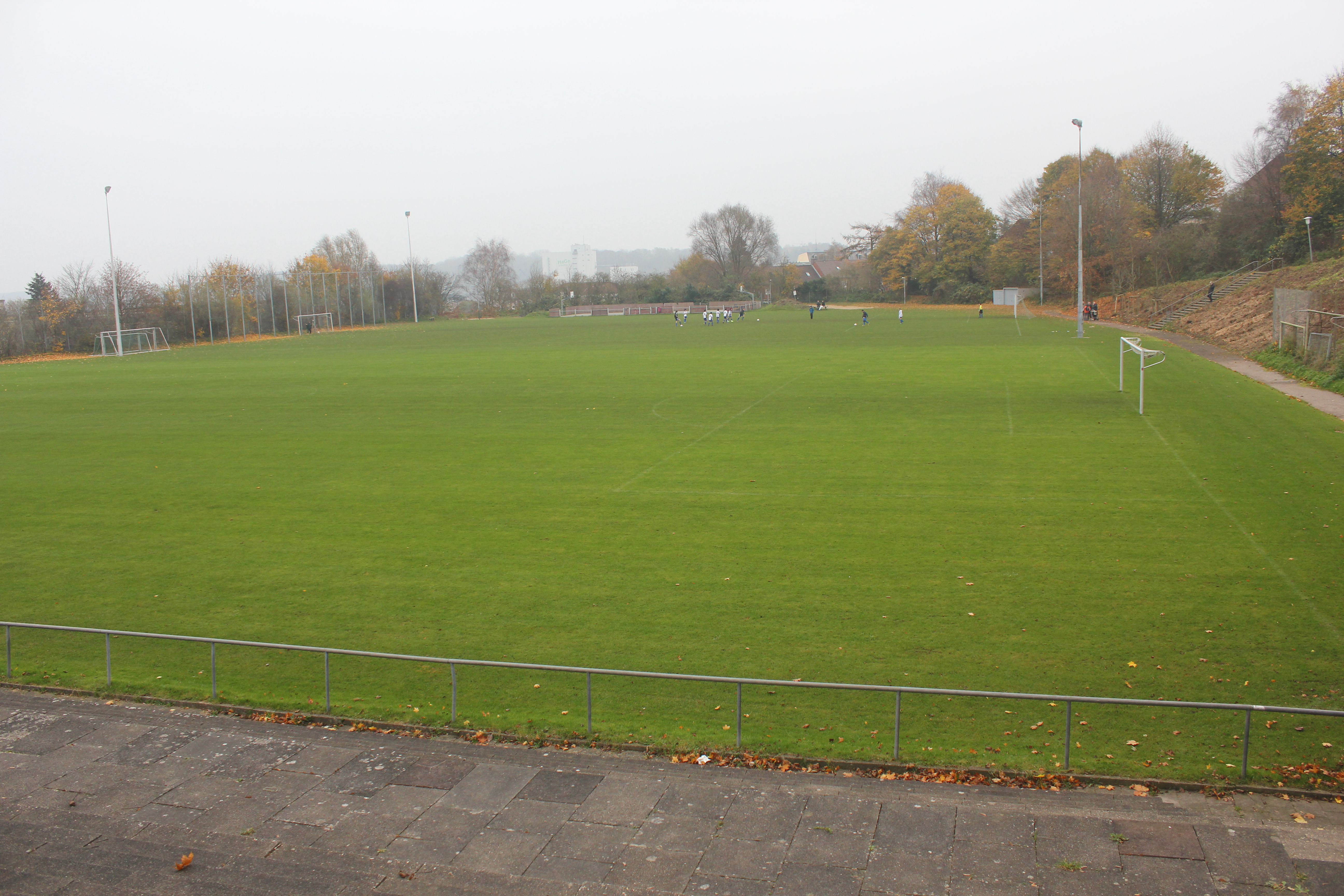
Eckener Platz, Spielstätte des TSB Flensburg
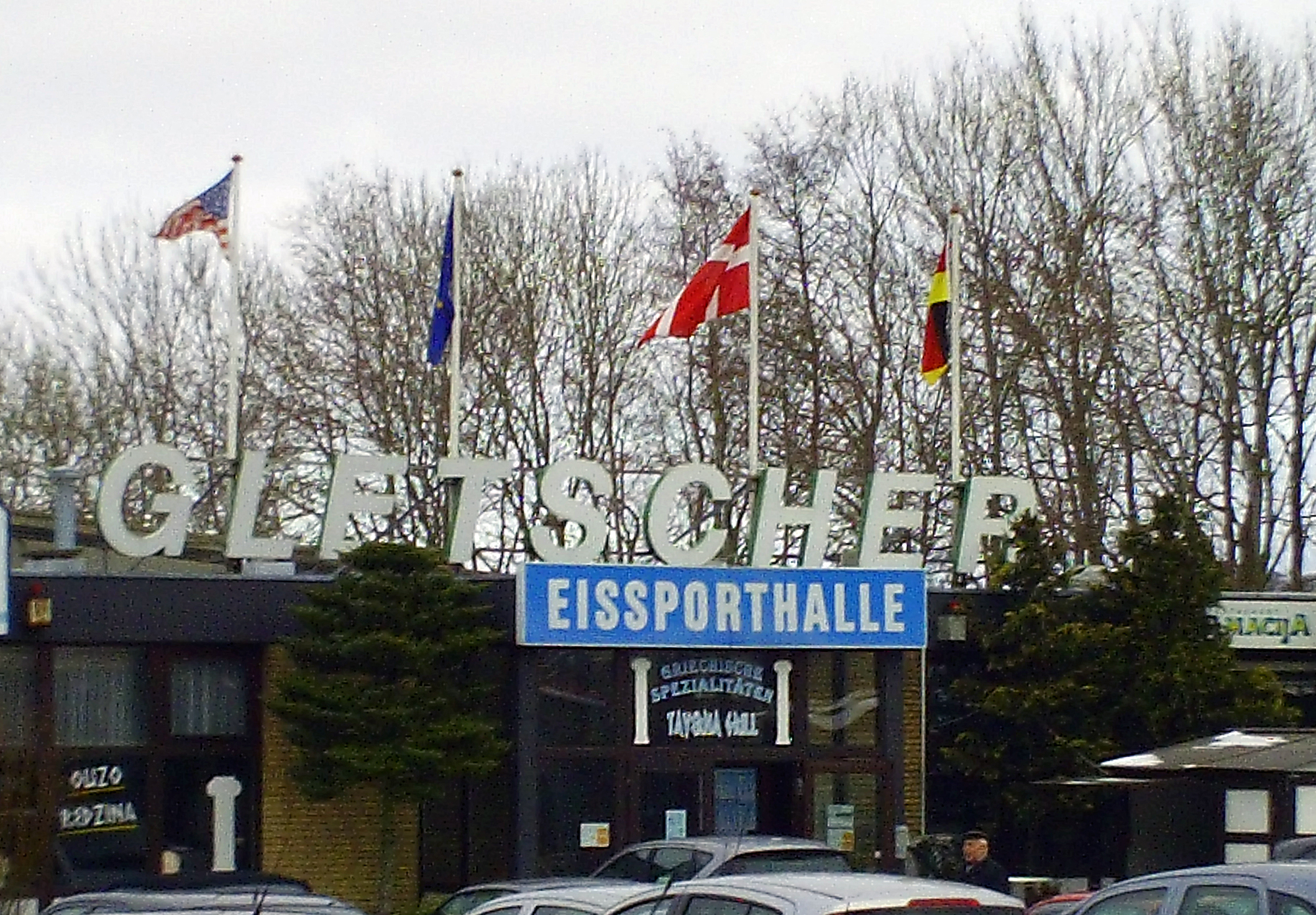
Eissporthalle Gletscher (2011)

## Wirtschaft und Infrastruktur

### Wirtschaft

#### Grunddaten
Im Jahr 2016 erbrachte die in Flensburg ansässige Wirtschaft ein Bruttoinlandsprodukt (BIP) von 4,243 Milliarden Euro und belegte damit Platz 75 innerhalb der Rangliste der deutschen Städte nach Wirtschaftsleistung. Das BIP pro Kopf lag im selben Jahr bei 42.827 Euro (Schleswig-Holstein: 31.294 Euro, Deutschland 38.180 Euro) und damit über dem regionalen und nationalen Durchschnitt. In der Stadt gab es 2016 rund 59.900 erwerbstätige Personen. Die Arbeitslosenquote lag im Dezember 2018 bei 7,3 %.
Flensburg ist die größte Stadt der 7714 km² großen Euroregion Region Sønderjylland-Schleswig, die 1997 eingerichtet wurde und in der mehr als 700.000 Einwohner leben. Eine Zusammenarbeit der beteiligten Gemeinden umfasst die Bereiche Regionalplanung, Infrastruktur, Beschäftigung, sowie teilweise auch Tourismus und Kultur.
Im Zukunftsatlas 2016 belegte die kreisfreie Stadt Flensburg Platz 147 von 402 Landkreisen, Kommunalverbänden und kreisfreien Städten in Deutschland und zählte damit zu den Regionen mit „ausgeglichenem Chancen-Risiko-Mix“.

#### Wirtschaftsstruktur

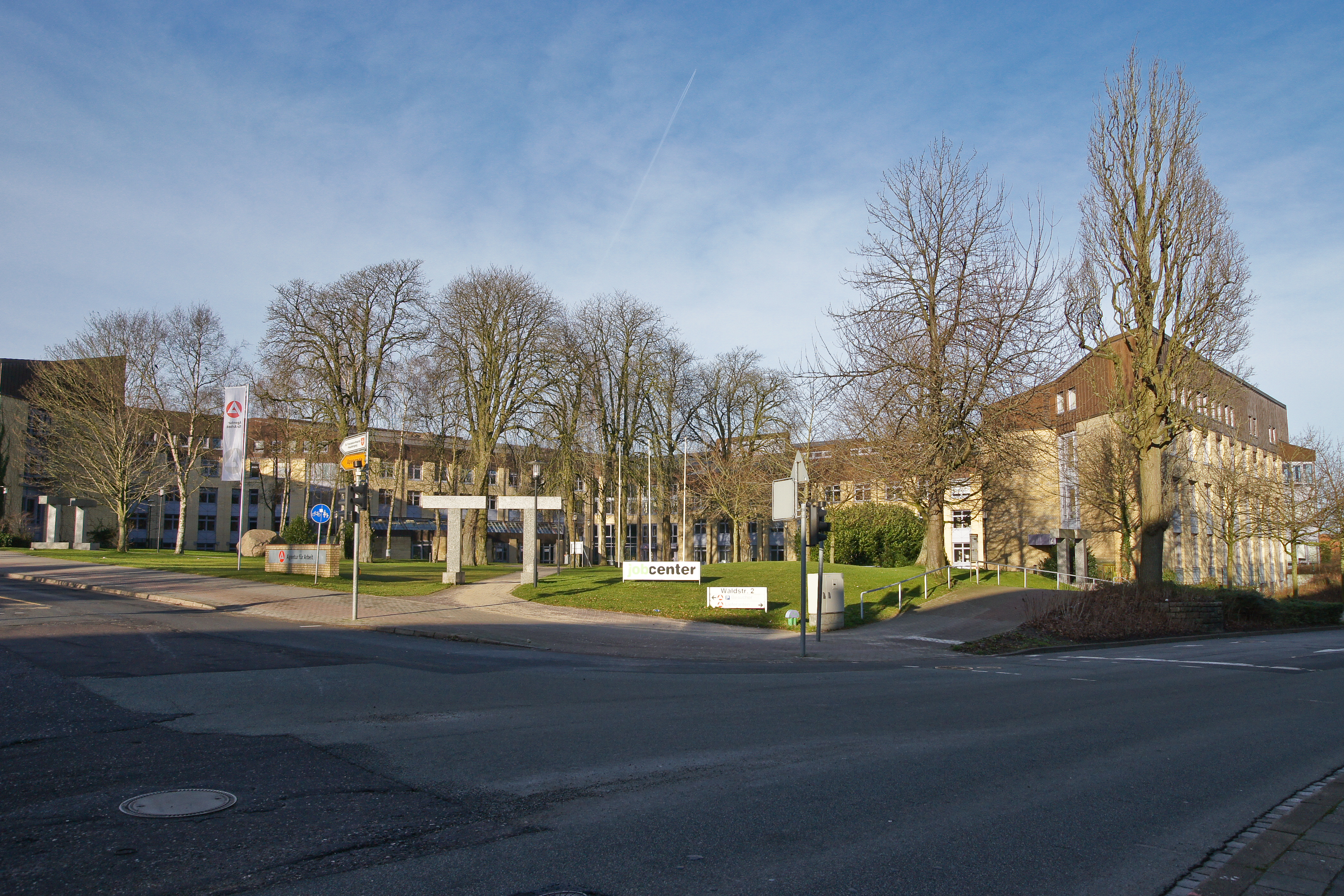
Seit den 1990er Jahren in der Waldstraße in Duburg: Das Jobcenter der Bundesagentur für Arbeit (2012)

In ihrer Funktion als Oberzentrum, Verwaltungsstadt und Hochschulstandort ist die wirtschaftliche Struktur Flensburgs geprägt vom öffentlichen und privaten Dienstleistungssektor, in dem rund die Hälfte der Sozialversicherungspflichtigen Beschäftigten arbeiten. Den Industriesektor bestimmen Unternehmen, die tätig sind in den Bereichen Kälte- und Wärmetechnik, der Elektrotechnik, der Telekommunikation, der Nachrichtentechnik, des Maschinenbaus, der feinmechanischen Industrie und der Papierverarbeitung. Rund 40.000 Mitarbeiter sind in den knapp 5000 Unternehmen beschäftigt, wobei auf 2,2 Einwohner ein Arbeitsplatz kommt.
Zu verkraften war der Abzug von Marineeinheiten in den 1990er-Jahren. Für eine der ehemals bedeutendsten Garnisonsstädte Westdeutschlands erwies sich dieser Wegfall von Arbeitsplätzen als herber Rückschlag für den Arbeitsmarkt, auf dem noch Jahre danach eine hohe Arbeitslosenquote zu vermelden war. Im Laufe der Zeit erholte sich der Arbeitsmarkt. So sank die Quote im Juni 2015 erstmals seit Einführung der Hartz-IV-Reformen 2005 unter die historische Marke von 10 %. Insgesamt 4822 Menschen waren arbeitslos, was einer Quote von 9,8 % entsprach. Solch ein niedriger Stand ist in den Archiven der Arbeitsagentur an der Waldstraße mindestens seit 1989 nicht verzeichnet.

#### Grenzhandel

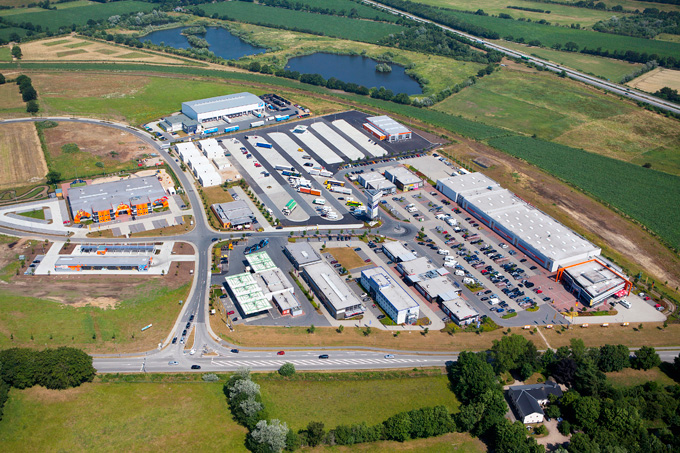
Scandinavian Park an der A 7 in Handewitt (Luftbild 2010)

Die Wirtschaft profitiert vom Grenzhandel und vom Waren- und Dienstleistungsexport in das Nachbarland Dänemark. Dadurch konnte sich die Stadt 2006 den Titel Exportmeister Schleswig-Holsteins sichern. Das Technologiezentrum in Flensburg-Rude trägt seinen Teil dazu bei, indem es studierten Jungunternehmern Räumlichkeiten und Labors zur Entwicklung von Innovationen bereitstellt.
Zahlreiche Geschäfte beraten ihre Kunden auf Dänisch; skandinavische Unternehmen eröffnen Niederlassungen an der Förde. Beliebt bei den Dänen sind die ortsansässigen Grenzshops, in denen es eine Vielfalt an dänischen Produkten zu günstigeren deutschen Preisen gibt und wo auch einheimische Kunden gerne ein und aus gehen. Die 60 Grenzläden südlich der deutsch-dänischen Grenze mit ihren 3000 Arbeitnehmern machen etwa rund 800 Millionen Euro Umsatz im Jahr.
Aus den grenznahen Gebieten (in 0 bis 25 km Entfernung) erledigen gemäß einem Gutachten von 2002 rund 70 % der Dänen ihre Einkäufe im südlichen Nachbarland. Gerne eingekauft werden Tabak und Süßigkeiten sowie Bier und Wein. Es werden von ihnen Erfrischungsgetränke und jährlich allein 650 Millionen Dosen Bier – seit Jahrzehnten ein Verkaufsschlager – im Grenzhandel erworben. Vom Dosenpfand bleibt der Grenzhandel bis 2018 ausgenommen, was dazu führt(e), dass Millionen unreceyclelter Dosen zumeist dänischer Brauereien die Umwelt in Dänemark belasten. Außerdem kaufen die Nachbarn in Flensburg und Umgebung Haushaltsgeräte, Radio- und Fernsehartikel, Fotozubehör und Bootsausrüstung.

#### Dienstleistungen

##### Einkaufszentren
Um die Gunst sowohl dänischer als auch deutscher Kunden buhlen die beiden größten Einkaufspassagen in der Flensburger Innenstadt: Die Flensburg Galerie mit 70 Geschäften auf 20.000 m² und die Holmpassage mit 15 Geschäften. Der Handel in der Innenstadt konkurriert hierbei mit den Einkaufszentren an den Randlagen, darunter im Süden der Fördepark mit 50 Geschäften auf 36.290 m², im Westen der Citti-Park mit 55 Geschäften auf 25.000 m², und weiter westlich in Handewitt der Scandinavian Park mit 15 Geschäften. Mehrere neue Stadtteilzentren mit Supermärkten, Discountern und reichlich Parkplätzen ergänzen die alten Einkaufsstraßen in den Stadtteilen, die die Kaufkraft aus der Flensburger Innenstadt zu einem nicht unerheblichen Teil abschöpfen, so beispielsweise am Ende der Friesischen Straße/Ecke Marienallee und am Twedter Plack in Mürwik.

Grenzshops und Einkaufszentren in Flensburg und Umgebung
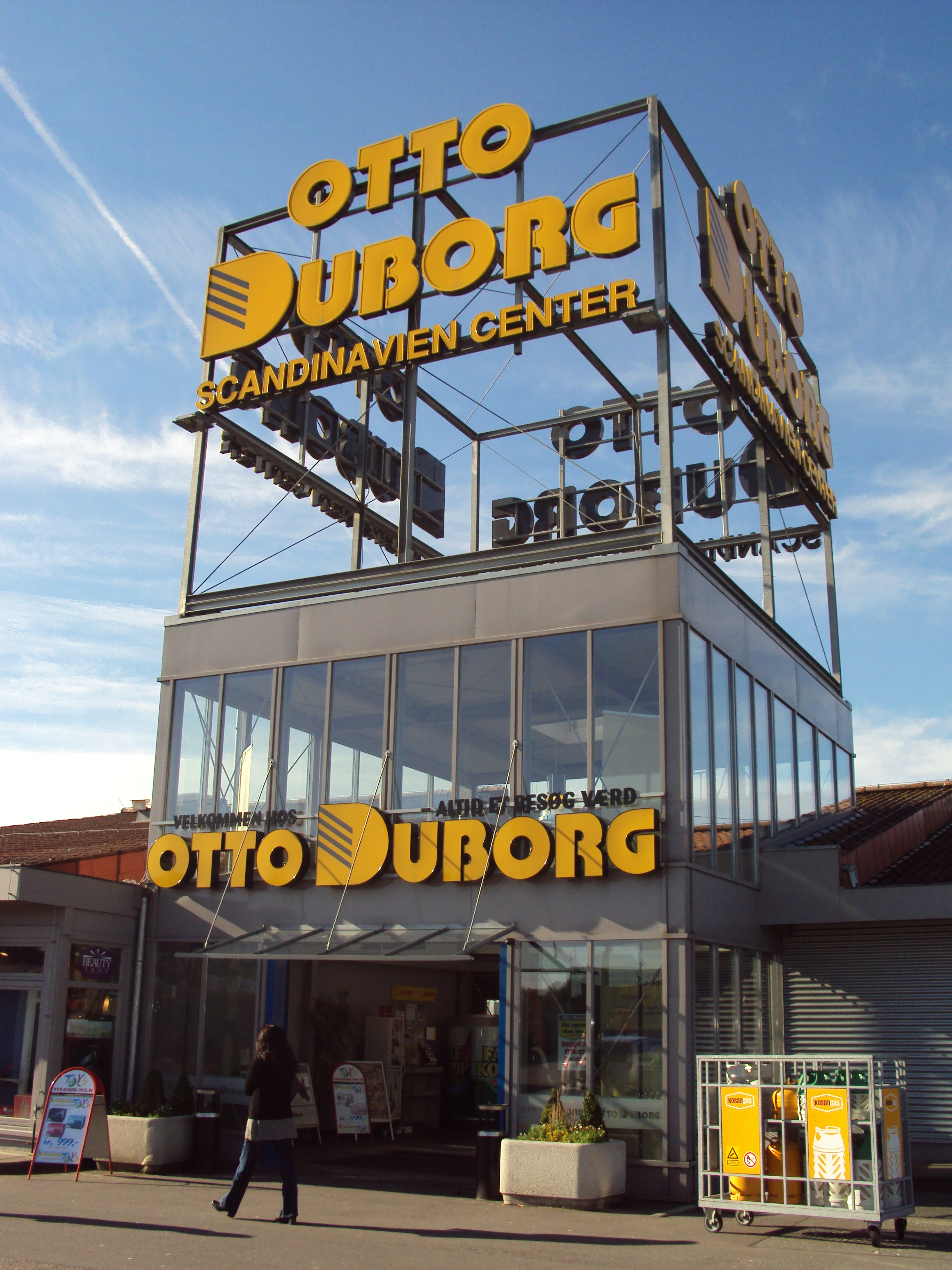
Grenzhandel bei Otto Duborg in Harrislee (2012)
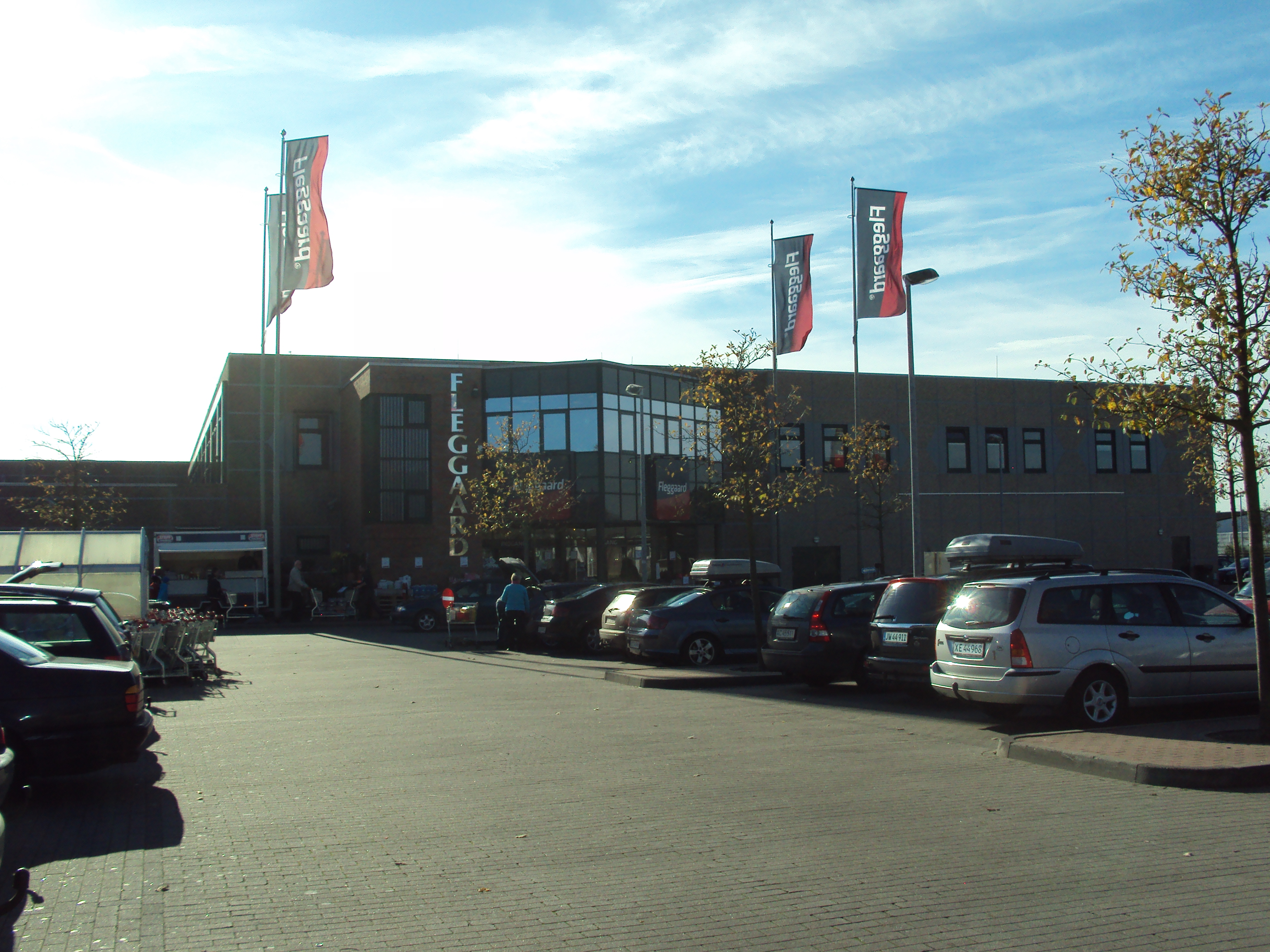
Grenzhandel bei Fleggaard in Harrislee (2008)
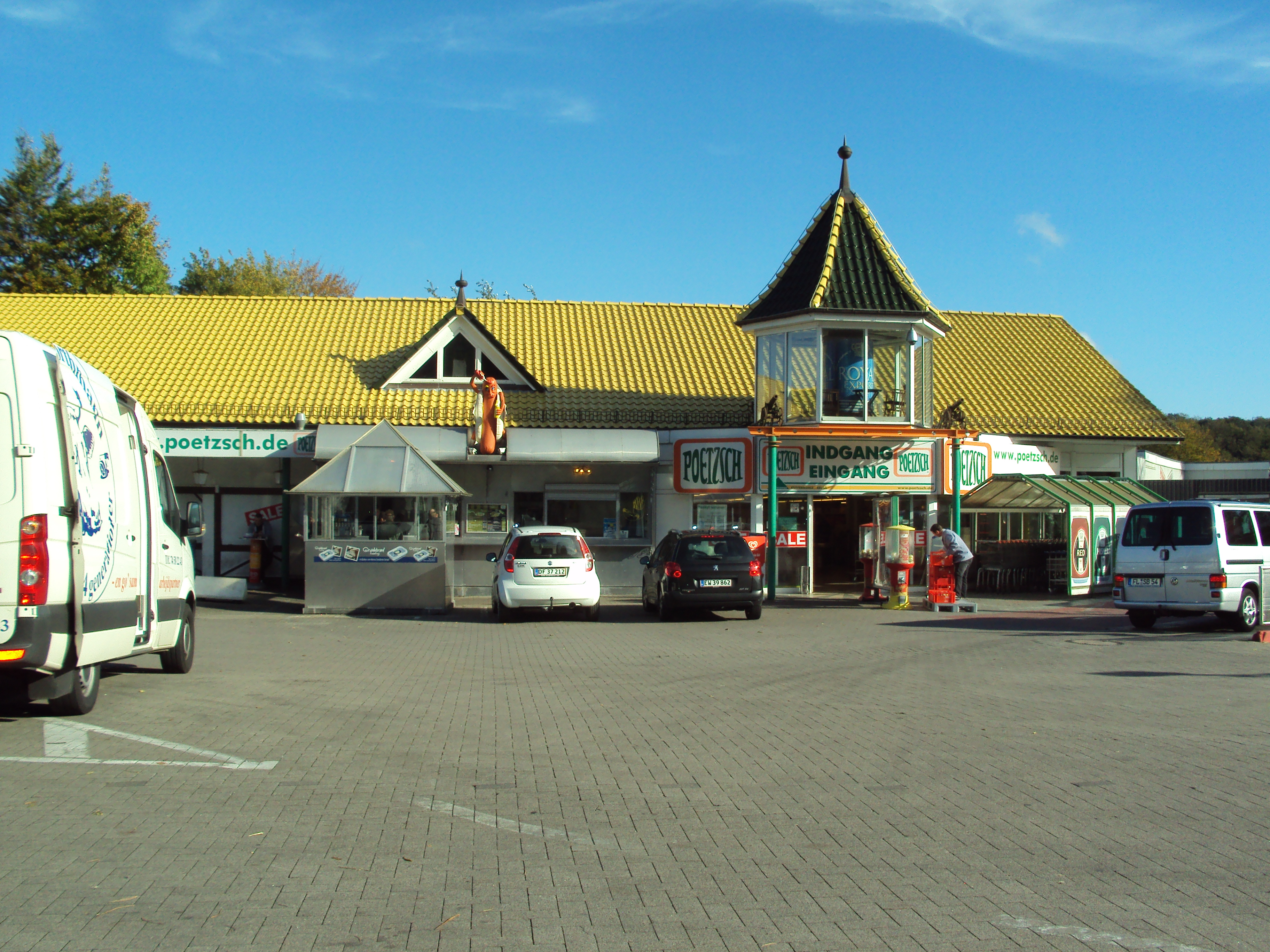
Grenzhandel bei Poetzsch Kruså in Kupfermühle (2012)
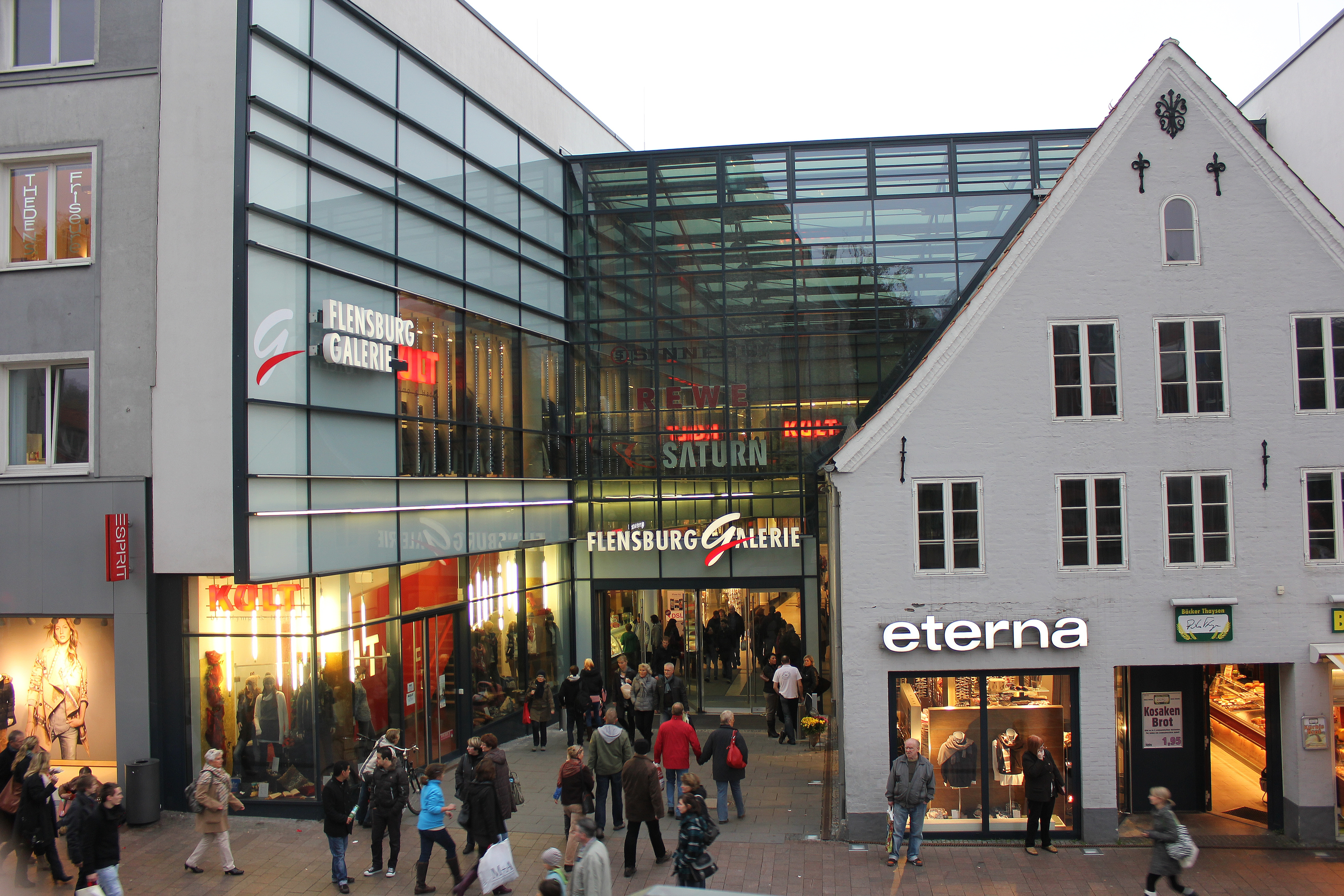
Größtes innerstädtisches Einkaufszentrum ist die Flensburg Galerie am Holm / an der Angelburger Straße (2011)
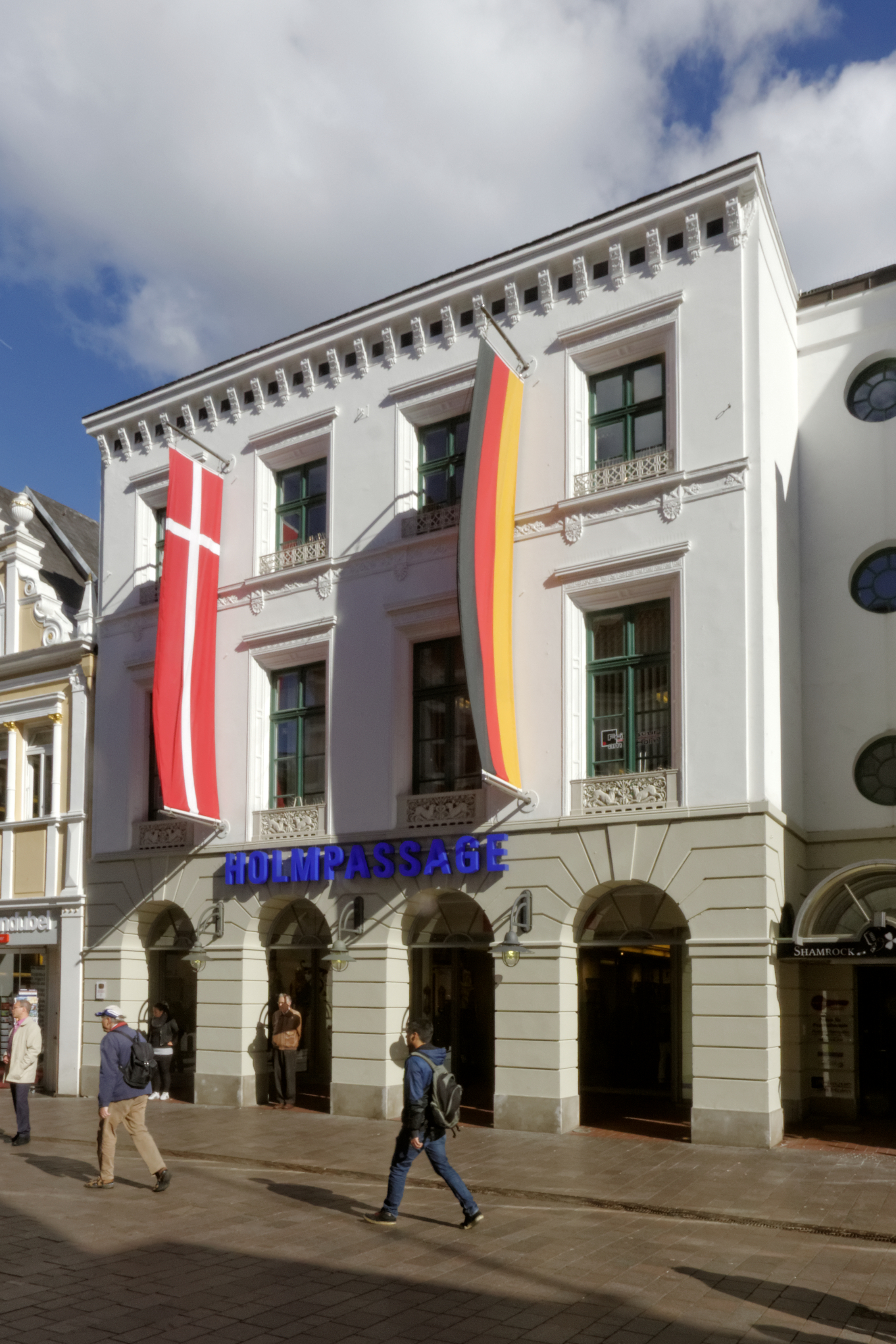
Holmpassage am Holm in der Innenstadt (2013)
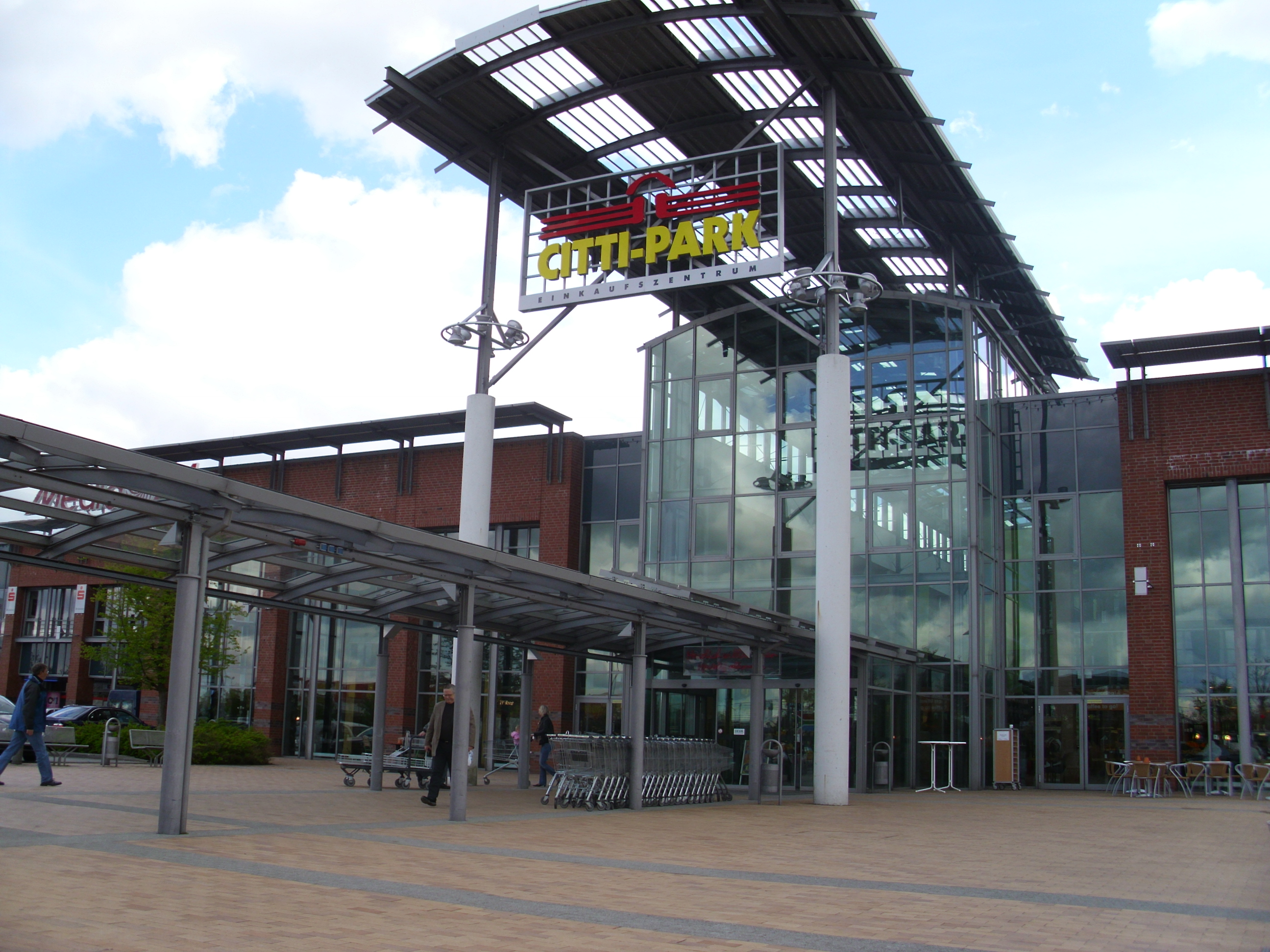
Citti-Park im Westen (2010)
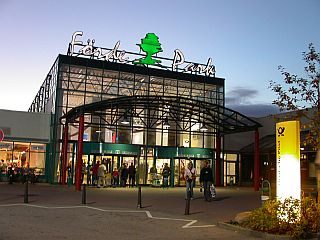
Größtes Einkaufszentrum im Süden ist der Fördepark (2002)

##### Tourismus

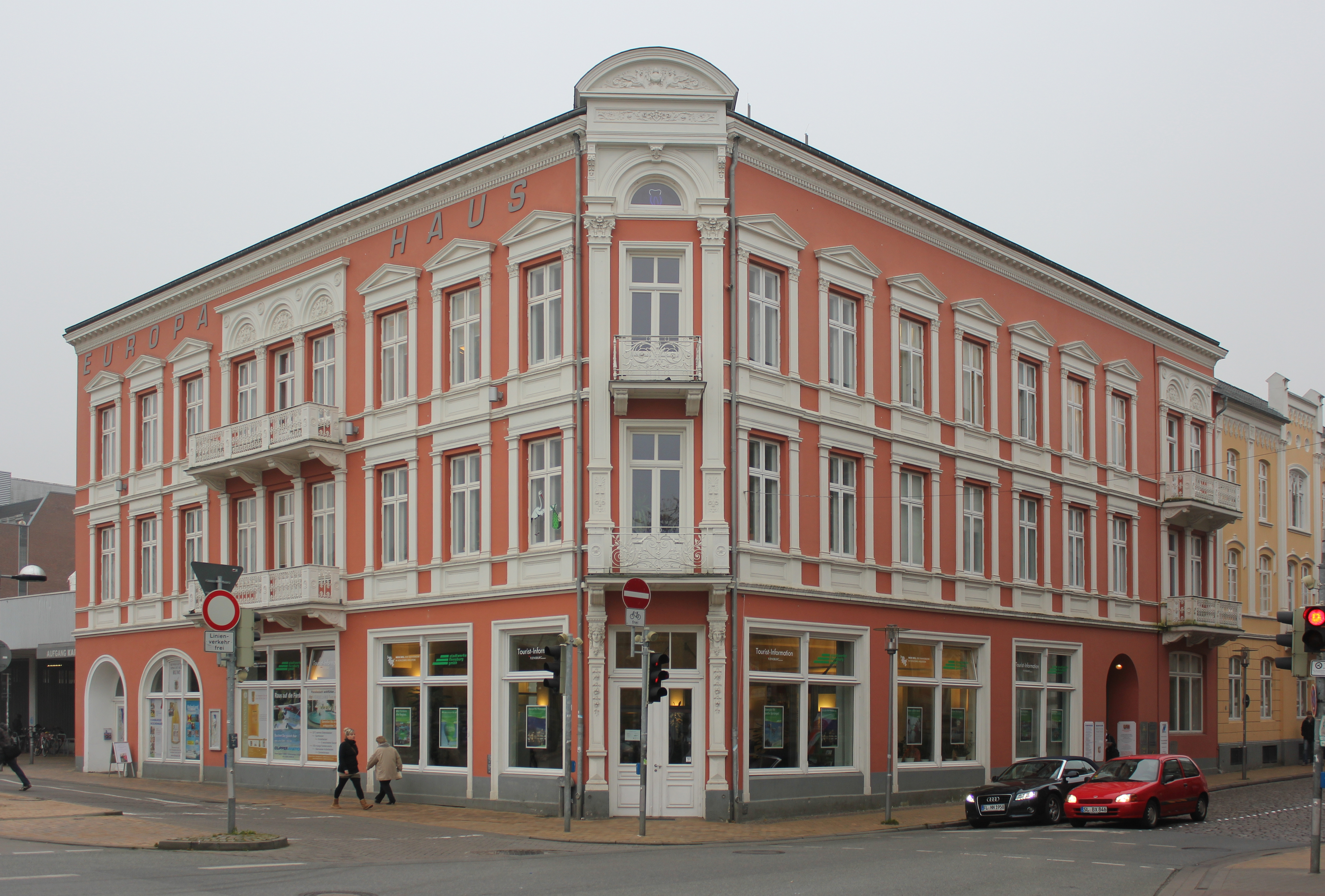
Von 2003 bis zum Umzug zur Roten Straße 2012 Sitz der Touristeninformation: Das Europa-Haus (ehemaliges Hotel Europa) am ZOB (2011)

Die Stadt Flensburg, bisher über die Flensburg Fjord Tourismus GmbH vermarktet, kooperiert seit Januar 2015 in einer Lokalen Tourismus-Organisation (LTO) mit den Nachbargemeinden Glücksburg, Harrislee und Langballig. Das Büro der Tourismus Agentur Flensburger Förde GmbH (TAFF), zugleich Sitz der Touristeninformation, liegt in der Nikolaistraße.
Jedes Jahr besuchen rund sieben Millionen Menschen die Fördestadt und geben dort von 230 Millionen Euro die Hälfte im Einzelhandel und in der Gastronomie aus. Für die Gäste standen in Flensburg 2013 in 20 Beherbergungsstätten – darunter Hotels, Gasthöfe, Pensionen und die Jugendherberge – insgesamt 1450 Betten bereit, die für über 230.000 Übernachtungen genutzt wurden, wobei die durchschnittliche Verweildauer 1,8 Tage betrug.
Das Image der Stadt ist geprägt von den „Flensburger Punkten“, die nach Angaben des ehemaligen Tourismus-Chefs Finn Jensen die meisten Bundesbürger mit Flensburg assoziieren, noch vor „Beate Uhse, Marineschule, Spitzenhandball oder dem Pils mit dem Plopp.“

„Wir sind so bekannt wie Hamburg, aber so beliebt wie Gorleben.“

Bereits 2007 regte der Flensburger Stadtdenker Udo Wachtveitl an, abseits von „Plopp, Punkten und Beate“ „einen Imagewandel einzuleiten“. Die Touristeninformation in der Nikolaistraße wirbt damit, und vermarktete die Punkte ab 2012 als eine kulinarische Spezialität Flensburgs. Als weiterer Clou gelten die vier Themenzimmer des Hotels „Alte Post“, die mit dem Image der Stadt kokettieren. Ein Zimmer hat die Flensburger Brauerei als Partner, eingerichtet mit Hunderten bunter Bierflaschen; eins ist vom Erotik-Unternehmen Orion; ein weiteres ist von der SG Flensburg-Handewitt und der SHZ mit gepressten Zeitungsstapeln und ein Zimmer vom Entsorgungsfachbetrieb Nord-Schrott mit Heavy-Metal-Zimmertür und farbig beleuchtetem Kleinschrott.

##### Öffentliche Einrichtungen

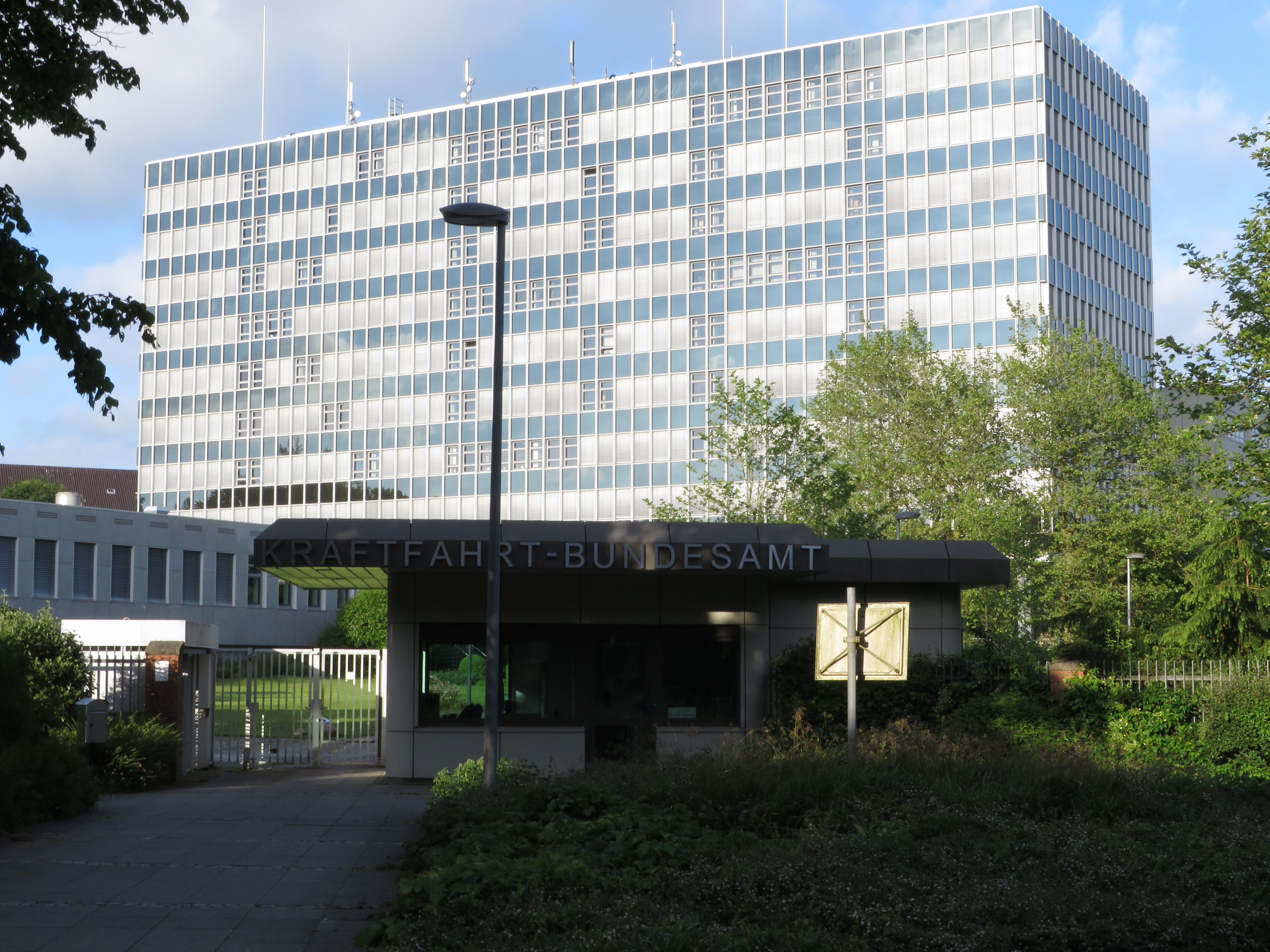
Das Kraftfahrt-Bundesamt (kurz KBA) an der Fördestraße. Hier wird das Fahreignungsregister, auch als „Verkehrssünderkartei“ bekannt, mit den bundesweit bekannten „Punkten in Flensburg“ geführt. (2014)

Weithin bekannt ist das 1958 eingerichtete Fahreignungsregister (bis 2014 Verkehrszentralregister), die sogenannte Flensburger Verkehrssünderdatei, die vom Kraftfahrt-Bundesamt (KBA) in Flensburg geführt wird. Mit rund 900 Beschäftigten ist das Bundesamt, das seit 1952 seinen Dienstsitz in Flensburg hat, einer der größten öffentlichen Arbeitgeber der Stadt. Zwei internationale Einrichtungen mit Sitz an der Schiffbrücke sind zum einen die Föderalistische Union Europäischer Nationalitäten und zum anderen das Europäische Zentrum für Minderheitenfragen im Kompagnietor, das 1996 von den Regierungen Deutschlands, Dänemarks und Schleswig-Holsteins gegründet wurde. Zwei weitere Körperschaften des öffentlichen Rechts sind die Industrie- und Handelskammer zu Flensburg in der Heinrichstraße, die zuständig für rund 44.000 Mitgliedsunternehmen im Norden und Westen Schleswig-Holsteins ist und Geschäftsstellen in Heide, Husum und Schleswig unterhält, sowie die Handwerkskammer Flensburg, die in ihrem Kammerbezirk über 10.000 Handwerksbetriebe betreut.
Eines von vier Landgerichten (LG) im Bezirk des Schleswig-Holsteinischen Oberlandesgerichtes und Nachfolger des Kreisgerichtes Flensburg (1867–1879) ist das Landgericht Flensburg am Südergraben. Deutschlands nördlichstes Landgericht ist im selben Gebäude wie das Amtsgericht Flensburg, die Staatsanwaltschaft und eines Justizmuseums untergebracht. Zu dessen Bezirk gehört die angrenzende Justizvollzugsanstalt Flensburg von 1882. Im Bezirk des Kieler Landesarbeitsgerichtes (LAG) Schleswig-Holstein befindet sich das gegenüber liegende Arbeitsgericht Flensburg, zu dem eine Nebenstelle in Husum zählt.

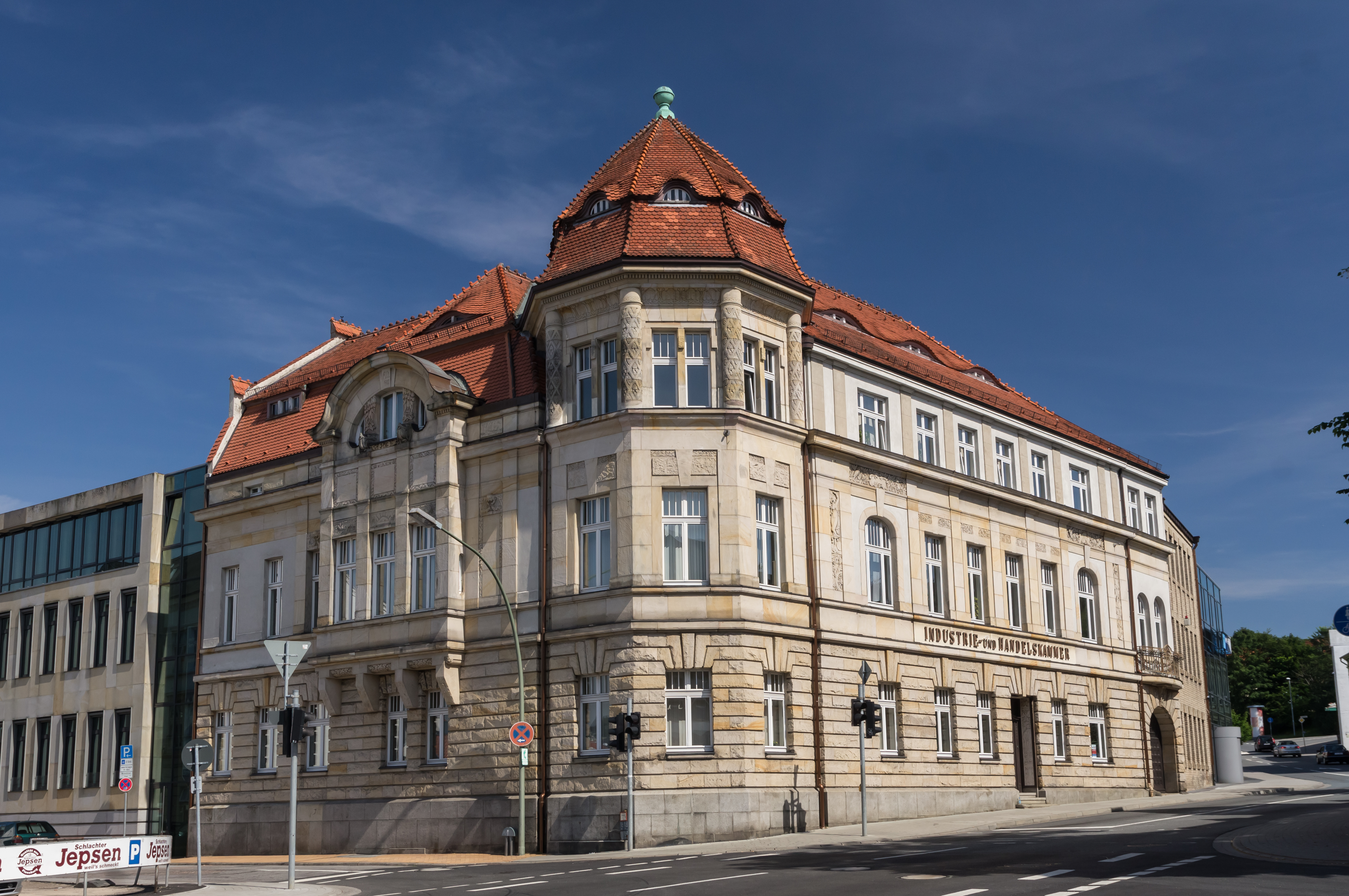
Industrie- und Handelskammer zu Flensburg in der Heinrichstraße
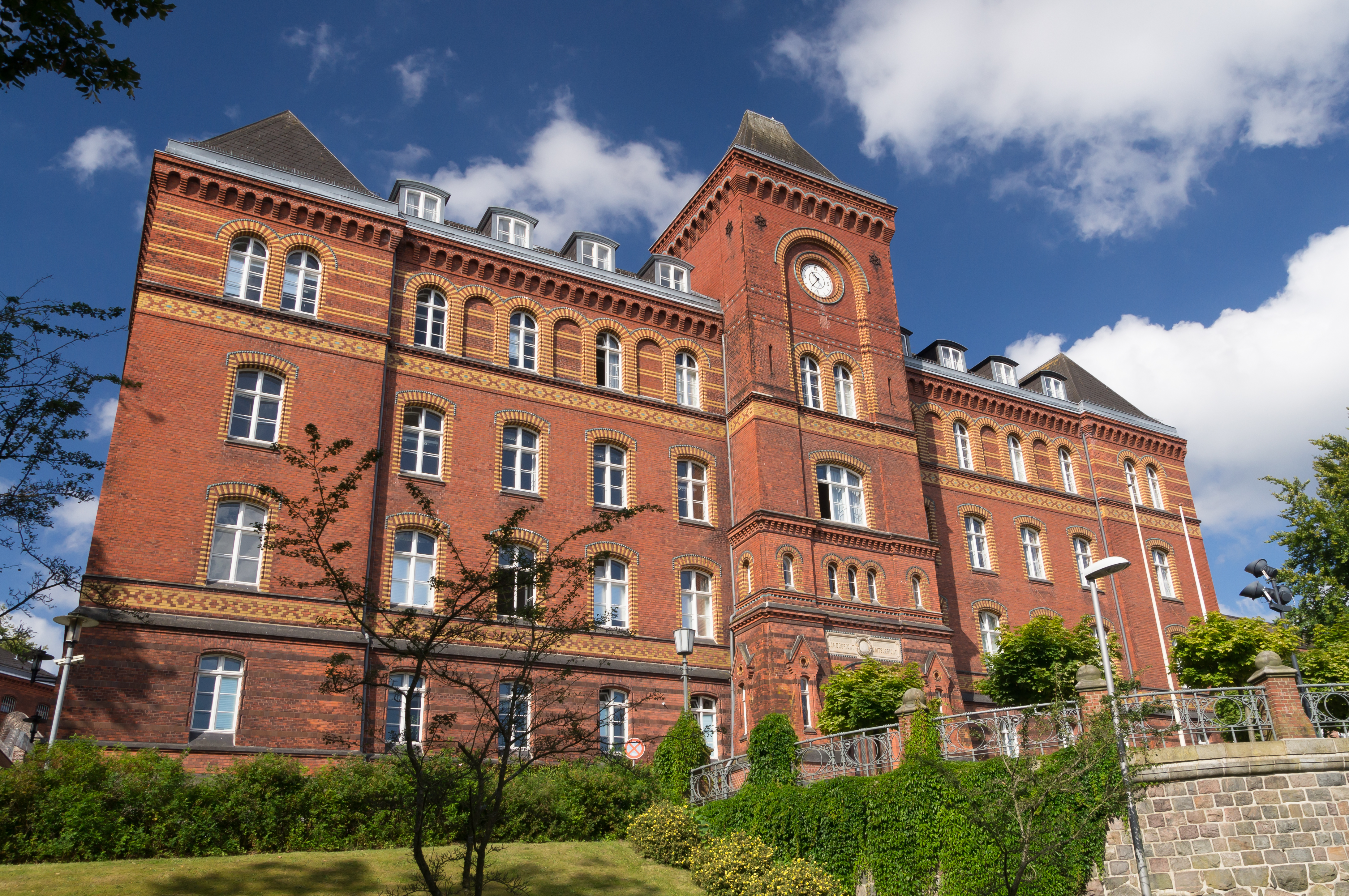
Amtsgericht und Landgericht Flensburg am Südergraben
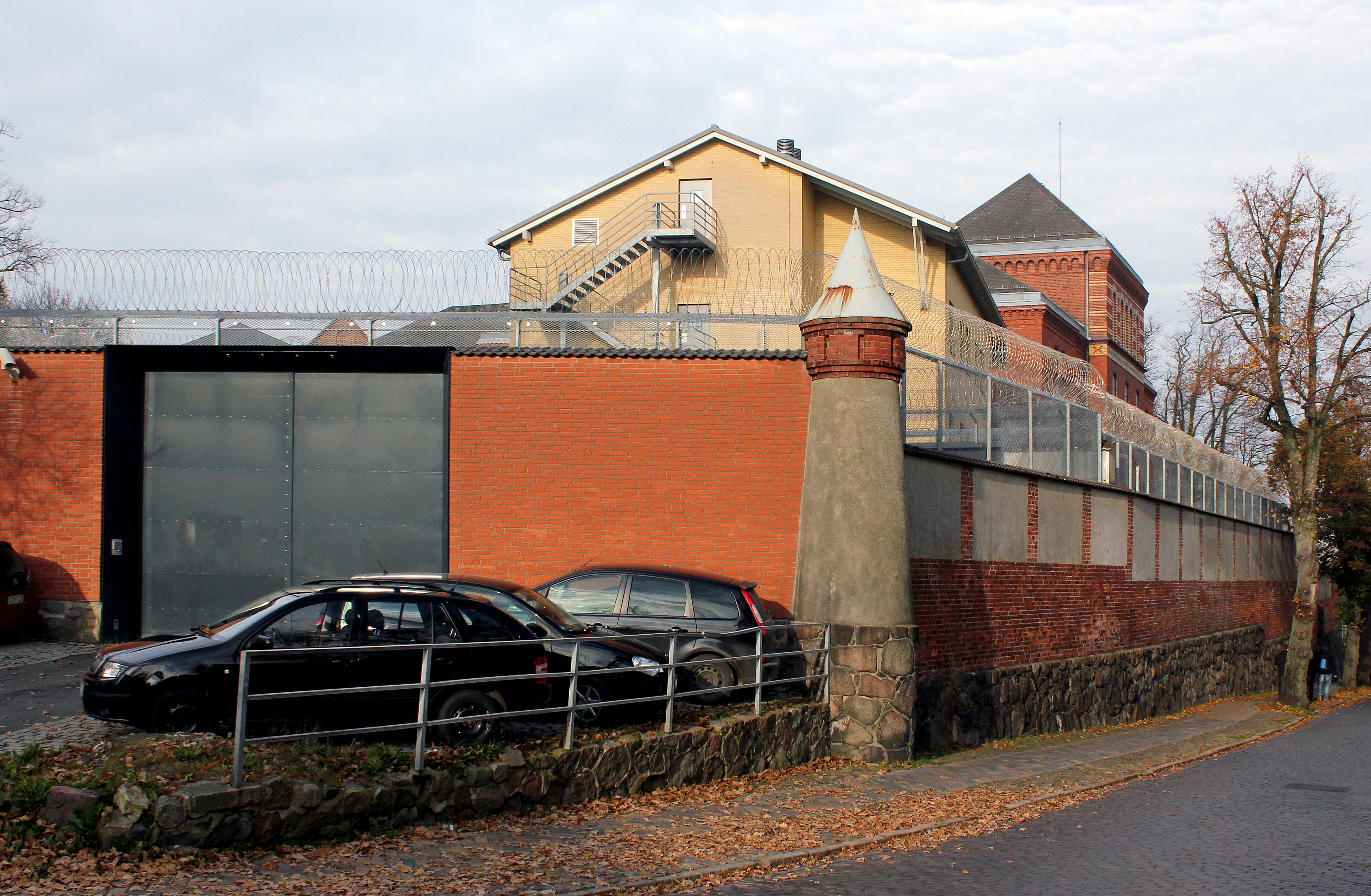
Justizvollzugsanstalt Flensburg am Südergraben
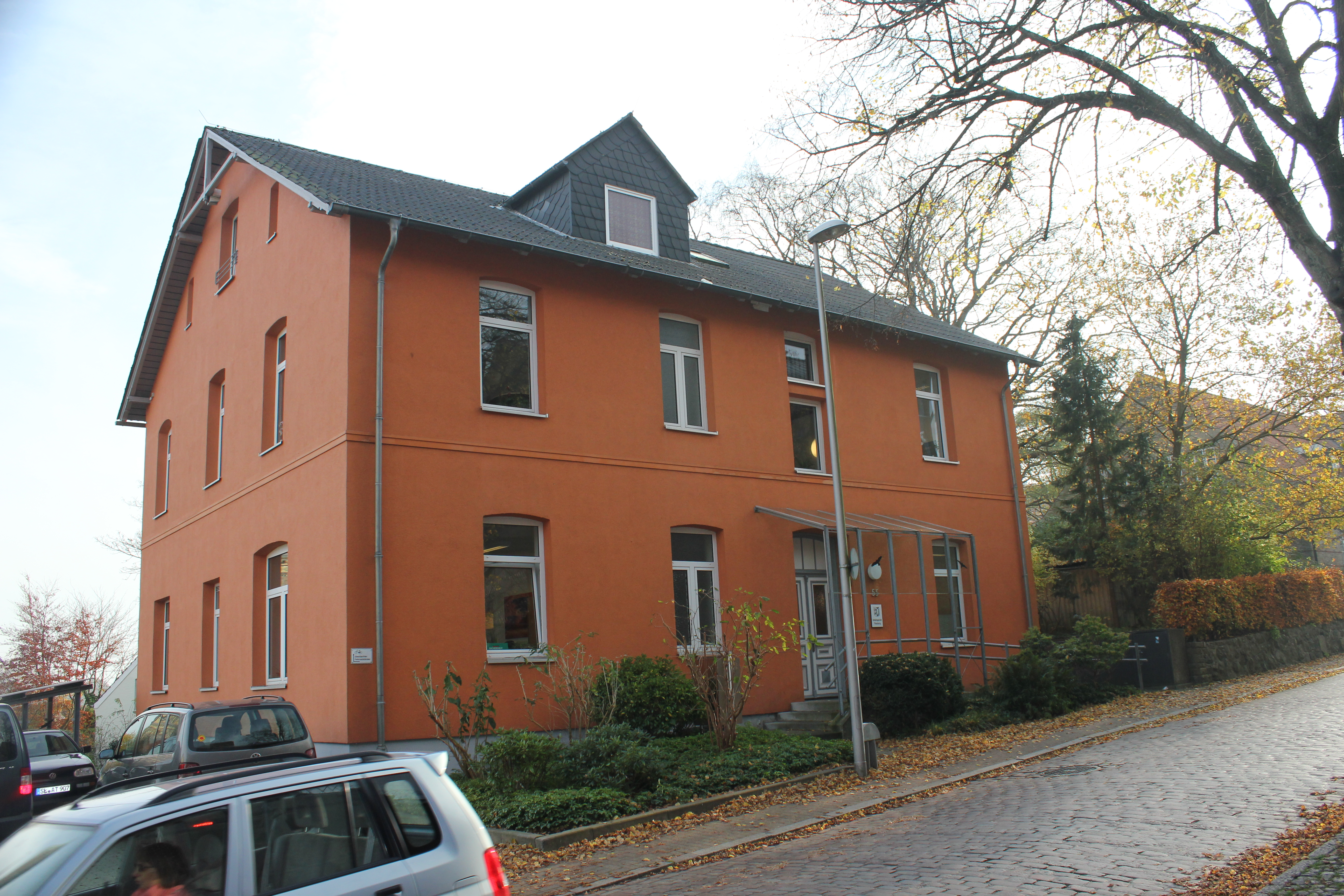
Arbeitsgericht Flensburg am Südergraben

##### Gesundheitswesen
Zwei in der Nähe des Burgplatzes gelegene Krankenhäuser bilden seit 2006 einen Verbund.
Das Diakonissenkrankenhaus Flensburg, seit 1874 zwischen Knuthstraße und Marienhölzungsweg residierend, hat rund 2500 Mitarbeiter, ist die zentrale Notaufnahme in Flensburg (ZNA), gehört zu den Lehrkrankenhäusern der Christian-Albrechts-Universität zu Kiel und behandelt jährlich über 80.000 Fälle in rund 600 Betten. Der Träger, die Ev.-Luth. Diakonissenanstalt Flensburg, kurz DIAKO, beschäftigt knapp 3500 Mitarbeiter.
Das Malteser-Krankenhaus St.-Franziskus-Hospital (kurz Franziskus-Hospital; Petuh: Franzisko) mit seinen rund 1100 Maltesern verfügt über 316 Betten und behandelt im Jahr rund 10.000 Fälle. Dank einer Gesundheitskooperation mit der Region Syddanmark nehmen dort eine Vielzahl von Patienten aus Dänemark unter anderem eine Strahlentherapie in Anspruch. 1902 zog das Hospital von der Marienstraße an die Dorotheenstraße.
Den dänischen Flensburgern steht der Dänische Gesundheitsdienst für Südschleswig zur Verfügung.

#### Unternehmen
Ansässige Unternehmen
Nachfolgend sind die 30 größten privaten Arbeitgeber und weitere bedeutsame Unternehmen der Stadt in alphabetischer Reihenfolge aufgelistet. Wenn nicht anders angegeben liegt der Hauptsitz in Flensburg.

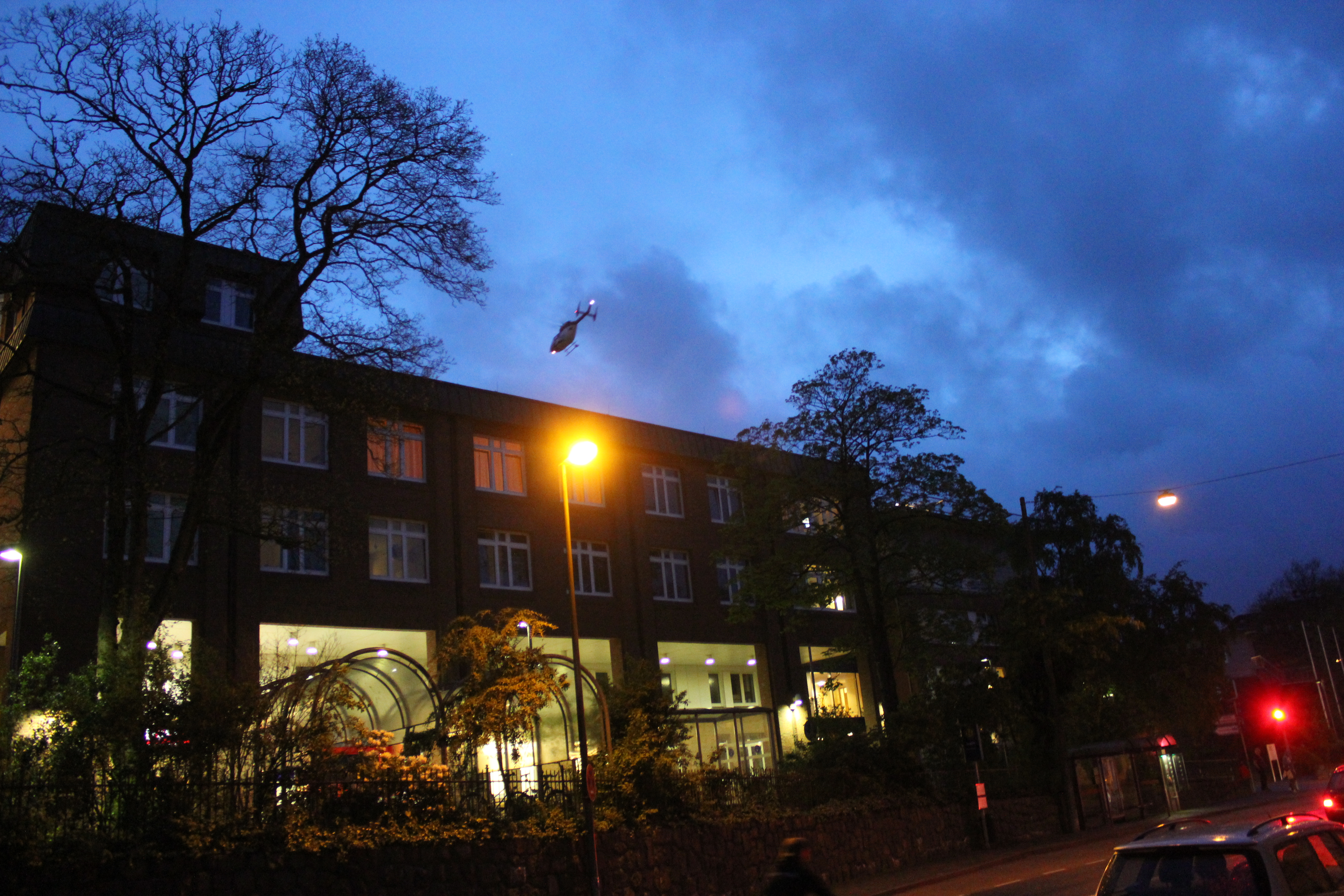
Diakonissenkrankenhaus

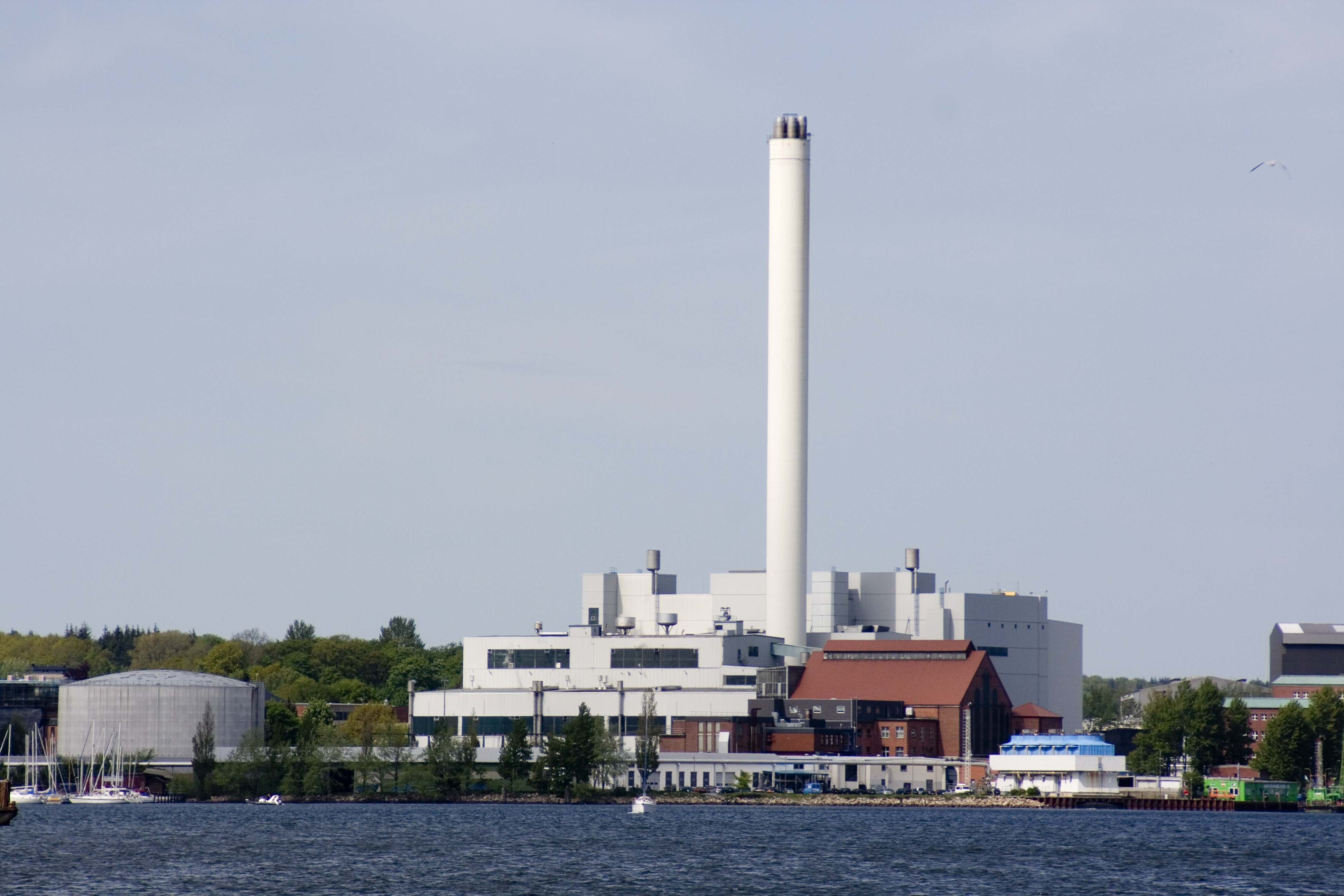
Blick von der Hafenspitze auf die Stadtwerke Flensburg

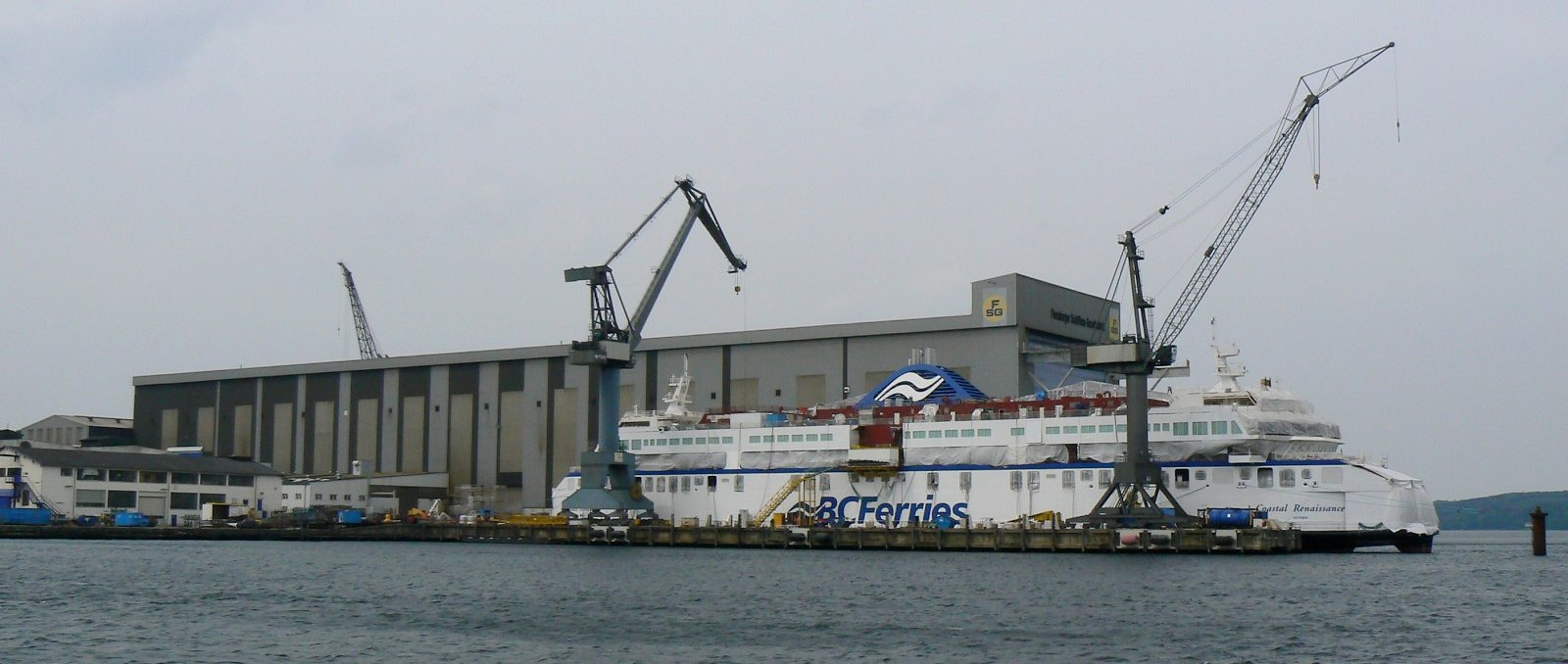
Flensburger Schiffbau-Gesellschaft

- Bäcker Meesenburg, 1899 in Flensburg-Weiche gegründet (194 Beschäftigte in Flensburg, Stand Dezember 2012)[337]
- Beate Uhse AG, Erotikversand, 1951 als Versandhaus Beate Uhse gegründet (100 Beschäftigte in Flensburg, Stand Dezember 2012), (Stand 11/2017 Beate Uhse AG ist nicht mehr in Flensburg existent)[337]
- Beyersdorf Dienstleistungen von 1955, Gebäudereinigung (850 Beschäftigte in Flensburg, Stand Dezember 2012) Mittlerweile ist der Sitz verlegt nach Handewitt[337]
- Clipper Aviation, Wasserflugunternehmen in Sonwik von 2001
- coavia, Krankenhausservice, 100%ige Tochtergesellschaft der Schweizer SV Group AG (1200 Beschäftigte in Flensburg, Stand Dezember 2012)[337]
- Ingram Micro Services GmbH, Handy-Reparaturen seit 1992 (230 Beschäftigte in Flensburg, Stand Juli 2024)[337]
- Evang.-Luth. Diakonissenanstalt Flensburg (kurz Diako) von 1874 (3200 Beschäftigte in Flensburg direkt, Stand Dezember 2012)[337]
- Elephant Music, 1997 gegründete Musikproduktionsfirma
- Flensburger Dragee-Fabrik GmbH & Co. KG, eine 1963 gegründete Schokoladenfabrik mit rund 100 Mitarbeitern am Harnishof[338]
- Flensburger Fahrzeugbau von 1872 (358 Beschäftigte in Flensburg, Stand Dezember 2012)[337]
- Flensburger Schiffbau-Gesellschaft von 1872, Schiffswerft (693 Beschäftigte in Flensburg, Stand Dezember 2012)[337]
- GreyLogix, Automatisierungstechnik seit 2000 (250 Beschäftigte in Flensburg, Stand Dezember 2012)[337]
- HGDF Familienholding GmbH & Co. KG, hervorgegangen aus dem früheren Rumhandelshaus Herm. G. Dethlefssen, mit ihren Tochterunternehmen
  - Förde Reederei Seetouristik, 1991 fusionierte Reederei der Förde Reederei von 1935 (ein Nachfolger der 1866 gegründeten Flensburg-Ekensunder Dampfschiffsgesellschaft) und der KG Seetouristik von 1958 (europaweit etwa 1000 Beschäftigte, Stand 2010)
  - Flensburger Brauerei, Flensburger Bier seit 1888 (156 Beschäftigte in Flensburg, Stand Dezember 2012)[337]
  - Queisser Pharma, Herstellung von Arzneimitteln und Nahrungsergänzungsproduktion seit 1897 (270 Beschäftigte in Flensburg, Stand Dezember 2012)[337]
- H.H. Pott Nfgr. Vertriebsgesellschaft mbH Rumhandelshaus, ein 1846 von Hans Hinrich Pott gegründeter Spirituosenhersteller, der seit 2006 zur Henkell & Co. Sektkellerei (Tochterunternehmen der Oetker-Gruppe) gehört.
- Holländerhof Werk- u. Wohnstätten für behinderte Menschen, 1964 gegründet (450 Beschäftigte in Flensburg, Stand Dezember 2012)[337]
- A.H. Johannsen, Flensburgs ältestes Rumhaus von 1878
- Klaus GmbH, Mercedes-Benz-Vertretung (125 Beschäftigte in Flensburg, Stand Dezember 2012)[337]
- Krones AG, Werk Flensburg, Produktion von Flaschenreinigungsanlagen und Pasteuren (Hauptsitz in Neutraubling, 520 Beschäftigte in Flensburg, Stand Juli 2013)[337]
- Malteser St. Franziskus, Krankenhaus, 1864 aus dem Militärlazarett im Deutsch-Dänischen Krieg entstanden, ältestes Malteserkrankenhaus Deutschlands (Deutsche Malteser mit Hauptsitz in Köln, 750 Beschäftigte in Flensburg, Stand Juli 2013)[337]
- Meesenburg Großhandel KG, 1758 in Flensburg gegründeter Eisenwarenfachhandel, im Oktober 2014 fusionierte die gb Meesenburg OHG und die Geniatec GmbH zur Meesenburg Großhandel KG (im Juli 2013 gab es 115 Beschäftigte in Flensburg sowie insgesamt 800 Mitarbeitern an 26 Niederlassungen)[337]
- Mitsubishi HiTec Paper Flensburg, Papierproduktion (Thermopapier) seit 1696 an der Husumer Straße in der damals von Hinrich Gultzau gebauten Papiermühle, damit einer der ältesten Papierfabriken Deutschlands, ab 1929 Feldmühle AG, ab 1990 STORA Feldmühle Spezialpapiere, seit 1999 Mitsubishi HiTec Paper Flensburg[339] (Mitsubishi Paper Mills von 1898 mit Hauptsitz in Tokio, Mitsubishi HiTec Paper Europe mit Sitz in Bielefeld, 245 Beschäftigte in Flensburg, Stand Dezember 2012)[337]
- Mürwiker Werkstätten, Werkstätten und Heime, 1972 gegründet (305 Beschäftigte in Flensburg, Stand Dezember 2012)[337]
- Nielsen & Sørensen Spedition (360 Beschäftigte in Flensburg, Stand Dezember 2012)[337]
- Nord-Schrott, Entsorgungsfachbetrieb und Recycling seit 1898 (173 Beschäftigte in Flensburg, Stand Dezember 2012)[337]
- Nord-Ostsee Sparkasse, regionales Kreditinstitut, ein Zusammenschluss der Sparkassen der Kreise Nordfriesland und Schleswig-Flensburg mit späterer Aufnahme der Flensburger Sparkasse und der Spar- und Leihkasse zu Bredstedt (Sitz in Flensburg, Schleswig und Husum, insgesamt 1216 Beschäftigte, Stand 2013)[340]
- Orion, Erotikversand, 1962 gegründete Konkurrenz zur Beate Uhse AG (297 Beschäftigte in Flensburg, Stand Dezember 2012)[337]
- Reederei Ernst Jacob, ein Schifffahrtsunternehmen mit rund 500 Mitarbeitern, davon etwa 30 im Flensburger Stammhaus
- Robbe & Berking, Silbermanufaktur von 1874 (157 Beschäftigte in Flensburg, Stand Dezember 2012)[337]
- Schleswig-Holsteinischer Zeitungsverlag mit Sitz (Medienhaus) in der Fördestraße 20, mit insgesamt 21 regionalen Tageszeitungen und 30 Wochenzeitungen größte Verlagsgruppe Schleswig-Holsteins, darunter das Flensburger Tageblatt von 1865 mit einer Auflage von über 30.000 Exemplaren[341], seit 2001 neues Druckzentrum in Büdelsdorf (652 Beschäftigte in Flensburg, Stand Dezember 2012)[337]
- Schur Flexible Germany, Verpackungsprodukte aus Kunststoff (141 Beschäftigte in Flensburg, Stand Dezember 2012)[337]
- Secop (1956–2010 Danfoss Compressors), Kompressoren für Kühlgeräte, 1956 Gründung der Produktionsstätte und der Hauptniederlassung in Flensburg-Klues (360 Beschäftigte in Flensburg, Stand Dezember 2012)[337]
- Stadtwerke Flensburg von 1854, Energieversorger für Strom und Fernwärme (932 Beschäftigte in Flensburg, Stand Dezember 2012)[337]
- Steckhan & Peters, Logistik seit 1948 (160 Beschäftigte in Flensburg, Stand Dezember 2012)[337]
- Deutsche Telekom Technik, Telekommunikation, Hauptsitz in Bonn
- Transit Transport, 1947 am Flensburger Hafen gegründetes Transport- und Logistikunternehmen (203 Beschäftigte in Flensburg, Stand Dezember 2012)[337]
- Union-Bank, regionale Privatbank in der Großen Straße 2 von 1875 (insgesamt 66 Beschäftigte)
- Versatel Nord, Telekommunikationsanbieter von 2005 (Hauptsitz in Berlin, 260 Beschäftigte in Flensburg, Stand Dezember 2012) (Stand 11/2017 Versatel ist Teil der 1&1 Unternehmensgruppe)[337]

Ehemalige Unternehmen
Unternehmen, die ihren Sitz in Flensburg hatten, sind oder waren unter anderen die 1903 gegründete Norddeutsche Frachtdampfschiffahrts AG (bis 1980), die 1905 gegründete Schiffswerft Flensburger Maschinenbau-Anstalt Johannsen & Sörensen, das Eisenbahnverkehrsunternehmen Flex Verkehrs-AG (bis 2003) oder die Versandbuchhandlung Neuland-Verlag (1889–2001).

#### Medien

##### Printmedien

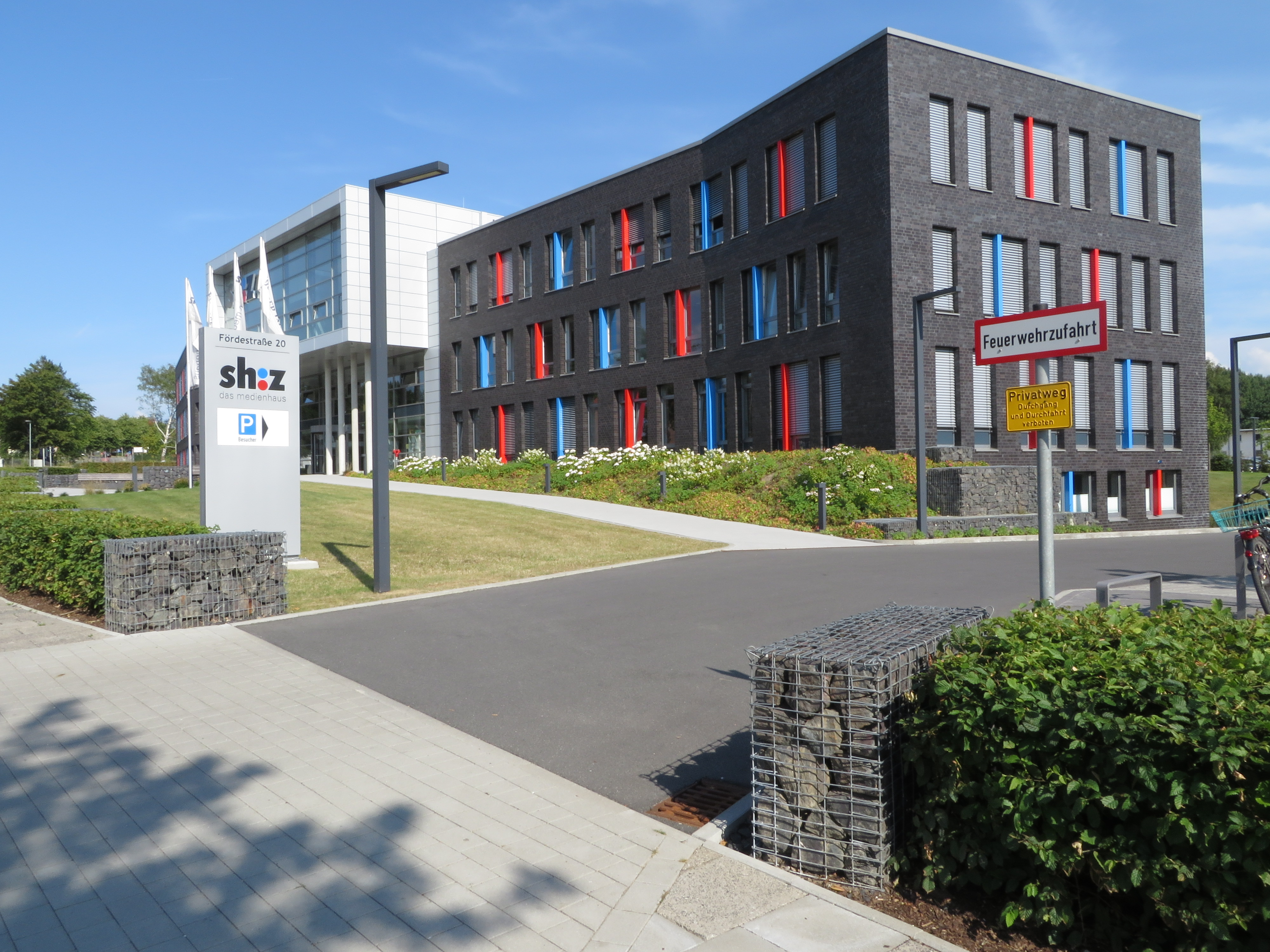
Das Medienhaus vom Schleswig-Holsteinischen Zeitungsverlag (sh:z) an der Fördestraße 20 ist zugleich Redaktionssitz des Flensburger Tageblattes. (2014)

Die Presselandschaft entwickelte sich rasant nach der Gründung der Flensburger Norddeutschen Zeitung im Jahr 1864. Ein Jahr später erschienen erstmals die Flensburger Nachrichten, der Vorläufer des Flensburger Tageblattes. Diesen beiden auflagenstärksten Blättern, die sich an Leser aus dem deutschsprachigen Bürgertum wendeten, folgte 1869 die Flensborg Avis, eine Tageszeitung eigens für die dänischen Minderheit. Für die Dänen im damaligen Herzogtum Schleswig gab es bereits die dänische Tageszeitung Dannevirke, die dort ab 1838 als erste dänischsprachige Zeitung erschien und bis 1975 herausgegeben wurde. Deutschsprachige Blätter für dänischgesinnte Südschleswiger waren das von 1948 bis 1974 herausgegebene Presseorgan des Südschleswigschen Wählerverbandes (SSW), die Südschleswigsche Heimatzeitung, anfangs eine Konkurrenz zu den beiden Flensburger Tageszeitungen, sowie die 1980 bis 2010 erschienene, zweisprachige Zeitschrift für Kultur und Geschichte Slesvigland. Auf regionale Berichterstattung konzentrierte sich ab 1872 das Flensburger Annoncenblatt. Als ein ausdrücklich sozialdemokratisches Blatt verstand sich ab 1911 ein Ableger der Kieler Volks-Zeitung, die Flensburger Volks-Zeitung, und ab 1912 vervollständigte das Wochenblatt Flensburger Frauen-Zeitung die Presselandschaft.
Flensburg ist seit den 1980er Jahren Sitz des Schleswig-Holsteinischen Zeitungsverlages (kurz sh:z), bei dem auch das Flensburger Tageblatt (Auflage über 30.000 Exemplare) erscheint. In der Petuhsprache ist die 1865 gegründete Zeitung als Tante Maaß bekannt. Im April 2016 gab das Bundeskartellamt seine Zustimmung zur einhundertprozentigen Übernahme des sh:z durch die NOZ Mediengruppe aus Osnabrück. Zweite Tageszeitung ist die überwiegend dänischsprachige Flensborg Avis (Auflage 5200), ein Sprachrohr der dänischen Minderheit, das zu einem Drittel in Deutsch veröffentlicht. Der Nordschleswiger, das Sprachrohr der deutschen Minderheit in Dänemark ist vereinzelt auch in Flensburg erhältlich. Kostenlos verteilt werden das Monatsmagazin Flensburg Journal (Auflage 48.000) sowie die Anzeigenblätter Die Wochenschau der sh:z und die MoinMoin, ein 1977 entstandenes Wochenblatt, das zusammen mit den Wochenblättern Nordfriesland Palette und Anzeiger mittlerweile eine wöchentliche Gesamtauflage von 225.000 Exemplaren erreicht.

##### Rundfunk und Onlinemedien

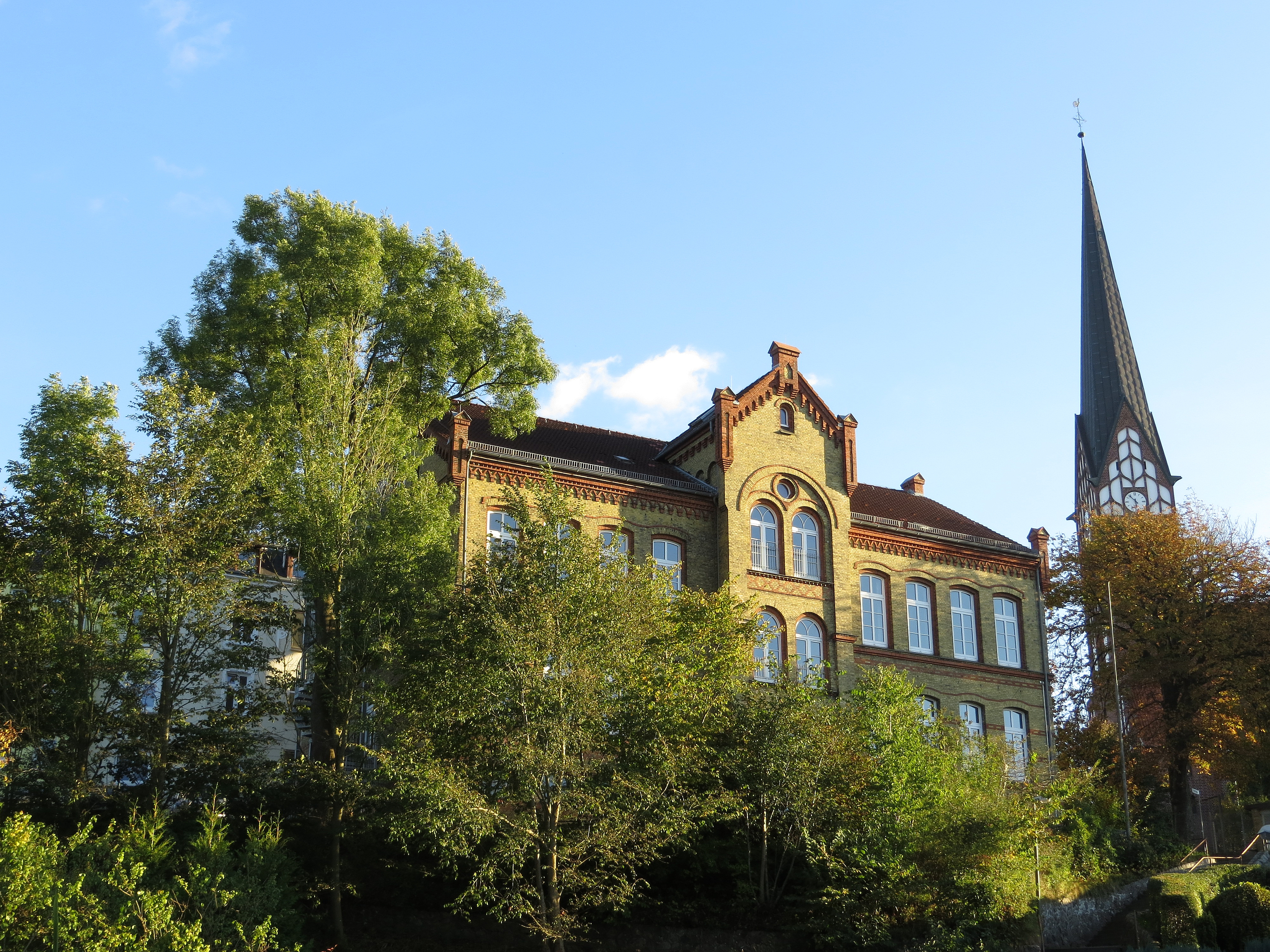
Neben der St.-Jürgen-Kirche „auf Jürgensby“ ein von Otto Fielitz entworfener Backsteinbau von 1884, ehemals St.-Jürgen-Schule und heute Sitz des Offenen Kanals Flensburg. (2013)

Mit dem Offenen Kanal Flensburg gibt es in der Stadt ein Bürgerfernsehen. Der Norddeutsche Rundfunk (NDR) betreibt zudem im ehemaligen Musikpavillon des Deutschen Hauses ein Studio für Hörfunk (seit 1950) und Fernsehen (seit 2000) mit rund einem Dutzend Mitarbeitern. Hier im NDR-Studio Flensburg in der Friedrich-Ebert-Straße 1 entstehen werktags Regionalnachrichten und Reportagen, die zum Beispiel für NDR 1 Welle Nord oder das Schleswig-Holstein Magazin produziert werden. Von dem seit 2007 denkmalgeschützten Gebäude übertrug der NWDR bereits am 23. Dezember 1950 als erstes Studio nördlich von Hamburg seine erste Sendung und der Standort blieb bis zur Eröffnung des Kieler Studios 1965 die zentrale Rundfunkstation für Schleswig-Holstein.
Von 1990 bis 1996 sendete Förde Fetz Radio jeden Freitagabend ein Programm mit Rockmusik und Szeneberichten aus Flensburg. Ausgestrahlt wurde es über ein Lokalradio im dänischen Gravenstein. Über dieselbe Station sendete von 1993 bis 1996 Radio Flensburg täglich ein dreistündiges Programm. Ziel war es, ein Stadtradio zu etablieren. Das Projekt musste jedoch aufgrund finanzieller Probleme des dänischen Senders wieder eingestellt werden. Seit dem 1. Oktober 2006 sendet Radio Flensburg als Internetradio und seit März 2011 läuft das 24-Stunden-Musikprogramm von Foerde Radio.
Im Frühjahr 2017 erhielt das „Freie Radio Flensburg“ (Freies Radio Fratz) die Zulassung von der Medienanstalt Hamburg/Schleswig-Holstein (MA HSH). Schleswig-Holstein zweites nichtkommerzielles Lokalradio (NKL) startete 2018 sein Programm für Flensburg, Glücksburg und Tastrup.
Zu den nennenswerten Online-Magazinen mit Nachrichten aus der Region zählen seit November 2012 förde.news (vormals Flensburger Stadtanzeiger), seit 1996 das Angebot der Stadtbuch-Redaktion Flensburg, Flensburg-online. Seit 2004 liefert das regionale Onlinemagazin Flensburg Szene Informationen zur Stadt, zu Veranstaltungen, Kultur, Tourismus, Musik und Partys.

##### Sendemasten
Auf dem Fuchsberg in Flensburg-Engelsby betreibt der NDR den Sender Flensburg, eine Sendeanlage für UKW und TV. Daneben existiert in Freienwill (rund 4 km südlich von Flensburg) der Fernmeldeturm Freienwill, von dem Flensburg und Umgebung versorgt werden. Darüber hinaus senden vom nahen Sender Wassersleben einige Programme für Flensburg.

### Bildung

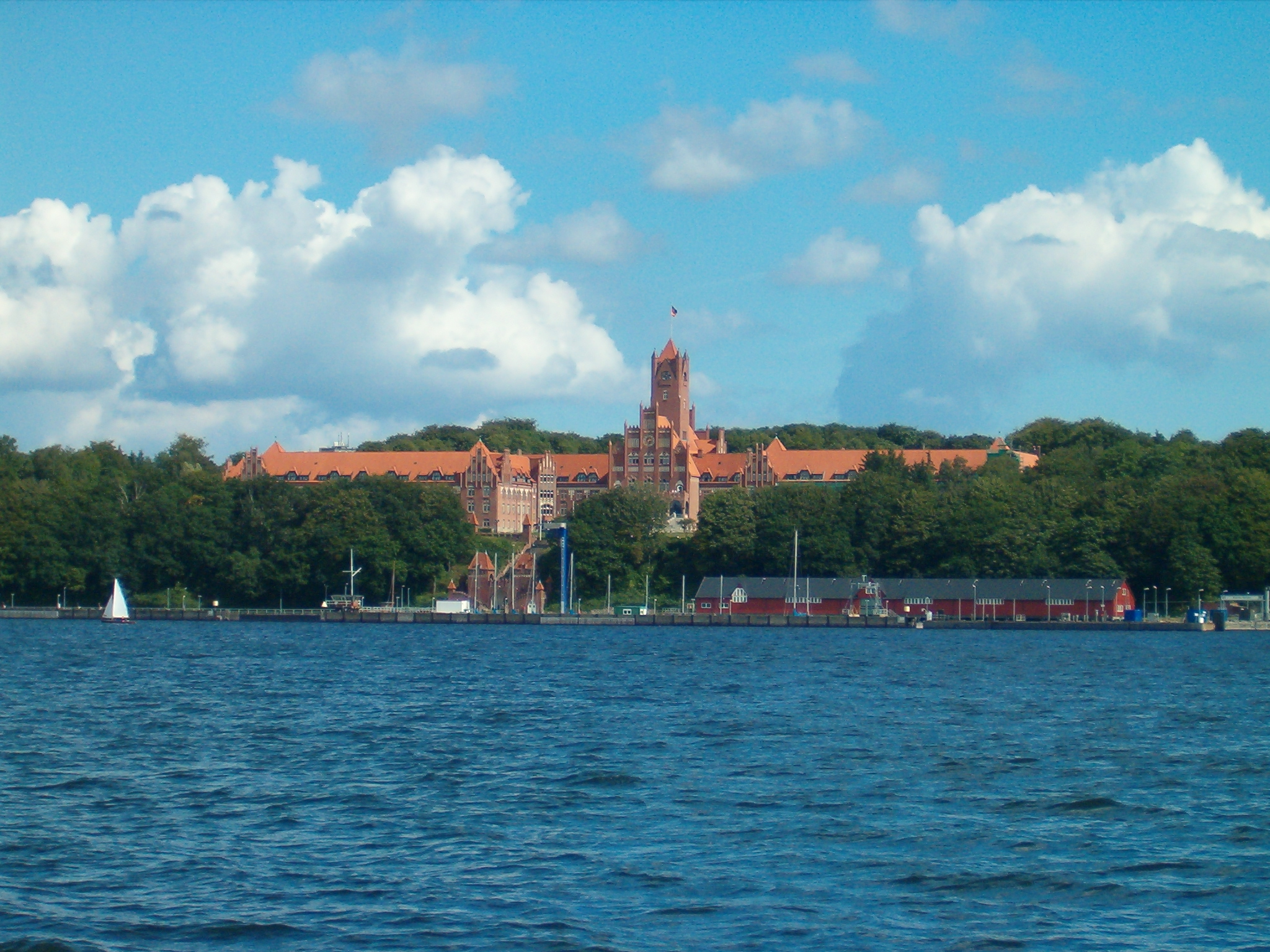
An der Marineschule Mürwik werden seit 1907 Offiziere ausgebildet. Das Rote Schloss am Meer ist der Marienburg bei Danzig nachempfunden (2006)

#### Hochschulen
An der Europa-Universität Flensburg waren im Wintersemester 2014/2015 mehr als 5000 Studenten eingeschrieben. Fünf Jahre später waren es bereits fast 6000. Vorläufer der Uni war die 1946 gegründete Pädagogische Hochschule, die 1994 zur Universität erhoben wurde.
Die Hochschule Flensburg ist eine Fachhochschule mit mehr als 4100 Studenten (WS 2014/2015). Sie entstand 1886 als Königliche Seedampf-Maschinisten-Schule, die sich zu einer Schiffsingenieurschule entwickelte. Aus dieser ging wiederum die Fachhochschule für Technik hervor, die 1973 in die Fachhochschule Flensburg umgewandelt wurde, nachdem auch der Fachbereich Wirtschaft gegründet worden war. 2016 verkürzte die Fachhochschule Flensburg ihren Namen auf Hochschule Flensburg, ohne den Status einer Fachhochschule zu verlieren.
Eine dritte Hochschule in der Stadt ist die Wirtschaftsakademie Schleswig-Holstein mit Hauptsitz in Kiel, die in Flensburg einen Standort in den Pekohöfen unterhält. Hier wird neben vielen beruflichen Weiterbildungen zudem die theoretische Ausbildung der Flensburger Studenten an der Berufsakademie durchgeführt. Eine weitere Hochschule war die Nordische Universität (NU). Deutschlands dritte private Hochschule mit Sitz in Flensburg und Neumünster wurde 1985 gegründet und bereits vier Jahre später wieder geschlossen.

#### Schulen der Bundeswehr
- Marineschule Mürwik: Hier werden die Offizieranwärter der Deutschen Marine ausgebildet
- Außenstelle Ausbildungszentrum CIR, am Standort der ehemaligen Marinefernmeldeschule

#### Volkshochschulen
- Die Volkshochschule Flensburg bietet wie in anderen Städten ein breites Spektrum an Kursen innerhalb der Erwachsenenbildung an.
- Voksenundervisning (zu deutsch Erwachsenenbildung) ist das Bildungsangebot der dänischen Volksgruppe und wird vom dänischen Schulverein für Südschleswig getragen.

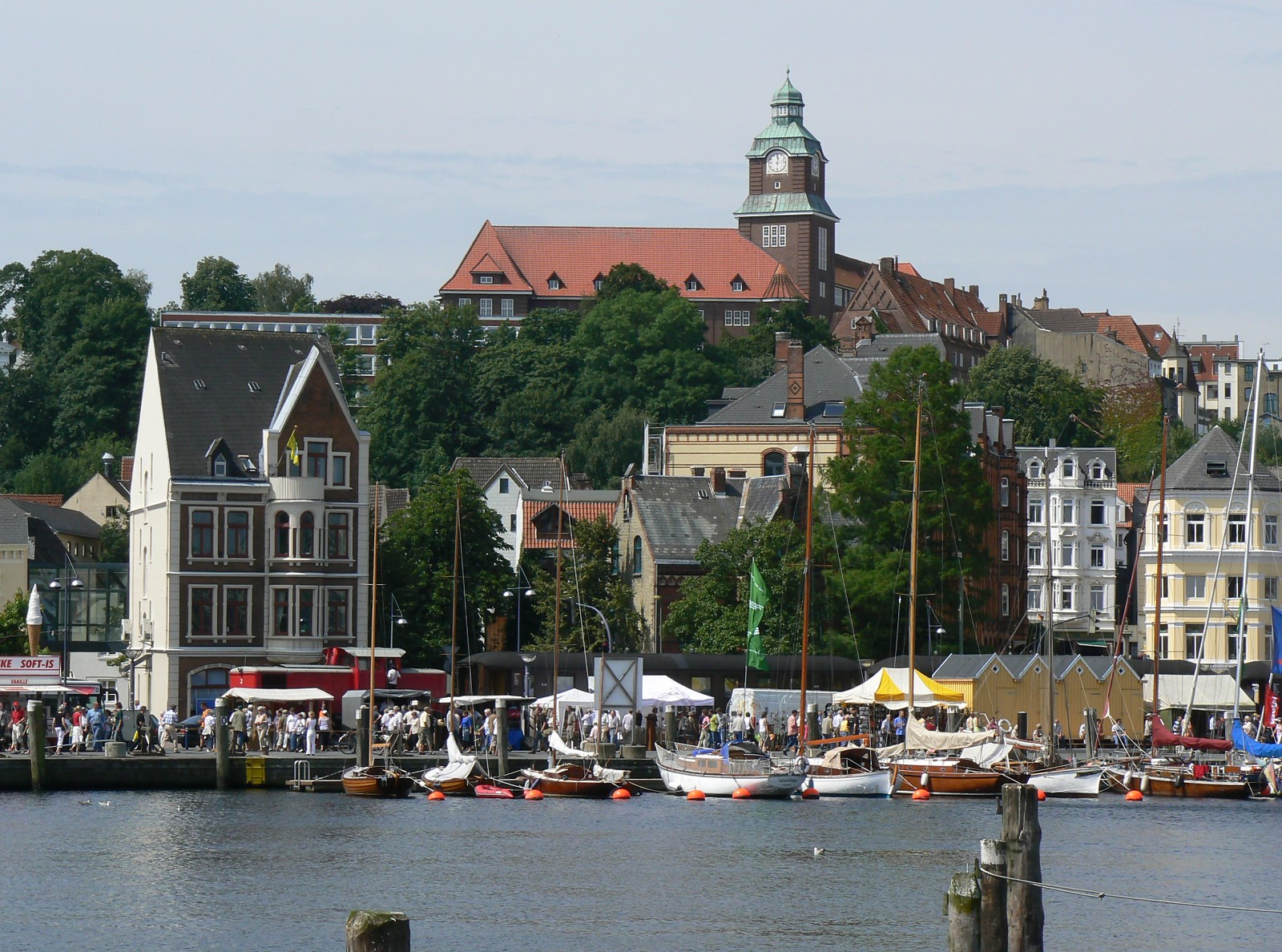
Das Gebäude des Alten Gymnasiums dominiert seit 1912/1914 die Skyline am Westufer (2007)
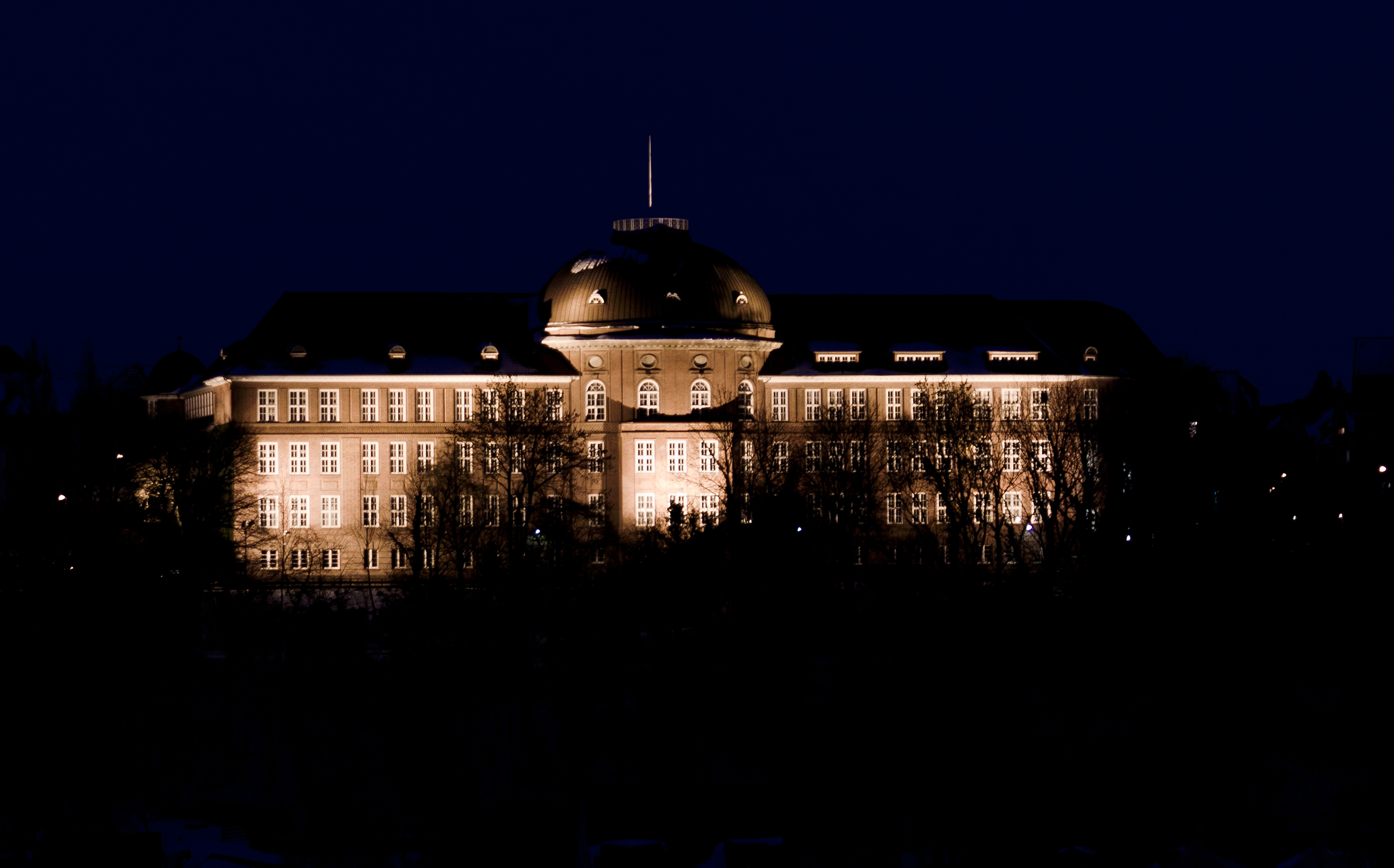
Ebenso dominierend: Illuminierter Bau der ab 1914 erbauten Goethe-Schule Flensburg (2011)
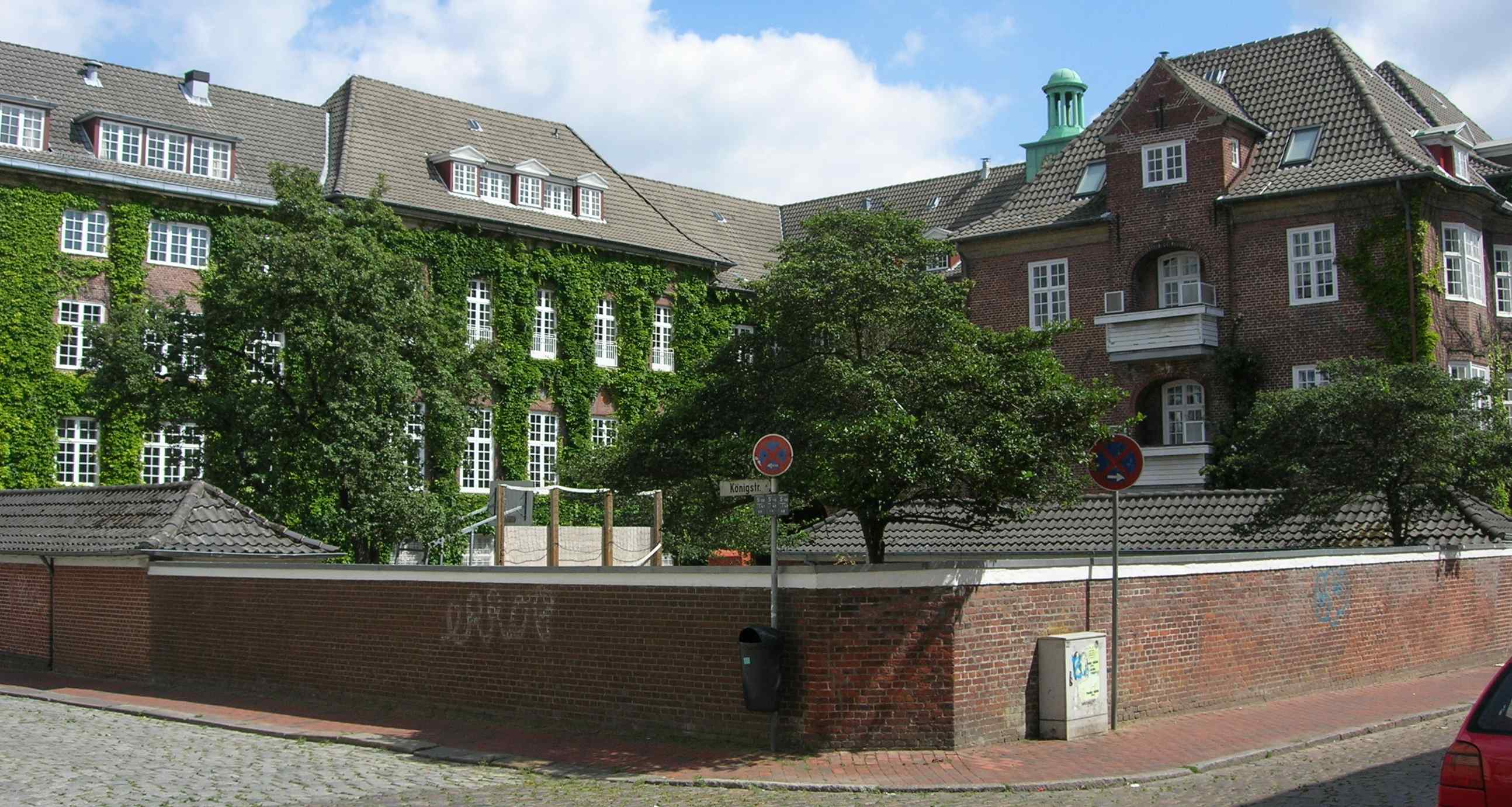
Bis zur Gründung der A. P. Møller-Skolen 2006 in Schleswig Deutschlands einziges dänisches Gymnasium: die Duborg-Skolen
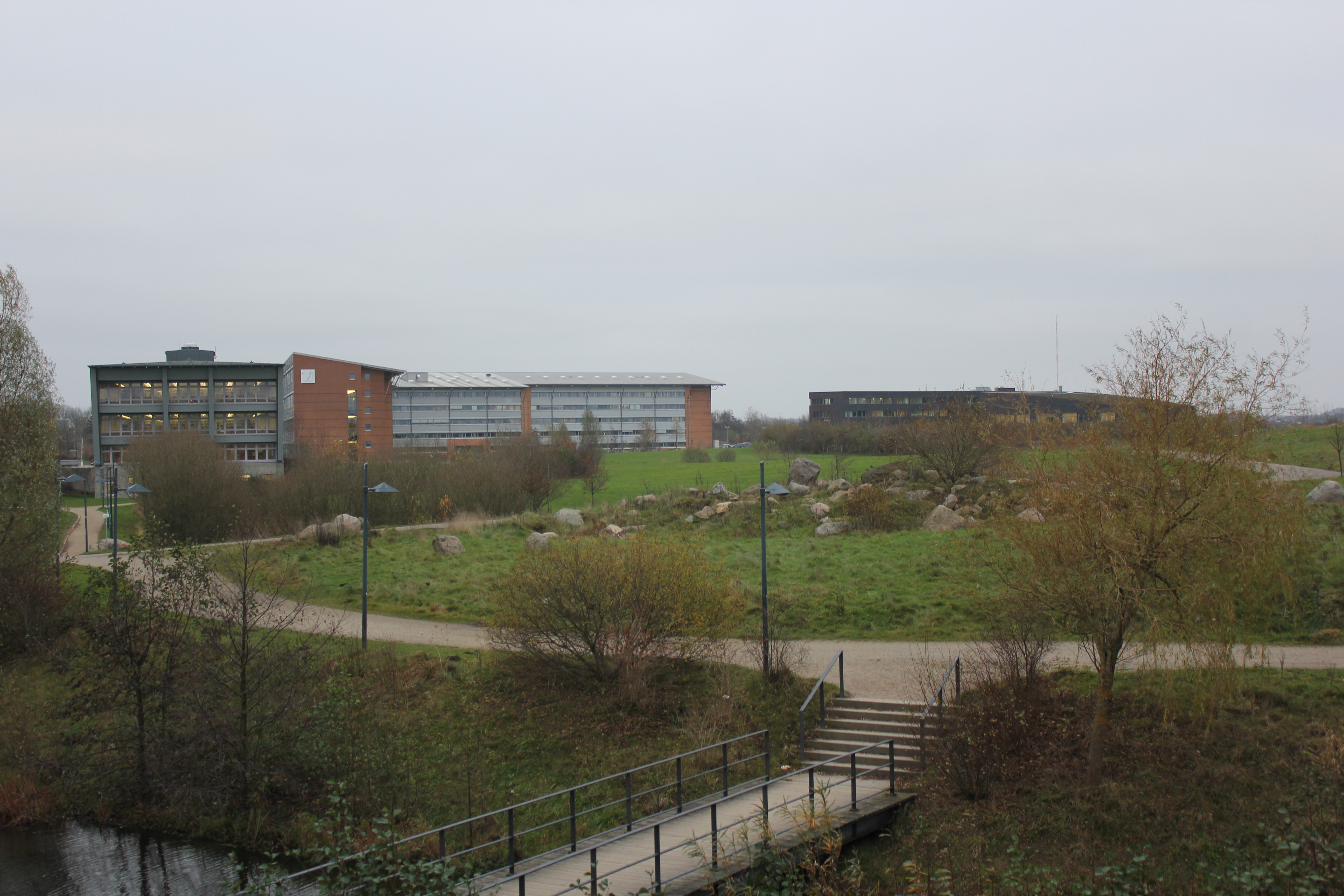
Die Europa-Universität auf dem Sandberg (2011)

#### Archive und Bibliotheken

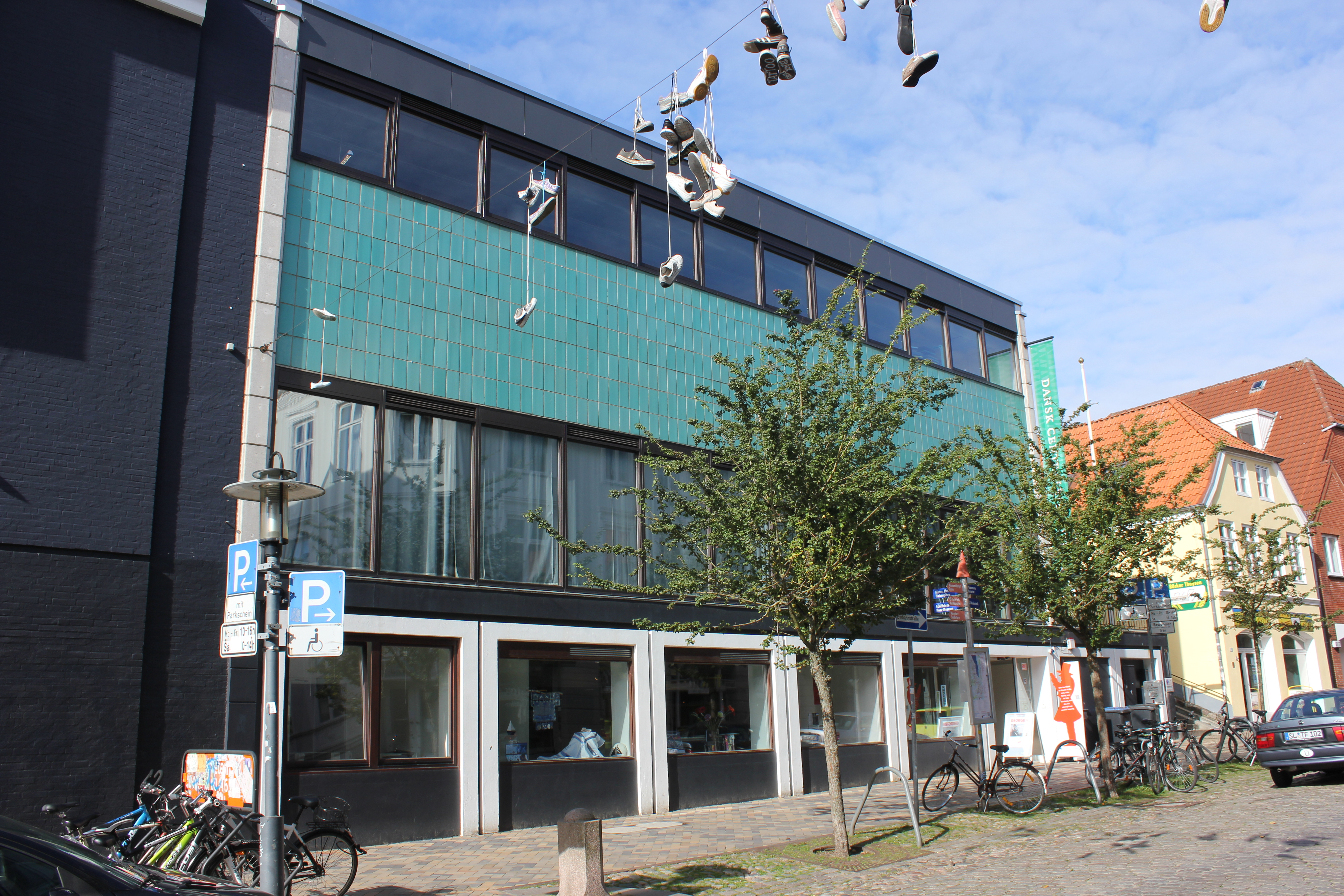
Shoefiti (Hängende Schuhe) vor der Dänischen Zentralbibliothek in der Norderstraße

Flensburg ist Sitz mehrerer Bibliotheken und Archive: Das Stadtarchiv Flensburg, das seit 1964 im Untergeschoss des Rathauses am Pferdewasser untergebracht ist, besitzt umfangreiche Sammlungen zur Geschichte Flensburgs. Die Stadtbibliothek Flensburg in der obersten Etage des Einkaufszentrums Flensburg Galerie verfügt über 120.000 Medien. Mit Hilfe der Leihverkehrs- und Ergänzungsbibliothek (LEB) (ehemals Landeszentralbibliothek Flensburg) in der Waitzstraße können Bücher über Fernleihe beschafft werden.
Die Dänische Zentralbibliothek für Südschleswig in der Norderstraße hält Literatur zur Geschichte Nord- und Südschleswigs in den Sprachen Deutsch, Dänisch, Niederdeutsch, Friesisch, Sønderjysk und Petuh bereit.
Die Zentrale Hochschulbibliothek Flensburg ist eine gemeinsame zentrale Einrichtung der Hochschule Flensburg und der Europa-Universität Flensburg. Das Hauptgebäude der Bibliothek befindet sich auf dem gemeinsamen Campus der zwei Hochschulen in Flensburg-Sandberg.
Ein Bestand von über 60.000 Medien beherbergt zudem die Bibliothek der Marineschule Mürwik.
Öffentliche Bücherschränke mit Büchern zum Tauschen oder Mitnehmen finden sich mindestens drei im Stadtgebiet: einer in Fruerlund, einer in der Neustadt und einer in der Nähe des Twedter Placks.

### Verkehr

#### Radverkehr
Flensburg ist an einige nationale und internationale Radwanderwege angeschlossen, darunter an den Ostseeküsten-Radweg, der als EuroVelo-Route 10 die Ostsee umrundet. Die Fördestadt ist dadurch mit Städten wie Kiel, Danzig, Riga, Sankt Petersburg und Kopenhagen verbunden. Ebenso verläuft durch Flensburg die EuroVelo-Route 3, die sog. Pilgerroute von Norwegen bis nach Spanien.
Die Stadt hat einen Radverkehrsplan zur Förderung des Fahrradverkehrs z. B. durch Schaffung attraktiver Wegeverbindungen und Errichtung von Abstellanlagen beschlossen.

#### Straßenverkehr

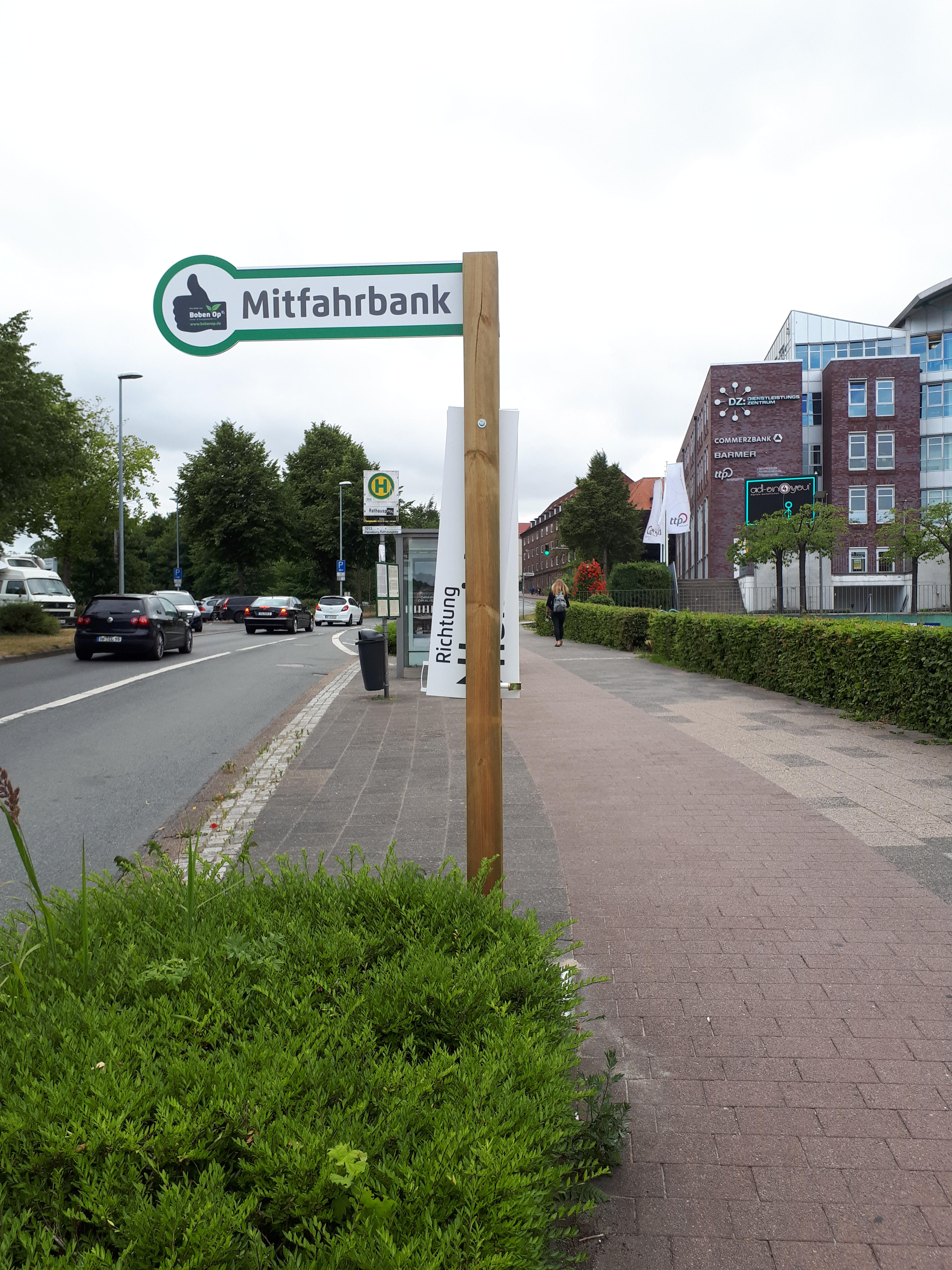
Mitfahrbank am Neumarkt

Die Bundesautobahn 7 aus Richtung Hamburg verläuft westlich der Stadt. Sie wird in Dänemark als Europastraße 45 weitergeführt. Ferner führen die Bundesstraßen B 199 und B 200 (Westtangente) durch das Stadtgebiet. An die Abfahrt Flensburg-Süd der B 200 schließt die nach langer und zeitweise heftig umstrittener Planung 2006 eingeweihte Osttangente (B 199) an, die am Schnittpunkt der Stadtteile Jürgensby, Fruerlund und Engelsby in die Nordstraße mündet.
Flensburg zählt zu den Gemeinden, in denen zur Verbesserung der Mobilität von Personen ohne Auto (wie Ältere, Jugendliche) als Ergänzung zum öffentlichen Personennahverkehr einige Mitfahrbänke aufgestellt wurden. Hierdurch werden beispielsweise ab dem Neumarkt zusätzliche, kostenlose Fahrmöglichkeiten in verschiedene Richtungen ermöglicht.

#### Eisenbahnverkehr

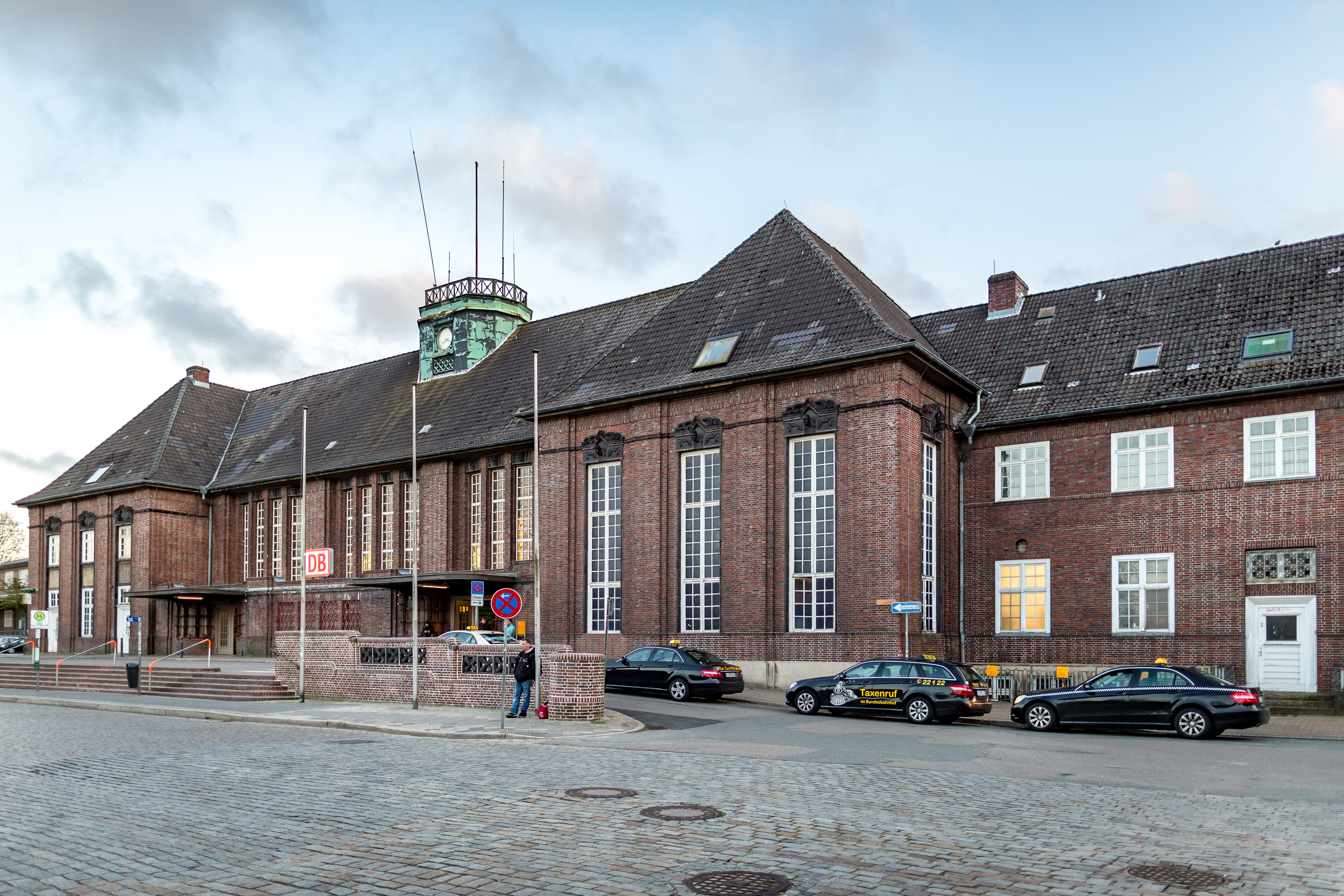
1928 gebaut: Der heutige Bahnhof Flensburg (2016)

Flensburg wird im Eisenbahnverkehr heute im Nah- und Fernverkehr über die Bahnstrecke Neumünster–Flensburg sowie die Bahnstrecke Kiel–Flensburg erreicht. Der Bahnhof Flensburg bildet jeweils den nördlichen Start-/Endpunkt dieser beiden Strecken. Der Bahnhof befindet sich am südlichen Rand der Altstadt.
Direktverbindungen im ÖPNV des Nahverkehrsverbunds Schleswig-Holstein (NAH.SH) gibt es von und nach Hamburg über Schleswig, Rendsburg, Neumünster und Elmshorn (RE 7), sowie von und nach Kiel Hbf über Eckernförde (RE 72) jeweils im Stundentakt.
Der Anschluss im Intercity-Linienverkehr erfolgt auf den IC-Linien 24, 30 und 76. Die Linie 76 bindet Flensburg dabei im Zweistundentakt an und wird aktuell (Stand: Fahrplanjahr 2019) vom Unternehmen Danske Statsbaner betrieben. Die beiden weiteren Linienverbindungen werden nur noch mit einem Verstärkerzugpaar freitags und sonntags über Hamburg hinaus nach Flensburg durchgebunden. Diese Linien werden von DB Fernverkehr betrieben.
Die zwischenzeitlich durchgeführten Fahrten auf der ICE-Linie 76 mittels ICE-TD zwischen Aarhus und Berlin wurden ab dem Fahrplanjahr 2016 durch die EC-Linie 76 abgelöst und seit dem Fahrplanjahr 2019 auf Fahrten von/nach Hamburg eingeschränkt. Hier verkehren aktuell die dänischen IC3-Triebfahrzeuge.
Die Regionalzüge in Richtung Neumünster verkehrten bis 2014 auch mit Halt in Flensburg-Weiche.
Die ehemalige RegionalExpress-Verbindung mit der Bezeichnung Schleswig-Holstein-Express führte nach Hamburg Hauptbahnhof.
Als Ersatz für die früheren Eisenbahnstrecken nach Niebüll und nach Husum und die früheren Strecken der Flensburger Kreisbahn nach Kappeln und Satrup fahren heute Schnellbusse.

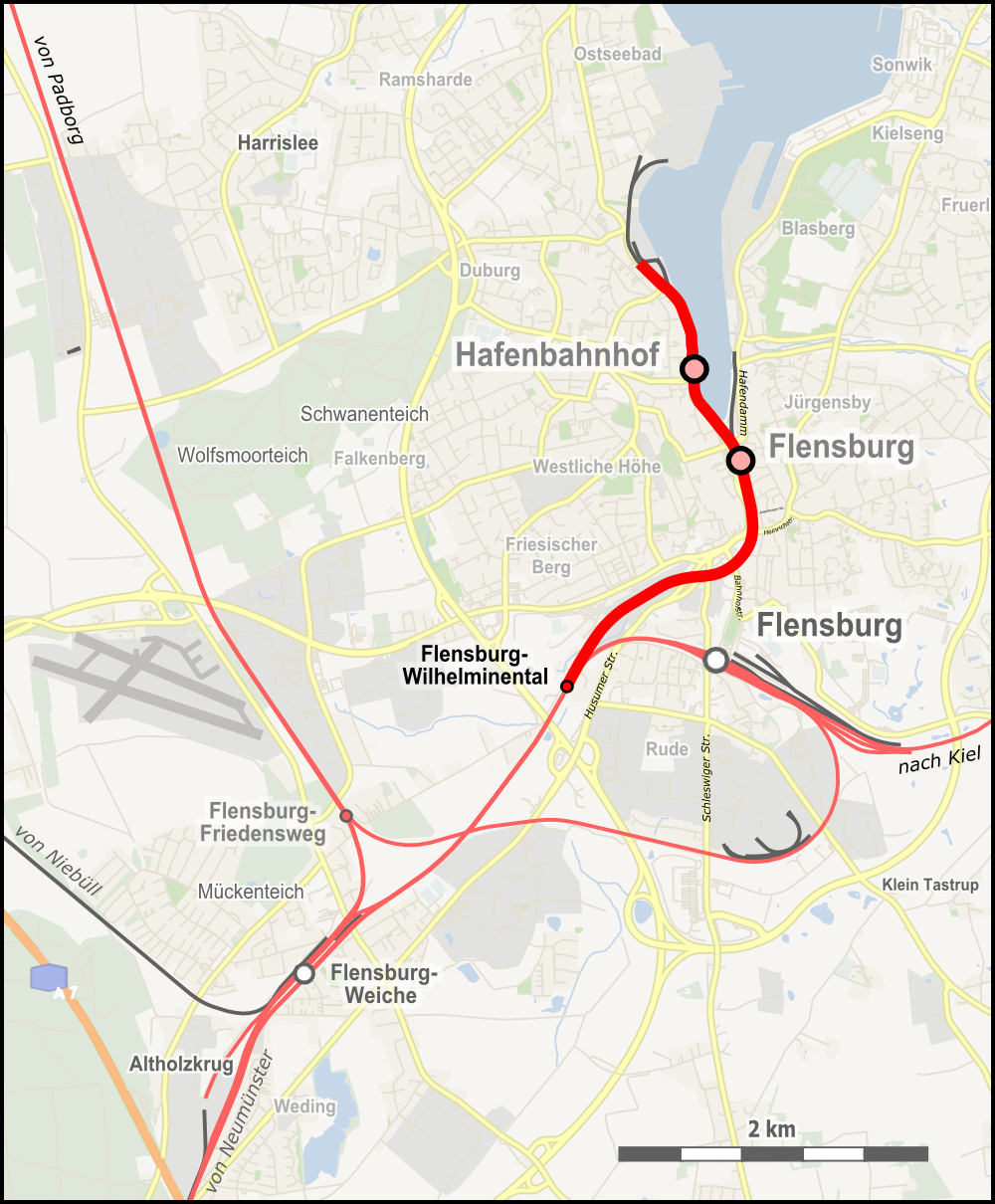
Bahnanlagen einschließlich der Flensburger Hafenbahn
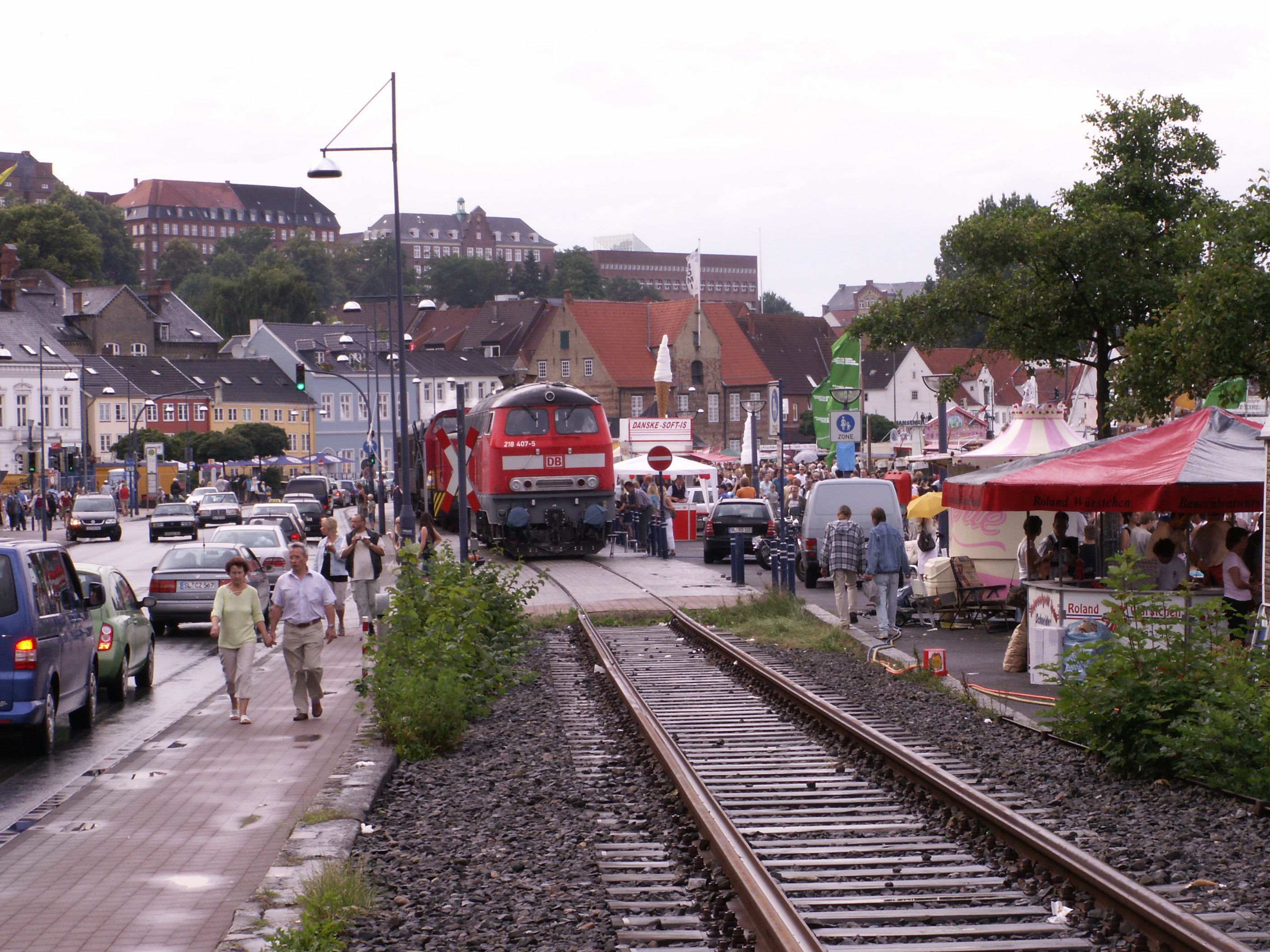
Beim Dampf Rundum konnten bis 2013 Züge auf der Strecke der Flensburger Hafenbahn verkehren
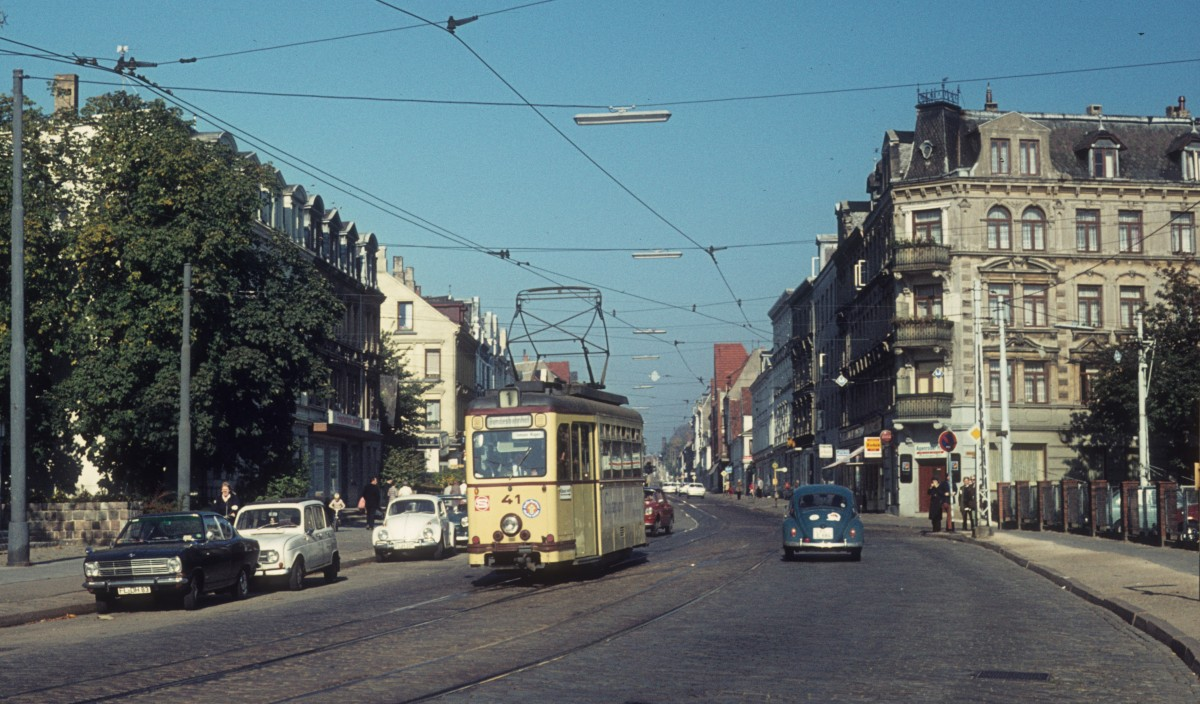
Linie 1 der Städtischen Straßenbahn Flensburg in der Apenrader Straße im Jahr 1972

#### Busverkehr

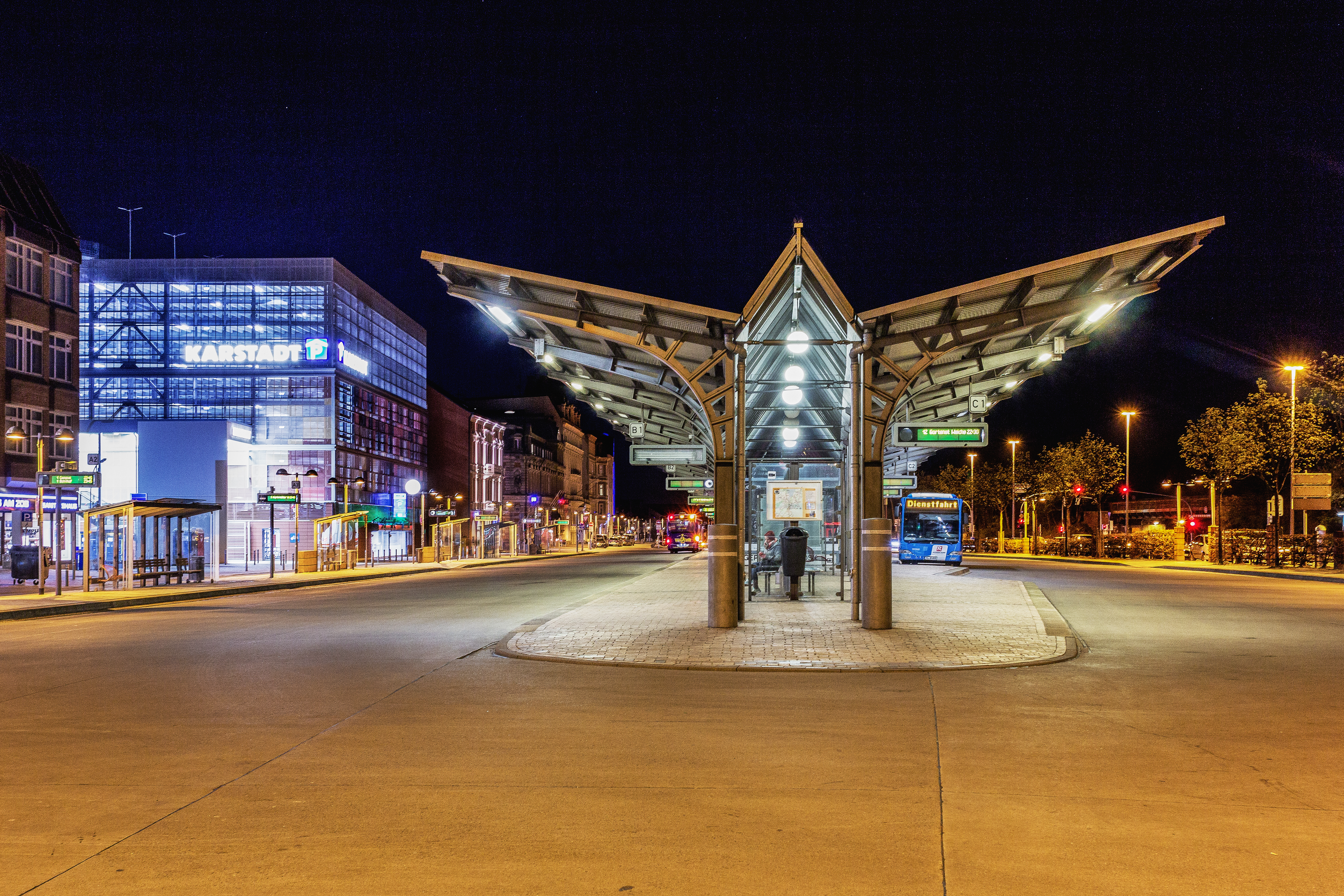
Flensburgs ZOB war 1927 Deutschlands erster Busbahnhof (2015)

Nach Stilllegung der letzten Linie der ehemaligen Städtischen Straßenbahn Flensburg (ab 1881 private Pferdebahn, ab 1907 elektrisch) wurde der ÖPNV ab dem 2. Juni 1973 mit Bussen der Gesellschaften Aktivbus Flensburg (1881–1999 „Stadtwerke Flensburg“), der AFAG, der Autokraft, des Gorzelniaski Omnibusbetriebes und anderer Verkehrsunternehmen durchgeführt. Busunternehmen aus dem Kreis Schleswig-Flensburg sind in der Verkehrsgemeinschaft Schleswig-Flensburg (VGSF) zusammengeschlossen. Es gilt der Schleswig-Holstein-Tarif NAH.SH.

#### Wasserverkehr

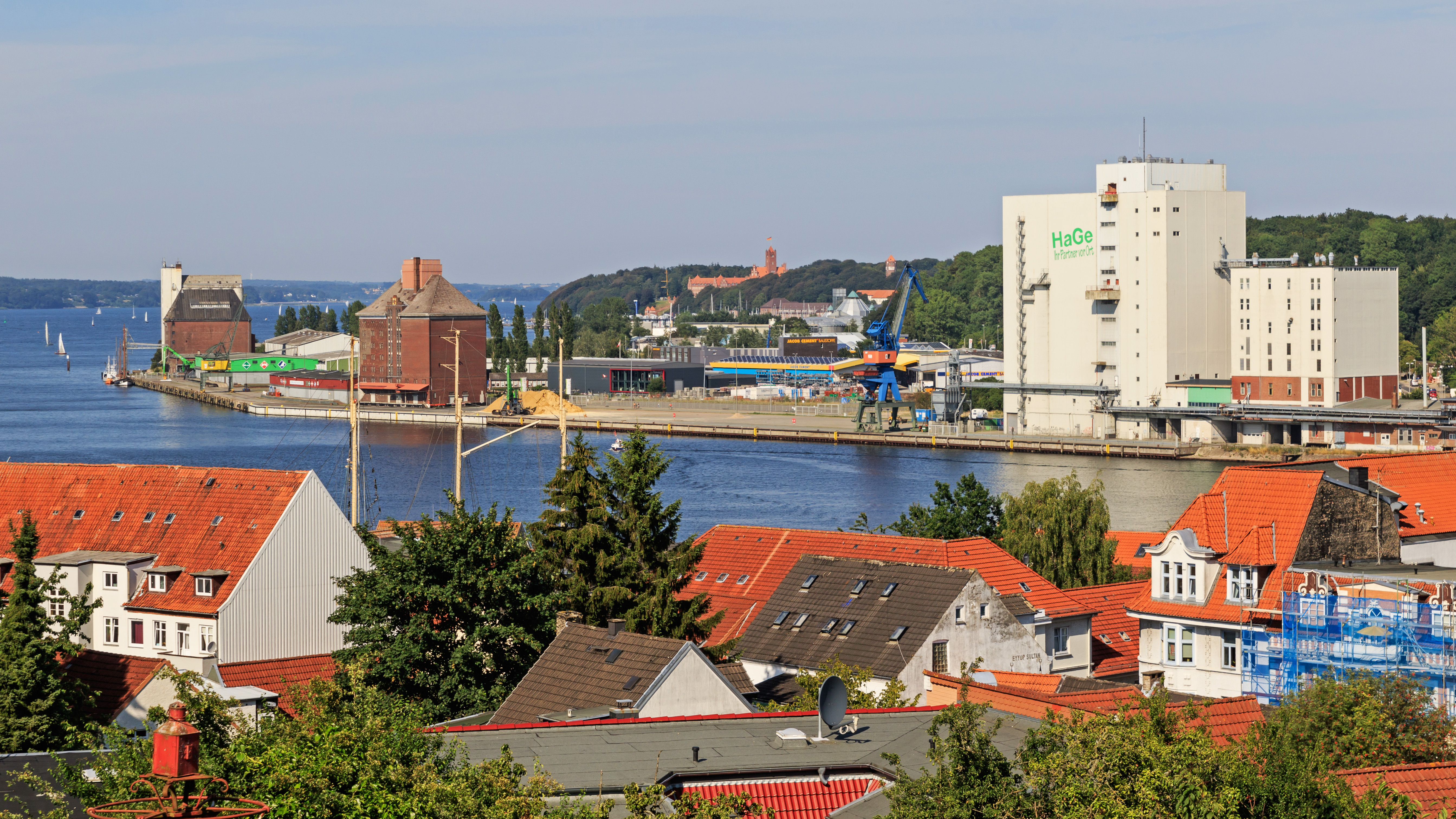
Der Industriehafen ist Umschlagplatz für Massengüter wie Kohle, Splitt, Schrott, Holz und Getreideprodukte sowie Zellulose und Bigpacks als Stückgut.

Die Fördeschifffahrt hat stark an Bedeutung verloren, da die früher häufig durchgeführten Butterfahrten mit ihren preisgünstigen Einkaufsmöglichkeiten an Bord der Ausflugsschiffe aufgrund von EU-Beschlüssen entfallen sind. Regelmäßige Schiffsverbindungen bestehen in den Sommermonaten unter anderem nach Glücksburg und rund um die Ochseninseln.
Die Bedeutung des Flensburger Hafens geht weiter zurück: 2011 wurden mit 319 Seeschiffen rund 510.000 Tonnen Güter umgeschlagen, 2012 waren es bei 287 Schiffen (553.900 BRZ) nur noch 466.501 Tonnen. Wenn das Flensburger Futtermittelwerk im Sommer 2013 geschlossen wird, wird mit einem weiteren starken Rückgang gerechnet, weil damit ein Viertel des Ladungsaufkommen verbunden ist. So wurden 2013 nur noch 398.229 Tonnen umgeschlagen; 227 Schiffe liefen den Flensburger Hafen an. Im Jahr 2016 belief sich der Güterumschlag beim Hafenbetreiber Flensburger Hafen GmbH nur noch auf 306.175 Tonnen (2015: 360.734 t, 2014: 367.883 t).
Durch die deutliche Reduzierung der Umschlagzahlen und damit der Bedeutung des Güterhafens gibt es 2018/2019 Überlegungen, diesen in den nächsten Jahren zu schließen. Am Ostufer könnte stattdessen Wohnungsbau in bester Lage erfolgen.
Seltenen Besuch erhält Flensburg von Kreuzfahrtschiffen. Im Jahr 2016 liefen beispielsweise drei Schiffe den Harniskai an.

#### Luftverkehr

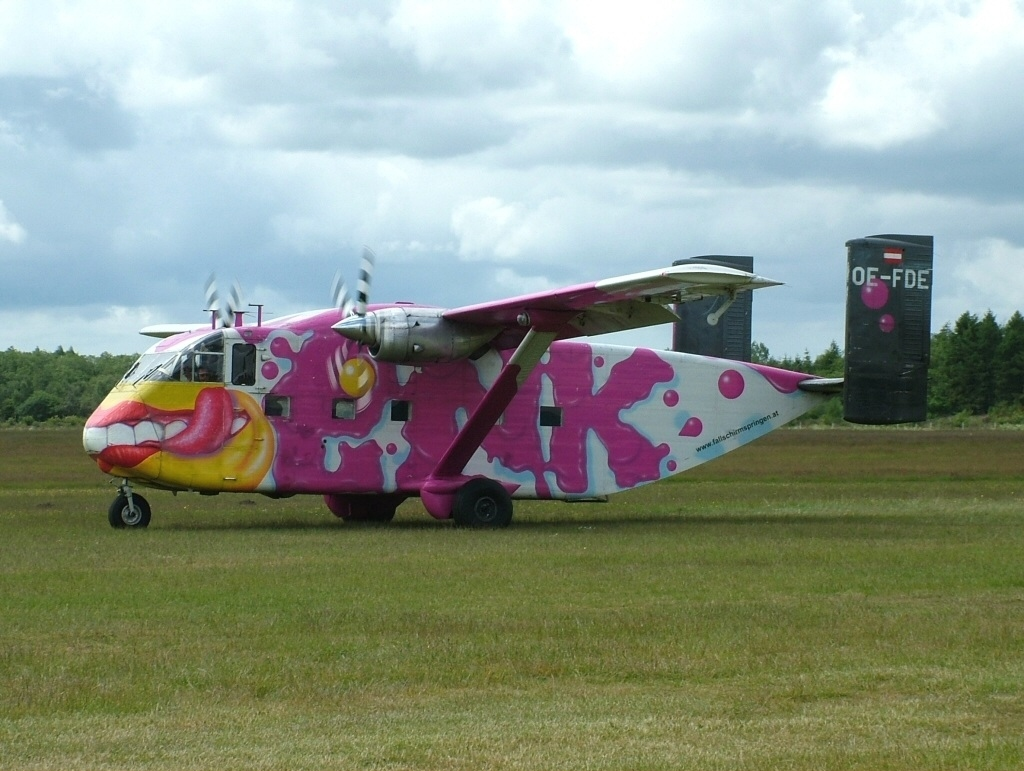
Eine Short Skyvan S.C.7 des Wiener Luftverkehrsunternehmens Pink Aviation Services auf dem Rollfeld des Flugplatzes Flensburg-Schäferhaus (2005)

Im Westen der Stadt liegt der Flugplatz Flensburg-Schäferhaus, von dem aus Geschäfts-, Privat- sowie Rund- und Fotoflüge angeboten werden. Während Zeppeline zu Anfang des 20. Jahrhunderts am Flensburger Himmel kein ungewohnter Anblick mehr waren, begann die eigentliche Geschichte des Flugplatzes Schäferhaus am 8./9. Juli 1910, als ein Aviatiker auf Veranlassung der Ortsgruppe des Vereins für Motorluftschifffahrt Schauflüge mit einem Motorflugzeug unternahm. 1923 wurde der Deutsche Luftfahrtverein Flensburg gegründet, der bis 1937 bestand und 1950 durch den Luftsportverein Flensburg wiederbelebt wurde. Der Verein und seine rund 240 Mitglieder sind aktiv in den Sparten Motorflug, Segelflug und Fallschirmsprung. In Schäferhaus war auch der Heimatflughafen der Fluggesellschaft Northern Air Charter, deren Flotte von 1991 bis 2003 überwiegend für den Frachtflugverkehr eingesetzt worden war, um Bauteile des Mobilfunkherstellers Motorola zwischen Flensburg und dem schottischen Edinburgh zu befördern.
Vom Wasserlandeplatz in Sonwik starten Maschinen des Unternehmens Clipper Aviation, das auch eine Flugschule betreibt.

### Wasserwirtschaft
Trinkwasserversorgung
Die Gewinnung, Aufbereitung und Verteilung des Trinkwassers wird von den Stadtwerken Flensburg übernommen. In zwei Wasserwerken (Ostseebad und Süd) wird Grundwasser zu Trinkwasser aufbereitet. Das Wasserwerk am Ostseebad ging 1881 in Betrieb und fördert aus sieben Brunnen mit einer Tiefe von 100 bis 140 Metern. Das Wasserwerk Süd (1970 eröffnet) hat vier Brunnen mit Tiefen zwischen 200 und 300 Metern. Das Grundwasser steht unter artesischem Druck, der ausreicht, um das Wasser auf eine Höhe von 11 Metern über Normalnull zu heben. Daher sind im Wasserwerk Ostseebad keine Pumpen nötig. Das Wasserwerk Süd liegt auf 33 Metern über Normalnull, weswegen hier gepumpt werden muss.
Jährlich werden etwa 4,7 Mio. m³ Wasser in das 358 km lange Leitungsnetz abgegeben. Hier sind zwei Wassertürme eingebunden, die Verbrauchsspitzen abdecken und auch der Druckerhaltung im Netz dienen (Mürwik mit 1.500 m³ Speichervolumen und Mühlenstraße mit 350 m³). Die Türme wurden auf zweien der höchsten Punkte im Stadtgebiet errichtet, die Wasserspiegel in den Behältern liegen auf 77 Metern über Normalnull. Der Wasserturm Mürwik verfügt über eine Aussichtsplattform für Besucher.
Wasserqualität
Die Gesamthärte liegt mit 7,6 bis 8,9 °dH im Härtebereich „mittel“. Der Brutto-Verbrauchspreis beträgt 1,75 Euro je Kubikmeter.
Abwasserentsorgung
Die Ableitung und Reinigung des anfallenden Abwassers fällt in den Zuständigkeitsbereich des Technischen Betriebszentrums Flensburg. Die 562 Kilometer lange öffentliche Kanalisation befördert das Abwasser zum zentralen Klärwerk in Kielseng . Die Anlage wurde 1962 in Betrieb genommen und hat eine Ausbaugröße von 224.000 Einwohnerwerten. Sie behandelt jährlich 10,3 Mio. m³ Abwasser. Das gereinigte Wasser wird anschließen in die Förde eingeleitet.
Der anfallende Klärschlamm wird in drei Faultürmen ausgefault. Das dabei entstehende Klärgas wird zur Strom- und Wärmeerzeugung verwendet. So können inzwischen 63 % des Strom- und 100 % des Wärmebedarfs der Kläranlage selbst gedeckt werden.

## Rezeption

### Flensburg auf Briefmarken
Der Briefmarken-Jahrgang 1966 der Deutschen Bundespost und der Deutschen Bundespost Berlin enthielt innerhalb der Dauermarkenserie Deutsche Bauwerke aus zwölf Jahrhunderten jeweils zwei 30-Pfennig-Werte mit dem Nordertor, davon jeweils eine Briefmarke in grün und eine in rot. Außerdem existieren vom nahgelegenen Schloss Glücksburg zwei Briefmarken: Jeweils eine 10-Pfennig-Ausgabe der Dauermarkenserie Burgen und Schlösser von der DBP 1977 und der DBP Berlin 1977 sowie eine 45-Cent-Sondermarke von 2013. Eine weitere Briefmarke zeigt auf einer 55-Cent-Sondermarke von 2008 das Segelschulschiff Gorch Fock, das dem Kommando der Marineschule untersteht und daher zu besonderen Anlässen in Flensburg liegt. Darüber hinaus veröffentlichte die Deutsche Bundespost 1985 eine 80-Pfennig-Marke zum 30. Jahrestag der Bonn-Kopenhagener Erklärungen, in der die deutsch-dänische Grenzregion einschließlich der Flensburger Förde als Landkarte grafisch abgebildet ist.

Ausgabe der Deutschen Bundespost am 7. Januar 1966 (Auflage 625.000.000)
Ausgabe der Deutschen Bundespost am 17. Februar 1967 (Auflage 3.245.000.000)
Ausgabe der Deutschen Bundespost Berlin am 7. Januar 1966 (Auflage 21.000.000)
Ausgabe der Deutschen Bundespost Berlin am 17. Februar 1967 (Auflage 45.000.000)
Ausgabe der Deutschen Bundespost am 21. Februar 1985 (Auflage 26.650.000)

### Namenspatenschaften

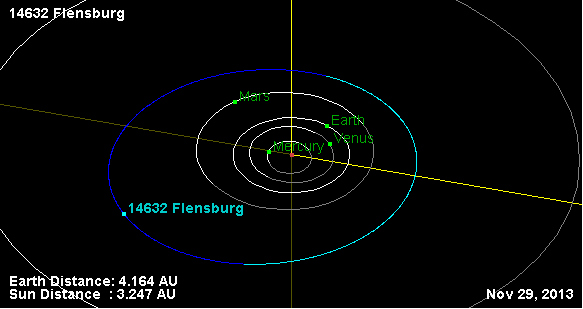
Umlaufbahn des Asteroiden (14632) Flensburg

Flensburg war Namenspate des Radarempfängers FuG 227 „Flensburg“ von 1944 und ist es vom Asteroiden (14632) Flensburg, benannt nach der Geburtsstadt des Entdeckers Norbert Ehring. Unter dem Namen Flensburg wird seit dem 5. Februar 2020 zudem ein Meteorit in der Datenbank Meteoritical Bulletin Database geführt, der am 13. September 2019, einen Tag nach dem Fall, in Flensburg gefunden wurde. Das Feuerschiff Noorderlicht, welches von 1910 bis 1963 in der Geltinger Bucht stationiert war, trug bis 1992 ebenfalls den Namen Flensburg. In zahlreichen Städten existieren nach der Stadt benannte Straßen, Plätze und Wege, beispielsweise im Berliner Hansaviertel die Flensburger Straße, in Kopenhagen-Vesterbro die Flensborggade oder in Leyland bei Preston in England der Flensburg Way. Außerdem gibt es in der isländischen Stadt Hafnarfjörður eine Bushaltestelle mit dem Namen Flensborg, benannt nach der dort liegenden Flensborgarskólinn. Die Schule wurde 1877 als Grundschule gegründet und erhielt den Namen von einem Ladengeschäft, das sich dort zuvor befand und – aufgrund der Herkunft seiner Händler – als Flensborg-Shop bekannt war. Die Lufthansa benannte zudem zwei ihrer Flugzeuge nach der Fördestadt. Die erste Maschine, eine Boeing 737, trug ein Flensburg-Wappen am Heck. Die zweite der beiden Maschinen ist heute noch im Einsatz. Der besagte Airbus A321 D-AIRY wurde dadurch bekannt, dass die Fernsehfigur „Die Maus“ an ihrem Heck zu finden ist, da dessen Inbetriebnahme im Jahr 1999 von der Sendung mit der Maus dokumentiert wurde.
Dennoch, als besonders kurios gilt das Beispiel der winzigen Kleinstadt Flensburg im US-amerikanischen Bundesstaat Minnesota, in der der Flensburger Albert Bülow 1892 eine Poststelle gründete, was Einfluss nahm auf die Benennung des Ortes mit rund 225 Einwohnern (Stand 2010).
Als Familienname ist Flensburg in Dänemark und Schweden verzeichnet. Bekannte Namensträger sind der dänische Handballspieler Claus Flensborg und der Offizier Carl Julius Flensborg (1804–1852), von 1851 bis 1852 dänischer Kriegsminister. Das schwedische Geschlecht Flensburg entstammt von dem in der Fördestadt geborenen Hans Grederson (1583(?)–1618). Sein Sohn, Johan Hansen Flensburg (1615–1693), baute sich in Malmö eine neue Existenz als Schuhmacher auf. Dort kaufte ein späterer Nachkomme, Mathias Flensburg (1779–1851), im Jahr 1847 ein Handels- und Wohnhaus (gebaut 1595), das sich seither Flensburgska huset bzw. Flensburgska gården (Flensburgischer Hof) nennt. Darüber hinaus gibt es in der südschwedischen Stadt ein Büro-, Geschäfts- bzw. Wohnviertel, das den Namen Flensburg trägt. In Karlskrona, Schweden, gibt es einen 1790 errichteten Kaufmannshof mit Namen Flensburgska gården, Flensburger Hof (Ecke Bredgatan / Östra Köpmansgatan auf der Insel Trossö). Den Namen erhielt das Haus erst nach dem Erwerb durch den Ratsherrn Fredrik Waldemar Flensburg, dem es von 1928 bis 1976 gehörte.

## Persönlichkeiten

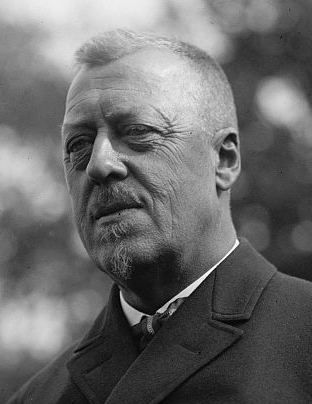
Den in Flensburg geborenen Luftfahrtpionier Hugo Eckener (1868–1954), der als Nachfolger von Ferdinand Graf von Zeppelin galt, ernannte die Stadt Flensburg 1924 zum Ehrenbürger.

### Ehrenbürger
Unter den rund ein Dutzend Ehrenbürgern sind die bekanntesten Otto von Bismarck (1815–1898), wie in über 400 Städten auch im Verlauf seiner Huldigung mit einer Ehrenbürgerschaft bedacht, und Hugo Eckener (1868–1954), ein Pionier der deutschen Zeppelin-Luftfahrt, der 1932 sogar als Kandidat für die Reichspräsidentenwahl gehandelt wurde. Der einzige Bürgermeister der Stadt, der sich die Ehrenbürgerwürde Flensburgs verdiente, war Hermann Bendix Todsen. Unter ihm vergrößerte sich das Stadtgebiet um das gesamte Ostufer, insbesondere Mürwik.

### Söhne und Töchter der Stadt
Zu den bekannten Persönlichkeiten, die in Flensburg geboren wurden, zählen unter anderen Christian V. (1646–1699), König von Dänemark und Norwegen, der Historiker Georg Waitz (1813–1886), der Kunsthandwerker und Jugendstil-Begründer Hans Christiansen (1866–1945), die dänische Seiltänzerin Hedvig Antoinette Isabella Eleonore Jensen („Elvira Madigan“) (1867–1889), die Malerin Berta Katharina (Käte) Lassen (1880–1956), die Dadaistin Emmy Hennings (1885–1948), die Kinderbuchillustratorin Marianne Scheel (1902–2002), sowie DJ Koze. Als Flensburger Originale gelten die beiden Petuhtanten, Buchautorinnen und Schauspielerinnen Gerty Molzen (1906–1990) und die 2015 zur Ehrenbürgerin ernannte Renate Delfs (1925–2018), wobei Molzen auch als Kabarettistin und noch im hohen Alter als Popsängerin Karriere machte. Ebenso geboren sind dort der Präsident und Ehrenpräsident des Deutschen Sportbundes Hans Hansen (1926–2007), die Sängerin Marion Maerz (* 1943), der Jurist und Direktor von Europol, Jürgen Storbeck (* 1946), die Grünen-Politikerin Bärbel Höhn (von 1995 bis 2005 NRW-Umweltministerin), der Rekord-Handballtorhüter Jan Holpert (* 1968), die Sportjournalistin Nicole Selmer (* 1970) sowie die CDU-Politikerin Sandra Carstensen (* 1971).
Gebürtiger Flensburger ist auch der Fernsehmoderator und Sänger Dieter Thomas Heck (1937–2018), allerdings zogen seine Eltern mit ihm von der Tirpitzstraße 109 im Stadtteil Mürwik nach Hamburg, als er vier bis sechs Wochen alt war. Der Schiffbauingenieur Ernst Nicol (1923–2022) erfand das unsinkbare geschlossene Rettungsboot. Es ist heute verpflichtender Standard für jedes Seeschiff weltweit. Ulrich Beier (1928–1981) war ein Bildhauer, der in der Region Schleswig-Holstein und Hamburg eine beachtliche Reputation genoss. Er schuf u. a. die Brunnenskulptur Holm-Nixe. Der Bassist Martin Wind (* 1968), der heute von New York aus als Jazzmusiker international tätig ist, wurde 2004 zum „Flensburg-Botschafter“ ernannt; er arbeitet auch im Duo mit dem Gitarristen Ulf Meyer (* 1955), der gleichfalls aus Flensburg stammt; Meyer spielte auch im Duo mit seinem ebenfalls hier gebürtigen Gitarrenkollegen Christoph Oeding (1958–2019).

### Persönlichkeiten, die in Flensburg gewirkt haben
Weitere Persönlichkeiten, die in Flensburg gewirkt haben, sind unter anderem Wilhelm Mensinga (1836–1910), Arzt und Wegbereiter der Geburtenkontrolle, und Adalbert Kelm (1856–1939), Architekt der Marineschule Mürwik. Der Maler und Bildhauer Emil Nolde (1867–1956) wurde von 1884 bis 1888 als Schnitzer und Zeichner an der Kunstgewerbeschule in Flensburg (heute Museumsberg Flensburg) ausgebildet. Die Bauten des Flensburger Magistratsbaurat und Architekten Paul Ziegler (1874–1956) prägen bis heute das Stadtbild Flensburgs, allen voran das Deutsche Haus und die Schulgebäude der Auguste-Viktoria-Schule, der Goethe-Schule und der Schloss-Duburg-Schule am Schloßwall für die Städtische Handelslehranstalt. Elsa Oehmigen (1908–1995) galt als letzte Drehorgelspielerin als ein Flensburger Original. Der aus Ostpreußen stammende Internist Helmut Vogt (* 1909) war Chefarzt am Diakonissen-Krankenhaus in Flensburg (Bereits 1941 hatte er zur Klärung des Krankheitsbildes der Haffkrankheit beigetragen. Thomas Victor Adolph (1914–1997) baute das NDR-Studio Flensburg ab 1949 auf und leitete es bis 1964, bevor er auch das NDR-Landesfunkhaus Kiel aufbaute und bis 1971 leitete. U. a. für diese Leistungen erhielt er das Verdienstkreuz 1. Klasse. Beate Uhse (1919–2001), Pilotin und Unternehmerin, gründete 1962 mit dem Institut für Ehehygiene in der Angelburger Straße 58 den ersten Sexshop der Welt. Später erhielt sie das Bundesverdienstkreuz und durfte sich zum 80. Geburtstag im Goldenen Buch der Stadt Flensburg verewigen. Rötger Feldmann (* 1950) alias Brösel, Schöpfer der Comicfigur Werner, arbeitete als Lithograf in Flensburg.